# Castilla-La Mancha
Castilla-La Mancha es una comunidad autónoma de España, de acuerdo con su Estatuto de Autonomía y la Constitución Española. Su peculiar nombre indica que esta región es «la parte de Castilla en torno a la comarca de La Mancha», estableciendo para ello una similitud con el tradicional nombre de Castilla la Nueva (región predecesora que incluía también a la provincia de Madrid). Está formada por las provincias de Albacete, Ciudad Real, Cuenca, Guadalajara y Toledo, que a su vez se dividen en un total de 919 municipios. Su máximo órgano ejecutivo y legislativo es la Junta de Comunidades de Castilla-La Mancha, que tiene su sede en Toledo; y su ciudad más poblada, Albacete, es sede del máximo órgano judicial (el Tribunal Superior de Justicia de Castilla-La Mancha).
Castilla-La Mancha se encuentra situada en la parte central de la península ibérica, ocupando la mayor parte de la submeseta sur. Limita al norte con las comunidades autónomas de Castilla y León y la Comunidad de Madrid, al oeste con la de Extremadura, al este con las de Aragón y la Comunidad Valenciana, y al sur con las de la Región de Murcia y Andalucía. La comunidad es la tercera autonomía más extensa de España, con una superficie de 79 409 km², que representa el 15,7 % del total peninsular, contando con una población a 1 de enero de 2024 de 2 104 433 habitantes, un 11,3 % de los cuales son extranjeros, habiendo experimentado un importante aumento en ambas cifras durante los últimos años. La esperanza de vida alcanzó de media los 82,88 años, superior a la media nacional.
En el plano geográfico, dentro de la comunidad se diferencian claramente dos tipos de paisajes: la llanura y la montaña. Las zonas montañosas más importantes de Castilla-La Mancha bordean en parte los límites de la comunidad, y son el sistema Central, que comprende las sierras de Ayllón, Pela y Alto Rey en el norte de Guadalajara, y la sierra de San Vicente en la provincia de Toledo; el sistema Ibérico, que cubre parte de las provincias de Cuenca y Guadalajara; las sierras de Alcaraz y del Segura en Albacete; las estribaciones de Sierra Morena, que penetran en Ciudad Real (sierra Madrona), y los Montes de Toledo, que se extienden entre las provincias de Ciudad Real y Toledo. La llanura domina el resto del territorio, ya que casi el 80 % de la superficie autonómica no supera los 1000 m de altitud. A la gran llanura de La Mancha, una comarca natural que se extiende por buena parte de las provincias de Ciudad Real, Albacete, Toledo y Cuenca, se suma La Alcarria, que abarca parte de las provincias de Guadalajara y Cuenca y que tiene una altitud en torno a los 1000 m sobre el nivel del mar. Los principales ríos que recorren la región son el Tajo y el Guadiana que desembocan en el Atlántico, y el Júcar y el Segura, que lo hacen en el mar Mediterráneo.
En la realidad económica castellanomanchega ha tenido tradicionalmente un papel destacado el sector primario, aunque ha sido desplazado de forma progresiva por el sector servicios, actual motor de la economía de la Comunidad. La industria se ha concentrado en torno a los principales ejes de comunicación de Castilla-La Mancha con la zona centro (Corredor del Henares y La Sagra) y en las áreas urbanas más importantes (capitales de provincia y ciudades medias). En infraestructuras, Castilla-La Mancha contaba en 2009 con cerca de 1800 km de vías rápidas (autovías o autopistas), 670 km de AVE (primera comunidad autónoma en tener todas sus capitales conectadas a la alta velocidad), y dos aeropuertos (el de Albacete y el de Ciudad Real).
La historia de Castilla-La Mancha incluye a pueblos y culturas como los íberos, romanos, visigodos, andalusíes, sefardíes y castellanos. Fueron estos últimos los que establecieron en estas tierras el Reino de Toledo en el siglo XI (durante la Reconquista), entidad que pasaría a llamarse Castilla la Nueva a partir del siglo XVI, sufriría modificaciones en sus límites territoriales en el siglo XIX y de la que desciende nuestra actual Castilla-La Mancha (junto a la Comunidad de Madrid). Asimismo, la región cuenta con un rico patrimonio artístico y natural, entre los que destacan las tres ciudades declaradas por la Unesco como Patrimonio de la Humanidad (Toledo, Cuenca y Almadén), además de otras doce que forman parte del arte rupestre del arco mediterráneo de la península ibérica, o las 278 230,784 ha dedicadas a espacios naturales protegidos.
La región accedió al autogobierno constituyéndose como comunidad autónoma el 16 de agosto de 1982 con la publicación del Estatuto de Autonomía de Castilla-La Mancha modificado en 1991, 1994 y 1997. En 2007 se acordó una nueva propuesta de modificación del mismo que finalmente no entró en vigor.

## Toponimia
El corónimo Castilla-La Mancha es una denominación moderna, surgida tras la división autonómica vigente, que está formado por un binomio que da sentido a las cinco provincias que conforman la comunidad. Las cinco provincias que forman parte de Castilla-La Mancha son territorios que históricamente han pertenecido al antiguo Reino de Castilla, situándose la comarca natural de La Mancha en parte de cuatro de ellas (Albacete, Ciudad Real, Cuenca y Toledo), siendo así la comarca más extensa y representativa de la comunidad autónoma. El nexo de unión entre ambos territorios está simbolizado con el guion (-) entre ambos binomios, puesto que el territorio de La Mancha se circunscribía dentro del Reino de Castilla. No obstante, ya durante la Primera República española se perfiló la idea de la creación de un Estado Regional Castellano-Manchego.
Castilla
Castilla (nombrada en los primeros documentos en castellano antiguo como Castella o Castiella) significa, según su etimología, «tierra de castillos», siendo denominada por los historiadores árabes como Qashtāla قَشْتَالَة y su nombre aparece justificado como tierra sembrada de castillos. El término vendría del latín castellum, diminutivo este a su vez del término castrum, castro, fortificación de la Iberia prerromana.
La Mancha

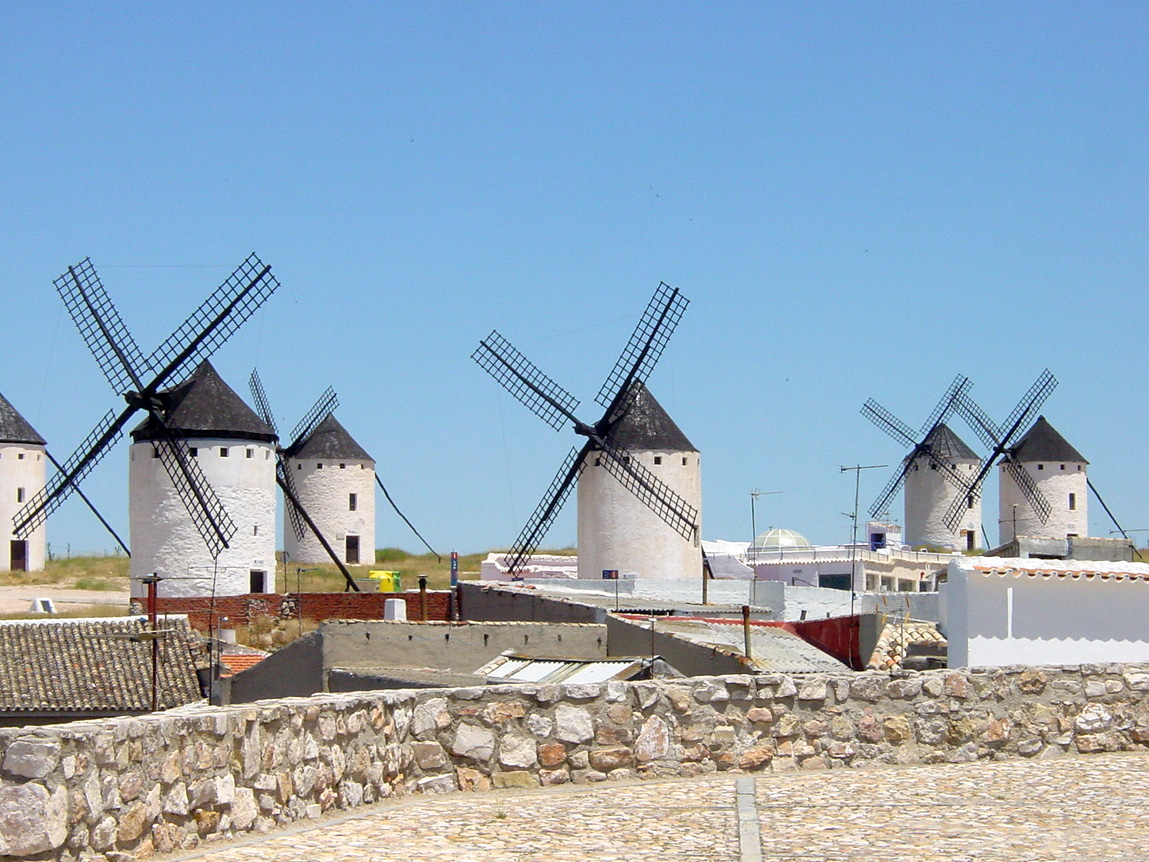
La Mancha es un topónimo de origen árabe

La teoría más extendida estipula que La Mancha procede de la lengua árabe durante la ocupación musulmana de la península ibérica, y que procede el topónimo "Mancha", pronunciado como Manxaf o Al-Manshaf المَنْشَف, que se traduce como "tierra sin agua", o Manya como "alta planicie" o "lugar elevado". El historiador Jerónimo Zurita afirma que otro historiador, Pero López de Ayala, tuvo noticia cierta del nombre de Mancha como tierra de espartos, seca, que los godos la llamaban Espartaria y que los árabes mantuvieron el léxico Espartaria que en lengua árabe sería Manxaf. Esta tierra Espartaria se vincula con el antiguo Campo Espartario o Espartaria, de la Carthagena Espartera, heredero a su vez de la provincia romana Carthaginense, que englobaba a gran parte de la actual Castilla-La Mancha.

## Símbolos
La bandera, el escudo de armas o emblema, y el himno son los símbolos oficiales de Castilla-La Mancha, según estableció la Ley Orgánica 9/1982, del 10 de agosto, del Estatuto de Autonomía de Castilla-La Mancha.

### Bandera
Creada la región en forma de preautonomía se discutieron siete proyectos diferentes de bandera. Finalmente se eligió el proyecto presentado por el heraldista manchego Ramón José Maldonado. El artículo quinto del Estatuto de Autonomía expone:

- Uno. La bandera de la región se compone de un rectángulo dividido verticalmente en dos cuadrados iguales: el primero, junto al mástil, de color rojo carmesí con un castillo de oro mazonado de sable y aclarado de azur y el segundo, blanco.
- Dos. La bandera de la región ondeará en los edificios públicos de titularidad regional, provincial o municipal, y figurará al lado de la bandera de España, que ostentará lugar preeminente; también podrá figurar la representativa de los territorios históricos

### Escudo
El escudo de Castilla-La Mancha está basado en la bandera autonómica. La Ley 1/1983 del 30 de junio describe así el escudo:

Artículo 1.º.- El escudo de la Junta de Comunidades de Castilla-La Mancha es partido. En el primer cuartel, en campo de gules un castillo de oro almenado, aclarado de azur y mazonado de sable. El segundo cuartel, campo de argent o plata. Al timbre, corona real cerrada, que es un círculo de oro engastado de piedras preciosas, compuesto de ocho florones, de hojas de acanto, visibles cinco, interpolado de perlas y de cuyas hojas salen sendas diademas sumadas de perlas, que convergen en un mundo de azur o azul, con el semimeridiano y el ecuador de oro sumado de cruz de oro. La corona forrada de gules o rojo.

La Ley fue desarrollada por el Decreto 132/1983, del 5 de julio, por el que se hacía público el modelo oficial del escudo en Castilla-La Mancha, y por el Decreto 115/1985, del 12 de noviembre, por el que se complementaba el anterior.
Varias instituciones de la región han adoptado este escudo como parte de sus propios emblemas; entre ellas figuran las Cortes de Castilla-La Mancha, el Consejo Consultivo y la Universidad de Castilla-La Mancha.
Himno
A pesar de que el artículo 5.º del Estatuto de Autonomía indica que la región tendrá un himno propio, en la actualidad no se ha llegado a un acuerdo sobre un himno apropiado para la comunidad.
Se han presentado varias propuestas, entre las que cabe destacar la de usar la "Canción del sembrador" de la zarzuela La rosa del azafrán de Jacinto Guerrero o el "Canto a la Mancha" de Tomás Barrera.

## Geografía

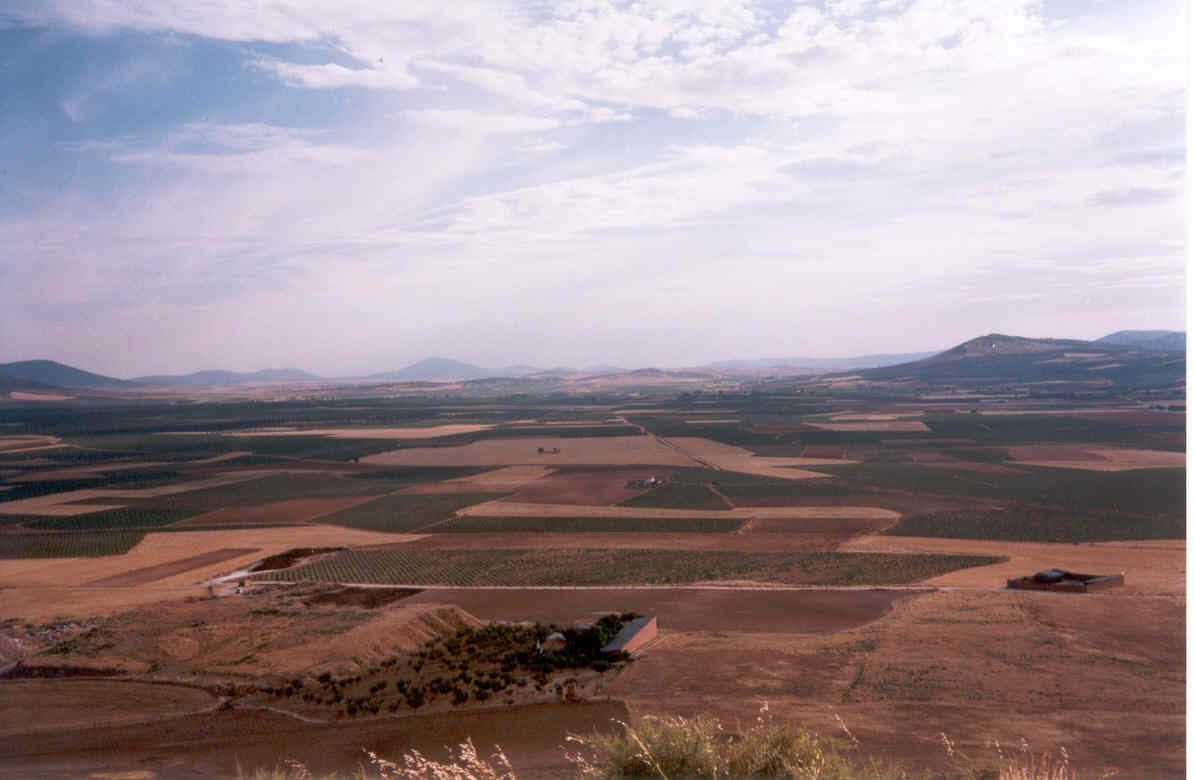
Paisaje de la submeseta sur en los alrededores de Consuegra

La comunidad autónoma se encuentra situada en el centro de la península ibérica, ocupando la mayor parte de la Submeseta sur. Se encuentra encuadrada al sur del sistema Central, con un relieve que se distingue por una gran diversidad topográfica, geológica, litológica y geomórfica. La comunidad es la tercera del Estado español más extensa con una superficie de 79 463 km², lo que representa el 15,7 % del territorio nacional.

### Orografía
En la región se distinguen claramente dos tipos de relieve. Por una parte, la Meseta, una gran llanura uniforme con poco relieve. Dentro de esa uniformidad, el relieve más destacable es el formado por los Montes de Toledo, con alturas como Las Villuercas (1601 m) y Rocigalgo (1447 m). Está dividida entre los valles del río Tajo y del Guadiana.

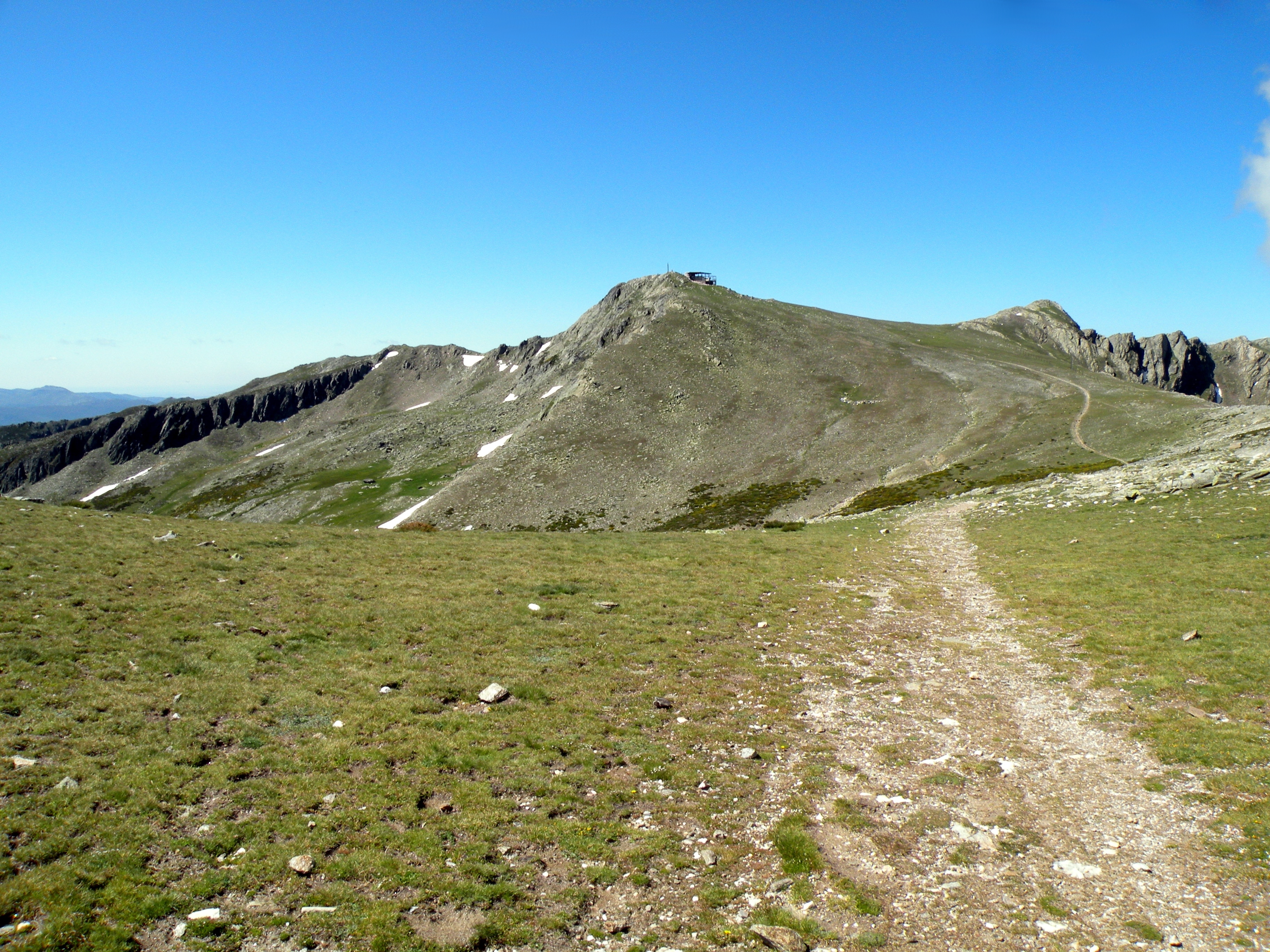
El pico del Lobo —fronterizo con Castilla y León— es con 2274 m el techo de la comunidad autónoma

Por otra parte, la zona más montañosa que rodea la Meseta y sirve de límite natural de la comunidad. En el norte de la provincia de Guadalajara, limitando con las provincias de Madrid, Segovia y Soria, se encuentra un conjunto montañoso, perteneciente al sistema Central, del que destacan las sierras de Pela, Ayllón, Somosierra, Barahona y Ministra, y en el cual nacen los ríos Jarama, Cañamares y Henares. En la sierra de Ayllón se encuentran las tres cimas más elevadas del territorio de la comunidad autónoma: el pico del Lobo (2273 m), el Cerrón (2199 m) y la Peña Cebollera Vieja o Tres Provincias (2129 m). El Sistema Central penetra también en la región por la provincia de Toledo en sus estribaciones más meridionales: la sierra de San Vicente, que se encuentra delimitada al norte por el río Tiétar y al sur por el Alberche y el Tajo.
Al sur de dicho sistema se sitúan los Montes de Toledo, que atraviesan la región de oeste a este, marcando la divisoria entre el Tajo y Castilla la Nueva, y el Guadiana y La Mancha, formando parte de la vertiente meridional de la cuenca del primero y de la septentrional del segundo.
Al nordeste se encuentra el Sistema Ibérico, donde existe una importante acción fluvial y sobre todo cárstica, que ha dado lugar a parajes como la Ciudad Encantada, los Callejones de Las Majadas o las Hoces del Cabriel.
En el suroeste se encuentra la cordillera de Sierra Morena, que constituye el reborde sur de la Meseta Central y que sirve límite con Andalucía. En ella destacan dentro de la región sierra Madrona, sierra de Alcudia y sierra de San Andrés. En el otro extremo sur de la comunidad se encuentra la sierra de Alcaraz que forma parte del Sistema Bético.

### Hidrografía

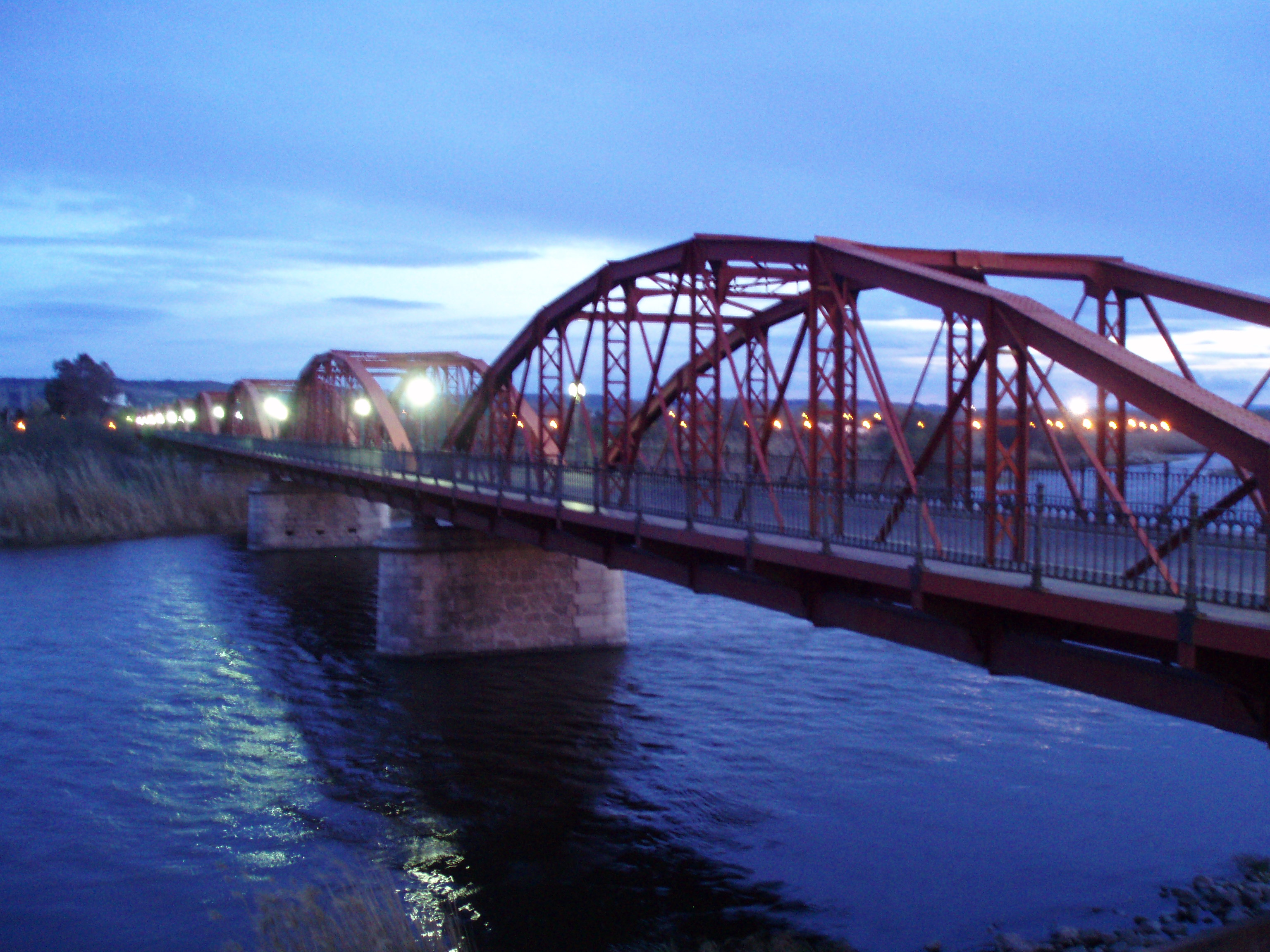
El Tajo en Talavera de la Reina

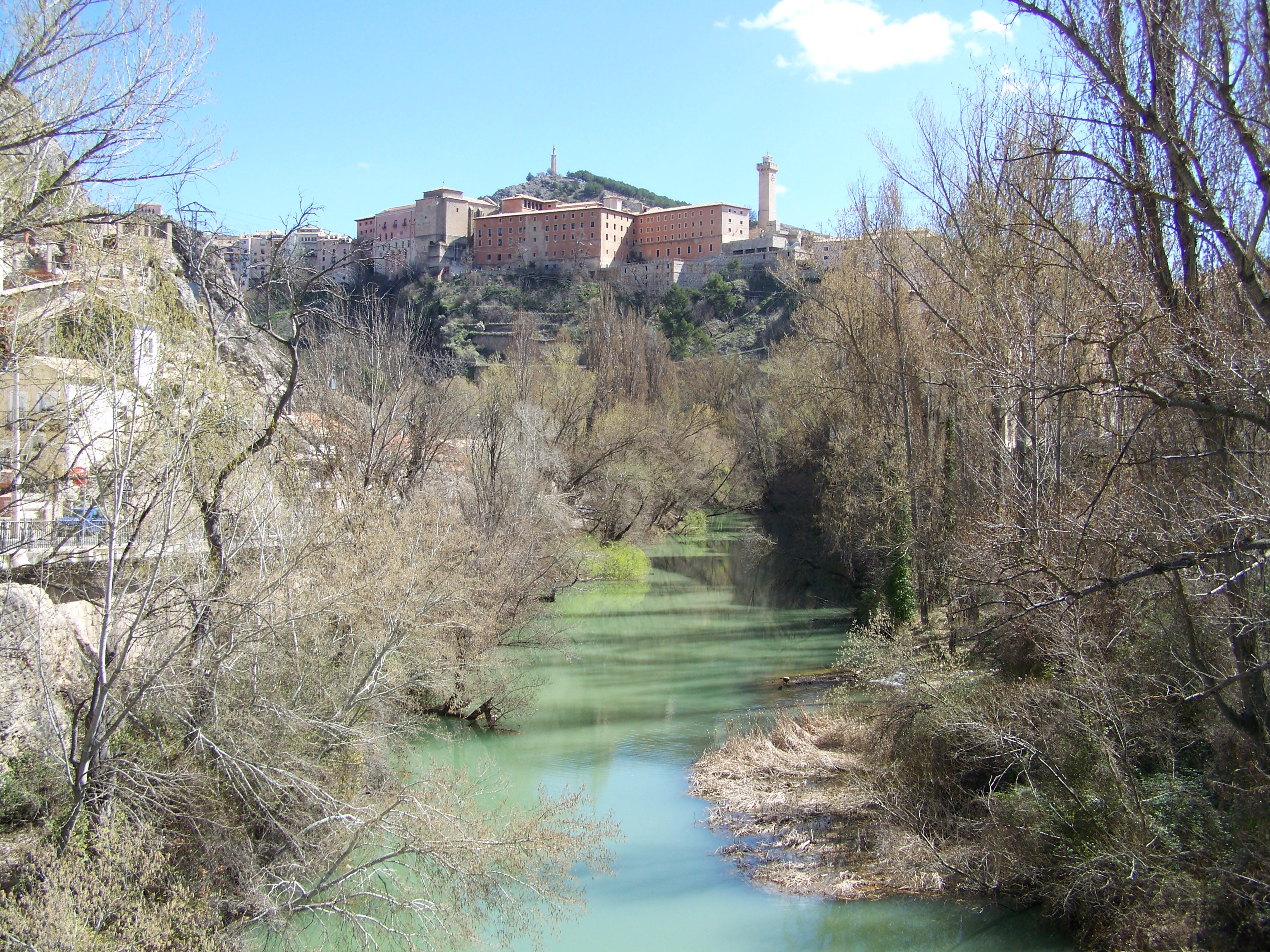
El río Júcar a su paso por Cuenca

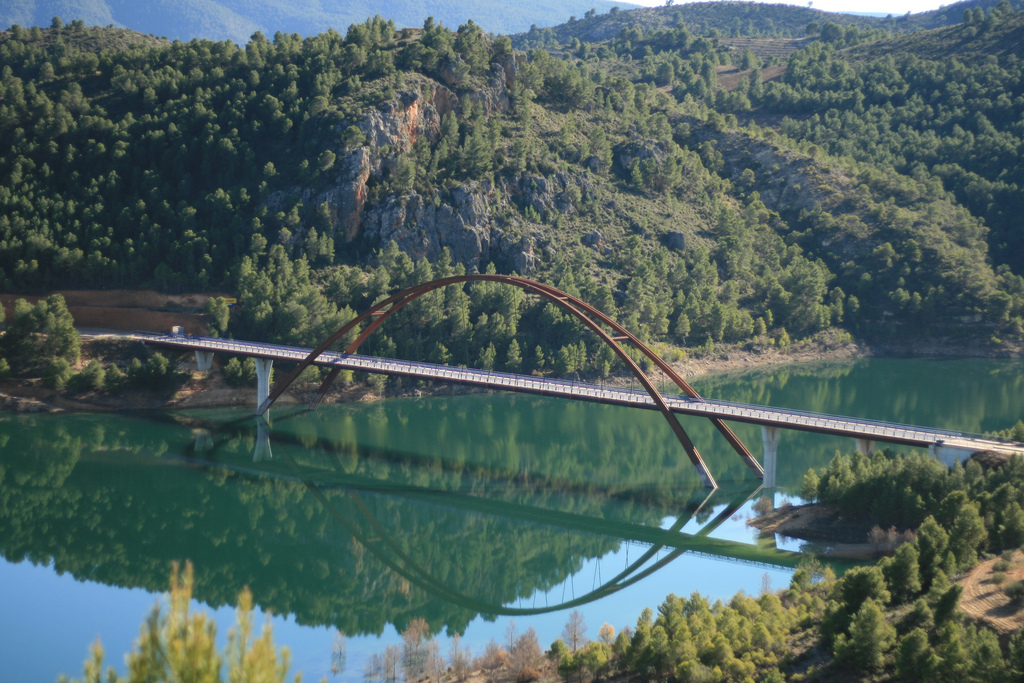
Río Segura

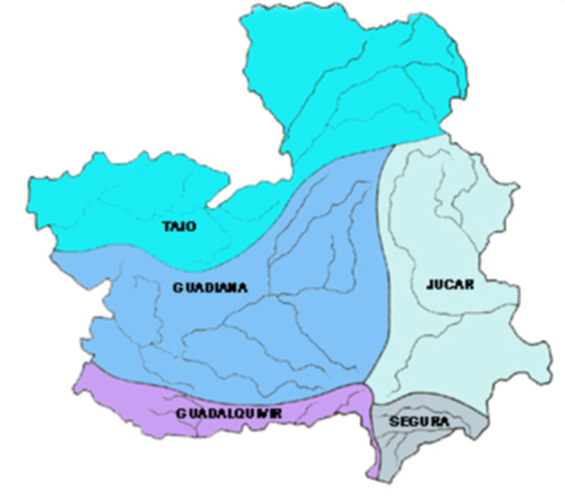
Principales cuencas hidrográficas

El territorio castellanomanchego está dividido en ocho cuencas hidrográficas principales, Tajo, Guadiana,Guadalquivir y Duero, que vierten sus aguas al océano Atlántico y Ebro, Júcar, Turia y Segura, que lo hacen al Mediterráneo.
El Tajo abastece a una población total de 587 184 habitantes siendo la extensión de su cuenca de 26 699 km². Abarca la casi totalidad de la provincia de Guadalajara, incluida su capital, y la mayor parte de la provincia de Toledo, con las dos mayores ciudades de esta, Toledo y Talavera de la Reina.
La cuenca hidrográfica del Guadiana tiene una extensión de 26 646 km² lo que supone el 37 % del total del río, y atiende a una población de 583 259 habitantes. Abarca el sur de la provincia de Toledo, casi la totalidad de la provincia de Ciudad Real (exceptuando la parte sur), el suroeste de la provincia de Cuenca y el noroeste de la provincia de Albacete.
Por su parte, la cuenca del Guadalquivir ocupa un 5,17 % del territorio regional lo que supone una extensión de 4100 km² y abastece a poblaciones como Alcaraz y Puertollano. Se encuentra al sur de las provincias de Ciudad Real y Albacete.
En el norte de la provincia de Guadalajara se encuentran algunos arroyos que vierten sus aguas a la cuenca del Duero. Los más importantes son los que nacen en la sierra de Pela y que forman la cabecera del río Aguisejo. La superficie de cuenca esta vertiente es de tan solo 55 km².
En cuanto al Júcar, su cuenca abastece a unas 397 000 personas y cubre una extensión de 15 737 km² lo que supone el 19,86 % del territorio regional y el 36,61 % del total de la cuenca. Abarca el este de las provincias de Cuenca y de Albacete, incluyendo ambas capitales.En el río Júcar desemboca el Canal de María Cristina, que discurre por el término municipal de Albacete en dirección suroeste-noroeste, atravesando la capital. Fue creado por Felipe IV en 1804, comenzando su construcción en 1805. Tiene una longitud de 32 km.
La cuenca del río Turia ocupa 258 km² en el este de la provincia de Cuenca. Aunque se administra conjuntamente con la del Júcar y otras cuencas mediterráneas menores desde la demarcación hidrográfica del Júcar, se trata de una cuenca hidrográfica principal dentro de las ibéricas, tanto a efectos geográficos como de evolución de su ictiofauna, de la que presenta endemismos exclusivos.
La cuenca del Segura abastece a un total de 34 municipios albaceteños, situados al sureste de la provincia, y se extiende por un total de 4713 km².
Por último, en el nordeste de la provincia de Guadalajara, una superficie de 1090 km² vierten sus aguas a la cuenca del Ebro, a través de su afluente, el río Jalón. Los principales cursos son el río Mesa, que nace en la localidad de Selas, y el río Piedra.
Como curiosidad destacar también que una pequeña parte de la provincia de Guadalajara vierte sus aguas a la cuenca endorreica de la laguna de Gallocanta, ubicada ya en Aragón.

### Vulcanismo
En Albacete, Guadalajara y especialmente Ciudad Real (Campo de Calatrava) existen numerosos edificios volcánicos, originados entre el Mioceno superior y el Plioceno. No se consideran extintos porque las últimas erupciones datan de hace 14 000 a 5000 años. Las erupciones arrojaron piroclastos y flujos de lava y formaron mares, cráteres anchos y poco profundos.
- Cerros volcánicos de La Miñosa (Guadalajara)
- Pitón volcánico de Cancarix (Albacete)
- Volcán del cerro de los Santos (Porzuna)
- Volcán de Piedrabuena
- Laguna y volcán de la Posadilla (cerca de Valverde)
- Volcán y laguna de Peñarroya (Alcolea de Calatrava)
- Laguna volcánica de Michos
- Macizo volcánico de Calatrava
- Los Castillejos volcánicos de la Bienvenida (Almodóvar del Campo)
- Laguna de la Alberquilla
- Volcán del Alhorín (Solana del Pino)

### Clima
El clima de Castilla-La Mancha es mediterráneo continentalizado. Debido a la extensión y altitud del territorio, existe una variedad notable de climas, como el clima semiárido o el clima de montaña.
Es parecido al clima mediterráneo típico pero con características de climas continentales, de temperaturas más extremas. Este clima no recibe la influencia del mar, por lo que las temperaturas son mucho más extremas, veranos muy calurosos e inviernos bastante fríos con una oscilación de 18,5 °C. La estación estival es la más seca y se superan frecuentemente los 35 °C (especialmente en el entorno de La Mancha) alcanzándose esporádicamente los 40 °C e incluso más. Sin embargo, en invierno es frecuente que las temperaturas bajen de los 0 °C, produciéndose heladas en las noches despejadas de nubes (irradiación, que genera inversiones térmicas muy acentuadas) y nevadas esporádicas. Tales nevadas afectan principalmente a las áreas más orientales.
Castilla-La Mancha se puede incluir dentro de la denominada tradicionalmente "España Seca". Las precipitaciones no son muy abundantes siguiendo un patrón muy parecido al del clima mediterráneo típico. Las precipitaciones presentan un notable gradiente desde el centro de la comunidad, donde no se alcanzan los 400 mm al año, hacia las montañas, donde se pueden superar los 1000 mm al año, que se alcanzan en las vertientes de la sierra de Gredos y la Serranía de Cuenca. En la mayor parte de la región llueve menos de 600 mm. No obstante, la zona más árida de la región es el eje de Albacete-Hellín, donde no se alcanzan los 400 mm al año.

### Flora y fauna

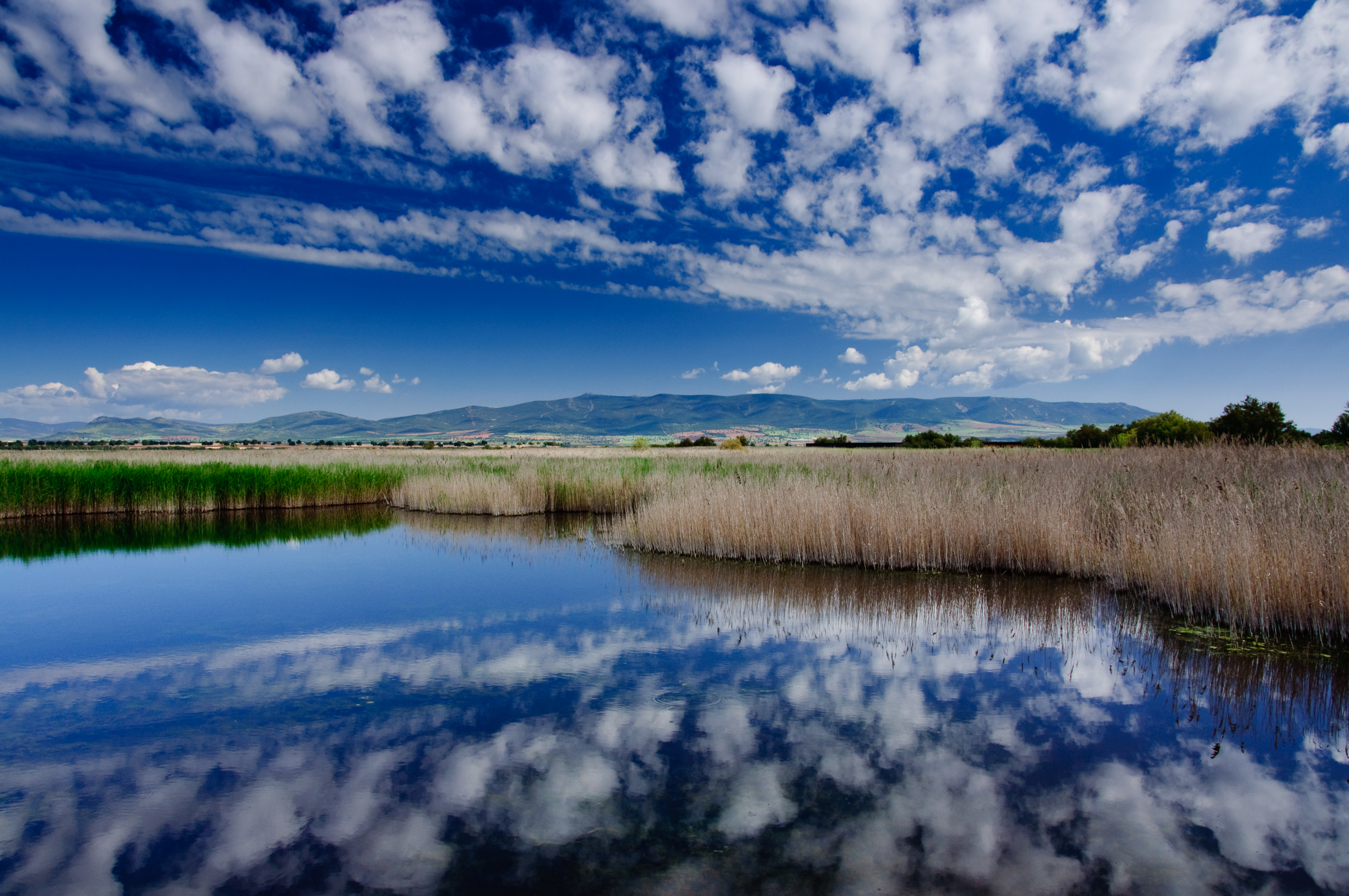
Parque nacional de las Tablas de Daimiel, provincia de Ciudad Real

Entre la fauna destaca la cigüeña blanca, que llega a formar importantes agregaciones ligadas al consumo del saltamontes, junto con el milano real, el aguilucho cenizo y diversos tipos de águila. Entre los mamíferos carnívoros destacan el zorro y el gato montés, y entre los mamíferos herbívoros cabe señalar los ciervos y jabalíes, que constituyen el 30 % y el 20 % respectivamente de los cazados en España, haciendo de esta comunidad una de las de mayor riqueza cinegética.

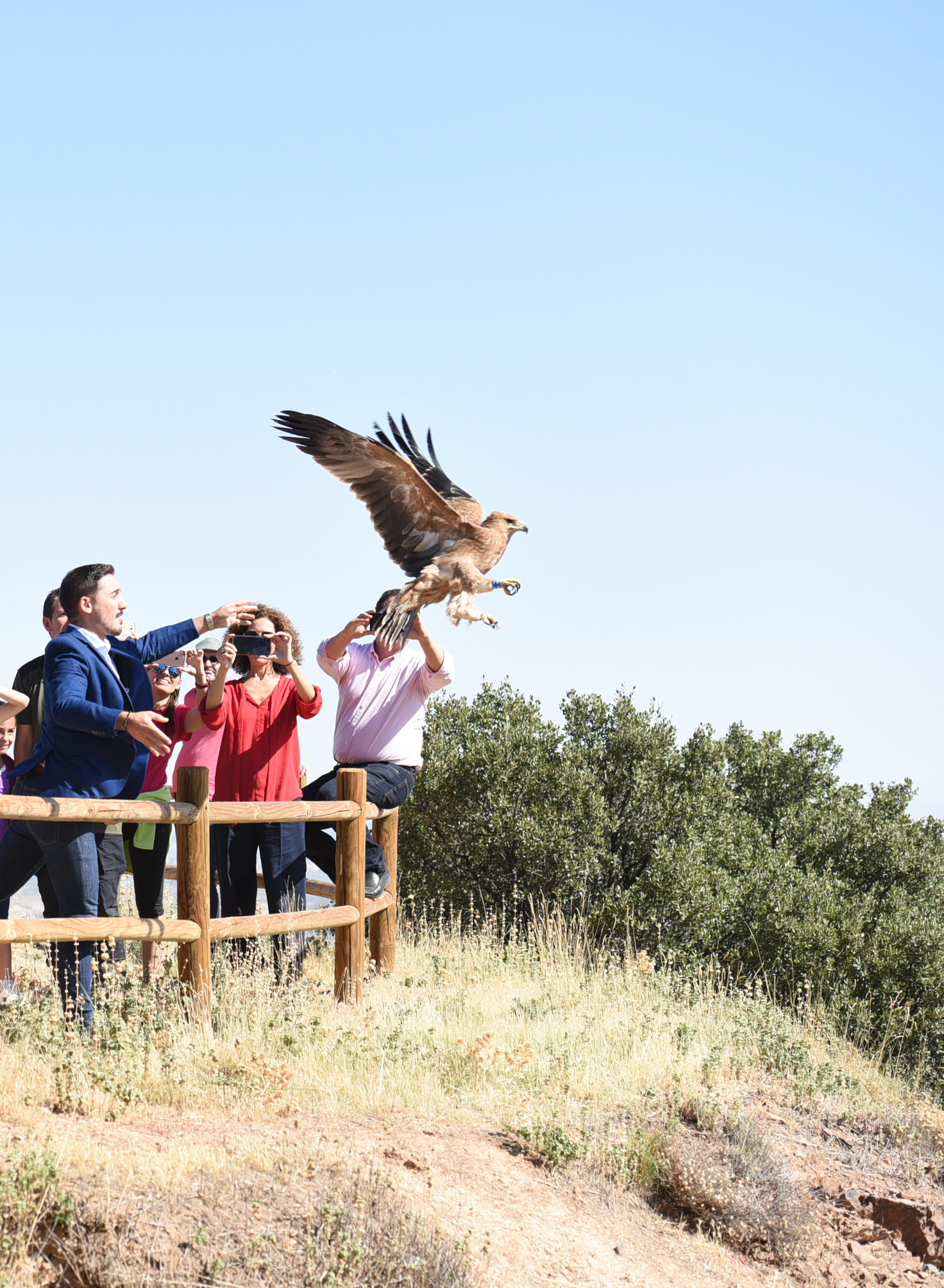
Águila imperial ibérica soltada en los Montes de Toledo

La vegetación es eminentemente esteparia, ya que el matorral ha sustituido al bosque típico de encinar como consecuencia de la acción antrópica, excepto en las zonas altas de la montaña, donde se combina con el roble negral y el alcornoque. Las especies más comunes del matorral son las labiadas (tomillo, cantueso, espliego y romero) y las jaras. En las riberas de los ríos cabe destacar las alisedas (arces y quejigos), fresnedas y abedulares.

### Espacios naturales protegidos
Castilla-La Mancha posee más de tres millones y medio de hectáreas de bosques y montes, que ocupan cerca del 45 % del territorio, con extensas superficies de encinares, pinares y robledales.
El número de espacios naturales protegidos con que dispone Castilla-La Mancha actualmente es de 112 actualmente (2 parques nacionales, 7 parques naturales, 22 reservas naturales, 6 reservas fluviales, 26 monumentos naturales, 48 microrreservas y un paisaje protegido), totalizando una superficie de 322 393,15 ha.

#### Parques nacionales

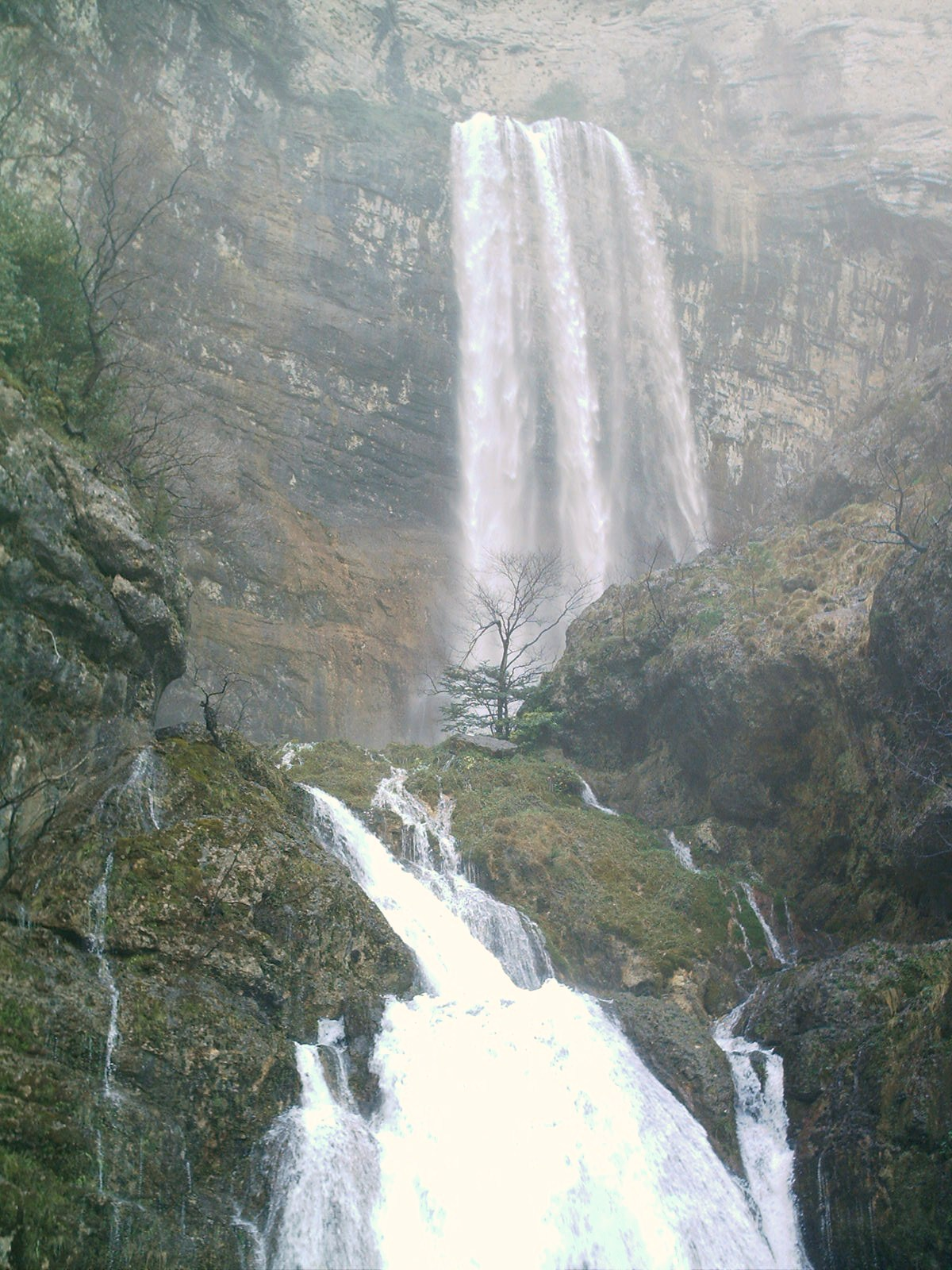
Nacimiento del río Mundo en el parque natural de los Calares del Mundo y de la Sima

Castilla-La Mancha cuenta con dos parques nacionales; el parque nacional de Cabañeros situado entre las provincias de Toledo y Ciudad Real con una superficie de 40 856 ha, y el parque nacional de las Tablas de Daimiel en provincia de Ciudad Real, que ocupa 3030 ha.

#### Parques naturales
Actualmente existen en la comunidad siete parques naturales:
- Parque natural de Las Lagunas de Ruidera (provincias de Ciudad Real y Albacete)
- Parque natural de los Calares del Mundo y de la Sima (provincia de Albacete)
- Parque natural del Alto Tajo (provincias de Guadalajara y Cuenca)
- Parque natural Serranía de Cuenca (provincia de Cuenca)
- Parque natural del Valle de Alcudia y Sierra Madrona (provincia de Ciudad Real)
- Parque natural de la Sierra Norte de Guadalajara (provincia de Guadalajara)
- Parque natural del Barranco del Río Dulce (provincia de Guadalajara)

#### Jardín botánico de Castilla-La Mancha
El jardín botánico de Castilla-La Mancha, situado en Albacete y de 7 hectáreas de extensión, cuenta con una importante representación de hábitats castellano-manchegos, con flora protegida y amenazada, así como de especies florísticas del mundo.

## Historia

### Prehistoria y Edad Antigua

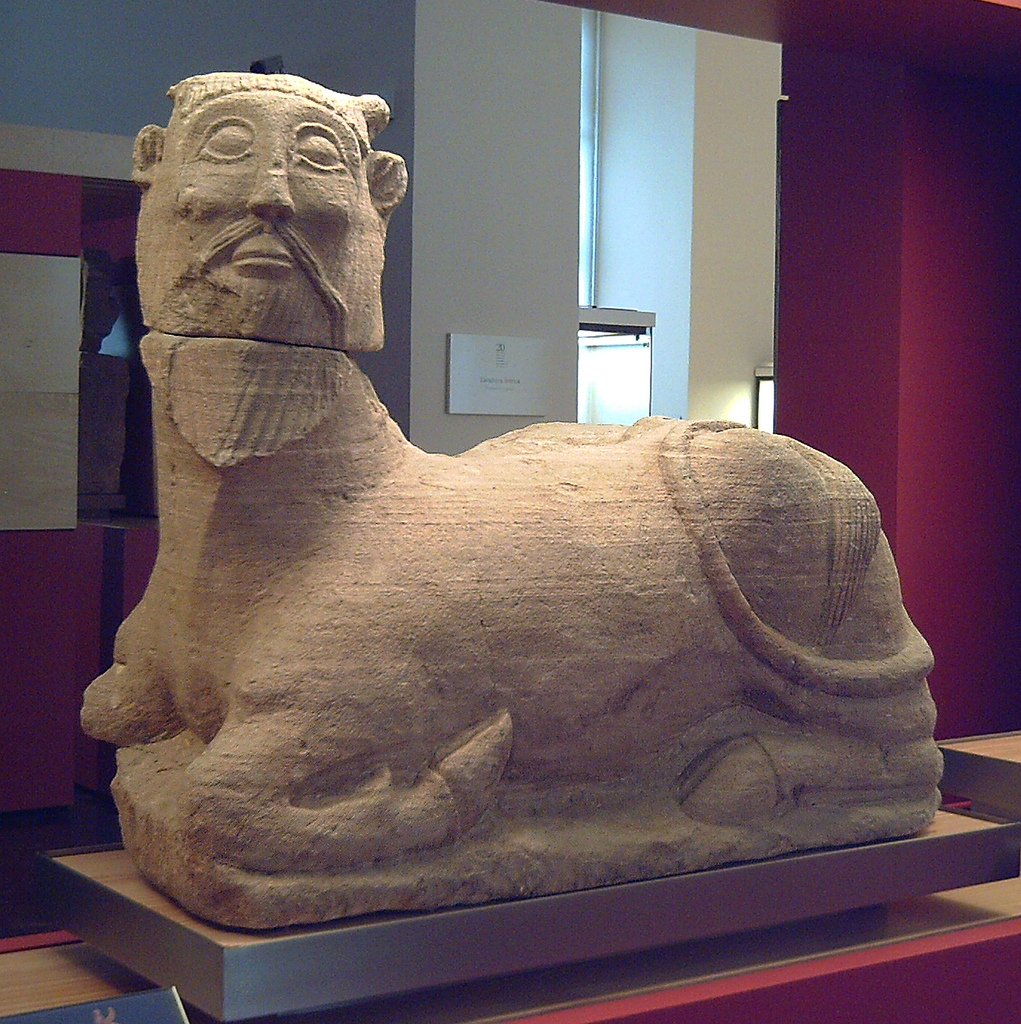
Bicha de Balazote (provincia de Albacete), ejemplo del arte íbero en la comunidad autónoma

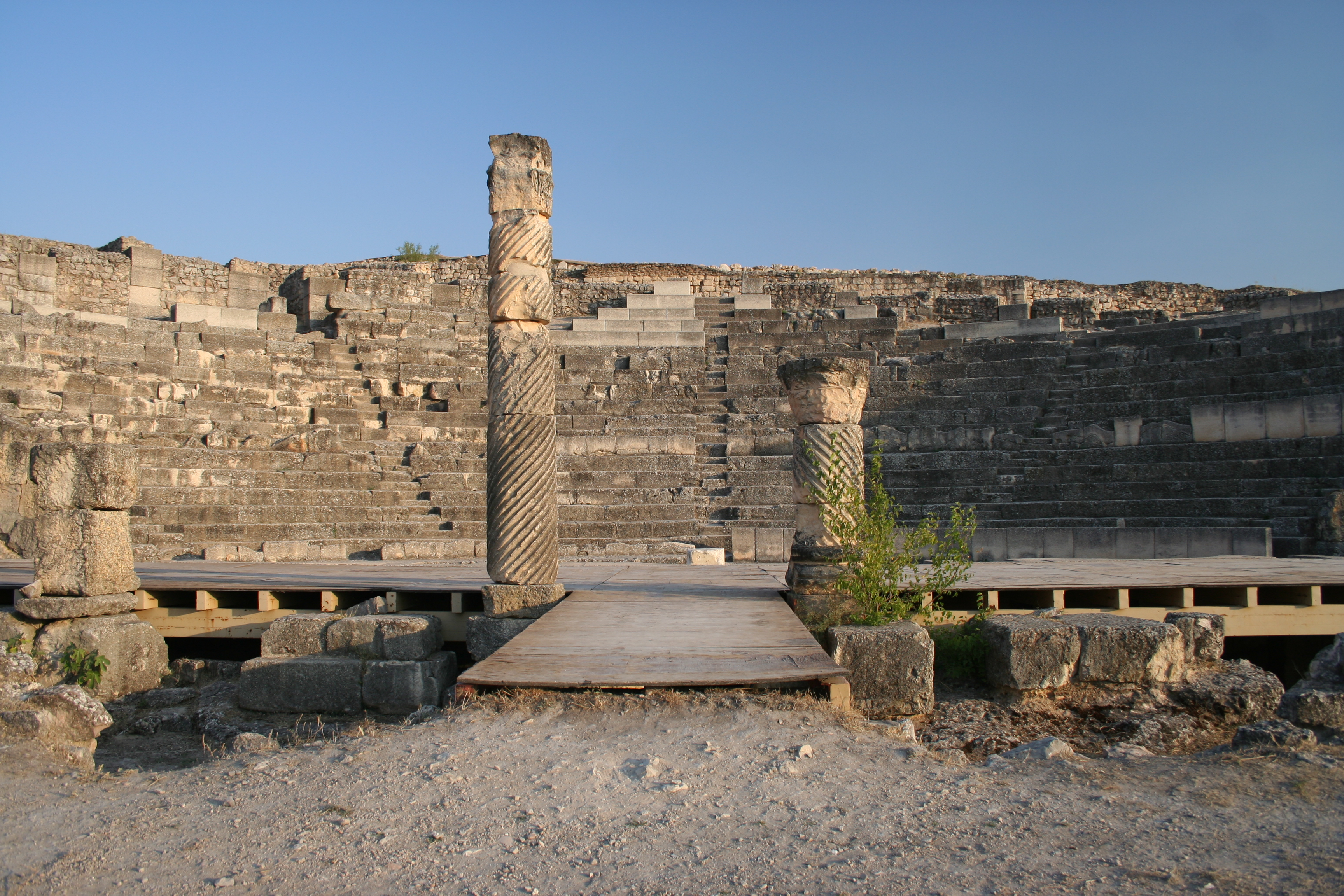
Teatro romano de Segóbriga en la provincia de Cuenca

Desde los tiempos prehistóricos ha habido asentamientos humanos en el territorio de la comunidad autónoma, tal y como atestiguan numerosos hallazgos arqueológicos.
En torno al siglo IV a. C., las culturas ibérica y celtibérica estaban ya asentadas en los territorios que hoy conforman Castilla-La Mancha, y a finales del siglo II a. C. se tiene constancia también de incursiones romanas que unificaron las diferentes tribus que habitaban en la península ibérica. En la zona que actualmente ocupa Castilla-La Mancha se tiene constancia de asentamientos carpetanos, arévacos, olcades y oretanos. La dominación romana dejó su huella en los incipientes núcleos urbanos, en la lengua y en las costumbres.
La decadencia del Imperio romano propició la invasión y el asentamiento de los pueblos germánicos. Uno de ellos, los visigodos, eligieron Toledo como centro de su dominio. Además, potenciaron las ciudades que durante la época romana habían gozado de esplendor. En Castilla-La Mancha, además de Toledo, destacaron ciudades como Segontia (Sigüenza, en Guadalajara), Segóbriga y Valeria (Cuenca), y Oretum Granátula de Calatrava (Ciudad Real). Los visigodos dejaron su legado en diversas construcciones y en el nombre de algunas localidades.

### Edad Media

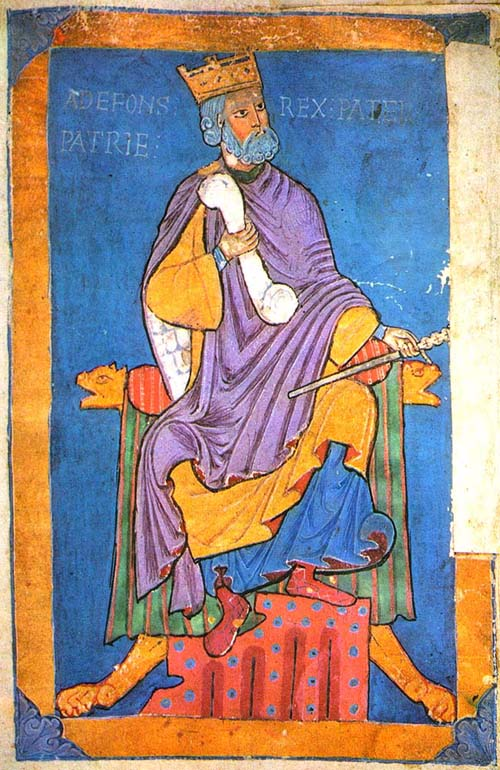
La reconquista cristiana de Toledo por parte de Alfonso VI de León en el año 1085 constituye un evento clave de la Reconquista

#### Al-Ándalus
A partir del año 711 comienza la dominación musulmana de España. La población nativa se convertirá al islam o mantendrán la religión cristiana anterior, pasando a ser mozárabes (cristianos residentes en zona musulmana). Tras la desmembración del Califato, a comienzos del siglo XI, surgen diversos reinos de Taifas, entre las que destaca la de Toledo, que controlaba un amplio territorio que en gran parte coincide con el actual territorio castellanomanchego.

#### Reconquista y repoblación
La debilidad política de los reinos de taifas les hizo vulnerables ante los reinos cristianos que avanzaron progresivamente desde el norte y conquistaron las principales plazas y territorios bajo poder musulmán del territorio actual de la región. Al-Mamún, rey de la taifa de Toledo, cedió Guadalajara y otros lugares cercanos a Alfonso VI en torno a 1072, y en 1085, tras una serie de pactos, entraría en la ciudad de Toledo.

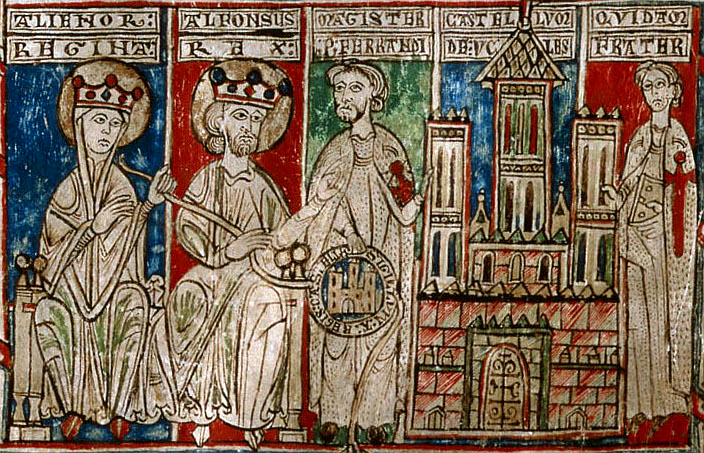
Alfonso VIII de Castilla y Leonor Plantagenet concediendo el Monasterio de Uclés al maestre de la Orden de Santiago Pedro Fernández de Castro

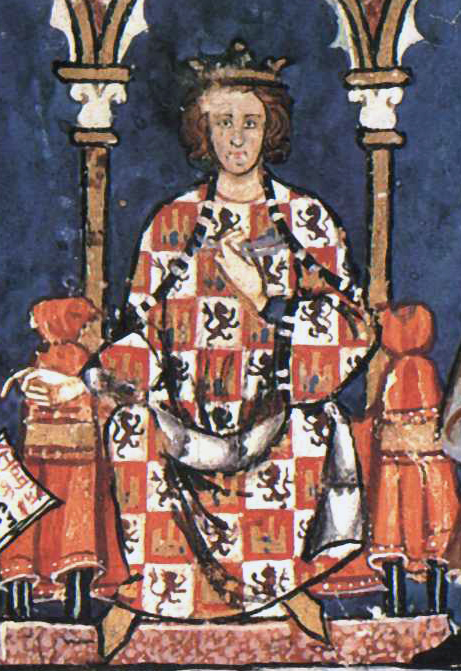
Alfonso X de Castilla, fundador en 1255 de la villa que sería llamada en el futuro Ciudad Real

Hubo que esperar hasta 1177 para que otro rey castellano tomara una ciudad importante en la Región. En septiembre de ese año Alfonso VIII conquistaría Cuenca y extendería su poder por toda la zona de La Mancha, adentrándose hacia el sureste apoderándose de fortalezas como la de Alcaraz en el año 1213. Sería en 1255 cuando Alfonso X fundara Villa Real, posteriormente llamada Ciudad Real. Numerosos castillos, torreones y fortalezas recuerdan el carácter fronterizo durante la época medieval de Castilla-La Mancha.
En este proceso militar y repoblador, la Corona cuenta con la inestimable ayuda de las Órdenes Militares, a las que, en pago de sus servicios, los reyes otorgan extensas tierras en calidad de señoríos. En Castilla-La Mancha participan de forma activa las Órdenes de Calatrava, San Juan, la de Santiago y la de Alcántara. El proceso repoblador trajo consigo la llegada al territorio castellanomanchego de nuevos pobladores, especialmente de castellanos.
Desde ese momento la historia de Castilla-La Mancha se funde con la del resto del Reino de Castilla, del cual pasa a formar parte.

### Edad Moderna

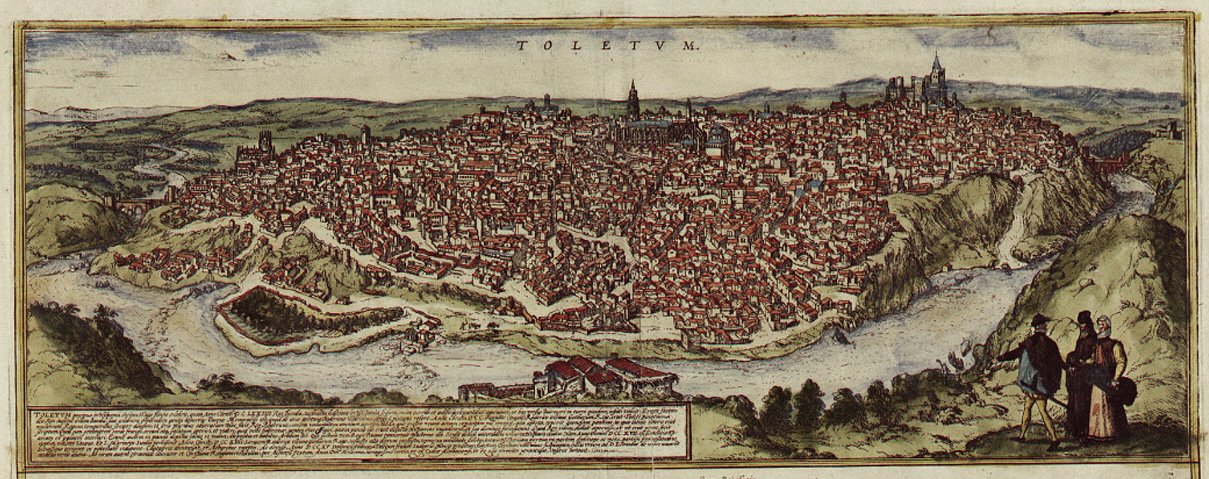
Hasta el año 1561 Toledo fue sede de la Corte del Reino de Castilla. En la imagen, grabado de la época de los alemanes Georg Braun (cartógrafo) y Frans Hogenberg (pintor y grabador)

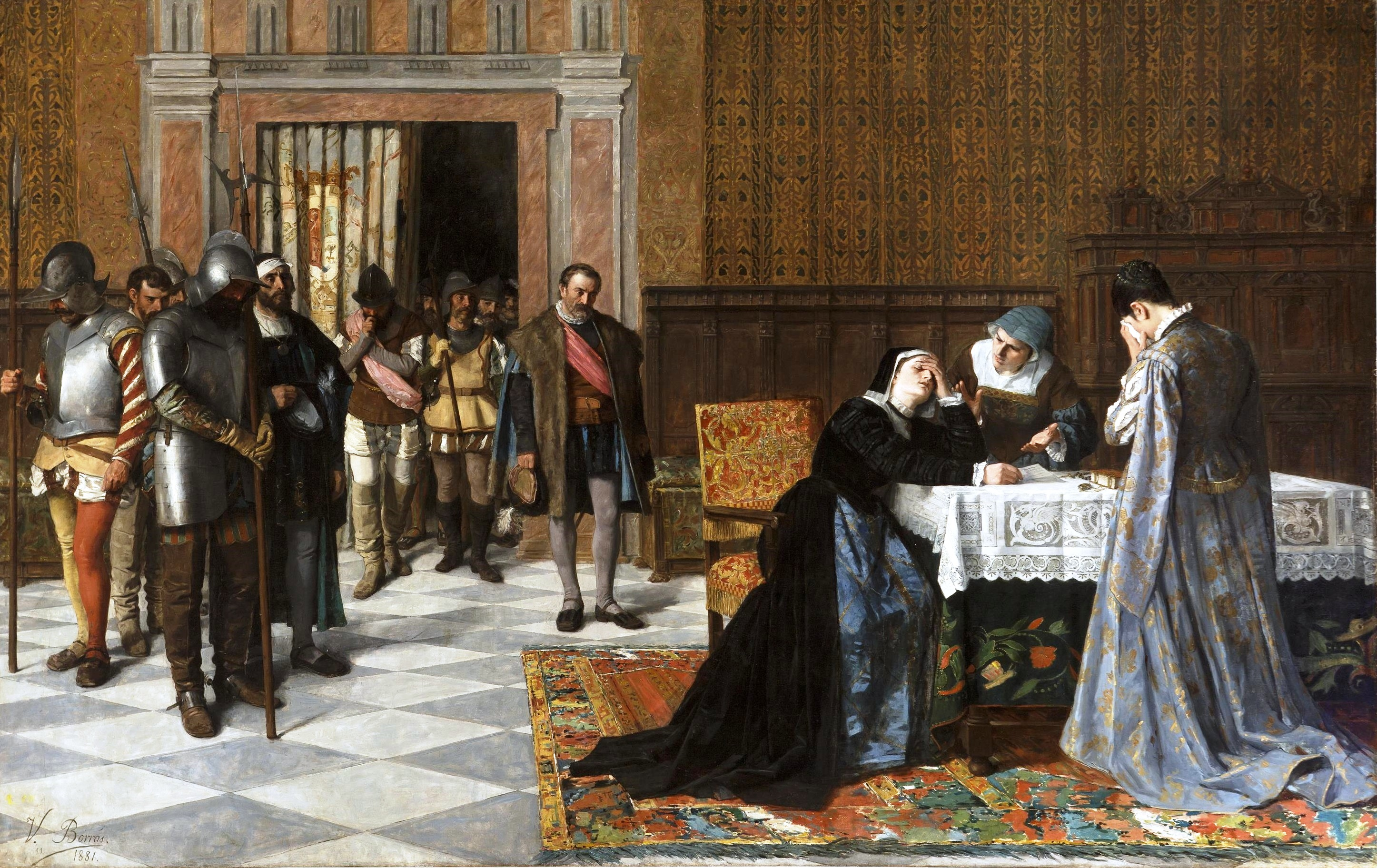
María Pacheco recibiendo la noticia de la muerte de su marido en la Guerra de las Comunidades de Castilla

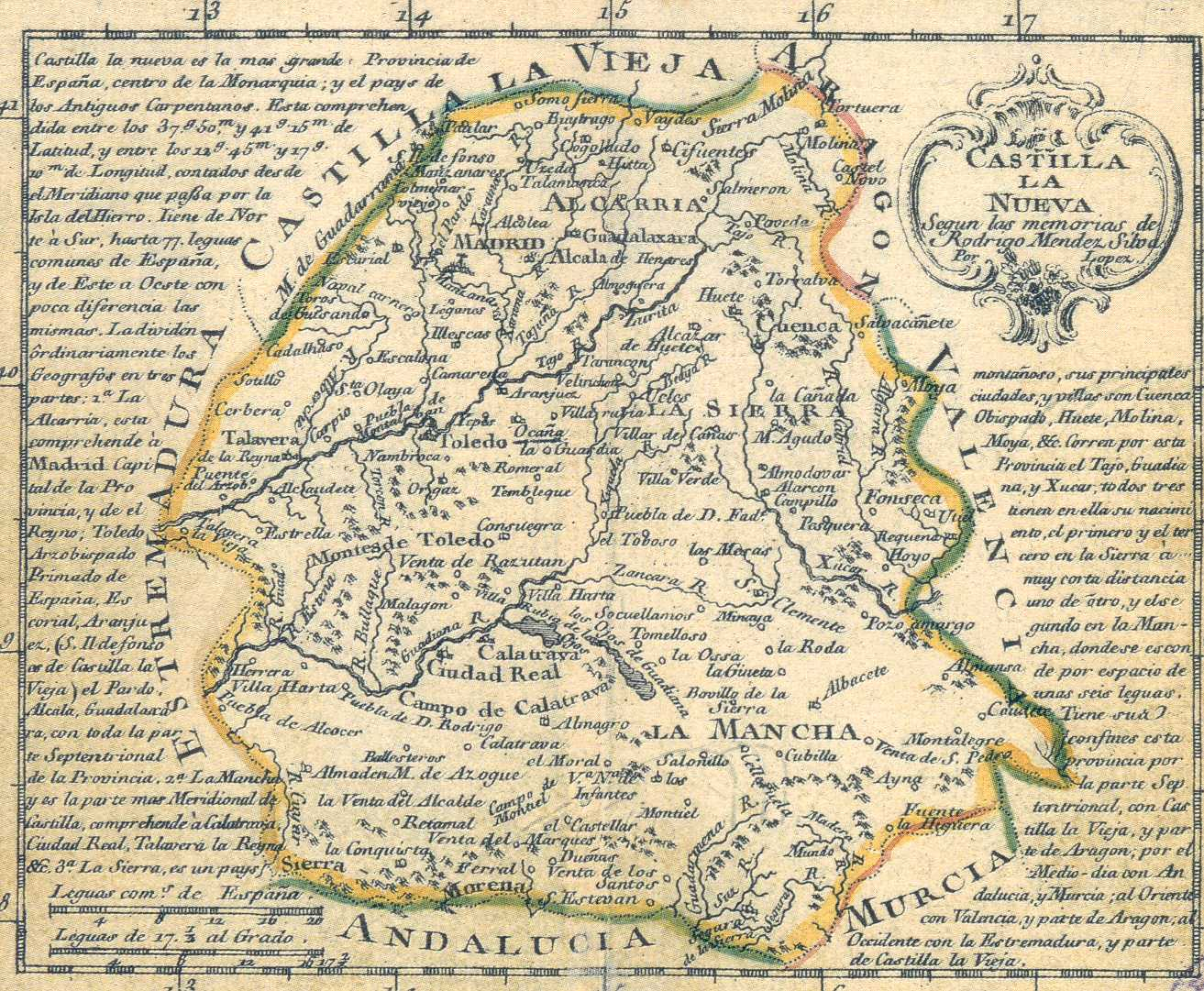
Mapa de Castilla la Nueva de 1785, en donde ya aparecen, dentro de dicha región, todas las actuales provincias castellanomanchegas

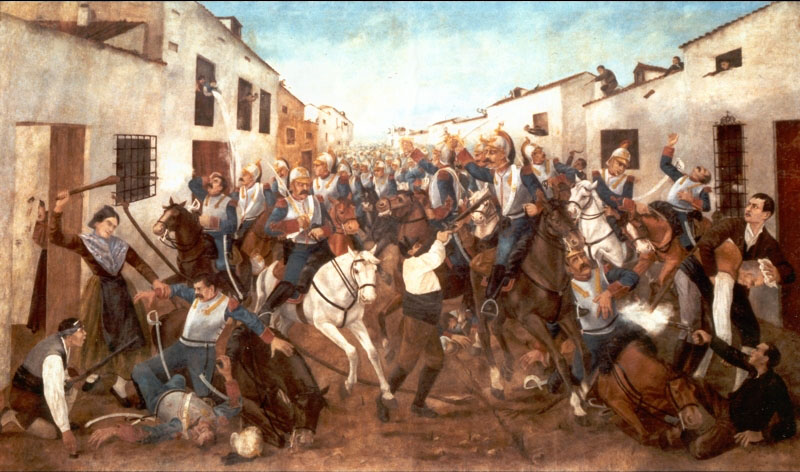
El 6 de junio de 1808 la población de Valdepeñas se alzó en armas contra las tropas napoleónicas

En los siglos XIV y XV se produjeron en la Corona de Castilla frecuentes enfrentamientos entre los nobles y el rey. La monarquía era reconocida como el centro político-administrativo, y la nobleza consolidaría sus conquistas económicas y sociales mediante el reforzamiento del régimen señorial feudal, sistema que se reformaría durante el reinado de los reyes católicos.
El episodio de la Guerra de las Comunidades de Castilla, en pleno siglo XVI, tuvo una amplia repercusión en Castilla-La Mancha, y significó un inicial levantamiento de la nobleza contra un rey, Carlos I, y una auténtica revuelta campesina. La virulencia de los hechos motivó la progresiva unión de los señores junto al monarca para aplastar la sublevación popular, lo que desencadenó una progresiva decadencia del centro de Castilla.
En este siglo se produce un importante incremento tanto de población como de producción agrícola en Castilla-La Mancha que favorecerán la fundación de ciudades y villas, pero estos avances se tornarán en decadencia en el siglo XVII, como consecuencia de las epidemias de peste, las hambrunas y las emigraciones a otras zonas, aunque el declive comenzará en el año 1561 con el traslado de la sede de la Corte de Toledo a Madrid.
Nuevamente en el siglo XVIII se asiste a un nuevo auge demográfico que extenderá el cultivo del trigo, y especialmente del viñedo en la Comunidad. En el terreno industrial se llevaron a cabo una serie de realizaciones dirigidas por el reformismo borbónico que no tuvieron los resultados esperados. En este sentido, destacan la fábrica de armas blancas de Toledo, las manufacturas de seda en Talavera de la Reina o las de paños en Guadalajara y Brihuega, las Reales Fábricas de San Juan de Alcaraz en Riopar (Albacete), además de los centros que venían funcionando en Toledo y Cuenca, que sufrieron un descenso vertiginoso a lo largo de este siglo.
En 1785, con el ordenamiento territorial de Floridablanca, Castilla-La Mancha quedó dividida en las provincias de Cuenca, Guadalajara, La Mancha y Toledo.

### Edad Contemporánea
Revolución liberal
La llegada de las tropas napoleónicas tuvo diversos efectos sobre la sociedad de la época. En 1808 se inicia un proceso de revolución y liberación, culminando esta con la expulsión de las tropas francesas y la restauración en el trono de Fernando VII. No obstante, la revolución liberal se extenderá, con alternativas variadas, hasta el final de la I República en 1874.
Si durante el siglo XVIII la zona que hoy ocupa Castilla-La Mancha estaba dividida en cuatro provincias, en el primer tercio del siglo XIX hubo otros intentos de división, como el de José I (prefecturas en 1810), el provincial de 1812 y el de 1822, que no tuvieron repercusiones prácticas.

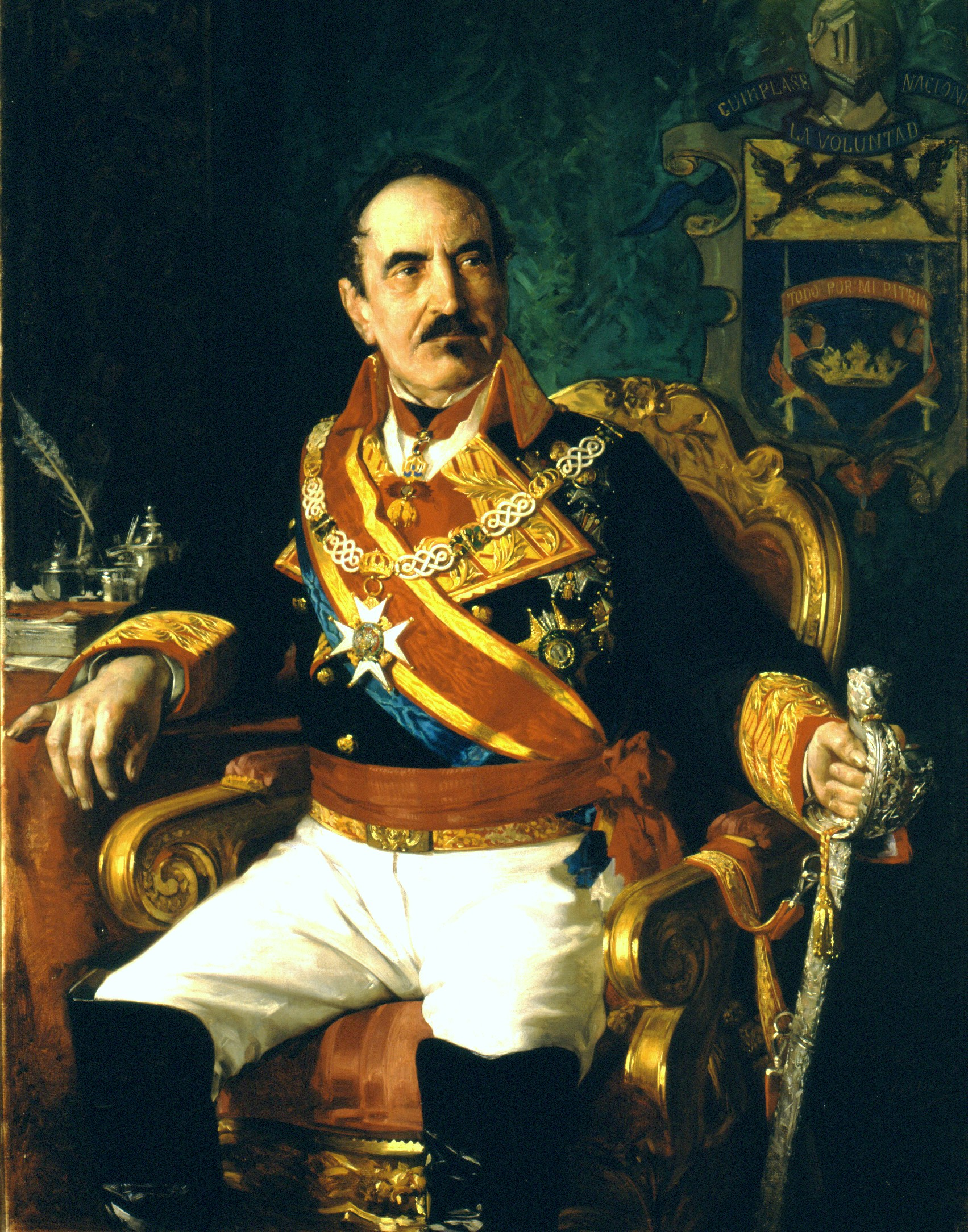
Baldomero Espartero, líder militar liberal, presidente del Consejo de Ministros y Regente del Reino

En 1833, con la división provincial de Francisco Javier de Burgos, se modificaron los límites provinciales; la mayor parte de la provincia de La Mancha fue sustituida por la de la provincia de Ciudad Real, aunque parte de su territorio pasó a las provincias de Cuenca, Toledo y a la recién creada de Albacete, que sustituía a la provincia de Chinchilla, y que quedó conformada con parte de los territorios de las antiguas provincias de Cuenca, La Mancha y Murcia.

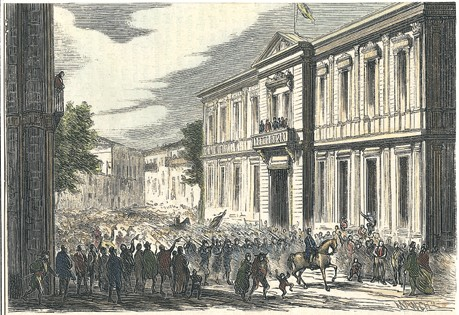
La reina María Cristina estableció la Real Audiencia de Albacete

En 1834 la reina María Cristina de Borbón-Dos Sicilias estableció la Real Audiencia de Albacete con sede en la ciudad de Albacete y con jurisdicción sobre las provincias de Albacete, Murcia, Ciudad Real y Cuenca. Fue formada con salas de la Real Chancillería de Granada, nombrando como regente a Pedro Simó y López de Haro, oidor decano de la Real Audiencia de los Grados de Sevilla.
Durante el sexenio revolucionario (1868-1874) existieron en Castilla-La Mancha brotes de corte federalistas. Prueba de ello es la publicación de varios periódicos de ideología republicano-federal como El Cantón Manchego de Albacete (1870), La Vanguardia (1869) de Cuenca, La Voz de La Alcarria de Guadalajara o El Federal Toledano y El Cantón Toledano (1873) editados en Toledo, aunque de menor calado que en otras zonas del país.
El Pacto Federal Castellano promovía el acercamiento de diecisiete provincias castellanas para dar a luz dos estados federados, siendo uno de ellos la actual Castilla-La Mancha junto a la Comunidad de Madrid.
La Restauración
Tras la caída de la I República, y la restauración borbónica en la figura de Alfonso XII, se aprobó la Constitución de 1876. El sistema político que se estableció fue bipartidista entre el Partido Liberal-Conservador y el Partido Liberal-Fusionista. Esto permitió superar el sistema de partido único que había abocado a una falta de legitimidad democrática a Isabel II y a su posterior derrocamiento. El nuevo panorama permitirá una mayor estabilidad, pero el encorsetamiento del sistema a la larga, con una alternancia política ficticia, causará graves problemas que desembocarán en la corrupción política, cuya base estaba en el denominado caciquismo, muy extendido por Castilla-La Mancha.
El siglo XX

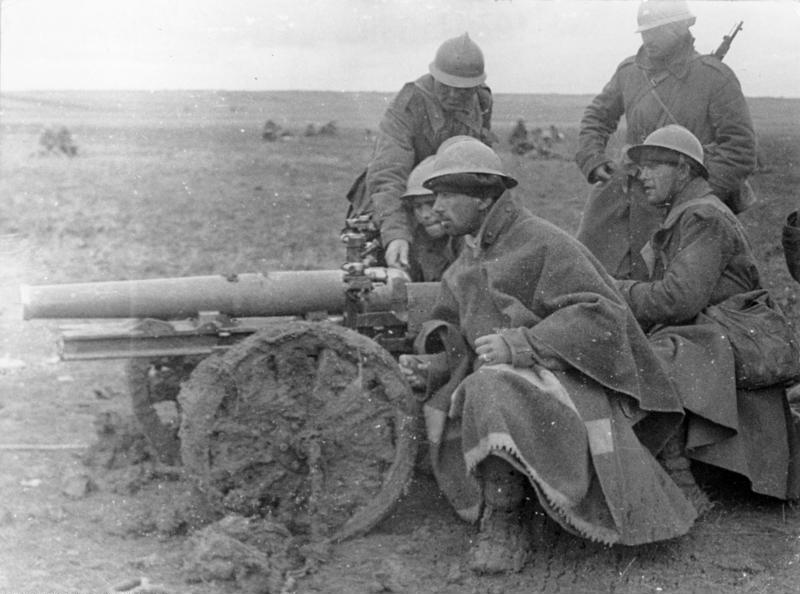
Ofensiva sobre Guadalajara durante la guerra civil española

En relación con la división administrativa, el decreto de Mancomunidades de 1913 iba a traer consigo un renacer de los regionalismos. A partir de esta época las minorías sensibilizadas con el regionalismo dentro de la zona actual de Castilla-La Mancha se dividían entre los partidarios de una Castilla formada por las provincias castellanas del norte y sur del Sistema Central, y por otro lado los partidarios de La Mancha y su zona de influencia, que llegaron a crear el Centro Regional Manchego (1906), en cuyo seno se constituiría en 1918 la Juventud Central Manchega que defendería dicho ideal regional manchego. Los jóvenes de este organismo solicitaban la creación de una Mancomunidad Manchega compuesta por las provincias de Albacete, Ciudad Real, Cuenca, y Toledo.

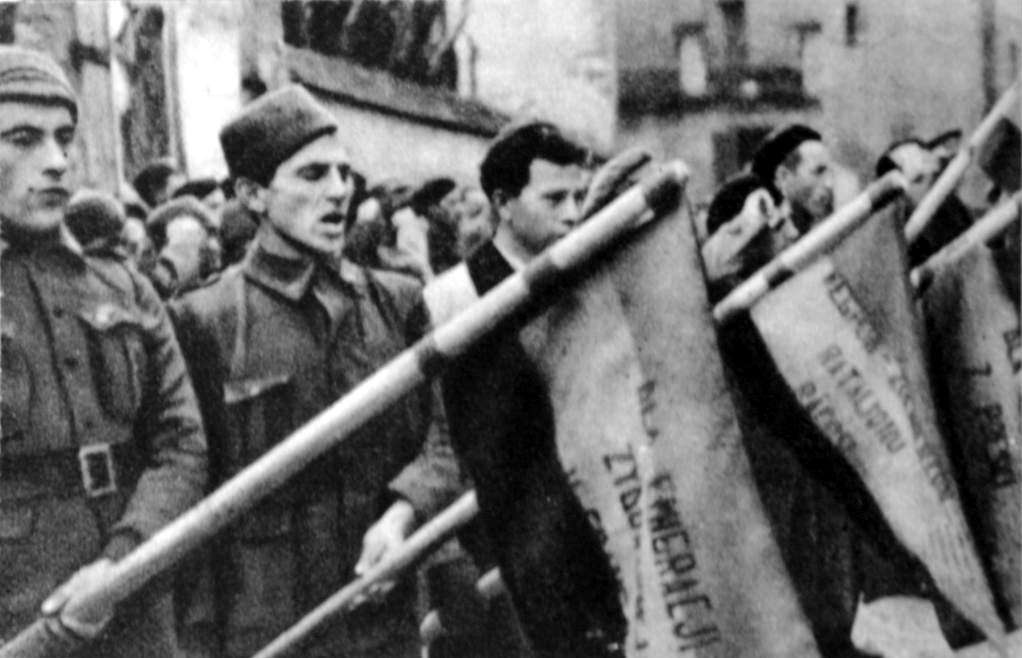
Albacete fue la sede de las Brigadas Internacionales

Las sucesivas crisis de la Monarquía, la etapa de la dictadura de Primo de Rivera y el advenimiento de la Segunda República se viven en Castilla-La Mancha con similar intensidad a la del resto de España. Durante la Guerra Civil, el territorio castellanomanchego fue escenario de cruentas batallas (toma del Alcázar de Toledo, batalla de Guadalajara y presencia de la Brigadas Internacionales en Albacete).
Las décadas que siguieron a la guerra civil española estuvieron marcadas por la masiva emigración de castellanomanchegos, tanto a las zonas más industrializadas del país, como al extranjero. Entre los años 1950 y 1960, más de medio millón de personas emigraron de la Comunidad. Era la época del llamado milagro económico español (1959-1973).

#### Transición y autonomía
La promulgación de la Constitución española de 1978, con la creación del denominado «Estado de las autonomías», es el punto de partida para una nueva época. El autogobierno ha supuesto para Castilla-La Mancha la adquisición de identidad, la asunción de nuevas competencias y la transformación del territorio.
Etapa preautonómica
A pesar de que anteriormente ya se había asistido a varios intentos de crear entes más o menos coincidentes con lo que a la postre sería Castilla-La Mancha, los mayores hitos y contactos se produjeron durante la transición.
Ya en 1977, se reúnen en Cuenca los diputados de las cinco provincias que integrarían Castilla-La Mancha, y acuerdan reivindicar el reconocimiento efectivo de la región sobre la base de la identidad y la problemática socioeconómica que compartían dichos territorios.

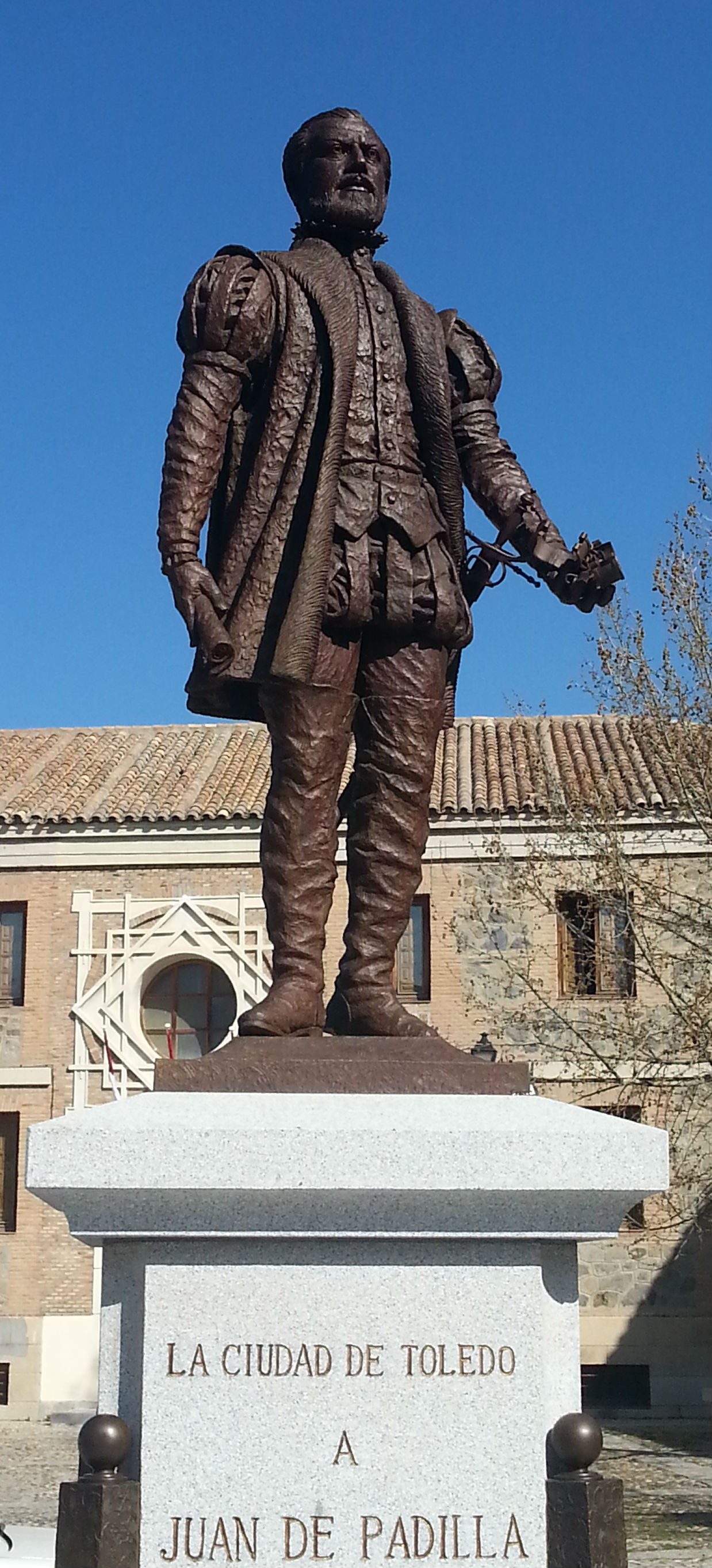
Escultura en bronce de Juan de Padilla, obra del escultor toledano Julio Martín de Vidales

En enero de 1978, tiene lugar en el Palacio de Fuensalida de Toledo la reunión de parlamentarios del UCD, PSOE y AP (principales grupos políticos del momento), para constituir la Asamblea de Parlamentarios, encargada de llevar a cabo los primeros trabajos y debates conducentes a la configuración de Castilla-La Mancha como comunidad autónoma. El primer paso será la constitución del Ente Preautonómico que tendrá lugar a finales de ese año en la iglesia de San Agustín de Almagro, nombrando a Antonio Fernández-Galiano (UCD) como primer presidente de la Preautonomía.
Durante la etapa preautonómica se sentarán las bases de la comunidad, institucional y jurídicamente, y se irán gestionando las primeras cesiones de competencias con el Estado central. Será una etapa de negociaciones complicadas, sobre todo para la inclusión de las provincias de Madrid y Guadalajara en el nuevo ente preautonómico. La integración de Madrid será desestimada tras las elecciones generales de 1979 por oposición de los diputados de la UCD, del resto de las provincias y del PSOE de Ciudad Real y Albacete, principalmente.
Mientras, la integración de Guadalajara estuvo cerca de no producirse. La ciudadanía de la provincia era muy reticente a ella y buena parte de los representantes y políticos guadalajareños —todos los del PSOE y del PCE y algunos del UCD— insistieron en la entrada de Madrid en la nueva Comunidad y se posicionaron en la no integración de Guadalajara en una Castilla-La Mancha sin Madrid. Finalmente, mientras en el resto de las provincias la mayoría de los ayuntamientos se pronunciaron favorablemente a la creación de la nueva Comunidad los días 28, 29 y 30 de noviembre de 1979, en Guadalajara solo lo hizo la Diputación Provincial, monocolor de la UCD, y se ausentaron del pleno los cinco diputados del partido judicial de Molina de Aragón, que pusieron su cargo a disposición del partido. En los días sucesivos, se fueron pronunciando algunos ayuntamientos, mayoritariamente en contra. Solo el de Pastrana lo hizo a favor y el de Guadalajara aplazó la decisión por el fuerte rechazo de la mayor parte de los concejales del PSOE, PCE y AP-UN. Ante la falta de unanimidad, se decidiría aplazar la decisión seis meses para tratar de convencer a los representantes contrarios a la integración de Guadalajara, que deberían decantarse entre la autonomía uniprovincial, la autonomía con Madrid o la integración de Castilla-La Mancha, poniendo el acento en las peculiaridades de la provincia, que podrían contemplarse en el futuro estatuto. Finalmente, en mayo de 1980, los representantes del PSOE, alegando razones de interés nacional y de no tener otra salida, sobre todo tras la reciente integración de la provincia de Segovia en Castilla y León en un problema similar, decidirán aprobar la integración de la provincia de Guadalajara en la nueva comunidad autónoma.
Será en el Pleno de la Junta de Comunidades, en la sesión celebrada en Guadalajara el 21 de noviembre de 1980, cuando se decida por unanimidad iniciar el proceso autonómico por la vía del artículo 143 de la Constitución. El 24 de noviembre de 1980, las cinco diputaciones provinciales adoptan acuerdos favorables para iniciar el proceso autonómico y consultar a los ayuntamientos. De los 915 municipios con que contaba la comunidad, cerca del 85 % se mostró a favor de la misma en el plazo establecido.

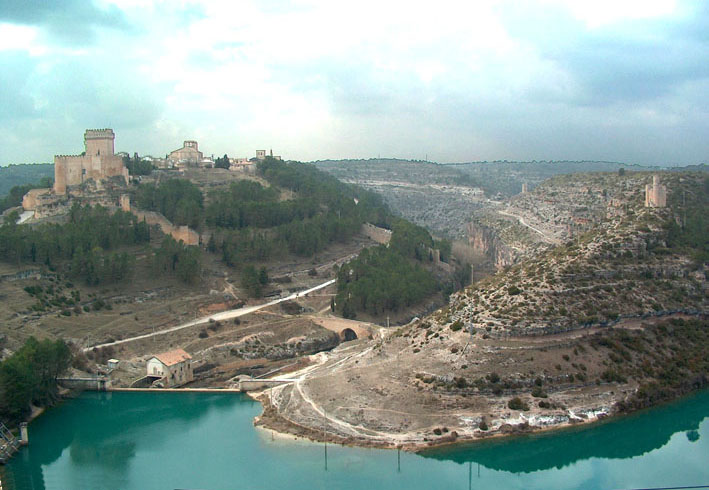
En Alarcón se aprobó el Proyecto de Estatuto de Autonomía de Castilla-La Mancha a finales de 1981

El 3 de diciembre de 1981, una asamblea mixta de parlamentarios y diputados provinciales, reunida en Alarcón (Cuenca), aprueba el Proyecto de Estatuto de Autonomía de Castilla-La Mancha y su remisión al Congreso de los Diputados para su tramitación como Ley Orgánica. Dos meses más tarde, el 1 de febrero de 1982, sería nombrado presidente del Ente Preautonómico Gonzalo Payo Subiza (UCD), quien gestionaría la última fase del proyecto autonómico.
Castilla-La Mancha, comunidad autónoma
El 10 de agosto de 1982, las Cortes Generales aprueban el Estatuto de Autonomía de Castilla-La Mancha mediante la Ley Orgánica 9/1982, del 10 de agosto, que permite a Castilla-La Mancha acceder al autogobierno. El 7 de diciembre de 1983 se eligió a Toledo como sede de la Junta de Comunidades de Castilla-La Mancha por una votación en las Cortes, con la aprobación de 27 diputados (los 22 socialistas y los cinco del Grupo Popular de Toledo), tres en contra (los populares conquenses) y 12 abstenciones.
La comunidad autónoma de Castilla-La Mancha se convierte, así, en una entidad territorial que, dentro del orden jurídico establecido (el ordenamiento constitucional del Estado español), tiene autonomía legislativa y competencias ejecutivas (poder para aprobar leyes y otras atribuciones), así como la facultad de administrarse mediante sus propios representantes (a través de su Gobierno y Administración).
El 23 de mayo de 1989 se constituyó el Tribunal Superior de Justicia de Castilla-La Mancha como máximo órgano del poder judicial en la comunidad autónoma. El Estatuto de Autonomía de Castilla-La Mancha estableció su sede en la ciudad de Albacete.
El 6 de octubre de 2005, los dos partidos con representación parlamentaria, PSOE y PP, suscribieron el Pacto de Fuensalida, una declaración fruto del consenso que sentaba las bases para que, dentro de los límites de la constitución española, Castilla-La Mancha pudiera conseguir los máximos niveles competenciales y de autogobierno, reformando el Estatuto de Autonomía.
Las Cortes de Castilla-La Mancha aprobaron por unanimidad la proposición de la Ley de Reforma del Estatuto de Autonomía, cuya toma en consideración en el Congreso de los Diputados fue el 14 de octubre de 2008. Tras su discusión en las Cortes Generales, en donde se encontró con desavenencias entre los dos principales grupos parlamentarios representados, el 26 de abril de 2010, las Cortes de Castilla-La Mancha deciden la retirada del texto estatutario de las Cortes Generales del Estado.
En 2014 se presenta en las Cortes de Castilla-La Mancha una nueva reforma del Estatuto de Autonomía, reduciendo el número de diputados en las cortes, siendo, según el comentarista político Ignacio Escolar:
la primera vez en la historia democrática española que un estatuto autonómico se cambia unilateralmente y sin consenso, solo con los votos del PP.

## Gobierno y política
Mediante la promulgación de la Ley Orgánica 9/1982, del 10 de agosto, del Estatuto de Autonomía de Castilla-La Mancha, Castilla-La Mancha se constituía en comunidad autónoma de acuerdo con lo establecido en el artículo 143 de la Constitución española, convirtiéndose estos en el eje vertebrador de la comunidad.

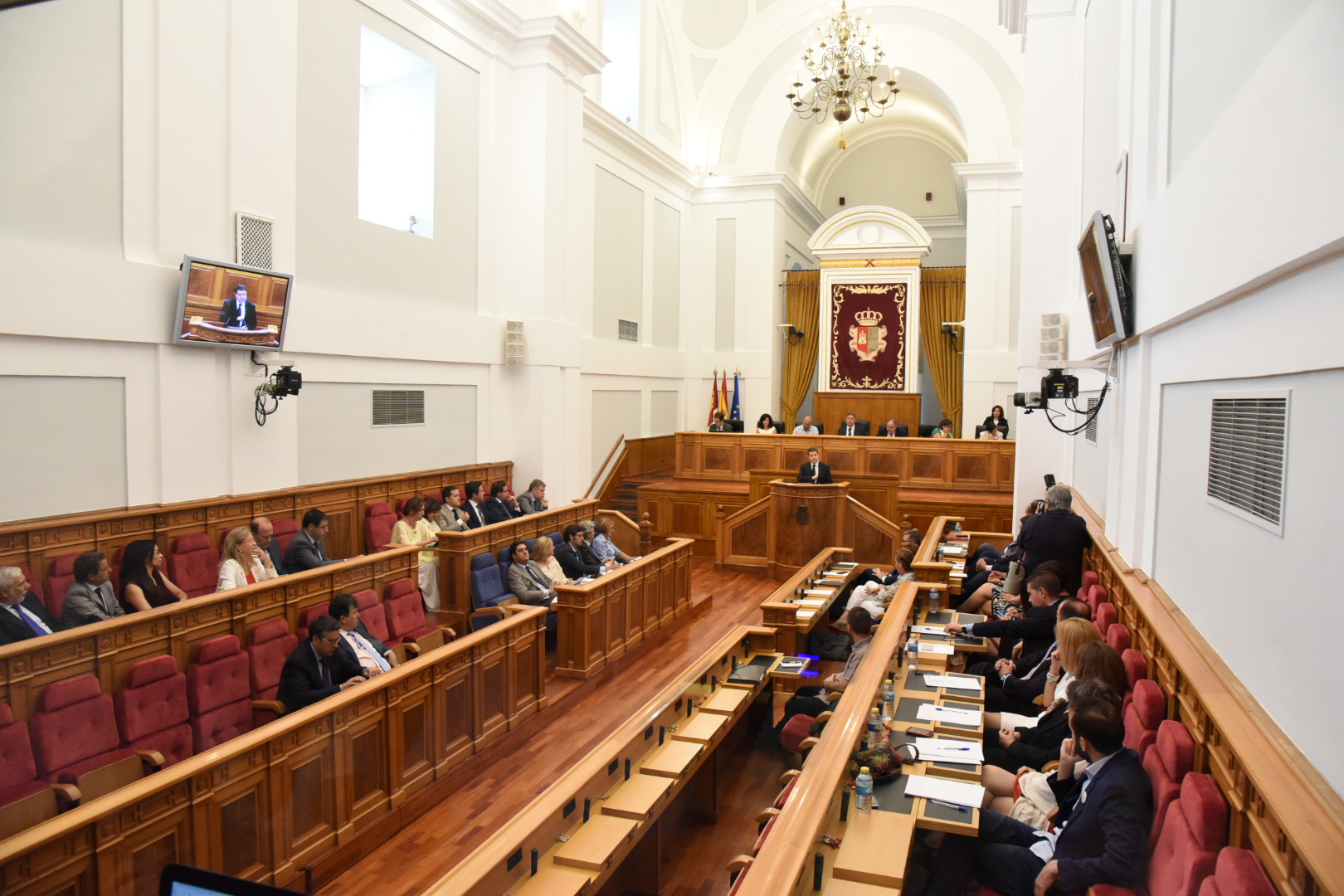
Cámara del pleno de las Cortes de Castilla-La Mancha, en Toledo

El artículo 8 º del Estatuto de Autonomía expone que los poderes de la región se ejercen a través de la Junta de Comunidades de Castilla-La Mancha. Son órganos de la Junta: las Cortes de Castilla-La Mancha, el presidente de la Junta y el Consejo de Gobierno.

"Los poderes de la Región se ejercen a través de la Junta de Comunidades de Castilla-La Mancha. Son órganos de la Junta: las Cortes de Castilla-La Mancha, el Presidente de la Junta y el Consejo de Gobierno".
Artículo 8 - Estatuto de Autonomía de Castilla-La Mancha

### Cortes de Castilla-La Mancha
Situadas en el antiguo Convento de los Franciscanos en Toledo conocido como de San Gil, las Cortes de Castilla-La Mancha son uno de los tres órganos que, junto con a la Presidencia de la Junta de Comunidades y el Consejo de Gobierno, conforman la Junta de Comunidades de Castilla-La Mancha, máximo órgano rector de la Comunidad.
Elegidas por cuatro años (legislatura), mediante un sistema proporcional que asegura la representación de las diversas zonas del territorio de Castilla-La Mancha, las Cortes son el órgano donde descansan los poderes otorgados por el pueblo mediante elecciones libres. Como señala el artículo 9.1 del Estatuto de Autonomía, Las Cortes de Castilla-La Mancha representan al pueblo de la Región.
Las actuales Cortes de Castilla-La Mancha fueron elegidas en 2023 según el Estatuto y ley electoral actuales, por lo que están formadas por 33 diputados. Tras las mencionadas elecciones a las Cortes de Castilla-La Mancha de 2023, celebradas el 28 de mayo, las Cortes están compuestas por 17 diputados del PSOE C-LM, 12 del PP C-LM y 4 de Vox; siendo su presidente el socialista Pablo Bellido.

#### Críticas a la representatividad de las Cortes
Tras la reforma propuesta por María Dolores de Cospedal, el mismo Estatuto indica en su artículo 10 que las Cortes estarán formadas por entre 25 y 35 diputados elegidos en circunscripciones provinciales, de tal forma que estas queden en un número tan bajo de diputados a repartir que a efectos reales no representan la realidad política de la región; pues es matemáticamente posible no obtener ningún diputado aun obteniendo el 10 % de los sufragios, así como también obtener la mayoría absoluta con menos del 35 %.

### Consejo de Gobierno

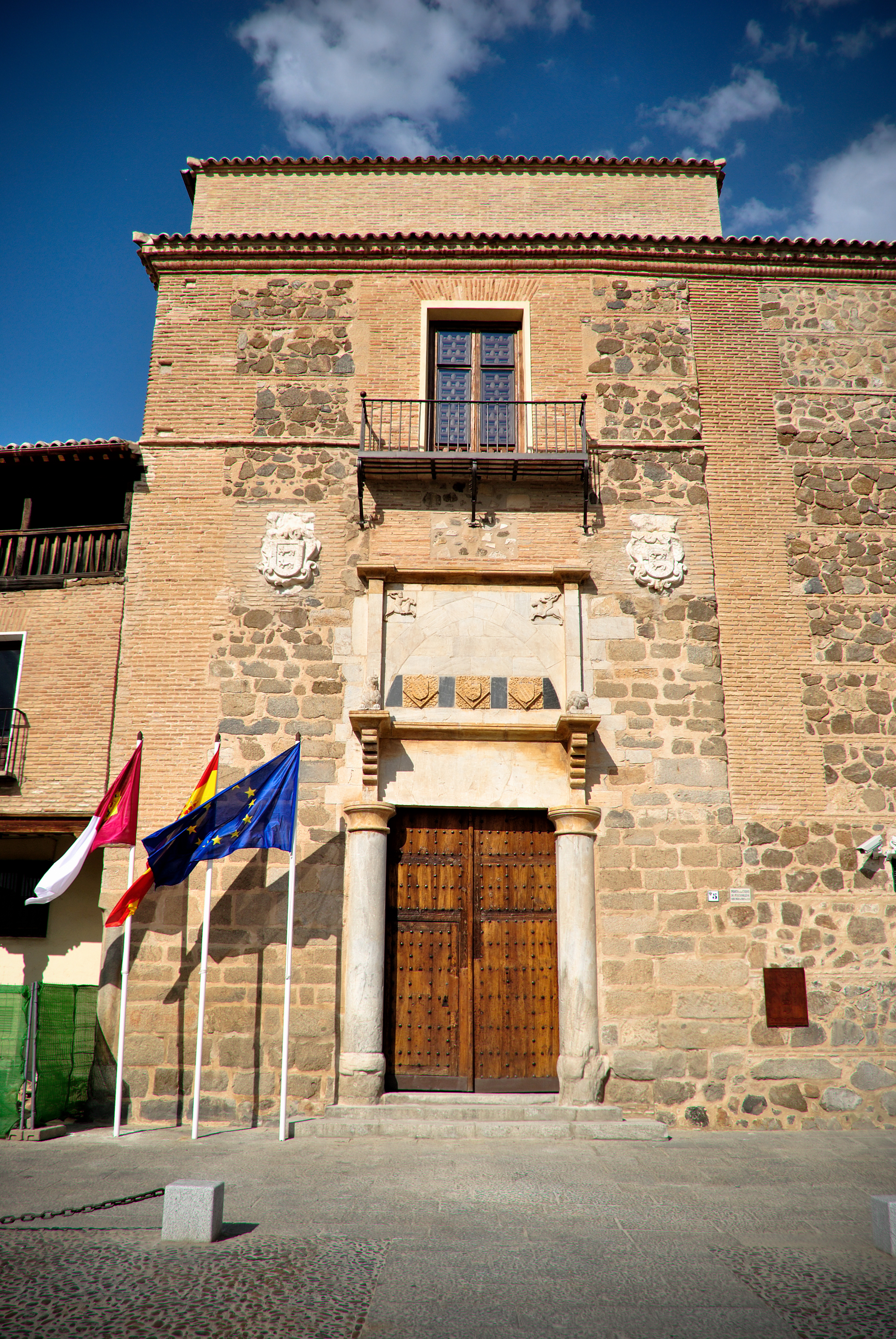
Palacio de Fuensalida, en la ciudad de Toledo, sede de la Presidencia de Castilla-La Mancha

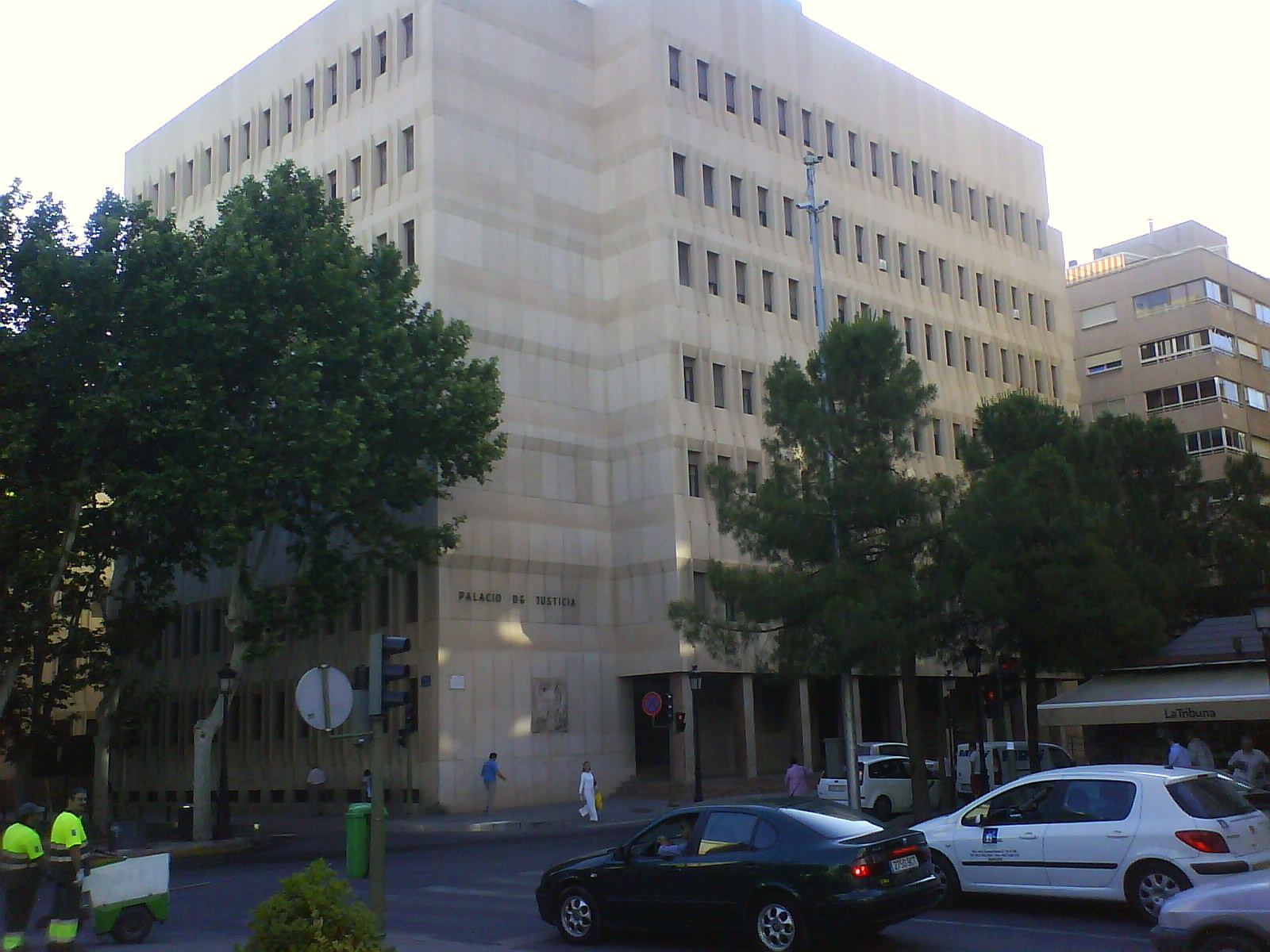
Tribunal Superior de Justicia de Castilla-La Mancha en Albacete

El Consejo de Gobierno es el órgano que, de forma colegiada y bajo la autoridad del presidente de la Junta, dirige la acción política y administrativa de Castilla-La Mancha. Ejerce la función ejecutiva y la potestad reglamentaria en el marco de la Constitución, del Estatuto de Autonomía, de las leyes del Estado y de las leyes regionales.
El Gobierno está compuesto por el presidente, potestativamente uno o varios vicepresidentes, y los consejeros.
Al Consejo de Gobierno le compete:
• Aprobar el plan general de actuación del Gobierno Regional, que posteriormente se ejecuta a través de cada Consejería.
• Aprobar los proyectos de Ley que envía a las Cortes y aprobar los decretos elaborados por cada Consejería.
• Acordar el nombramiento de los altos cargos de la administración autonómica.
• Administrar y conservar el patrimonio de la comunidad autónoma.
El Consejo de Gobierno de Castilla-La Mancha responde políticamente de su gestión ante las Cortes Regionales.

### Presidencia de la Junta de Comunidades
La Presidencia de la Junta de Comunidades de Castilla-La Mancha es el máximo representante de Castilla-La Mancha dentro y fuera de su territorio. Además, ostenta la representación ordinaria del Estado en la comunidad autónoma. La presidencia es elegida por las Cortes de entre sus miembros y es nombrado por el rey. La Presidencia de la Junta de Comunidades de Castilla-La Mancha se encuentra situada en el palacio toledano de Fuensalida.
Como máximo responsable del Gobierno Regional, la Presidencia:
• Mantiene contacto directo con los ciudadanos de Castilla-La Mancha para conocer los problemas de la Región e impulsar las soluciones a través de la acción de Gobierno.
• Nombra a los Consejeros y Vicepresidentes, en su caso, del Gobierno.
• Establece el programa de gobierno de la Junta de Comunidades, en el que se definen aquellas necesidades más urgentes de los ciudadanos de la Región.
• Convoca elecciones a las Cortes de Castilla-La Mancha; promulga, en nombre del Rey, las leyes regionales y ordena su publicación en el Diario Oficial de Castilla-La Mancha y en el Boletín Oficial del Estado.
| Presidentes de la Junta de Comunidades de Castilla-La Mancha desde 1978 | Presidentes de la Junta de Comunidades de Castilla-La Mancha desde 1978 | Presidentes de la Junta de Comunidades de Castilla-La Mancha desde 1978 | Presidentes de la Junta de Comunidades de Castilla-La Mancha desde 1978 |
| ----------------------------------------------------------------------- | ----------------------------------------------------------------------- | ----------------------------------------------------------------------- | --- |
| Periodo                                                                 | Nombre                                                                  | Partido                                                                 | Observaciones |
| 29/11/1978 - 01/02/1982                                                 | Antonio Fernández-Galiano Fernández                                     | UCD                                                                     | Primer presidente del Ente Preautonómico. |
| 01/02/1982 - 22/12/1982                                                 | Gonzalo Payo Subiza                                                     | UCD                                                                     | Segundo presidente del Ente Preautonómico. |
| 22/12/1982 - 06/06/1983                                                 | Jesús Fuentes Lázaro                                                    | PSOE                                                                    | Tomó posesión el 4 de enero de 1983 y lo dejó con motivo de las primeras elecciones autonómicas el 8 de mayo de ese mismo año. |
| 06/06/1983 - 18/04/2004                                                 | José Bono Martínez                                                      | PSOE                                                                    | Primer presidente electo. Se mantiene en el puesto hasta 2004, ganando todas las elecciones a las que se presenta por mayoría absoluta, hasta que dimite del cargo para incorporarse al Gobierno de España como ministro de Defensa.                      |
| 18/04/2004 - 22/06/2011                                                 | José María Barreda Fontes                                               | PSOE                                                                    | Sustituye a José Bono. Posteriormente, en las elecciones autonómicas de 2007 es elegido por mayoría absoluta. |
| 22/06/2011 - 01/07/2015                                                 | María Dolores de Cospedal García                                        | PP                                                                      | Elegida por mayoría absoluta en las elecciones autonómicas del 22 de mayo de 2011. |
| 01/07/2015 - actualmente en el cargo                                    | Emiliano García-Page Sánchez                                            | PSOE                                                                    | Elegido gracias a un acuerdo con Podemos-CLM en las elecciones autonómicas del 24 de mayo de 2015. Reelegido el 26 de mayo de 2019 con una amplia mayoría absoluta. El 8 de julio de 2023 tomó posesión de su cargo tras haber obtenido mayoría absoluta. |
| Fuente: Junta de Comunidades de Castilla-La Mancha                      |                                                                         |                                                                         | |

### Otras instituciones autonómicas
Con posterioridad a la aprobación del Estatuto de Autonomía de la comunidad, se han creado por leyes de Castilla-La Mancha otras instituciones de ámbito autonómico, algunas de las cuales están siendo revisadas actualmente:
- Consejo Consultivo
- Observatorio Regional de Mercado
- Instituto de la Mujer
- Instituto de la Juventud

### Poder judicial

División en partidos judiciales

El órgano superior de justicia de la comunidad es el Tribunal Superior de Justicia de Castilla-La Mancha, que tiene su sede en la ciudad de Albacete, constituyendo una instancia judicial que forma parte de la estructura general del poder judicial único del Estado, adaptado a su competencia territorial. El actual presidente del Tribunal Superior de Justicia es Vicente Rouco, máximo representante del poder judicial en Castilla-La Mancha.
El Tribunal Superior de Justicia de Castilla-La Mancha está integrado por varios órganos: la Presidencia, la Sala de Gobierno, la Sala de lo Civil y Penal, la Sala de lo Contencioso-Administrativo y la Sala de lo Social. A su frente se encuentra el presidente, que representa el poder judicial en la comunidad autónoma. Lo nombra el Consejo General del Poder Judicial por un periodo de cinco años.
| Presidentes del Tribunal Superior de Justicia de Castilla-La Mancha | Presidentes del Tribunal Superior de Justicia de Castilla-La Mancha | Presidentes del Tribunal Superior de Justicia de Castilla-La Mancha | Presidentes del Tribunal Superior de Justicia de Castilla-La Mancha |
| ------------------------------------------------------------------- | ------------------------------------------------------------------- | ------------------------------------------------------------------- | ------------------------------------------------------------------- |
| Periodo                                                             | Nombre                                                              |                                                                     |                                                                     |
| 1989-1996                                                           | José Rodríguez Jiménez                                              |                                                                     |                                                                     |
| 1996-2005                                                           | Emilio Frías Ponce                                                  |                                                                     |                                                                     |
| 2005-actualidad                                                     | Vicente Manuel Rouco Rodríguez                                      |                                                                     |                                                                     |
| Fuente: Tribunal Superior de Justicia de Castilla-La Mancha         |                                                                     |                                                                     |                                                                     |

La Fiscalía de Castilla-La Mancha, con sede en la ciudad de Albacete, es el máximo órgano del Ministerio Fiscal en la comunidad autónoma. El actual fiscal superior de Castilla-La Mancha es Emilio Manuel Fernández García, quien asume la representación y jefatura del Ministerio Fiscal en todo el territorio de la región.
El territorio castellanomanchego está dividido en 31 partidos judiciales.

### Organización territorial
El art. 2 del Estatuto de Autonomía de Castilla-La Mancha establece que «el territorio de la región de Castilla-La Mancha corresponde al de los municipios que integran las provincias de Albacete, Ciudad Real, Cuenca, Guadalajara y Toledo».

#### Provincias

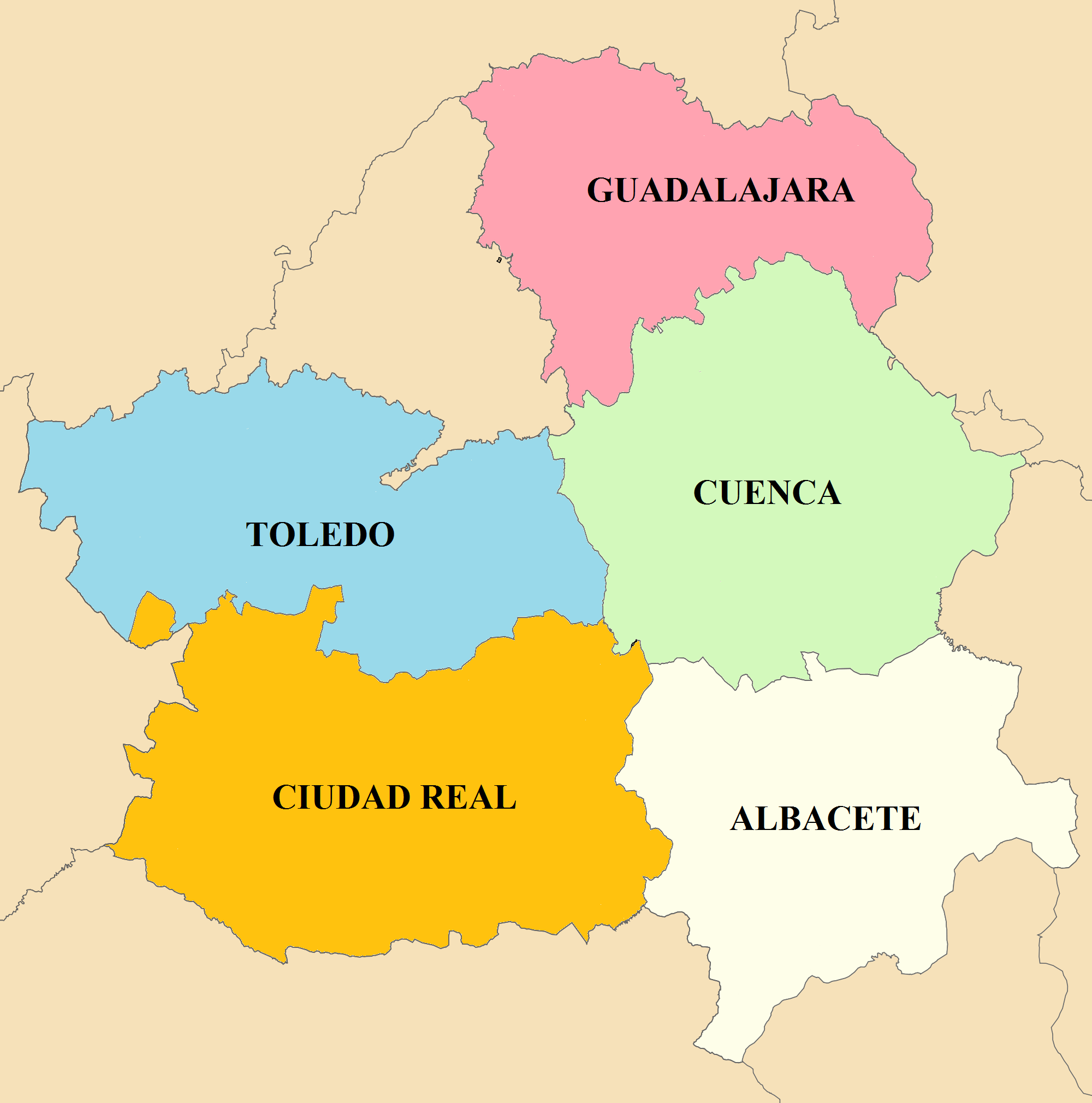
Provincias de Castilla-La Mancha

Castilla-La Mancha se divide en cinco provincias, creadas por Javier de Burgos mediante Real Decreto del 30 de noviembre de 1833. La Constitución española de 1978 recoge la división provincial del Estado, al establecer que este «se organiza territorialmente en municipios, en provincias y en las Comunidades Autónomas que se constituyan. Todas estas entidades gozan de autonomía para la gestión de sus respectivos intereses» (artículo 137 de la Constitución española).
Asimismo, el artículo 141.1 de la Constitución española define la provincia como la «entidad local con personalidad jurídica propia, determinada por la agrupación de municipios y división territorial para el cumplimiento de las actividades del Estado». El Estatuto de Autonomía de Castilla-La Mancha en su artículo 30 articula a las mismas como organismos fundamentales para el ejercicio de las competencias y funciones de la Comunidad. Castilla-La Mancha se compone de cinco provincias:
| Provincia   | Población | Superficie (km²) | Municipios | Partidos Judiciales |
| ----------- | --------- | ---------------- | ---------- | ------------------- |
| Albacete    | 387 529   | 14 926           | 87         | 7                   |
| Ciudad Real | 491 927   | 19 813           | 102        | 10                  |
| Cuenca      | 198 436   | 17 141           | 238        | 4                   |
| Guadalajara | 275 082   | 12 167           | 288        | 3                   |
| Toledo      | 731 112   | 15 370           | 204        | 7                   |

#### Municipios
Según los datos oficiales del INE a 1 de enero de 2022, Castilla-La Mancha consta de 919 municipios, repartidos por las cinco provincias, lo que supone el 11,3 % de todos los municipios de España. De ellos, 531 tienen menos de 500 habitantes, 209 entre 501 y 2000 habitantes, 142 entre 2001 y 10 000 habitantes y solo 37 poblaciones tienen más de 10 000 habitantes. La organización de los núcleos de población es muy dispar, siendo pequeños y numerosos en el norte, y de mayor entidad y menor número en el sur de la Comunidad, consecuencia ésta de la geografía regional y de los distintos modos de repoblación que se emplearon durante la Reconquista.
Los municipios se reparten de forma desigual, siendo la provincia de Guadalajara la que cuenta con un mayor número (288), seguido de la provincia de Cuenca (238), Toledo (204), Ciudad Real (102) y Albacete (87).
Los municipios se encuentran regulados en la Ley 7/1985, del 2 de abril, Reguladora de las Bases del Régimen Local como «la entidad local básica de la organización territorial del estado». La misma ley indica que el municipio «tiene personalidad jurídica y plena capacidad para el cumplimiento de sus fines» y que sus elementos son «el territorio, la población y la organización».
En virtud del artículo 29 del Estatuto de Autonomía los municipios y provincias gozan de autonomía para la gestión de sus respectivos intereses. El máximo órgano municipal es el ayuntamiento, que realiza el gobierno en el territorio municipal a través del alcalde y los concejales.

#### Entidades de Ámbito Territorial Inferior al Municipio
El Título II de la Ley 3/1991, del 14 de marzo, de Entidades Locales de Castilla-La Mancha regula las entidades de ámbito territorial inferior al municipio dentro de Castilla-La Mancha. Las localidades distanciadas de la capital municipal, que cuenten con intereses específicos diferenciados de los del municipio, podrán constituirse en entidad de ámbito territorial inferior al municipio para la gestión descentralizada de estos intereses, siempre que se acrediten los recursos suficientes para dicha gestión y el adecuado ejercicio de sus competencias. En 2011 había un total de 42 entes de este tipo en toda la Comunidad, destacando la provincia de Guadalajara, que contaba con 25 EATIM.

#### Comarcas
Aunque según el Estatuto de Autonomía las divisiones comarcales pueden ser reconocidas como entidad local con personalidad jurídica y demarcación local propia, hoy en día no existen comarcas de rango oficial y relevancia política. No obstante, diversos organismos oficiales provinciales han realizado comarcalizaciones de sus respectivas provincias con distintos fines: administrativo, económico y turístico. Asimismo, en Castilla-La Mancha existen comarcas de gran tradición histórica, que algunas veces no se circunscriben a una única provincia.

#### Mancomunidades
La Ley 3/1991, del 14 de marzo, de Entidades Locales de Castilla-La Mancha regula en su Título III el asociacionismo municipal, siendo el Capítulo I dedicado a Mancomunidades. El artículo 39 de dicha ley señala: Los municipios podrán constituirse en mancomunidades, en orden a la prestación de servicios y ejecución de obras de su competencia. Las mancomunidades gozan del carácter de ente local y tienen plena capacidad y personalidad jurídica independiente de la de los municipios que la constituyen para el cumplimiento de sus fines propios.
En Castilla-La Mancha existían en 2011 137 mancomunidades que se reparten de la siguiente manera: Albacete cuenta con 16 mancomunidades, Ciudad Real cuenta con 19, Cuenca con 46, Guadalajara con 32 y Toledo con 24.

## Demografía

### Evolución
| 1591      | 1646      | 1700      | 1800      | 1857      | 1887      | 1900      | 1910      | 1920      | 1930      |
| --------- | --------- | --------- | --------- | --------- | --------- | --------- | --------- | --------- | --------- |
| 972 500   | 630 000   | 730 000   | 1 075 000 | 1 203 248 | 1 325 744 | 1 394 670 | 1 550 093 | 1 674 207 | 1 849 999 |
| 1940      | 1950      | 1960      | 1970      | 1981      | 1991      | 2001      | 2011      | 2021      | 2022      |
| 1 921 849 | 2 030 598 | 2 015 262 | 1 732 696 | 1 648 633 | 1 658 446 | 1 760 516 | 2 115 334 | 2 049 562 | 2 049 980 |

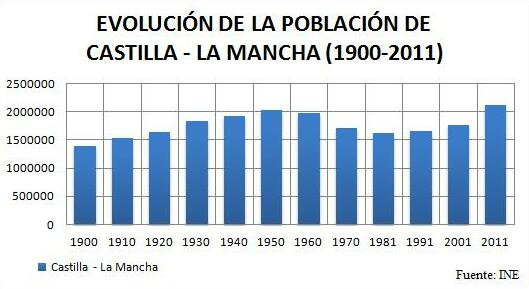
Evolución de la población de Castilla-La Mancha (1900-2011)

Castilla-La Mancha es una comunidad del interior peninsular que ha experimentado una evolución dispar de su población a lo largo del tiempo. En la época más reciente asistimos a una lenta pero progresiva recuperación demográfica durante todo el siglo XIX, que se acentúa en la primera mitad del siglo XX. La etapa de posguerra con las dificultades económicas y laborales existentes obligaron a que entre las décadas de 1950 y 1960, más de medio millón de castellanomanchegos emigraran a otras partes de España y Europa en busca de una mejor calidad de vida, lo que provocó que la población disminuyese durante las dos décadas siguientes.
A partir de la década de los ochenta la tendencia cambia y evoluciona positivamente de forma pausada hasta principios del siglo XXI cuando el aumento de la población se acentúa, fundamentalmente en los grandes núcleos de población y principales centros industriales de la región, protagonizando uno de los mayores aumentos de toda España y superando el umbral poblacional establecido durante la década de los cincuenta.

### Distribución y densidad
Número de habitantes

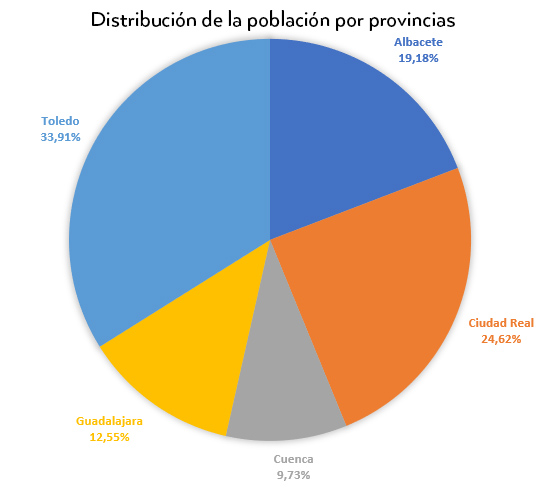
Porcentaje de población por provincias (2018)

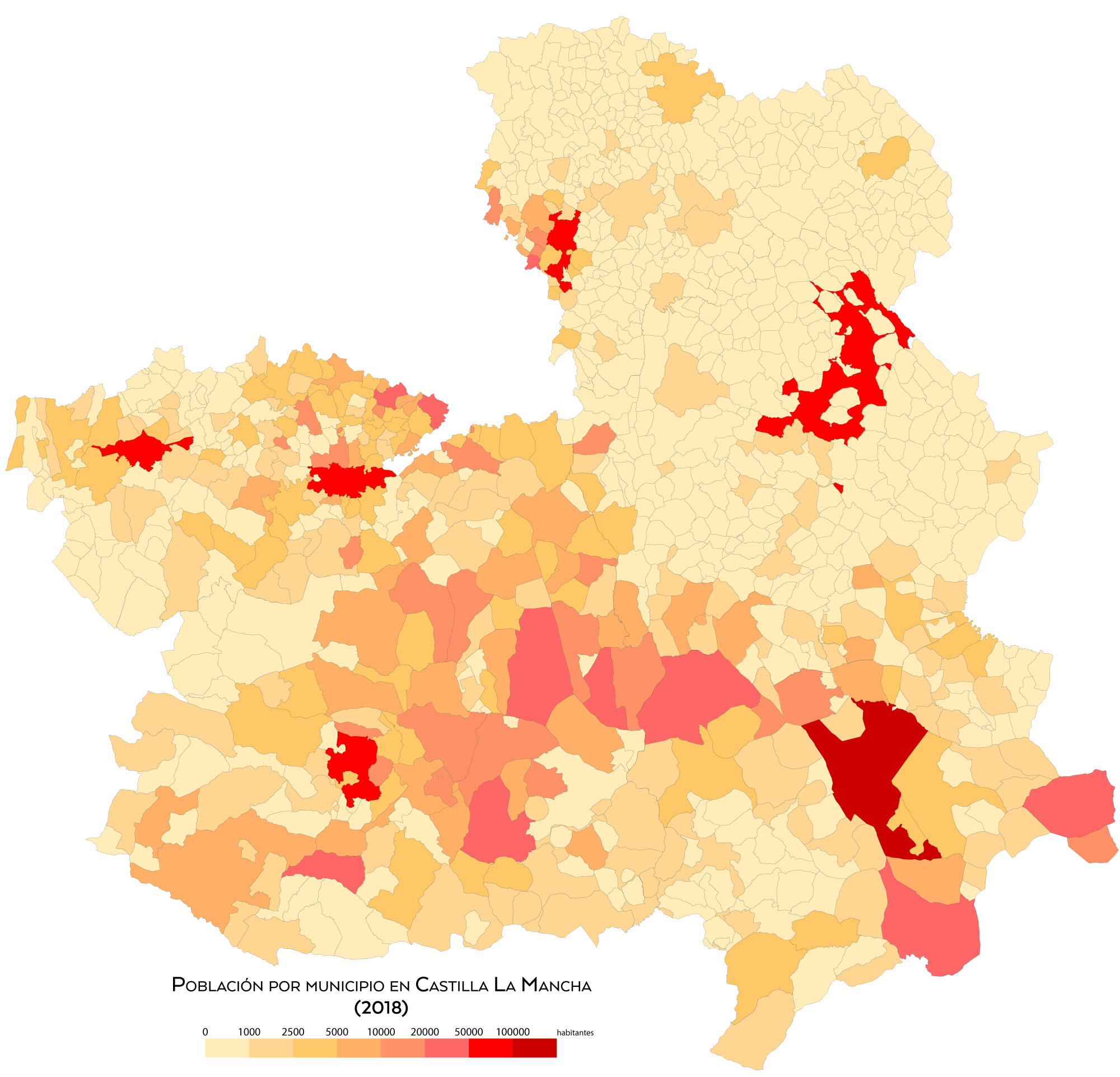
Población por municipio en Castilla-La Mancha (2018)

Según los datos del Instituto Nacional de Estadística (INE) del 1 de enero de 2021, Castilla-La Mancha cuenta con 2 049 562 habitantes repartidos entre sus cinco provincias.
A pesar de ser la tercera autonomía más extensa de España, su territorio cuenta con una población distribuida de forma dispar. Castilla-La Mancha se sitúa entre las comunidades autónomas en el noveno puesto por población, representando el 4,32 % del total nacional.
En las dos últimas décadas, Castilla-La Mancha ha sumado cerca de 300 000 habitantes, protagonizando uno de los incrementos de población más importantes del país.
Densidad de población

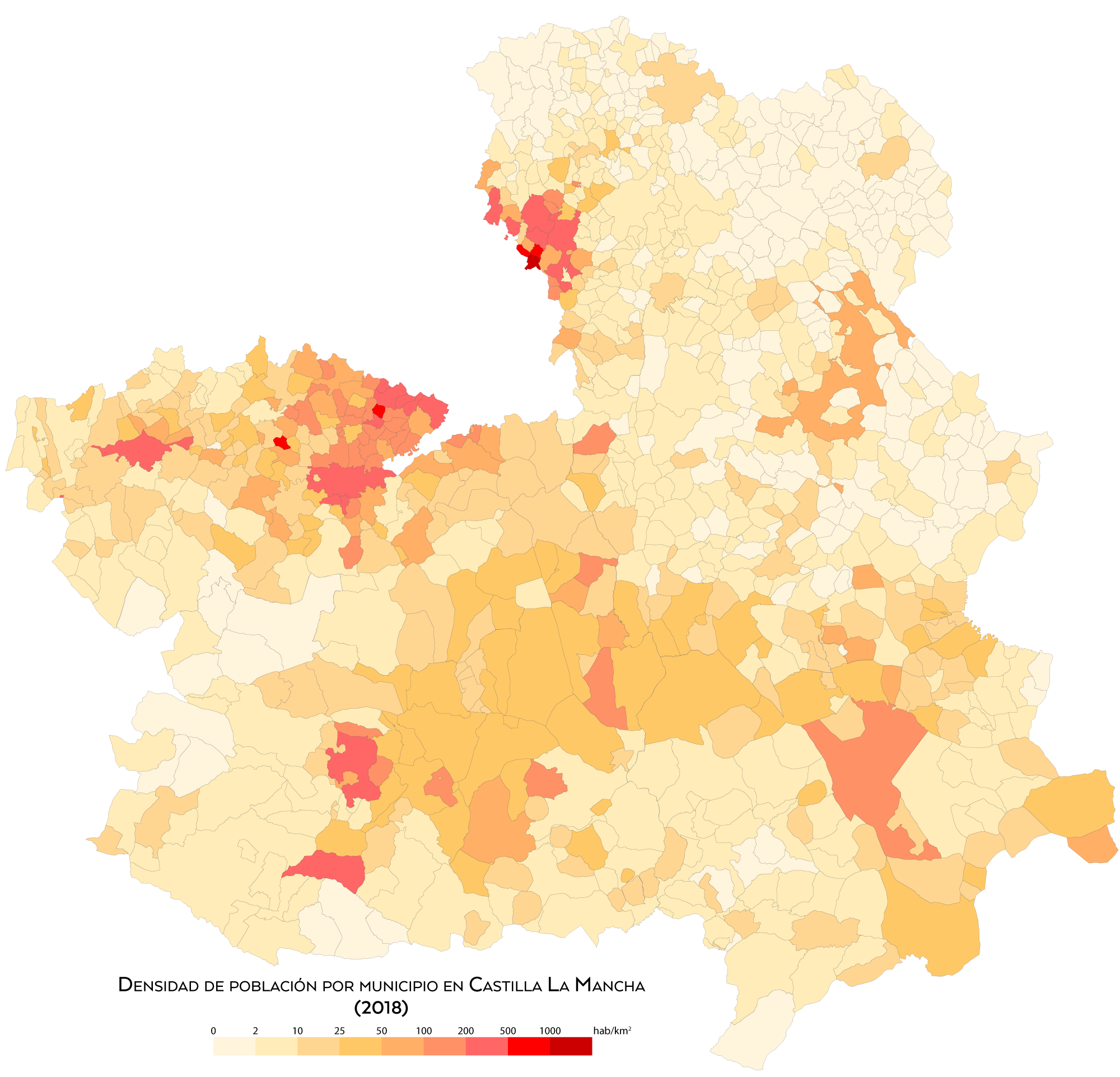
Densidad de población por municipio en Castilla-La Mancha (2018)

La densidad de población media de Castilla-La Mancha es de 25,8 hab./km², muy inferior a la media nacional, aunque las zonas industriales del noroeste de la comunidad como el Corredor del Henares, la comarca de La Sagra, Torrijos y Fuensalida en la comarca de Torrijos, la zona de Sonseca, la "Y" Villarrobledo - Almansa-Hellín, el Corredor Puertollano-Daimiel o las grandes ciudades, entre otras, superan ampliamente la media autonómica.
Distribución por tamaño de los municipios
La población se concentra en las grandes ciudades de la Comunidad. En los 37 municipios con más de 10 000 habitantes reside el 56 % de la población, mientras que sólo reside el 7,8 % en municipios de menos de 1000 habitantes.

### Composición por edad y sexo

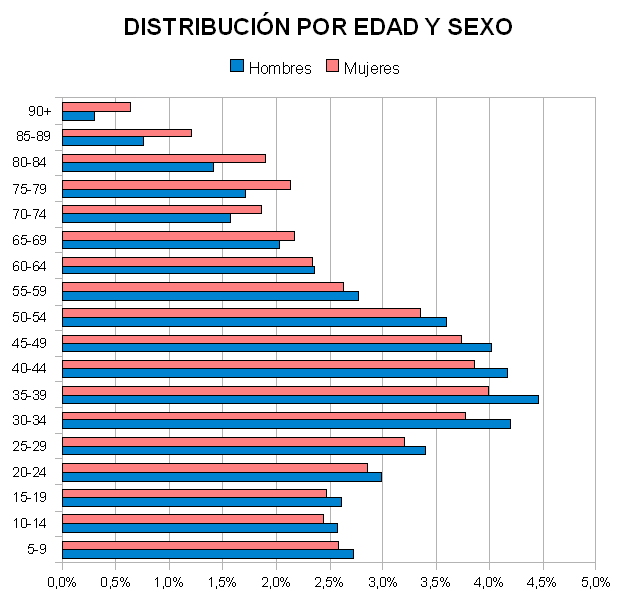
Composición por edad y sexo de la población de Castilla-La Mancha (2013)

La pirámide de población de Castilla-La Mancha presenta una tipología similar a la de una región desarrollada, con la zona central más ancha que la base y que la zona superior. La población entre los 15 y los 44 años representa alrededor del 37 %, de 45 a 64 años de edad representan el 29 %, manteniéndose más alejados los niños con un 15 % y los mayores de 65 con el 19 %. Estos datos vienen a demostrar el progresivo envejecimiento de la población castellanomanchega, aunque mitigado en parte por la inmigración.

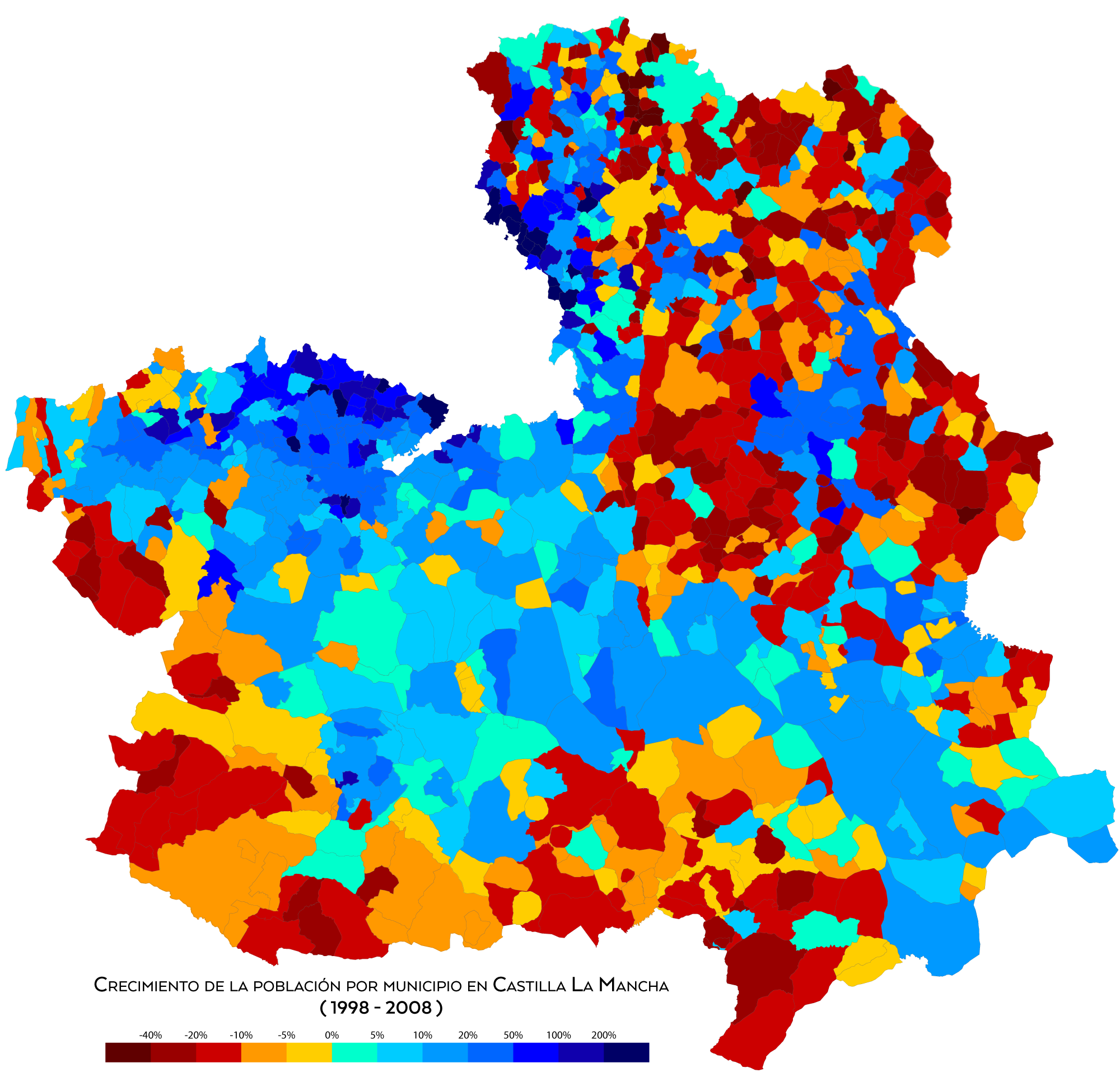
Crecimiento de población por municipio entre 1998 y 2008

Respecto a sexos, en la región habitan alrededor de 3000 hombres más que mujeres, lo que supone un 50,1 % frente a un 49,9 %. A nivel nacional sucede lo contrario, la población femenina supera a la masculina.

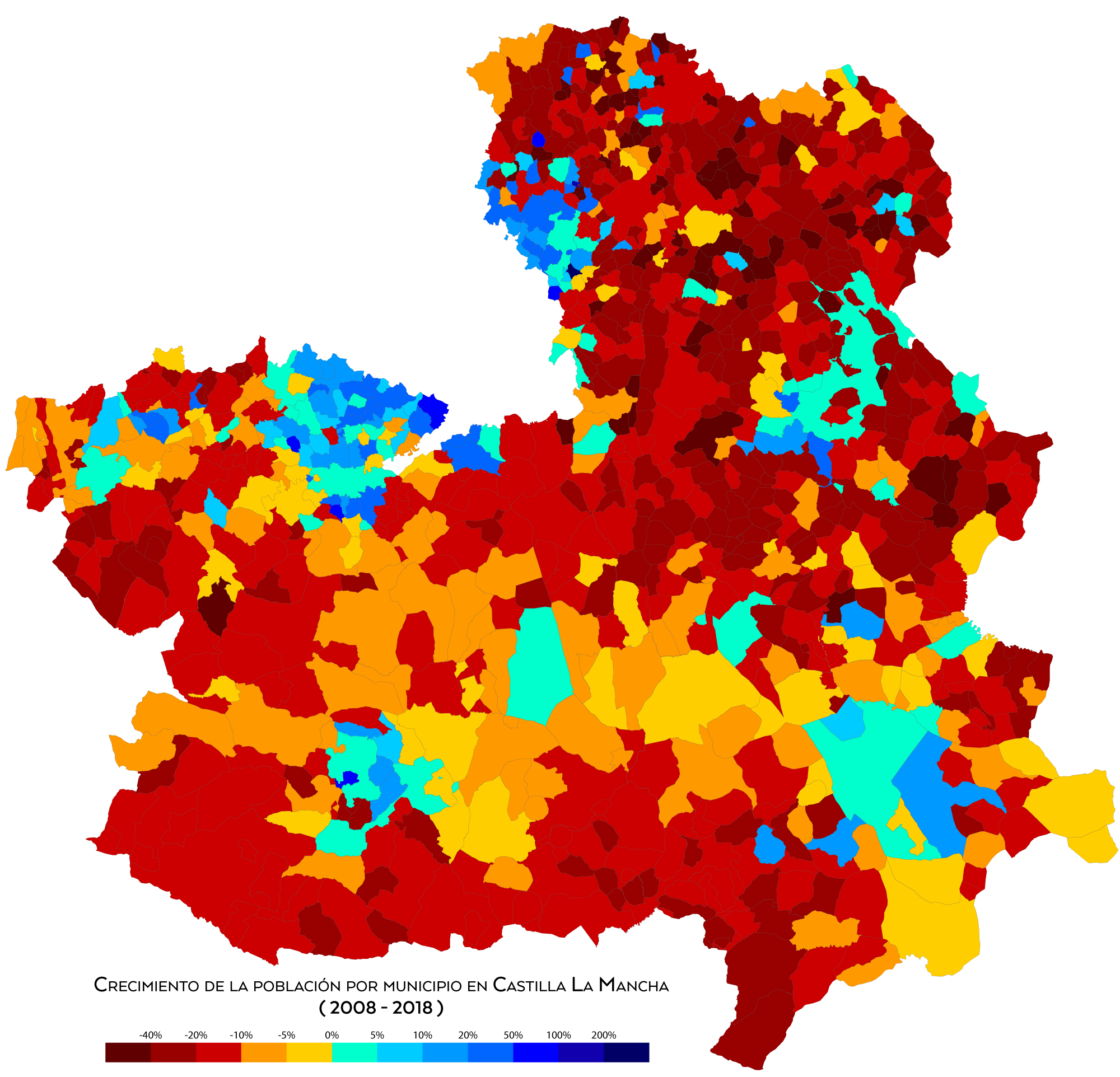
Crecimiento de población por municipio entre 2008 y 2018

### Natalidad, mortalidad y esperanza de vida
Según datos definitivos del INE del año 2020:
La tasa de natalidad se situaba en 7,21 nacimientos por cada 1000 habitantes, algo por encima de la tasa nacional que era de 7,19.
El Índice coyuntural de fecundidad se situaba en 1,22 hijos por mujer, por 1,19 a nivel nacional. La edad media a la maternidad se situaba en 33,3 años, por 32,5 a nivel nacional.
La tasa de mortalidad se situaba en 12,65 defunciones por cada 1000 habitantes, superior a la tasa nacional que era de 10,40.
La esperanza de vida al nacer se situaba en 81,22 años, superando la cifra nacional de 82,33 años, y se desglosa en 84,02 años para las mujeres y 78,61 años para los hombres.
Los datos de este año de mortalidad y esperanza de vida han sufrido una variación notable respecto a años anteriores debido a la influencia de la epidemia de COVID19.

### Inmigración
A fecha del 1 de enero de 2020, el 9,14 % de la población castellanomanchega era de nacionalidad extranjera, porcentaje inferior a la media nacional (11,45 %). Sin embargo, los inmigrantes se reparten de manera dispar por el territorio de la comunidad: (porcentajes de población extranjera sobre el total provincial)
- Provincia de Albacete: 6,78 %
- Provincia de Ciudad Real: 6,27 %
- Provincia de Cuenca: 11,28 %
- Provincia de Guadalajara: 13,55 %
- Provincia de Toledo: 10,23 %

Por procedencia, el 44,7 % son europeos, sobre todo rumanos, el 24,7 % africanos, en su mayoría de Marruecos, el 25,6 % americanos y el 5 % asiáticos.

### Áreas y municipios más poblados
La distribución territorial de las ciudades en Castilla-La Mancha tiene como elemento definidor la presencia mayoritaria en los sectores llanos del territorio. La Mancha y el área metropolitana de Albacete, el Campo de Calatrava, la Vega media del Tajo, La Sagra, la Campiña del Henares, el Corredor de Almansa y los Campos de Hellín son las zonas en los que se ha producido el crecimiento y la consolidación de los núcleos urbanos más importantes.
A continuación se muestra una tabla con los veinte municipios de mayor población según el padrón municipal del INE a 1 de enero de 2024:

## Infraestructuras y servicios
Castilla-La Mancha cuenta con una de las redes de comunicaciones más importantes de España, que permite la vertebración del territorio regional y la conexión con el resto del país. La extensa red de carreteras y vías de alta capacidad, el transporte por ferrocarril, incluyendo varias líneas AVE, la extensa red de rutas de autobuses interurbanos, y un aeropuerto completan el catálogo de infraestructuras de transporte de la Comunidad.

### Transporte

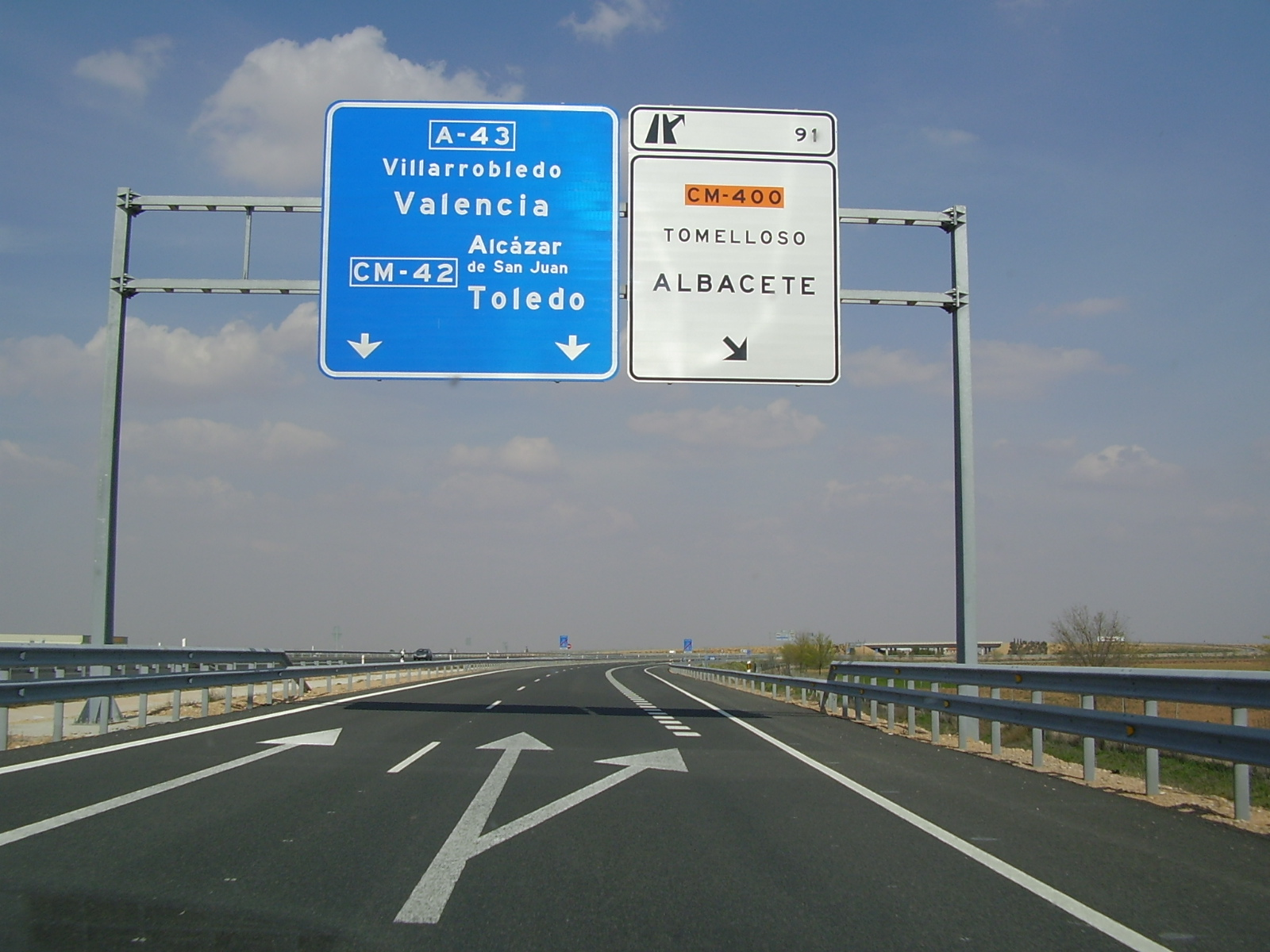
Castilla-La Mancha es la comunidad autónoma con mayor número de km de autopistas y autovías

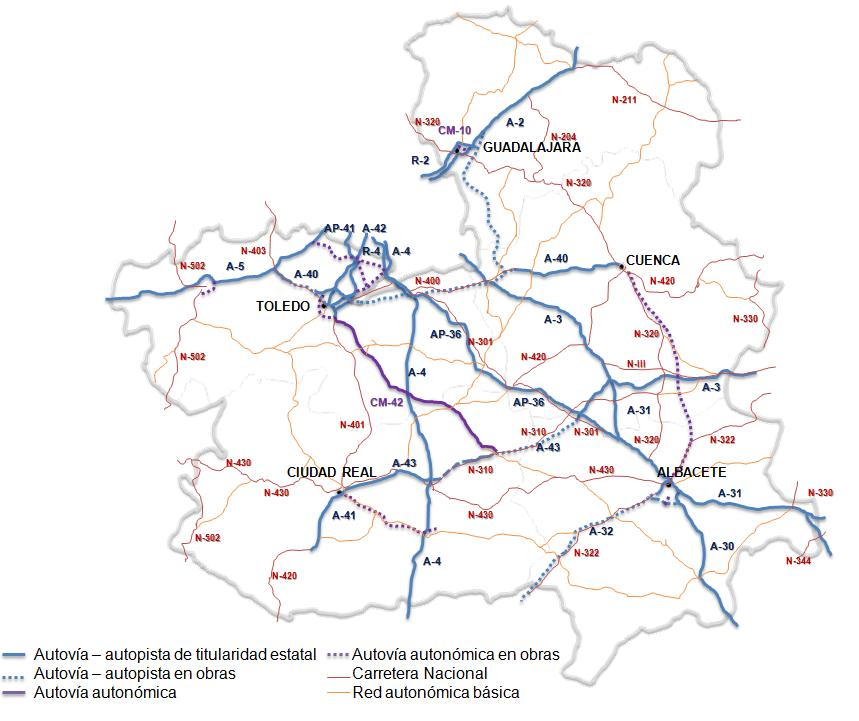
Red viaria principal de la región

Castilla-La Mancha es la comunidad autónoma con mayor número de kilómetros de autopistas y autovías con un total de 2790 km. No obstante, situada en el centro de la península ibérica, por ella transcurren algunas de las que soportan mayor tráfico del país, pues además de ser empleadas para el transporte interno en Castilla-La Mancha, son también rutas de conexión nacionales e internacionales.

#### Autovías de titularidad estatal
Autovías de titularidad estatal que actualmente vertebran el territorio de Castilla-La Mancha, o se encuentran en distintas fases de ejecución:
| Identificador | Denominación                                | Itinerario |
| ------------- | ------------------------------------------- | --- |
| A-2 E-90      | Autovía del Nordeste                        | Madrid - Guadalajara - Zaragoza - Lérida - Barcelona - Gerona - El Pertús |
| R-2           | Autopista Radial 2                          | Madrid - Guadalajara - A-2 |
| A-3 E-901     | Autovía del Este                            | Madrid - Tarancón - Atalaya del Cañavate - Valencia |
| A-4 E-5       | Autovía del Sur                             | Madrid - Aranjuez-Madridejos - Manzanares - Valdepeñas - Córdoba - Sevilla - Cádiz |
| R-4           | Autopista Radial 4                          | Madrid - Aranjuez - Seseña - Ocaña - A-4 AP-36 |
| A-5 E-90      | Autovía del Suroeste                        | Madrid - Talavera de la Reina - Mérida - Badajoz - Portugal |
| *             | Autovía Alcolea del Pinar-Monreal del Campo | Alcolea del Pinar - Molina de Aragón - Monreal del Campo |
| * A-28        | Autovía de la Alcarria                      | Tarancón - Guadalajara - A-1 |
| A-30          | Autovía de Murcia                           | Albacete - Tobarra - Hellín - Murcia - Cartagena |
| A-31          | Autovía de Alicante                         | Atalaya del Cañavate - Albacete - Almansa - Alicante |
| A-32          | Autovía Linares-Albacete                    | Bailén - * - Linares - * - Alcaraz - Albacete |
| A-33          | Autovía Cieza-Fuente la Higuera             | Cieza - Jumilla - Yecla - Caudete - Fuente la Higuera |
| A-35          | Autovía Almansa-Játiva                      | Almansa - Játiva |
| AP-36         | Autopista Ocaña-La Roda                     | Ocaña - Corral de Almaguer - Quintanar de la Orden - San Clemente (Cuenca) - La Roda |
| A-40          | Autovía de Castilla-La Mancha               | Ávila - * - Maqueda - Toledo - * - Ocaña - Tarancón - Cuenca - * - Teruel |
| A-41          | Autovía Ciudad Real - Puertollano           | Ciudad Real - Argamasilla de Calatrava - Puertollano |
| AP-41         | Autopista Madrid-Toledo                     | Madrid - Toledo |
| A-42          | Autovía de Toledo                           | Madrid - Illescas - Yuncos - Olías del Rey - Toledo |
| A-43          | Autovía Extremadura-Comunidad Valenciana    | Mérida - * - Puertollano - Ciudad Real - Manzanares - Tomelloso - Villarrobledo - San Clemente - Atalaya del Cañavate |
| **            | Autovía Puertollano-Córdoba                 | N-420 - ** - Puertollano - ** - Estación de Brazatortas - ** - Brazatortas - ** - Veredas - ** - Valle de Alcudia - ** - Fuencaliente - ** - Sierra de Cardeña-Montoro - ** - Valle de Los Pedroches - ** - Azuel - ** - Cardeña - ** - Montoro - ** - Autovía del Sur - ** - |

(Notas: * en construcción o proyecto, en negrita las localidades más importantes de Castilla-La Mancha cercanas al trazado.)
(Con ** cancelada o construcción futura).

#### Autovías de titularidad autonómica
Autovías que vertebran el territorio de la región cuyo titular es la Junta de Comunidades de Castilla-La Mancha
| Identificador | Denominación                                                 | Itinerario |
| ------------- | ------------------------------------------------------------ | --- |
| CM-10         | Ronda Norte de Guadalajara / Vía de conexión entre polígonos | A-2 - CM-101 - N-320 |
| CM-40         | Ronda Suroeste de Toledo                                     | Autovía de Castilla-La Mancha - Toledo - Autovía de los Viñedos |
| CM-41 CM-43   | Autovía de la Sagra                                          | Autovía del suroeste - Yuncos - Illescas - Alameda de la Sagra - CM-4001 - * - R-4 - Autovía del Sur |
| CM-42         | Autovía de los Viñedos                                       | Toledo - Burguillos de Toledo - Nambroca - Mora - Consuegra - Madridejos - Camuñas - Alcázar de San Juan - Tomelloso |
| CM-45         | Autovía del IV Centenario                                    | Ciudad Real - Miguelturra - Pozuelo de Calatrava - Almagro - * - Granátula de Calatrava - * - Moral de Calatrava - * - Valdepeñas - * - Villanueva de los Infantes - * - Villahermosa - * - Villanueva de la Fuente - * - Alcaraz - * - Autovía Linares-Albacete |
| *             | Autovía del Júcar                                            | Cuenca - * - Motilla del Palancar - * - Autovía del Este - * - Polígono industrial de Romica - * - Albacete |
| *             | Autovía Transmanchega                                        | Autovía Extremadura - Comunidad Valenciana - * - Daimiel - * - Autovía del Sur - * - Alcázar de San Juan - * - Autovía del Este - * - Autovía de Castilla-La Mancha                                                                                              |
| *             | Autovía de Los Llanos                                        | Autovía Linares-Albacete - * - Parque Aeronáutico y Logístico - * - Aeropuerto de Albacete - * - Maestranza Aérea - * - Albacete |

(*en construcción o proyecto)
(**cancelada o construcción futura)

#### Ferrocarriles

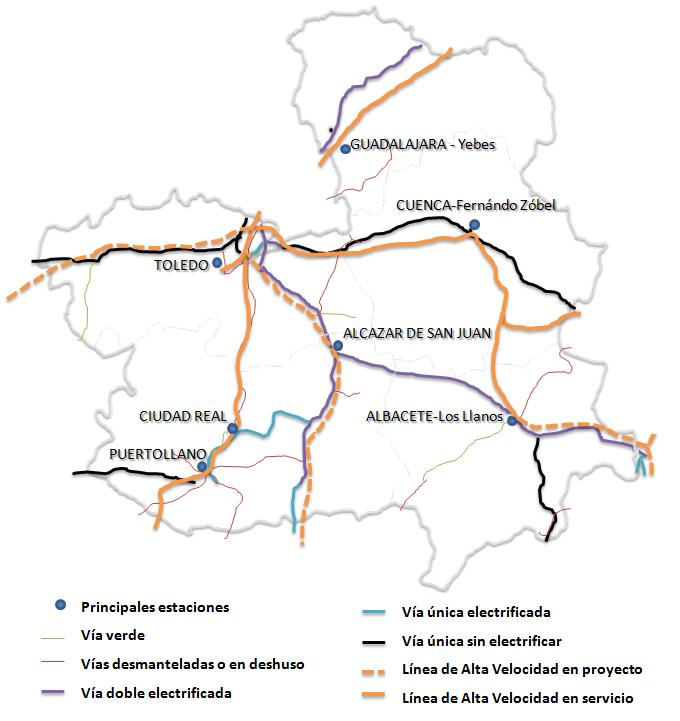
Líneas de ferrocarril que atraviesan Castilla-La Mancha

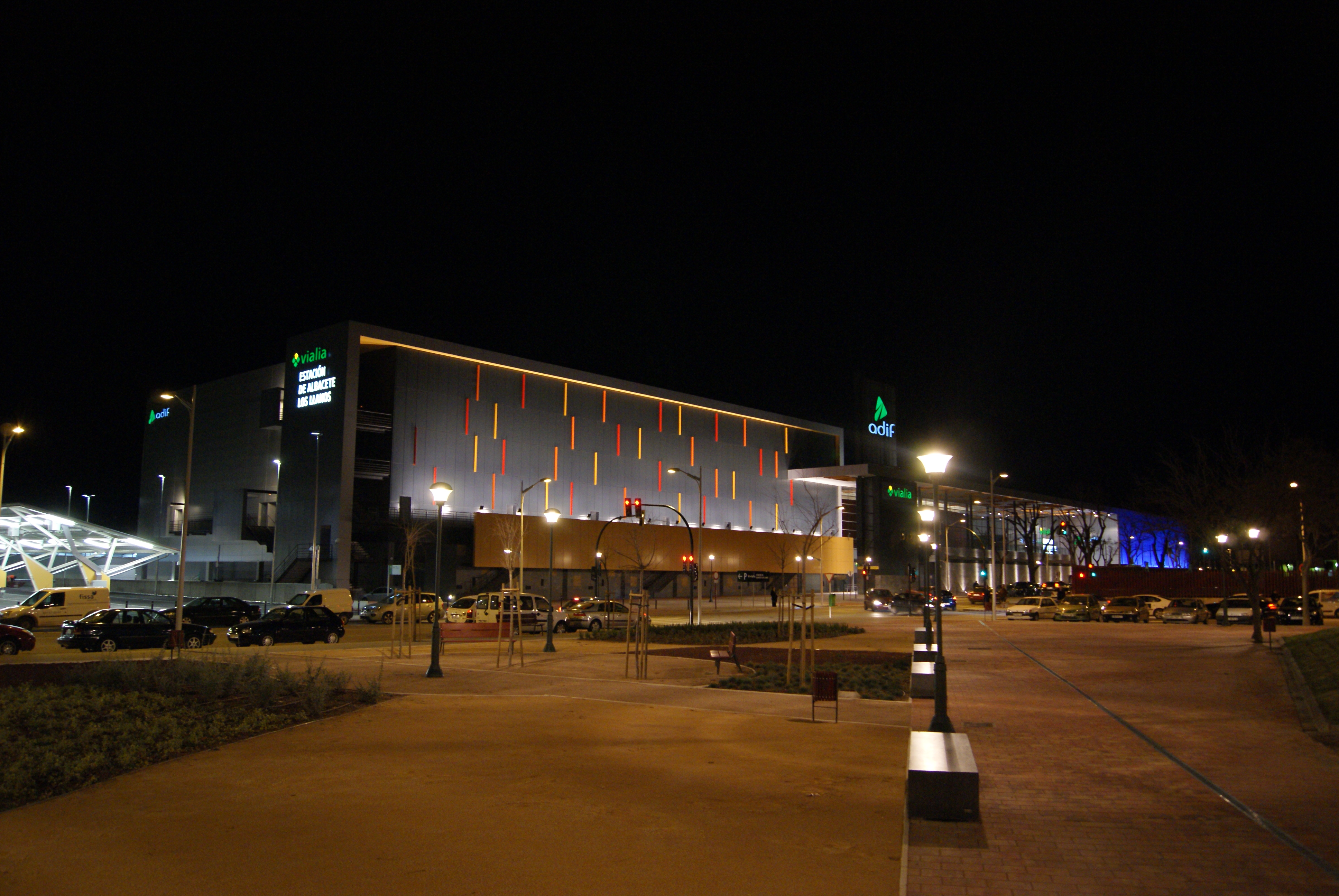
Estación de Albacete-Los Llanos

La compañía pública de ferrocarriles (Renfe) dispone de numerosas líneas y estaciones a lo largo de toda la geografía castellanomanchega.
Media Distancia
Por Castilla-La Mancha discurren numerosas líneas de ferrocarril convencional (Media y Larga Distancia). La red de trenes Renfe Media Distancia da servicio de transporte de viajeros por ferrocarril a Castilla-La Mancha y la comunica con Andalucía, Castilla y León, Extremadura, Comunidad de Madrid y Comunidad Valenciana.
| Tren | Trayecto (origen-paradas intermedias-destino)                                    |
| ---- | -------------------------------------------------------------------------------- |
|      | Madrid - Ciudad Real - Puertollano                                               |
|      | Toledo - Madrid                                                                  |
|      | Madrid - Alcázar de San Juan - Albacete-Los Llanos - Almansa - Valencia          |
|      | Alicante - Almansa - Albacete-Los Llanos - Alcázar de San Juan - Ciudad Real     |
|      | Madrid - Alcázar de San Juan - Ciudad Real / Jaén                                |
|      | Alcázar de San Juan - Ciudad Real -Puertollano - Mérida - Badajoz                |
|      | Madrid - Cuenca - Valencia                                                       |
|      | Madrid - Guadalajara - Soria                                                     |
|      | Madrid - Guadalajara - Arcos de Jalón                                            |
|      | Madrid - Talavera de la Reina - Badajoz                                          |
|      | Madrid - Alcázar de San Juan - Albacete-Los Llanos - Hellín - Murcia - Cartagena |

Alta velocidad
Castilla-La Mancha cuenta con una extensa red de alta velocidad, siendo la comunidad autónoma con más kilómetros de AVE. Además, todas las capitales de provincia, más Puertollano cuentan con estación adaptada a la misma.
Líneas AVE que transcurren actualmente por la comunidad y en proyecto o construcción:
| Tren | Trayecto (origen-paradas intermedias-destino)          |
| ---- | ------------------------------------------------------ |
|      | Madrid - Ciudad Real - Puertollano - Córdoba - Sevilla |
|      | Madrid - Toledo                                        |
|      | Madrid - Guadalajara-Yebes - Zaragoza - Barcelona      |
|      | Madrid - Cuenca-Fernando Zóbel - Valencia              |
|      | Madrid - Albacete-Los Llanos - Alicante                |

| Tren | Trayecto (origen-paradas intermedias-destino)                                                 | Observaciones   |
| ---- | --------------------------------------------------------------------------------------------- | --------------- |
|      | Madrid - Talavera de la Reina - Navalmoral de la Mata - Plasencia- Cáceres - Mérida - Badajoz | En proyecto     |
|      | Madrid - Alcázar de San Juan - Jaén                                                           | En proyecto     |
|      | Madrid - Albacete-Los Llanos - Alicante - Elche - Murcia - Cartagena                          | En construcción |

Cercanías
En el norte y noroeste de Castilla-La Mancha operan las cercanías de la zona centro, provincia de Guadalajara y Toledo.
En la provincia de Guadalajara están las estaciones de Azuqueca de Henares y de Guadalajara, ambas pertenecientes a las líneas C-2 y C-8.
En la provincia de Toledo se encuentra la estación de Seseña, perteneciente a la línea C-3 con destino a Aranjuez, aunque desde abril de 2007 los trenes ya no paran en dicha estación.
| Guadalajara – Alcalá de Henares – Atocha – Chamartín-Clara Campoamor |
| Guadalajara • Azuqueca • Meco • Alcalá de Henares Universidad • Alcalá de Henares • La Garena • Soto del Henares • Torrejón de Ardoz • San Fernando • Coslada • Vicálvaro • Santa Eugenia • Vallecas • El Pozo • Asamblea de Madrid-Entrevías • Atocha • Recoletos • Nuevos Ministerios • Chamartín-Clara Campoamor |

| Guadalajara – Alcalá de Henares – Atocha – Chamartín-Clara Campoamor – Villalba – Cercedilla / El Escorial - Santa María de la Alameda-Peguerinos |
| Guadalajara • Azuqueca • Meco • Alcalá de Henares Universidad • Alcalá de Henares • La Garena • Soto del Henares • Torrejón de Ardoz • San Fernando • Coslada • Vicálvaro • Santa Eugenia • Vallecas • El Pozo • Asamblea de Madrid-Entrevías • Atocha • Recoletos • Nuevos Ministerios • Chamartín-Clara Campoamor • Ramón y Cajal • Mirasierra-Paco de Lucía • Pitis • Pinar • Las Matas • Torrelodones • Galapagar-La Navata • Villalba • Ramal de El Escorial (): San Yago • Las Zorreras • El Escorial • Zarzalejo • Robledo de Chavela • Santa María de la Alameda-Peguerinos Ramal de Cercedilla (): Los Negrales • Alpedrete • Collado Mediano • Los Molinos • Cercedilla |

#### Aeropuertos

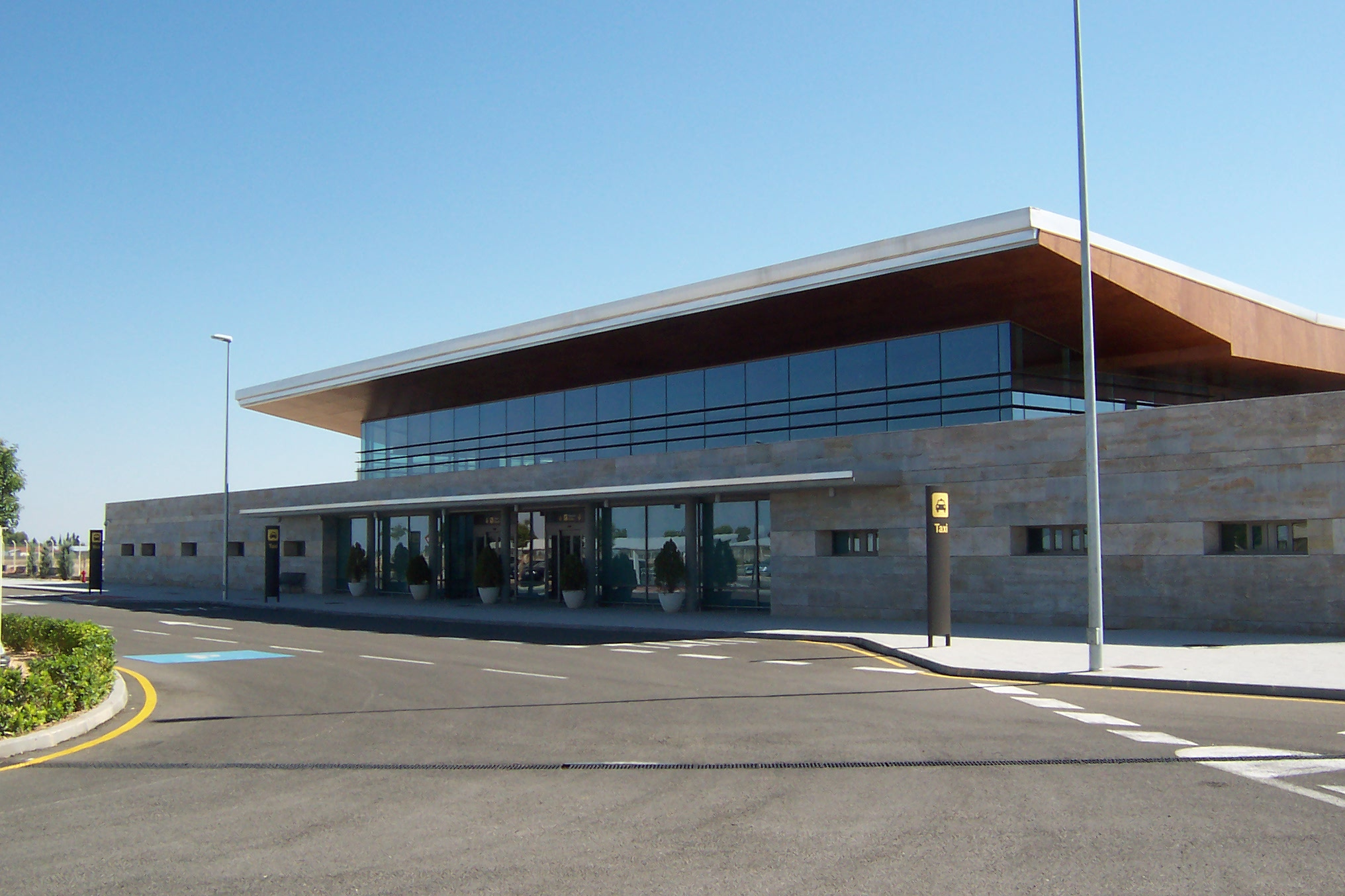
Aeropuerto de Albacete

En la actualidad, Castilla - La Mancha cuenta con dos aeropuertos de pasajeros situados en las cercanías de las ciudades de Albacete y Ciudad Real:
- El aeropuerto de Albacete-Los Llanos (IATA: ABC, OACI: LEAB) se encuentra situado a 4 km al sur de la ciudad de Albacete y está gestionado por AENA. Actualmente se accede a través de la carretera CM-3203, aunque ya está redactado el proyecto para el inicio de las obras de la futura Autovía de Los Llanos que conectaría con la circunvalación sur de Albacete. Aunque el aeropuerto comenzó a funcionar oficialmente con carácter civil en 2003 compartiendo instalaciones con la Base Aérea de Los Llanos, en 2005 se inauguró la nueva terminal de pasajeros.[50]
- El Aeropuerto Central CR (IATA: CQM, OACI: LERL) se encuentra situado a 20 km de Ciudad Real y a 27 km de Puertollano. Se puede acceder a él a través de la autovía A-41. Aunque sus inicios se remontan a la década de 1990, entró en funcionamiento a finales de 2008, convirtiéndose en el primer aeropuerto de gestión privada de España.[51] En abril de 2012 fue cerrado al tráfico aéreo tras declararse la propiedad en concurso de acreedores.[52]

La comunidad también cuenta con varios aeródromos de carácter público o privados, dedicados a tareas deportivas, sanitarias o de extinción y protección contra incendios.

### Defensa
Castilla-La Mancha alberga importantes instalaciones militares y de defensa.

#### Escuela de Pilotos TLP de la OTAN

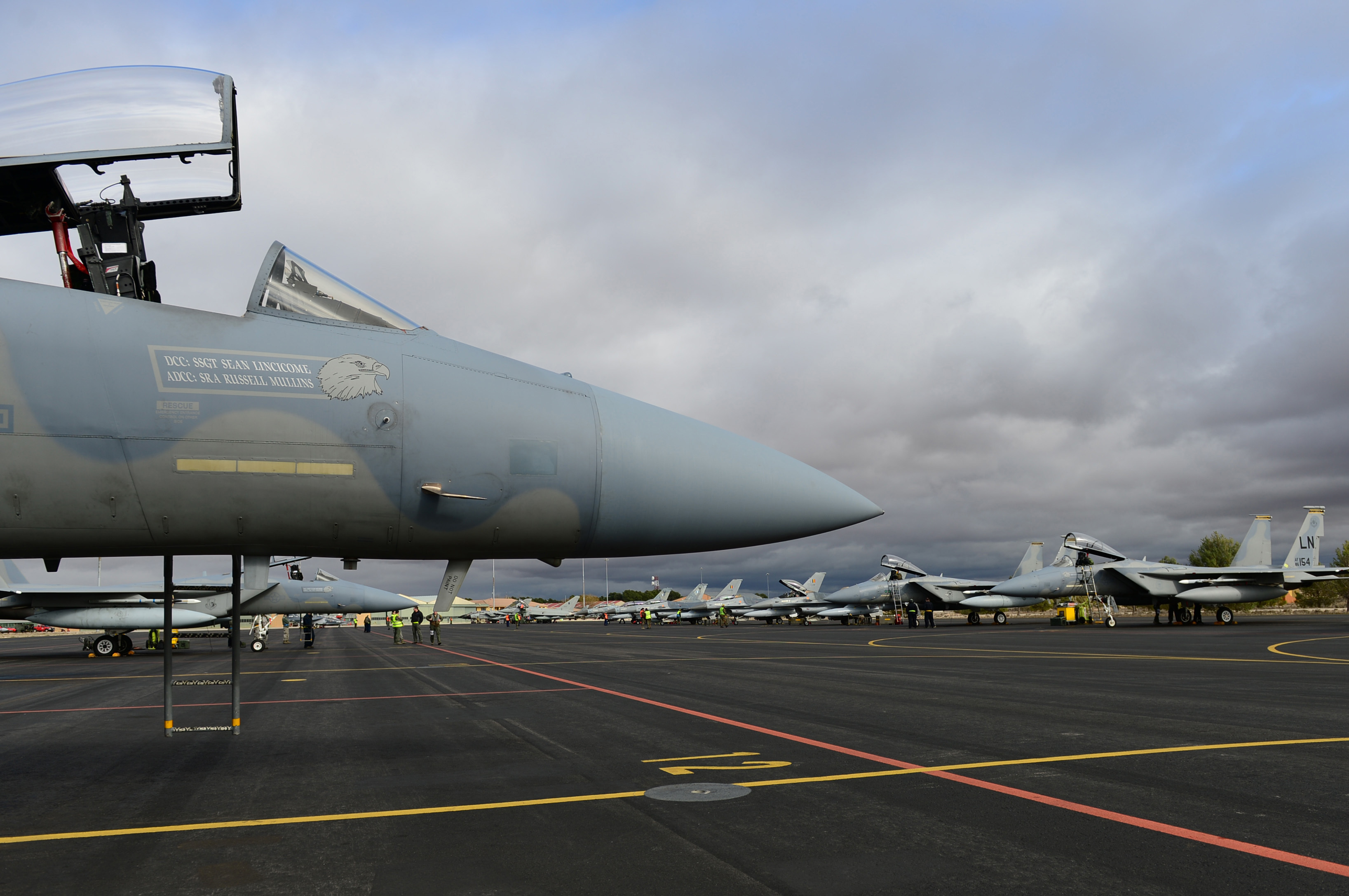
Aviones Air Force F-15C de Estados Unidos en el TLP, Albacete

Tiene su sede en la ciudad de Albacete. Oficialmente llamada Tactical Leadership Programme (TLP), es un centro internacional de formación avanzada para pilotos y tripulaciones con el objetivo de mejorar la operatividad y la efectividad de las Fuerzas Aéreas Aliadas. Tiene un personal permanente de más de 100 personas de todos sus países miembros y sus cursos suponen el despliegue de 3000 efectivos al año en la ciudad.

#### Base Aérea de Los Llanos
Situada en la ciudad de Albacete, es una de las principales bases aéreas de España, en la que se encuentra desplegada el Ala 14 y los aviones más avanzados del Ejército del Aire, como el Eurofighter Typhoon, uno de los mejores aviones de combate del mundo. Es una pequeña ciudad en la que trabajan más de 1000 personas.

#### Ala 14
El Ala 14 es una de las unidades militares del Ejército del Aire de España. Dotada, entre otros, con los aviones de combate Eurofighter Typhoon, tiene como función principal la realización de misiones aéreas. Cuenta con dos escuadrones: el Escuadrón 141 y el Escuadrón 142.

#### Maestranza Aérea de Albacete
Se encuentra en la ciudad de Albacete. Es la más importante de España. Su misión es el mantenimiento de los aviones del Ejército del Aire al máximo nivel. Sus instalaciones ocupan una superficie de más de 470 000 m². Tiene más de 600 trabajadores.

#### Centro Nacional de Adiestramiento de Chinchilla
El CENAD Chinchilla es un centro de formación militar del Ejército de Tierra de España situado dentro del término municipal de Chinchilla de Montearagón, colindante con el de Albacete.

#### Base de Helicópteros de Almagro
Almagro alberga una base de helicópteros del Ejército de Tierra en donde están destinados los helicópteros Tigre.

#### Academia de Infantería de Toledo
Es un centro de formación militar del Ejército de Tierra español situado en la localidad de Toledo. El centro se encarga de ofrecer formación básica, especialización y formación de oficiales, suboficiales y tropa del Arma de Infantería.

### Ciencia y tecnología

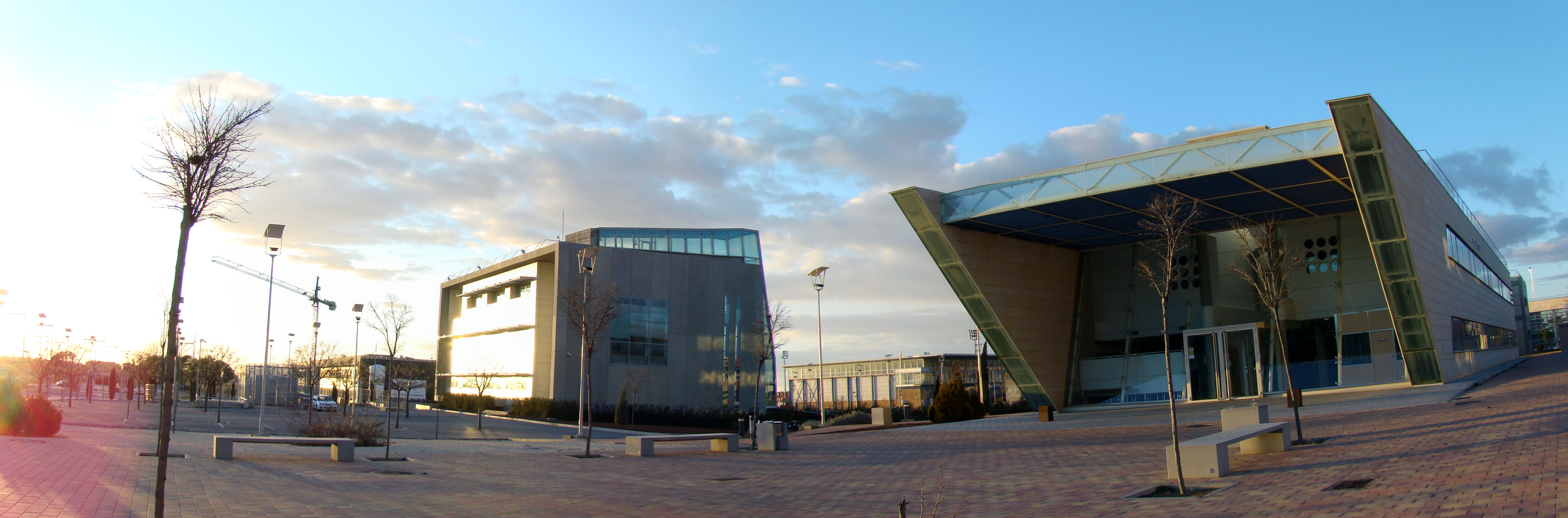
Centro de Emprendedores e Instituto de Investigación en Informática del Parque Científico y Tecnológico de Castilla-La Mancha

#### Parque Científico y Tecnológico de Castilla-La Mancha
El Parque Científico y Tecnológico de Castilla-La Mancha es un parque tecnológico de ámbito científico y empresarial con sede en la ciudad española de Albacete y una subsede en Guadalajara. Impulsado por la Junta de Comunidades, la Universidad de Castilla-La Mancha, el Ayuntamiento de Albacete y la Diputación Provincial de Albacete, surgió en 2001. En dicho parque se desarrollan diferentes áreas como la biomedicina, automáta y robótica, aeronáutica, biotecnología, TIC, energías renovables y medio ambiente.

#### Centros tecnológicos
Los centros tecnológicos son clave para mejorar la competitividad de las empresas; actualmente en Castilla-La Mancha existen cinco centros que, promovidos por asociaciones empresariales y con el apoyo del Gobierno Autonómico realizan proyectos de investigación y desarrollo, ensayos, ofrecen asistencia técnica, transferencia de tecnología y formación de técnicos y directivos empresariales. Todos los centros se agrupan en la Federación de Entidades de Innovación de Castilla-La Mancha (FEDICAM). Centros actuales:
- Centro Tecnológico de la Confección (ASINTEC): situado en Talavera de la Reina.
- Centro Tecnológico de la Madera (AIMCM]): situado en la ciudad de Toledo.
- Centro Tecnológico de la Arcilla Cocida (AITEMIN): situado en Toledo.
- Centro Tecnológico del Calzado de Toledo (ASIDCAT): situado en Fuensalida.
- Centro Tecnológico del Metal de Castilla-La Mancha (ITECAM): situado en Tomelloso.

#### Otros centros

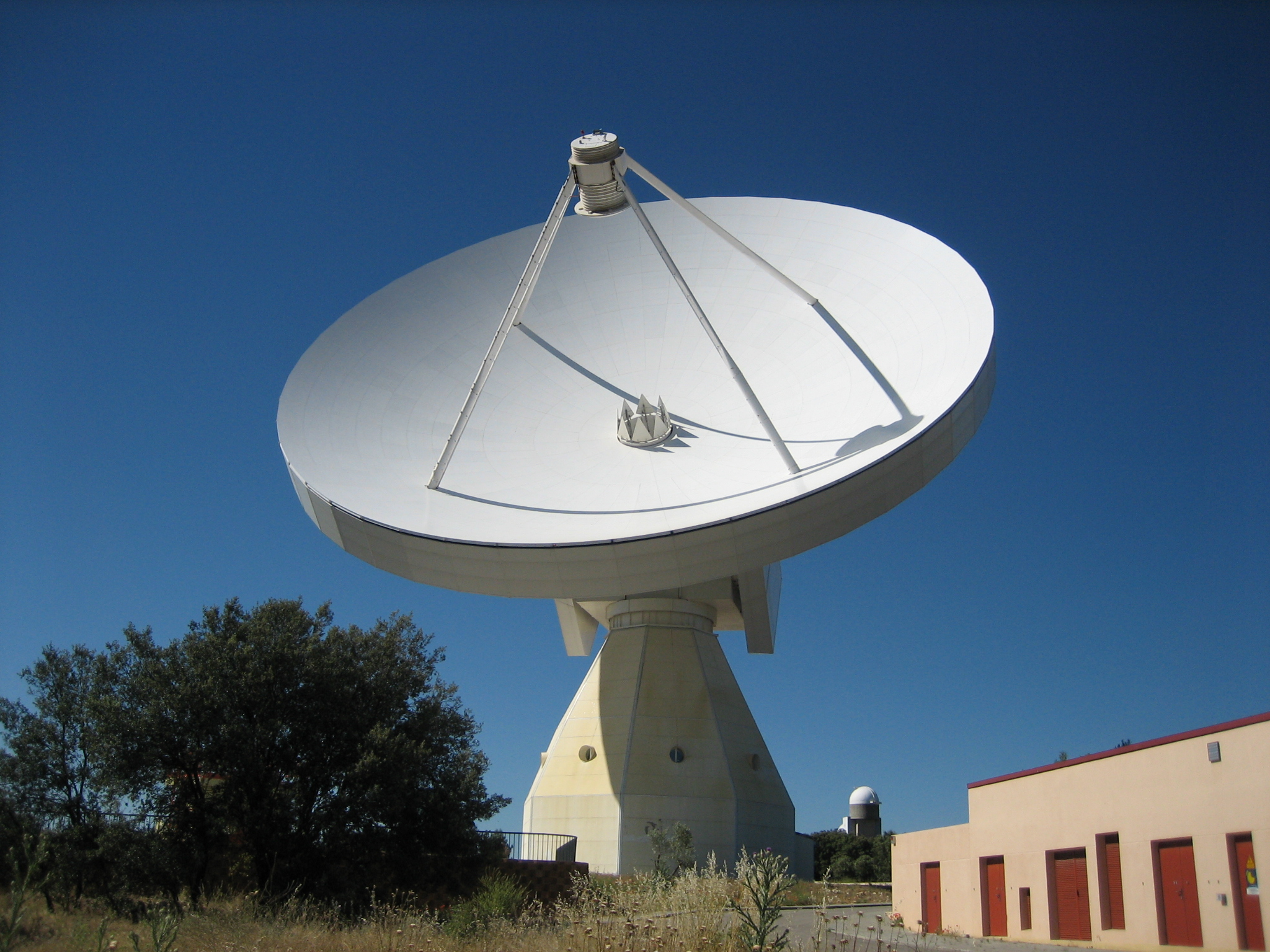
Radiotelescopio ARIES XXI del Centro Astronómico de Yebes, en la provincia de Guadalajara

La comunidad autónoma también cuenta con cinco centros de innovación:
- El Centro Astronómico de Yebes (CAY): se sitúa en el municipio de Yebes (Guadalajara). constituye en la actualidad el centro de desarrollo técnológico más importante de cuantos forman el Observatorio Astronómico Nacional (OAN) y es uno de los diez centros de investigación científica totalmente españoles clasificados como Gran Instalación Científica.[61]
- El Instituto de Enfermedades Neurológicas de Castilla - La Mancha (IEN): situado en Guadalajara, se incardina dentro del Servicio de Salud de Castilla-La Mancha, y es el centro de referencia regional para el tratamiento neurorehabilitador de las personas con daño cerebral sobrevenido o adquirido, por parte de un equipo multidisciplinar, integrando todas las fases del proceso asistencial de estos pacientes según el grado de las secuelas.[62]
- El Centro Regional de Investigaciones Biomédicas (CRIB): se encuentra en Albacete, y es un centro universitario de investigación de la Universidad de Castilla-La Mancha que se crea en julio de 2000 junto con la Consejería de Sanidad de la Junta de Comunidades de Castilla-La Mancha, con el fin de fomentar la investigación biomédica en la región.[63]
- El Instituto de Sistemas Fotovoltaicos de Concentración situado en Puertollano, fue promovido por la Consejería de Educación y Ciencia de la Junta de Comunidades de Castilla-La Mancha, y el Instituto de Energía Solar de la Universidad Politécnica de Madrid, con la colaboración del Ministerio de Educación y Ciencia. Su objetivo es el desarrollo e investigación de la tecnología fotovoltaica de concentración.[64]
- El Centro Nacional de Experimentación de Tecnologías de Hidrógeno y Pilas de Combustible localizado también en Puertollano, es un Consorcio Público gestionado entre el Ministerio de Economía y Competitividad y la Consejería de Educación, Cultura y Deportes de la Junta de Comunidades para la investigación científica y tecnológica sobre las tecnologías del hidrógeno, desde la generación, el almacenamiento y la purificación, hasta la transformación del elemento mediante las pilas de combustible, y la integración de dispositivos y aplicaciones con estas tecnologías, además de todo lo relativo a desarrollo de normativa y seguridad.[65]

### Sanidad
El Servicio de Salud de Castilla-La Mancha (SESCAM) es el órgano encargado de la salud en la Comunidad, y depende funcionalmente de la Consejería de Salud y Bienester Social de la Junta de Comunidades de Castilla-La Mancha.

#### Servicio de Salud de Castilla-La Mancha

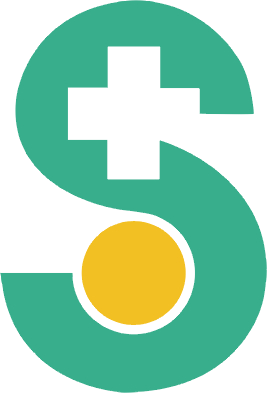
Logotipo del Servicio de Salud de Castilla-La Mancha (SESCAM)

El SESCAM fue creado por la Ley 8/2000, de 30 de noviembre, cuya estructura orgánica y funciones se establecen en el Decreto 1/2002, de 8 de enero. Es en enero de 2002 cuando Castilla-La Mancha asumiría la gestión de la asistencia sanitaria de la Seguridad Social.
Como parte integrante del Sistema Nacional de Salud, se basa en los principios de cobertura universal, equidad en el acceso y financiación pública, con el objetivo de prestar una asistencia más moderna, cercana, efectiva y de mayor calidad al ciudadano.
El SESCAM gestiona en la actualidad, la práctica totalidad de los recursos sanitarios públicos de la comunidad, con excepciones como las que representan los recursos sanitarios dependientes del Ministerio de Justicia (Instituciones penitenciarias) entre otras.

#### Infraestructura y personal
Actualmente, Castilla-La Mancha se divide en ocho áreas de salud: Albacete, Ciudad Real, Cuenca, Guadalajara, La Mancha-Centro, Puertollano, Talavera de la Reina y Toledo, integrada cada una de ellas por distintas zonas básicas de salud (centros de salud, consultorios locales,...).

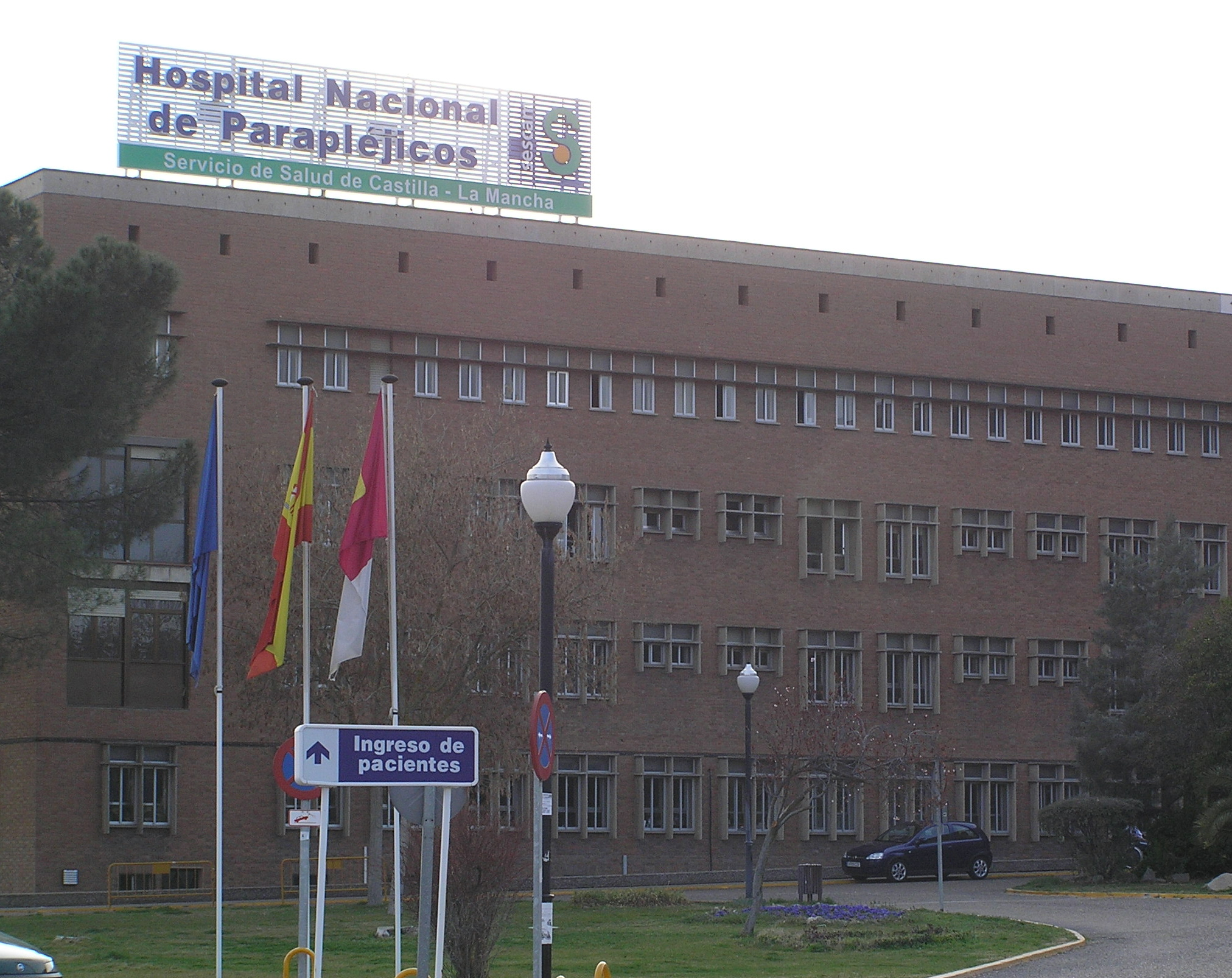
Hospital Nacional de Parapléjicos de Toledo dependiente del SESCAM

En 2012 existían en la Comunidad 17 hospitales públicos y 8 centros de especialidades, algunos de ellos pendientes de ampliaciones o remodelaciones para mejorar su accesibilidad o ampliar su cartera de servicios.
En 2009, Castilla-La Mancha contaba con 5842 camas hospitalarias (9,9 % privadas), que suponen una ratio de 2,81 camas por mil habitantes.
En total, en 2010 ejercían su labor en la Comunidad 26 365 profesionales, repartidos por 21 hospitales públicos, 17 de ellos dependientes del Servicio de Salud de Castilla-La Mancha (Sescam), 8 centros de especialidades, diagnóstico y tratamiento; 200 centros de salud, 1116 consultorios locales y una dotación económica de 2752,33 millones de euros, lo que supuso el 28,62 % del presupuesto global de la Junta de Comunidades de Castilla-La Mancha para ese año.
Además, en Castilla-La Mancha existen 1319 farmacias repartidas por todo el territorio de la comunidad autónoma, que ofrecen sus servicios a todos los municipios de la región.

### Educación

Centros Universitarios que ejercen docencia en Castilla-La Mancha

La educación en Castilla-La Mancha está actualmente regulada por la LOMCE (Ley Orgánica para la mejora de la calidad educativa), siendo un derecho constitucional de los ciudadanos, y obligatoria y gratuita hasta los 16 años de edad.
El 1 de enero de 2000 la Junta de Comunidades de Castilla-La Mancha asumió las competencias en materia de educación, gestionando directamente mil centros docentes, en los que, en esa fecha, trabajaban 22 000 profesores y estudiaban 318 000 alumnos.
En el curso escolar 2010/2011 en estudios no universitarios estudiaban 368 408 alumnos (no se contabilizan el alumnado correspondiente a las enseñanzas de adultos), de los cuales el 18,12 % cursaba sus estudios en un centro privado.
Durante ese mismo curso había abiertos en la Comunidad 1531 centros escolares, de los que el 15,21 % eran privados, con una plantilla de profesorado de 35 715 docentes. Castilla-La Mancha cuenta con un importante servicio de transporte escolar con 1229 rutas (2009) que dan servicio diariamente a casi 36 000 alumnos.

#### Educación infantil y primaria
La educación infantil y la educación primaria constituyen la primera fase de la educación. La enseñanza básica es obligatoria y gratuita para todas las personas, comprende diez años de escolaridad y se desarrolla, de forma regular, entre los cinco y los dieciséis años de edad.
En el curso 2010/2011 Castilla-La Mancha contaba con 218 085 alumnos matriculados en los diferentes cursos de educación infantil y primaria (no se incluye ESO).

#### Educación secundaria

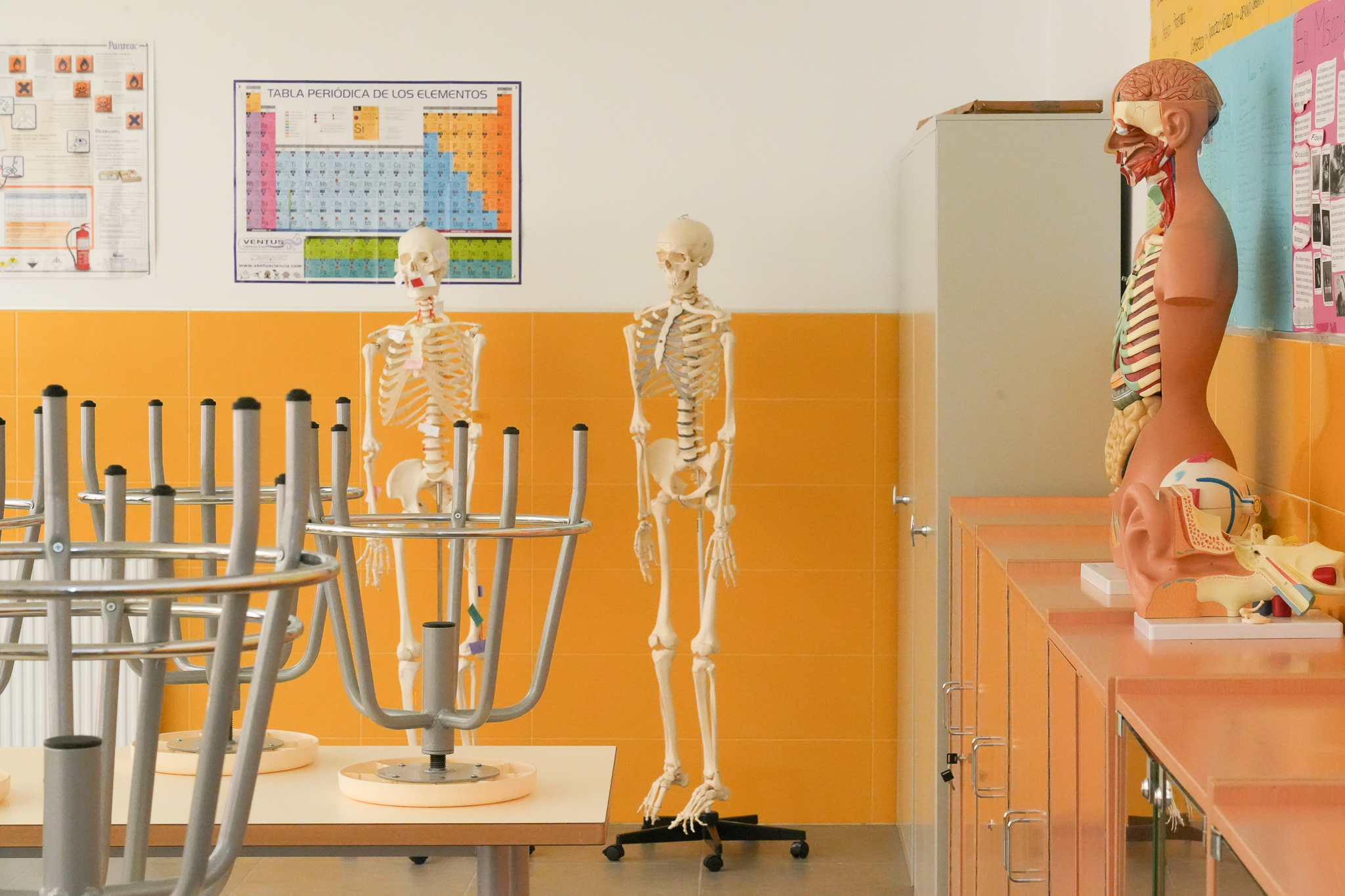
Aula de un centro de educación secundaria en la comunidad autónoma

La educación secundaria se divide en Educación Secundaria Obligatoria (ESO) y educación secundaria postobligatoria. Constituye en la educación secundaria postobligatoria, el Bachillerato y la Formación Profesional (FP) de grado medio o FP I en sus distintas disciplinas incluyendo las artísticas, plásticas y deportivas. Estos estudios se cursan en Institutos de Enseñanza Secundaria (IES).
En el curso 2010/2011 la Comunidad contaba con 87 727 alumnos matriculados en educación secundaria obligatoria, 31 050 en el bachillerato de las diferentes ramas, 13 540 en ciclos formativos de grado medio, y 10 755 en ciclos formativos de grado superior.

#### Educación universitaria
Abarca los estudios universitarios (actuales: grado, máster y doctorado; en extinción: diplomatura, licenciatura y doctorado), la formación profesional (FP) de grado superior, así como, las distintas enseñanzas artísticas, plásticas y deportivas superiores.
En Castilla-La Mancha han existido históricamente importantes instituciones de carácter universitario, destacando la Real Universidad de Toledo (1485), la Universidad de San Antonio Portaceli en Sigüenza fundada en el siglo XV por el cardenal Mendoza, o la Real y Pontificia Universidad de Nuestra Señora del Rosario, de Almagro (1574), Academia de Minería y Geografía Subterránea de Almadén, (primera Academia de Ingeniería de España) de Almadén(1777).
Desde 1985, Castilla-La Mancha es sede de dos diferentes universidades públicas; una de carácter eminentemente autonómico, la Universidad de Castilla-La Mancha (UCLM) y otra exterior, la de Alcalá de Henares, con campus en Guadalajara. No obstante, la Comunidad es la que presenta un mayor índice de movilidad académica universitaria del país (49,7 %).
Este sistema universitario bicéfalo se diversifica por el territorio autonómico en cinco Campus(capitales de provincia), además de otros centros de carácter universitario (Talavera de la Reina, Puertollano y Almadén).
Además, la UCLM cuenta con 16 residencias universitarias que ofertan 2100 plazas para estudiantes.
- UCLM:

Logotipo de la Universidad de Castilla-La Mancha (UCLM)

La Universidad de Castilla-La Mancha (UCLM) comenzó su andadura en el año 1985 aunque formalmente se creó mediante la ley de 30 de junio de 1982. Esta unificó los distintos centros provinciales dependientes de otras universidades. La UCLM ha ido evolucionando, pasando de los 5570 alumnos con los que inició su recorrido, a los cerca de 30 000 con los que cuenta en la actualidad; de los 307 profesores del principio a los 2396 que hoy en día imparten la docencia; de un presupuesto de algo más de 6 millones de euros para su primer curso de apertura, a los casi 250 millones de euros que gestiona veinticinco años después.
Con un total de 41 facultades y escuelas repartidas por sus campus, entre ellos el campus de Ciudad Real, el abanico de titulaciones de la UCLM es amplio (45 grados y 24 másteres), encontrándose la mayor parte de los centros de la misma asociados al sistema ECTS (European Credit Transfer System).
- UAH:

El campus de Guadalajara está adscrito a la Universidad de Alcalá (UAH), ofreciendo a sus alumnos en el campus alcarreño las titulaciones de magisterio, empresariales, turismo, arquitectura técnica y enfermería. En dicho campus estudian cerca de 3000 universitarios, existiendo 208 plazas en residencias.
- Otros centros universitarios

La Universidad Nacional de Educación a Distancia también ofrece sus estudios en la región a través de cinco centros adscritos, uno por cada provincia: Albacete (con una extensión en Almansa), Valdepeñas, Cuenca, Guadalajara y Talavera de la Reina. También la Universidad Internacional Menéndez Pelayo cuenta con una sede en la ciudad de Cuenca.
El Conservatorio Superior de Música de Castilla-La Mancha, situado en Albacete, imparte las enseñanzas superiores (equivalentes a universitarias) de música en la región.

## Economía

### Datos macroeconómicos

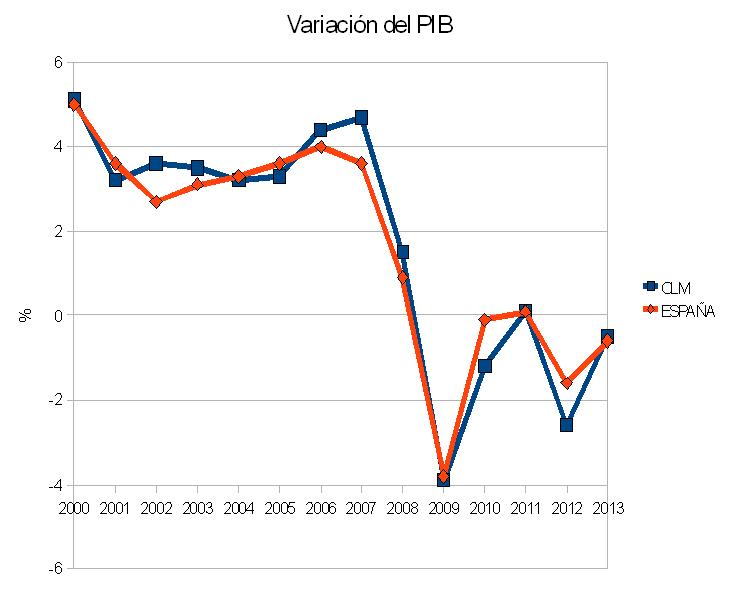
Variación anual del PIB en Castilla-La Mancha entre 2000 y 2013

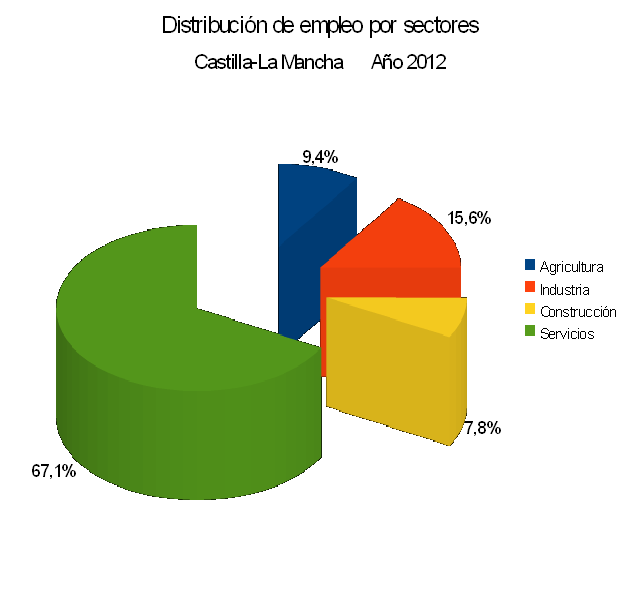
Distribución de empleo por sectores en Castilla-La Mancha en 2012

Entre 1986, fecha de la integración de España en la Unión Europea, y 2004, Castilla-La Mancha ha sido una de las regiones españolas Objetivo 1 que más se ha acercado al nivel medio de renta per cápita de las regiones europeas. En 2014, la tasa de paro en Castilla-La Mancha fue del 29 %, muy por encima de la media nacional. Existe un gran desequilibrio de tasa de desempleo entre las diferentes provincias, entre ellas, la provincia de Guadalajara es la que menos tasa de desempleo tiene y Ciudad Real la que más.
Producto interior bruto
Según datos provisionales del año 2013, la región genera el 3,5 % del PIB nacional, lo que supone 35 989 millones de euros, situándose en el puesto 9 º de entre todas las comunidades autónomas españolas.
En términos de PIB per cápita, con un montante de 17 780 €, ocupa el puesto 15 º entre las regiones españolas, superando solo a Extremadura y Andalucía, suponiendo un 79,8 % de la media española, situada en 22 279 €.
En el año 2013 la distribución del PIB regional por sectores productivos fue la siguiente:
- Agricultura 7,4 %
- Industria 23 %
- Construcción 10 %
- Servicios 59,6 %

Población activa
Según los datos de la Encuesta de Población Activa del primer trimestre de 2014, la población activa de Castilla-La Mancha era de 1 011 900 personas, de las cuales 705 300 estaban ocupadas y 306 600 paradas, lo que supone una tasa de actividad del 59,63 % y una tasa de paro del 30,3 %.

### Sector primario
El sector primario en Castilla-La Mancha, en 2013, ocupaba al 9,4 % de la población activa y suponía el 7,4 % del PIB de la comunidad autónoma,[cita requerida] cifras indicativas de la fuerte implantación de la agricultura en la economía regional. En 2010 se contabilizaban 2507 empresas dedicadas a la industria alimentaria, que disponían de 2895 establecimientos.

#### Agricultura

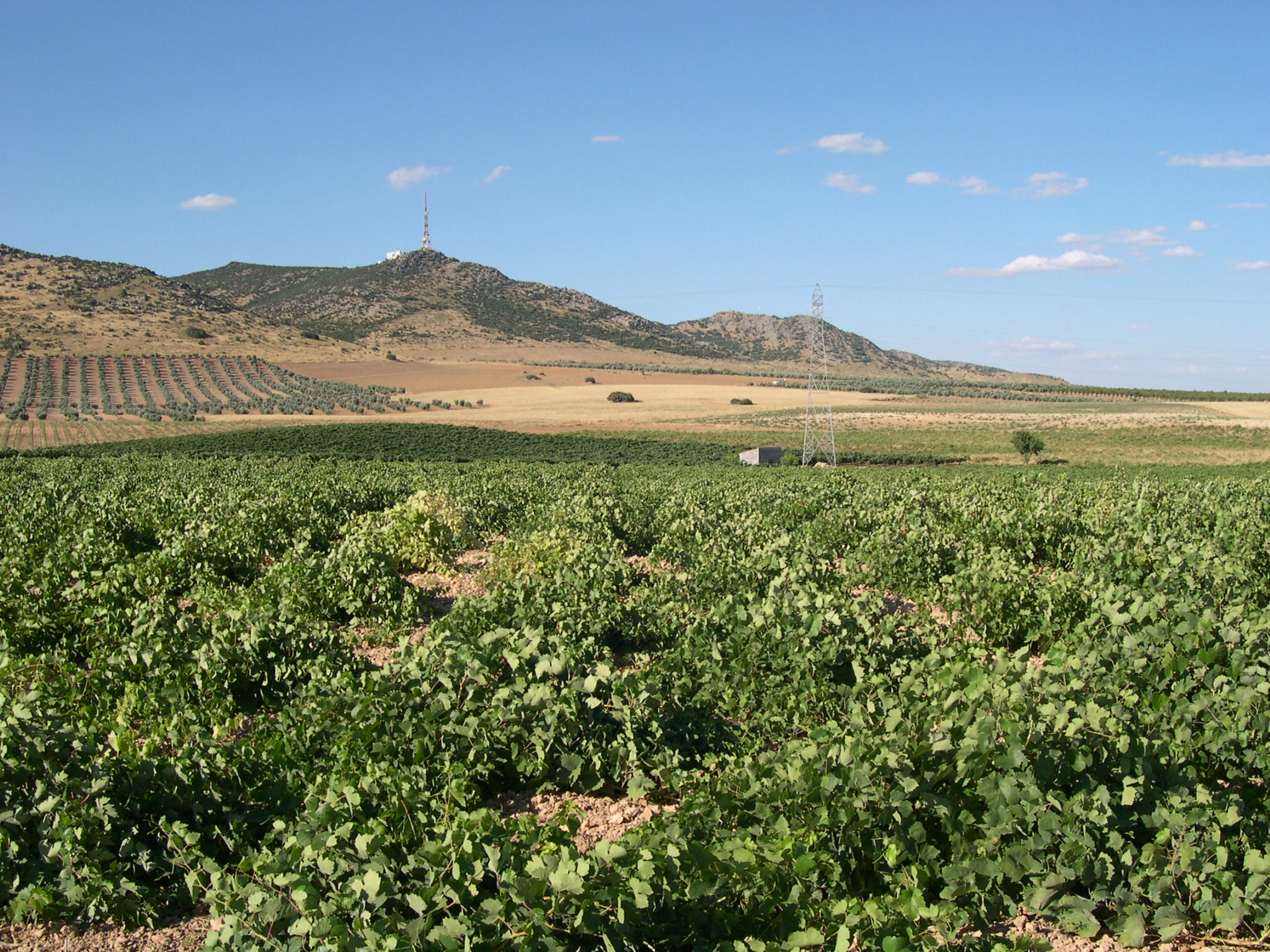
Viñedo en Ciudad Real

En 2007 existían en Castilla-La Mancha 131 729 explotaciones agrarias que cultivaban un total de 5 694 723 ha. Entre las explotaciones, las más numerosas son las dedicadas al viñedo (15 768), seguidas del olivar (4737).
Debido a la aridez del terreno, con un 52 % del suelo de secano, las actividades agropecuarias se han basado históricamente en el cultivo del trigo (37 %), vid (17,2 %) y olivo (6,6 %). Castilla-La Mancha posee una de las áreas más extensas de toda Europa para cultivo de la vid con casi 700 000 ha. Este cultivo predomina en el oeste y suroeste de La Mancha, aunque está generalizado por toda la comunidad. Castilla-La Mancha produjo 3 074 462 tn de uva en 2005, lo que supuso el 53,40 % de la producción española. Tras la uva el producto agrario más producido es la cebada con el 25 % del total nacional equivalente a 2 272 007 toneladas.

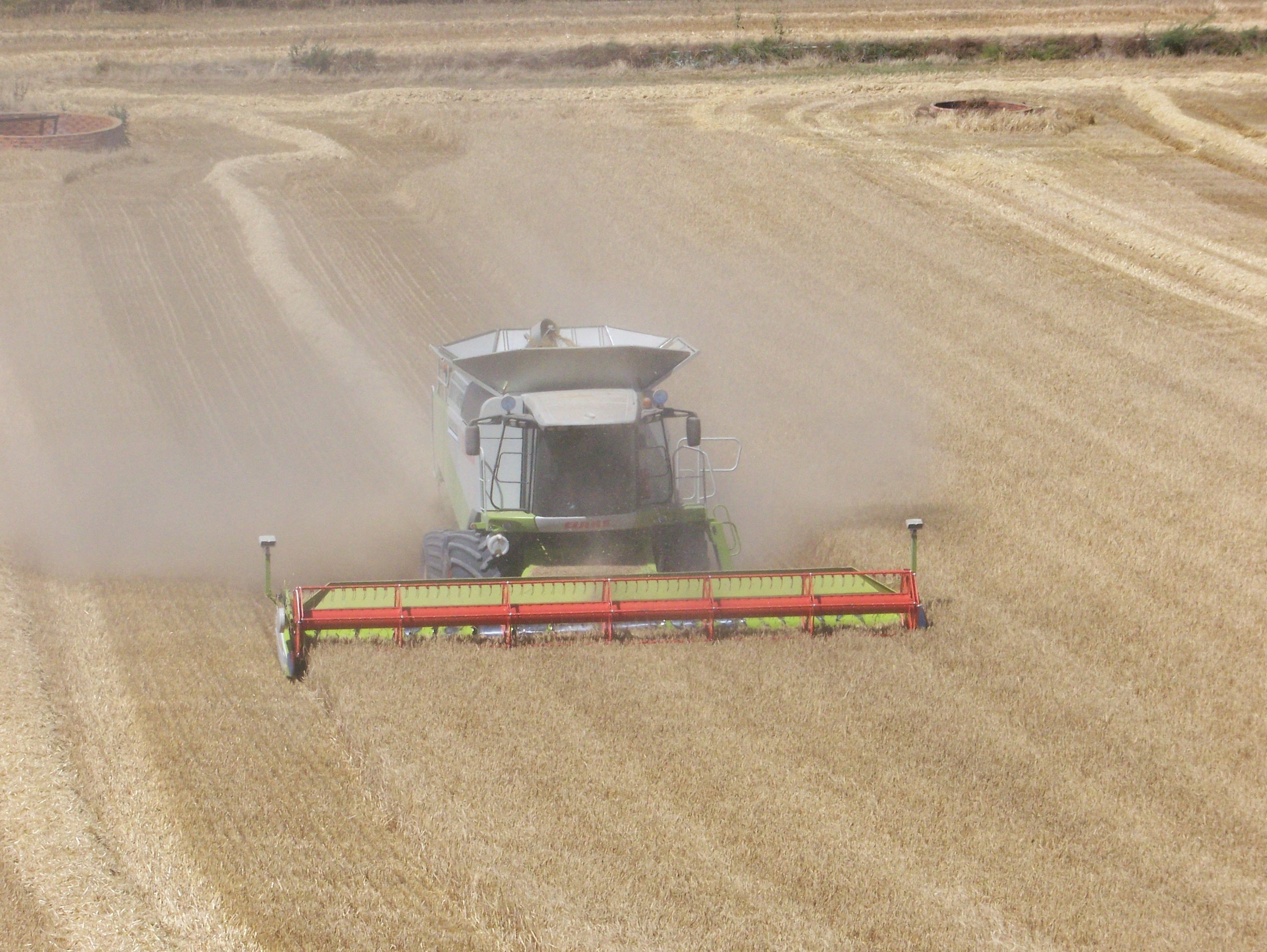
El cultivo del cereal es uno de los más importantes de la comunidad

En términos de productividad y renta agraria, desde la incorporación de España a la Unión Europea el sector primario regional ha experimentado una evolución dinámica. Entre las razones de este comportamiento están unas tasas de crecimiento mayores que la media del país, el proceso de capitalización que ha provocado la necesaria especialización y modernización, que es la singladura de integración y externalización del sector, a través de la cual numerosas actividades desempeñadas anteriormente en el seno de las explotaciones agrarias han sido transferidas a otras esferas productivas. También las administraciones públicas han intervenido en esta evolución positiva con la articulación regional de la Política Agraria Común. Desde 1986, las subvenciones han sido determinantes en la formación de rentas del sector primario.
Agricultura ecológica
En 2010 había en Castilla-La Mancha 4921 operadores de agricultura ecológica entre productores (96,11 %), elaboradores (3,49 %), importadores (0,02 %) y comercializadores (0,36 %), lo que suponían el 15,37 % del total de España, suponiendo la segunda comunidad autónoma en número de los mismos.
Además, estaban inscritas como superficies dedicadas a agricultura ecológica 259 419,22 ha, que suponen el 15,71 % de la superficie total dedicada a este tipo de explotaciones en el conjunto del Estado, y que la sitúan en la segunda posición en el rango de Comunidades por superficie ecológica. Por cultivos destacan el cereal (25,18 % de la superficie), pastos praderas y forrajes (18,82 %), el olivar (11,31 %) y la vid (11,25 %).
Por provincias:
En Albacete existen 74 814,76 ha dedicadas a la agricultura ecológica (28,83 % del total de Castilla-La Mancha), y 1516 operadores.
En Ciudad Real existen 70 605,81 ha (27,21 % de Castilla-La Mancha) y 1143 operadores ecológicos. La provincia de Cuenca cuenta con 26 044,40 hectáreas (10,03 % de la comunidad autónoma) y 882 operadores.
Guadalajara dedica 15 917,67 ha (6,13 % de la comunidad autónoma) y tiene 200 operadores.
Y Toledo posee 72 036,58 ha (27,76 % del total de Castilla-La Mancha) y 1180 operadores de agricultura ecológica.

#### Ganadería

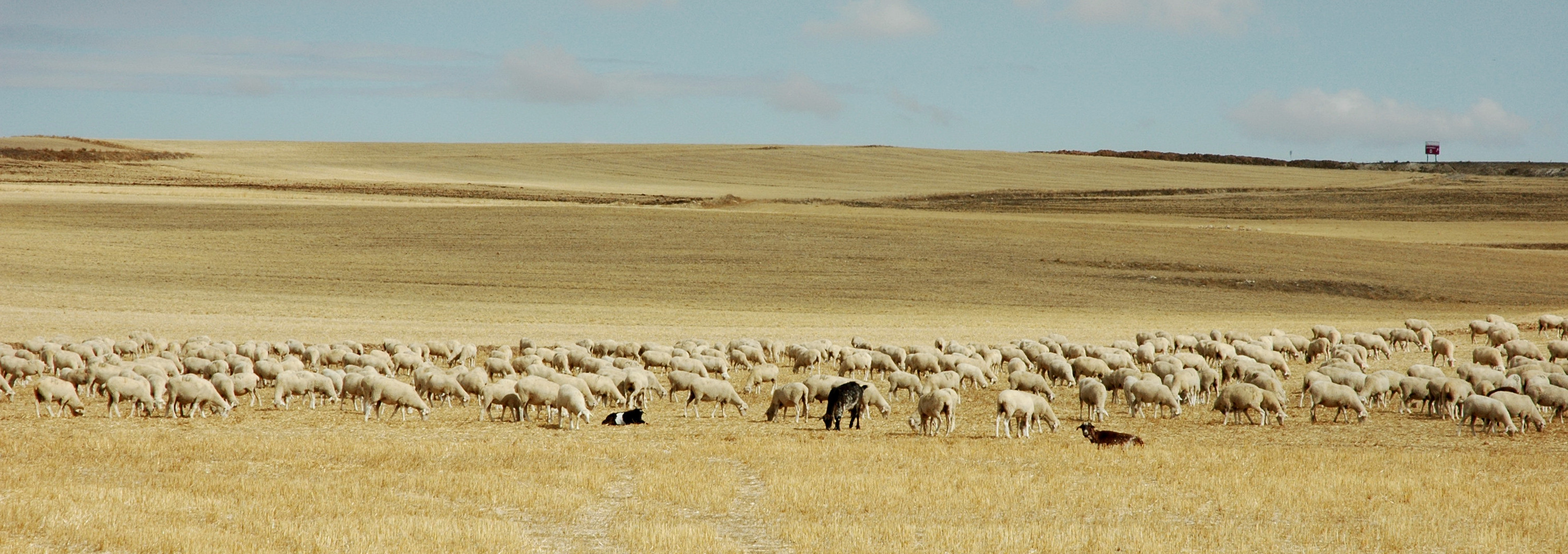
Pastoreo en la meseta castellana

La ganadería tiene una importancia relativa dentro de la economía de la comunidad. En 2009 había 11 091 explotaciones ganaderas, de entre las que destacan: las dedicadas a ganado ovino (5434), las de ganado caprino (2976), bovino (2590) aves (1975 sin contar avestruces), equino (1940), porcino (1199) y cunícola (312).
En 2010 el ganado más importante de la cabaña castellanomanchega era el ovino con 2 936 263 cabezas, seguida de la cabaña porcina con 1 582 179 cabezas, y a más distancia la caprina con 430 062 ejemplares y la bovina con 360 119 reses. La producción lechera fue de 362 874 l, y la de huevos de gallina 270 310 docenas (2009).
En 2009 fueron sacrificadas 166 487 cabezas de ganado bovino, 1 689 223 de ovino, 81 611 de caprino, 3 441 833 de porcino, 14 872 aves y 3005 conejos.
Ganadería ecológica
En 2010 existían en la comunidad 202 explotaciones ganaderas que practicaban la ecología, lo que suponía el 3,96 % del total nacional. En este sentido destacaban las explotaciones dedicadas al sector ovino con el 45,54 % de las explotaciones, aunque la cabaña ecológica estaba compuesta por 74 747 cabezas de ganado y 2413 colmenas. Por provincias, destaca Albacete con 78 explotaciones, seguida por Toledo con 55, después Ciudad Real con 51. Mucho más rezagadas se sitúan la provincia de Guadalajara con 13 y Cuenca con 5.
Apicultura

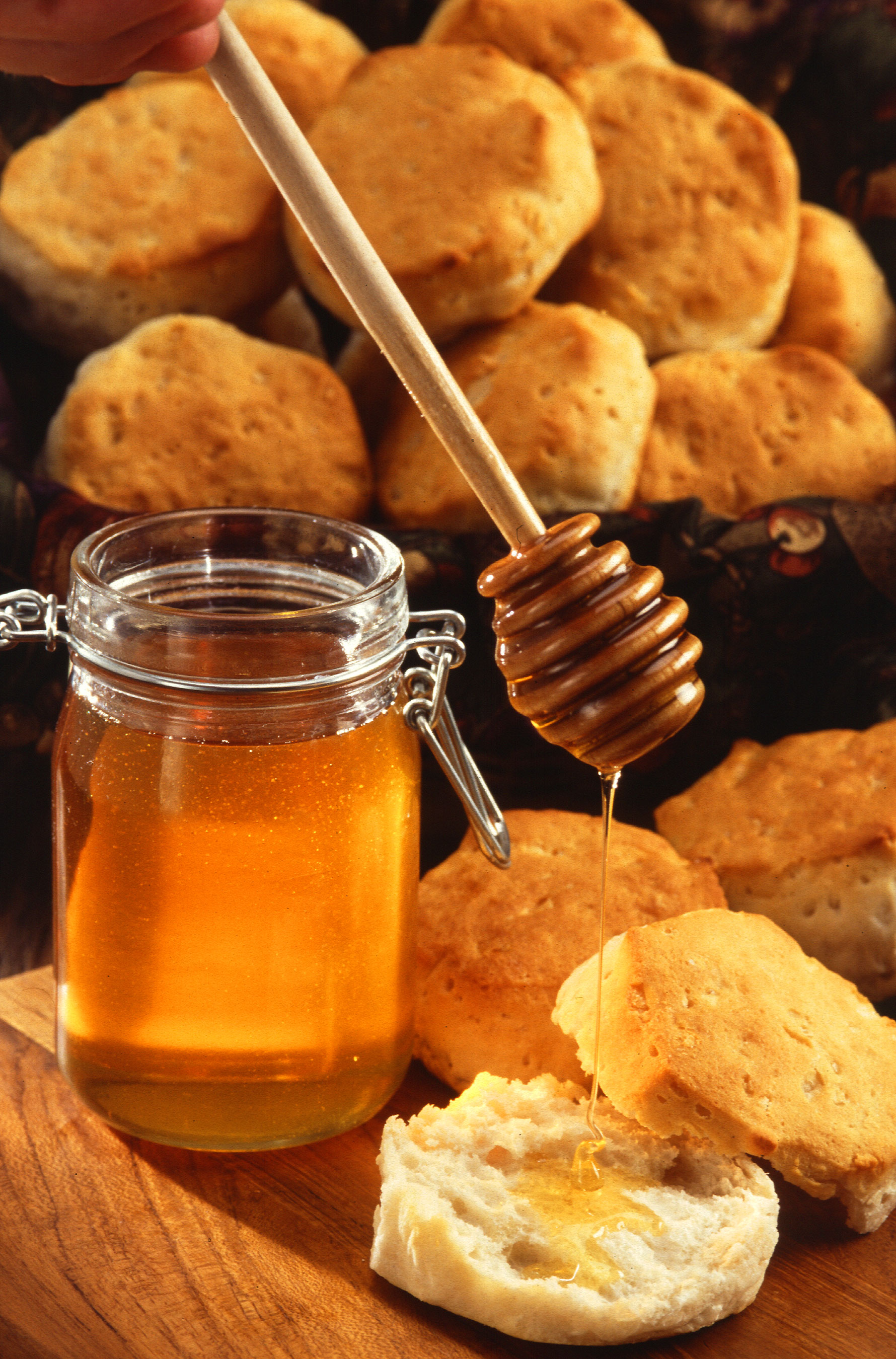
El sector de la miel ocupa un papel destacado en el sector primario castellanomanchego

Otro sector importante es el de la apicultura. En 2010 Castilla-La Mancha produjo 2210 toneladas de miel (6,68 % del total de la producción de España), con un claro predominio de la miel procedente de milflores. El total de explotaciones apícolas en 2011 ascendía a 1657 (6,83 % respecto al total de explotaciones apícolas del Estado), con un leve aumento respecto a años anteriores. El sistema productivo de las mismas variaba, con 898 explotaciones de carácter estante y 640 trashumante. En 2011 la comunidad castellanomanchega contaba con un censo de 165 522 colmenas.
La Denominación de Origen Miel de La Alcarria, que agrupa a apicultores de las provincias de Cuenca y Guadalajara produjo en 2010 78 488 kg, contaba con 52 apicultores y 9862 colmenas.
Cada año se celebra en la localidad guadalajareña de Pastrana la Feria Apícola Internacional de Castilla-La Mancha que, enclavada en la comarca natural de La Alcarria, es la más antigua de las ferias españolas dedicadas a este sector, reuniendo como expositores a las empresas del gremio más importantes de Europa e Iberoamérica.
Silvicultura
Castilla-La Mancha posee más de tres millones y medio de hectáreas de bosques y montes, que ocupan cerca del 45 % del territorio, con extensas superficies de encinares, pinares y robledales, convirtiéndola en una de las más ricas de Europa desde el punto de vista natural. Su protección y conservación, genera riqueza y empleo en el medio rural, prueba de ello es la existencia de 2681 empresas dedicadas al sector forestal en la comunidad.
En 2010 en la comunidad se plantaron más de 194 millones de árboles, incrementándose la superficie forestal arbolada en más de 800 000 hectáreas. Además, en 2009 respecto de aprovechamientos forestales, se cortaron 166 369 m³ con corteza entre coníferas y frondosas, extrayéndose 52 048 toneladas de leña.

#### Caza y pesca
El sector cinegético cuenta con una destacada importancia en Castilla-La Mancha más allá de su carácter ocio-deportivo, como generador de riqueza en el medio rural. [cita requerida]
La Asociación de Productores de Caza de Castilla-La Mancha estima que este sector genera más de 5000 empleos en puestos directos de trabajo, crianza y aprovechamiento de especies cazables, y 1 350 000 jornales, con una facturación de cerca de 240 millones de euros. Más de 7 000 000 ha son dedicadas al sector cinegético, de las que 5 121 674 ha están destinadas al aprovechamiento de caza menor y 1 869 524 ha al de caza mayor.
En cuanto al número de piezas, en Castilla-La Mancha se cobran anualmente más de 40 000 piezas de caza mayor (destacando el venado y el jabalí) y más de 3 000 000 piezas de menor (principalmente perdices con más de 1 300 000 piezas, seguida por el conejo, la liebre, y la paloma torcaz).
La pesca continental también juega un papel importante dentro del sector primario castellanomanchego, contando con más de 150 000 aficionados, fundamentalmente de las provincias de Albacete, Cuenca y Guadalajara en donde la calidad y oferta de sus aguas da lugar a buenos tramos trucheros, mientras que Ciudad Real y Toledo destacan sobre todo la pesca de ciprínidos: barbos, bogas y loinas, entre las especies autóctonas, y carpa, perca atruchada y lucio, entre las exóticas.

### Sector secundario

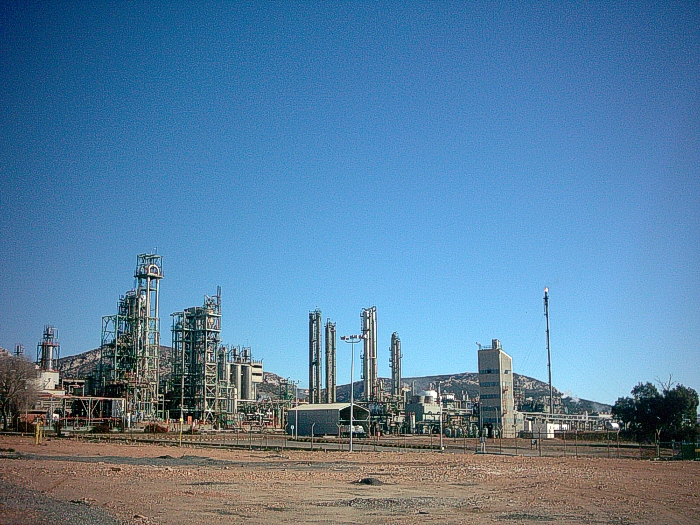
Complejo petroquímico de Puertollano, provincia de Ciudad Real

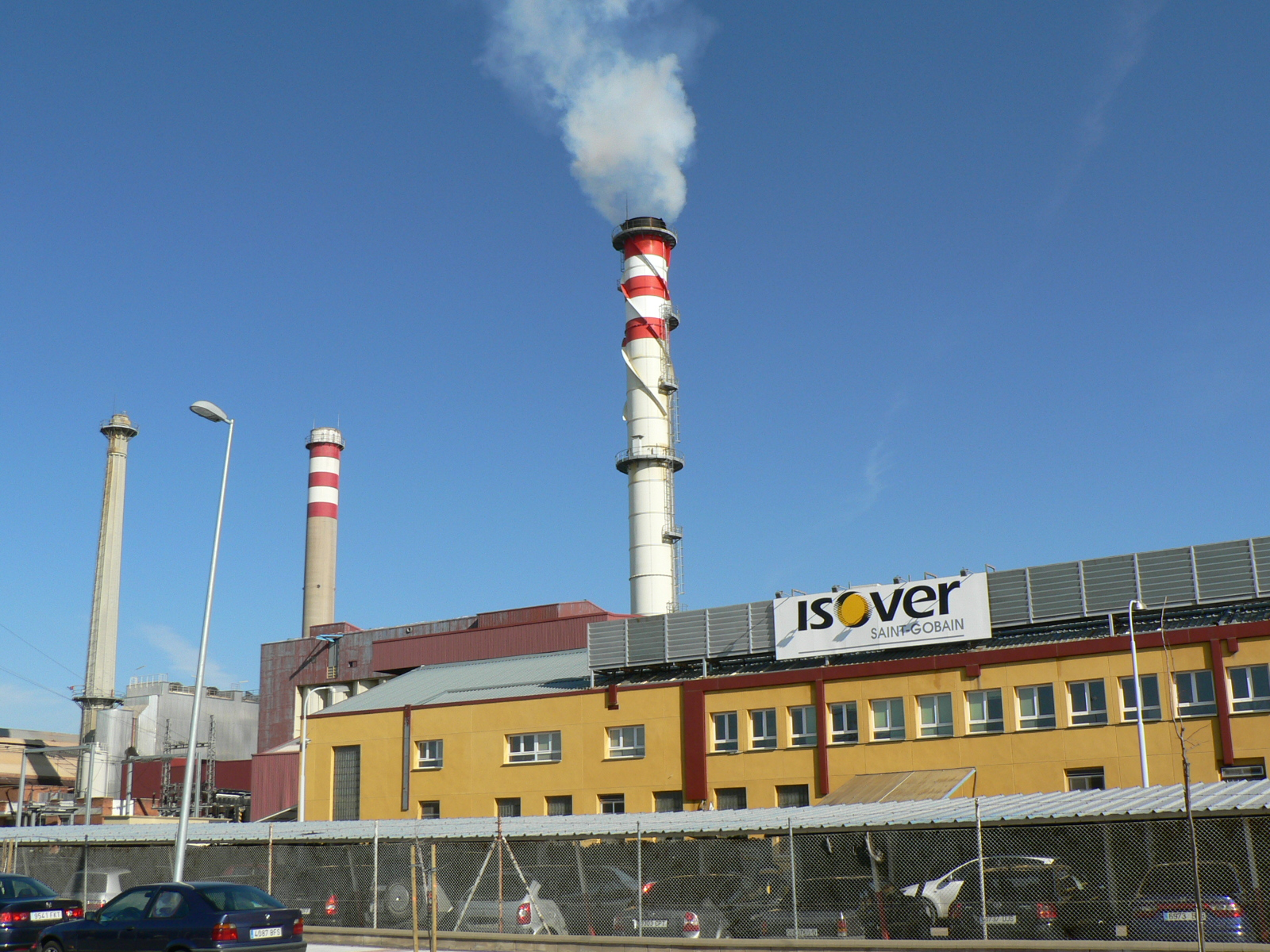
Fábrica cristalera de Azuqueca de Henares, provincia de Guadalajara

Exportaciones de Castilla-La Mancha en 2020

La industria suponía en 2013 el 23 % del valor añadido bruto de Castilla-La Mancha, empleando a más del 15 % de los ocupados. Las actividades industriales más destacadas son la producción de energía, la industria agroalimentaria y aeronáutica, la manufacturera de madera y mueble, del cuero y calzado, la producción de minerales no metálicos y el refino de petróleo, entre otras.
Áreas y complejos industriales

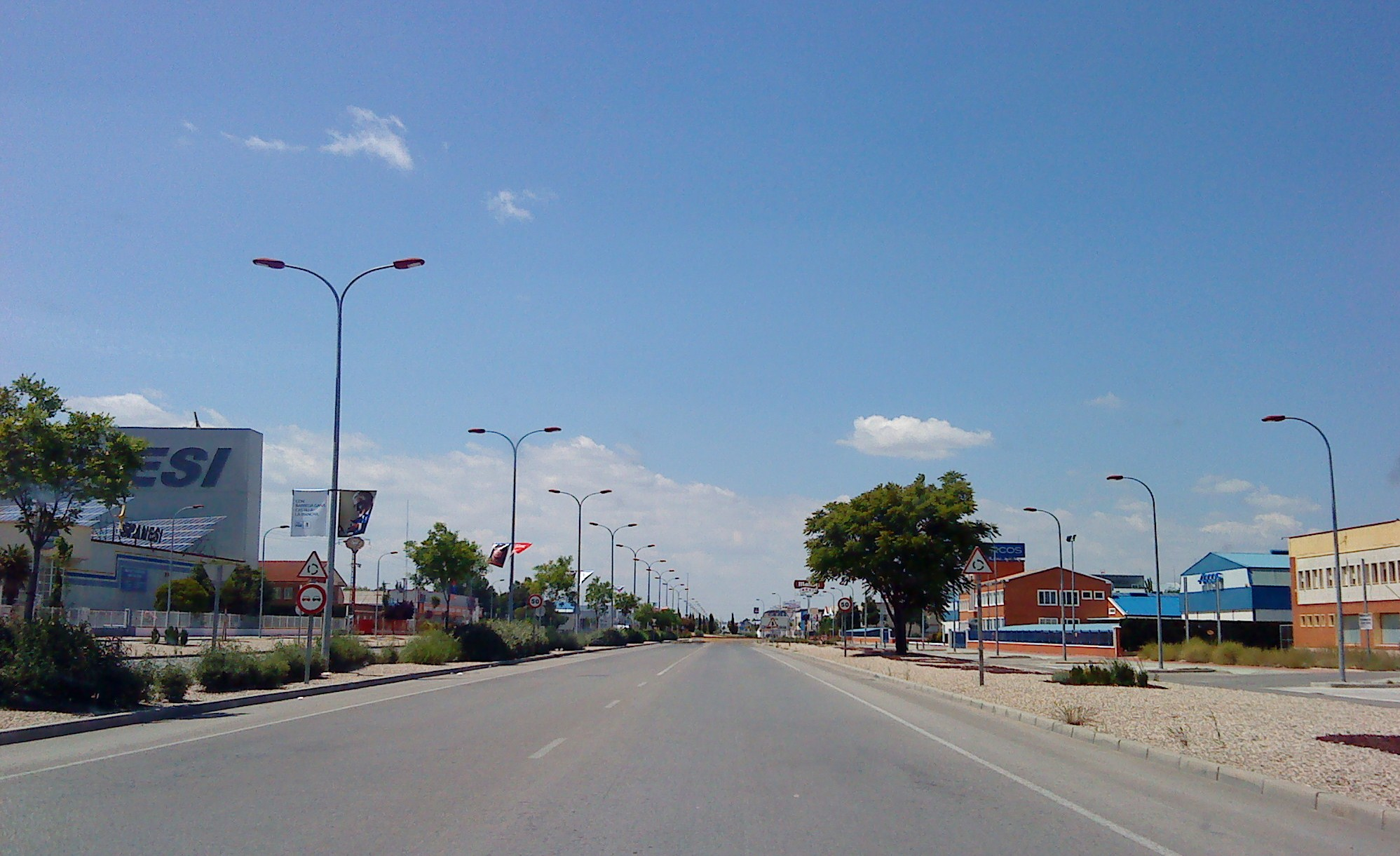
Campollano, situado en Albacete, es el parque empresarial más grande de Castilla-La Mancha

En Castilla-La Mancha el protagonismo de los espacios industriales ha sido muy escaso hasta época muy reciente. Como otros territorios de larga tradición rural, experimenta su proceso de industrialización con bastante retraso respecto a otras zonas del Estado.
A finales de los años cincuenta se crean varios «polígonos de descongestión» de la zona centro en Toledo, Guadalajara, Manzanares, Alcázar de San Juan... que tuvieron un débil impacto en el desarrollo industrial de la comunidad, aunque sentarían las bases del mismo. Progresivamente a estos espacios se irán sumando otros en las zonas urbanas más importantes como Albacete, o en áreas con cierta especialización sectorial como Almadén o Puertollano, a las que habrá que sumar las basadas en la agroindustria en los núcleos especializados de la llanura manchega Valdepeñas, Tomelloso y Villarrobledo.
A estos enclaves polarizados se irían sumando los territorios situados en los ejes de comunicación más importantes como el Corredor de Almansa, el Corredor del Henares o la Comarca de La Sagra.
Tras la incorporación a la Unión Europea la evolución del tejido industrial ha sido altamente positiva. El sector ha ganado peso en la estructura económica castellanomanchega, en relación con la evolución del sector a escala nacional. Los últimos datos sobre producción industrial (julio de 2006) sitúan a la región como la tercera comunidad donde más se incrementó este factor. El crecimiento medio anual del PIB industrial en el periodo 2000-2005 ha sido del 2,8 %, frente al 1 % nacional.
Entre 1982 y 2007 Castilla-La Mancha ha sido la comunidad en donde más parques empresariales se han desarrollado (28 parques empresariales) y la segunda donde más suelo se ha puesto a disposición del tejido empresarial con 825 ha. Además, en los últimos años se han creado más de 30 millones de metros cuadrados dedicados a industria.

#### Construcción
El sector de la construcción ha sido durante los últimos años uno de los sectores más pujantes de la economía autonómica. En 2006 llegó a ocupar al 15,6 % de la población, suponiendo el 10,06 % del PIB de Castilla-La Mancha. No obstante, la crisis inmobiliaria que comenzó en España el año 2007, supuso un derrumbe de la actividad, que aunque mantenía una participación del 10 % en el PIB de la comunidad en el año 2013, presentó una importante disminución en el empleo, hasta alcanzar ese mismo año el 7,8 %.
Dentro de la construcción, el sector inmobiliario es el mayoritario. En este sector destacaron grandes promociones inmobiliarias como la construcción de la Ciudad Valdeluz de 30 000 habitantes en Yebes, 13 000 viviendas en Seseña o El Reino de Don Quijote en Ciudad Real, con 9000 viviendas y 4000 plazas hoteleras, todos ellos proyectos que quedaron afectados en mayor o menor medida por la crisis económica de 2008.

#### Energía

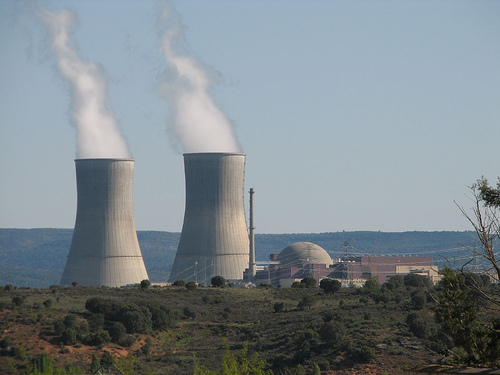
Central nuclear de Trillo

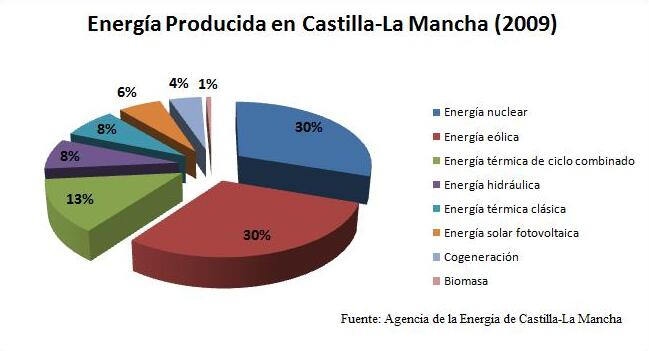
Distribución de la energía producida en la región en 2009

Castilla-La Mancha produjo en 2009 el 8,46 % del total de energía producido por España, alcanzando un índice de autoabastecimiento energético del 45,19 %, exactamente 3414,76 de los 7555,77 Ktep² consumidos, más del doble del índice estatal (20,06 %).
El consumo de energía primaria en Castilla-La Mancha en el año 2009 fue de 8 523 256,19 tep, un 4,64 % inferior al del año anterior, lo que conlleva un menor consumo primario por habitante de 3,63 tep/hab (frente a los 4,04 de 2008).
En el 2009 la generación eléctrica se ha incrementado en un 5,01 %, produciéndose total de 25 454 336,38 MWh, que la convierten en la Comunidad líder en la exportación de energía eléctrica (2009).
La provincia con mayores índices de producción de energía es Guadalajara, con el 36 %, seguida de Albacete con el 22 %, Toledo con el 18 %, Ciudad Real con el 13 %, y Cuenca con el 11 % del total.
Las centrales térmicas ubicadas en la comunidad son las siguientes:
| Nombre                         | Localidad             | Provincia   | Propietario              |
| ------------------------------ | --------------------- | ----------- | ------------------------ |
| Central térmica de Elcogas     | Puertollano           | Ciudad Real | Elcogas                  |
| Central térmica de Puertollano | Puertollano           | Ciudad Real | E.ON                     |
| Central térmica de Aceca       | Villaseca de la Sagra | Toledo      | Iberdrola y Unión Fenosa |

La energía nuclear es la que más se produce en Castilla-La Mancha al representar más del 30 % del total de la producción de energía eléctrica, siendo la central nuclear de Trillo, de 1077 MW, en la provincia de Guadalajara la única existente actualmente, puesto que la central nuclear de Zorita cesó su actividad en 2006.
En diciembre de 2011 se decidió la ubicación del Almacén Nuclear Centralizado en el municipio conquense de Villar de Cañas, actualmente en disputa.
En total, la producción energética de origen térmico y nuclear ascendió a 13 002 GWh en Castilla-La Mancha en 2009.
Energías renovables

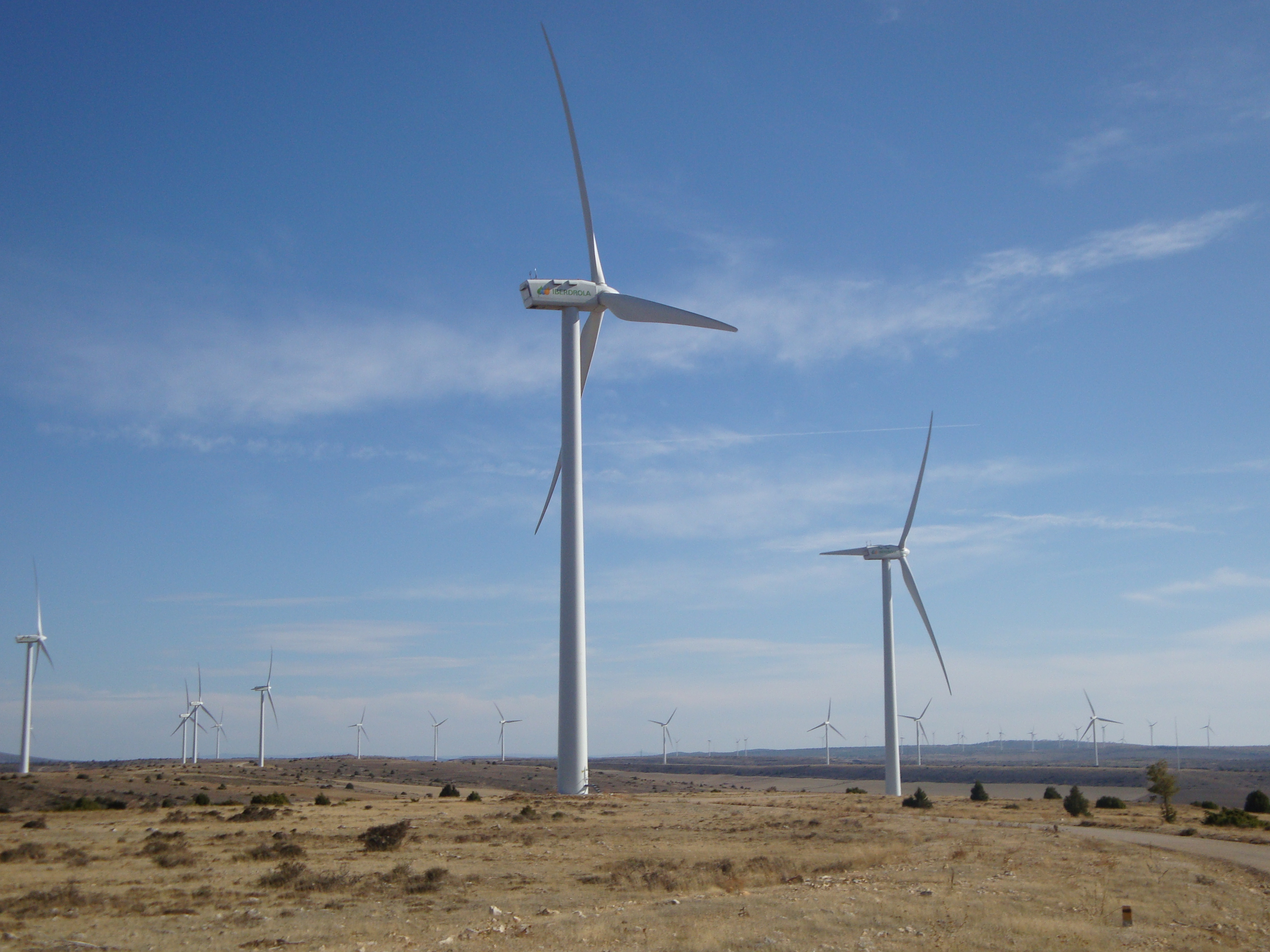
Molinos eólicos en Maranchón

Actualmente se encuentra en fuerte expansión la producción de energía de origen renovable, destacando la eólica en la que la comunidad ocupaba en 2019 el segundo puesto nacional (por detrás de Castilla y León) con 3817 MW de potencia instalada y la solar.
Debido a la importancia del sector, la Junta de Comunidades de Castilla-La Mancha mediante la Ley 7/1999 la Agencia de Gestión de la Energía de Castilla-La Mancha S.A.U (AGECAM).
Sector aeronáutico

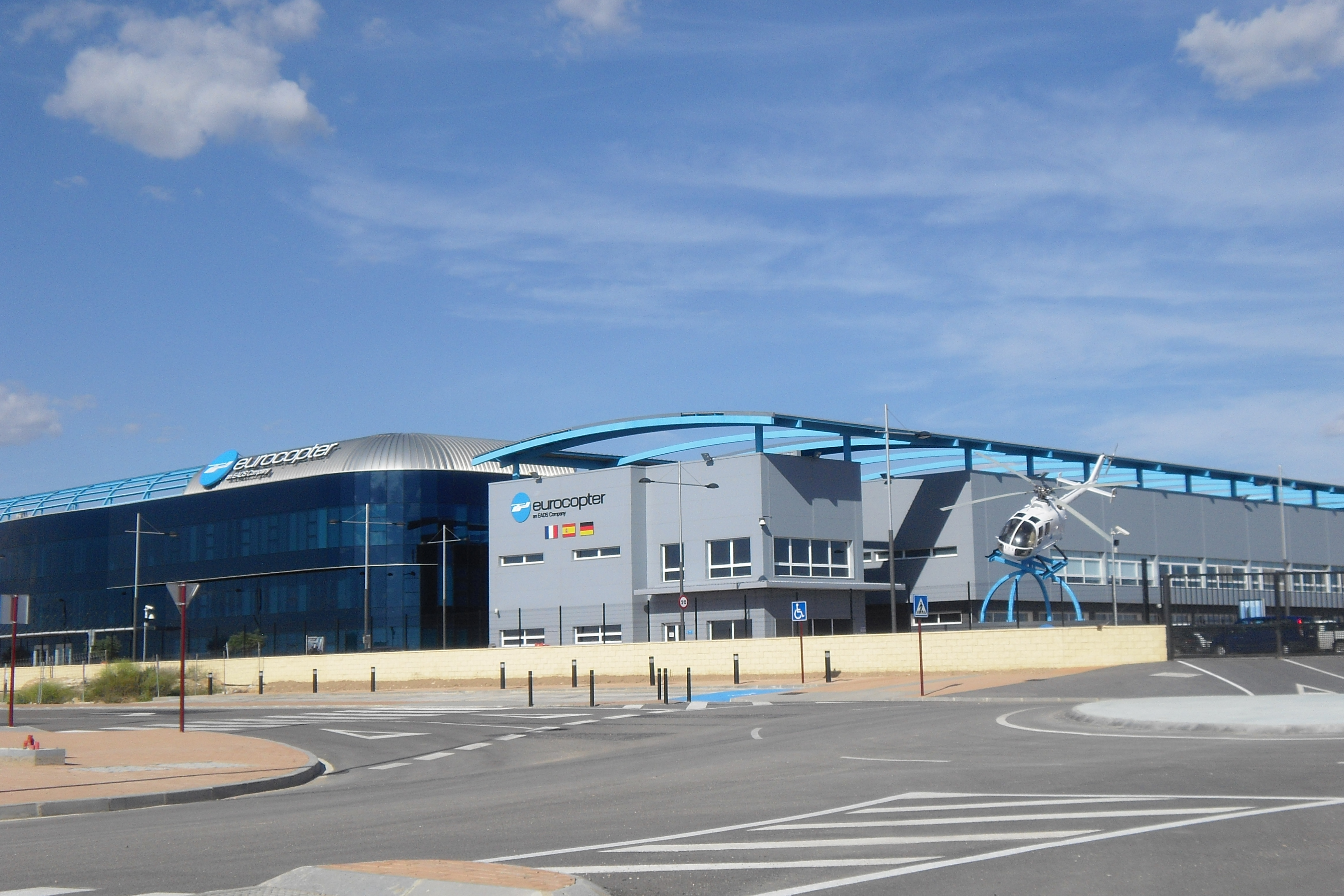
Factoría de Airbus Helicopters España en el Parque Aeronáutico y Logístico de Albacete

El sector aeronáutico se está convirtiendo en uno de los más pujantes de la comunidad, generando el 3,2 % del valor añadido bruto de Castilla-La Mancha, cerca de 3000 empleos, y transformando el 10 % mundial de fibra de carbono para uso aeronáutico.
Fruto de ello es la creación del Clúster Aeronáutico de Castilla-La Mancha en 2009 con la participación de las empresas más importantes del sector (Airbus, Eurocopter, Aernnova, Amper, Altran o Inaer). En este sentido destaca el llamado triángulo aeronáutico formado por:
- Parque Aeronáutico y Logístico de Albacete.
- Parque Industrial y Tecnológico de Illescas, con la planta de Airbus.
- Sede y centro de simulación de Almagro.

El sector aumentó su facturación un 222 % entre 2002 y 2009, dando empleo a cerca de 3000 personas, e imponiéndose como industria motriz de otras afines.

### Sector terciario
El sector servicios es el más importante en todos los ámbitos de la economía regional. Ocupa al 67,1 % de la población activa y representa el 59,6 % del PIB según el INE (2013). A pesar de que el sector servicios tiene una implantación muy considerable en la economía aún está lejos de la media nacional (72,1 %). El sector servicios está conformado por los siguientes subsectores, comercio, turismo, hostelería, finanzas, administración pública, y administración de otros servicios relacionados con la cultura y el ocio.

#### Comercio

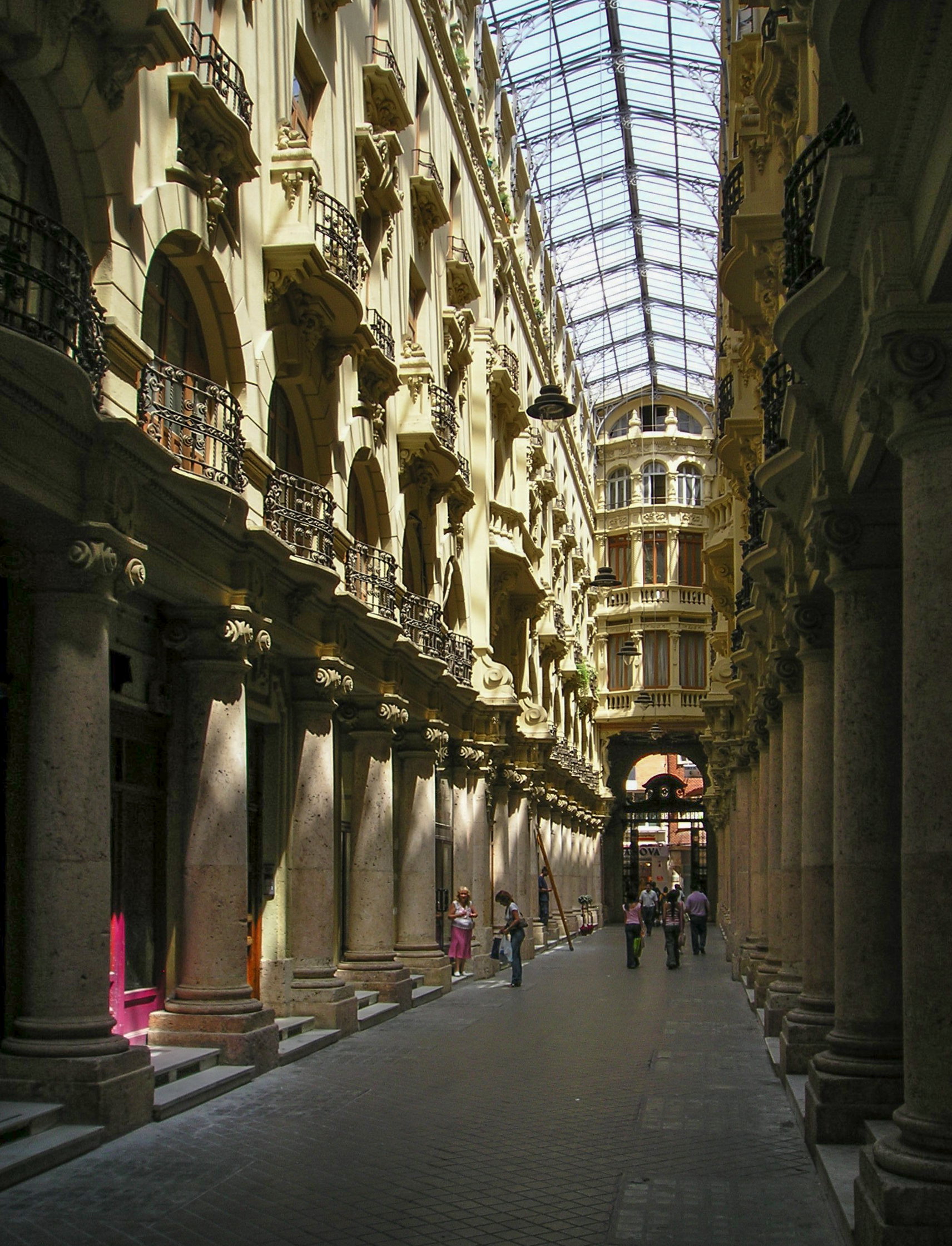
Interior del pasaje de Gabriel Lodares en Albacete, galería comercial de principios del

El modelo distributivo de Castilla-La Mancha se corresponde con un dualismo comercial en donde coexisten grandes organizaciones comerciales (preferentemente grandes superficies) con pequeños comercios. En 2007 los principales distribuidores en el mercado de productos de gran consumo (Mercadona, Carrefour, Eroski, Ahorramás y Eco Mora, este último de capital 100 % castellanomanchego) concentran el 53,3 % del mismo.
El sector comercial constituía (en 2007) el 11,24 % del valor añadido bruto de la comunidad, dando empleo al 14,32 % de la población ocupada (con una tasa de empleo femenino del 46,34 % de la población ocupada), y representando el 26,88 % del tejido empresarial de la misma.
La actividad comercial de Castilla-La Mancha se articula en torno a seis áreas comerciales. Según el anuario de La Caixa:
- Área comercial de Albacete, con 556 723 habitantes, abarcando 154 municipios de las provincias de Albacete, Ciudad Real, Cuenca, Jaén y Valencia
- Área comercial de Ciudad Real, con 600 794 habitantes, abarcando 116 municipios de las provincias de Ciudad Real, Cuenca, Badajoz, Albacete y Toledo.
- Área comercial de Cuenca, abarcando 137 728 personas y 182 municipios de la provincia de Cuenca.
- Área comercial de Guadalajara que engloba a 248 132 personas y 287 municipios de la provincia de Guadalajara.
- Área comercial de Toledo que abarca a 436 769 personas de 114 municipios de la provincia de Toledo.
- Área comercial de Talavera de la Reina con 279 962 personas y 159 municipios de las provincias de Toledo, Ávila, Badajoz, Cáceres y de Ciudad Real.

En 2011 se dedicaban en Castilla-La Mancha 4 818 967 m² a actividades comerciales distribuidos por 38 307 comercios, existiendo 24 centros comerciales con una superficie de 463 174 m².

#### Turismo

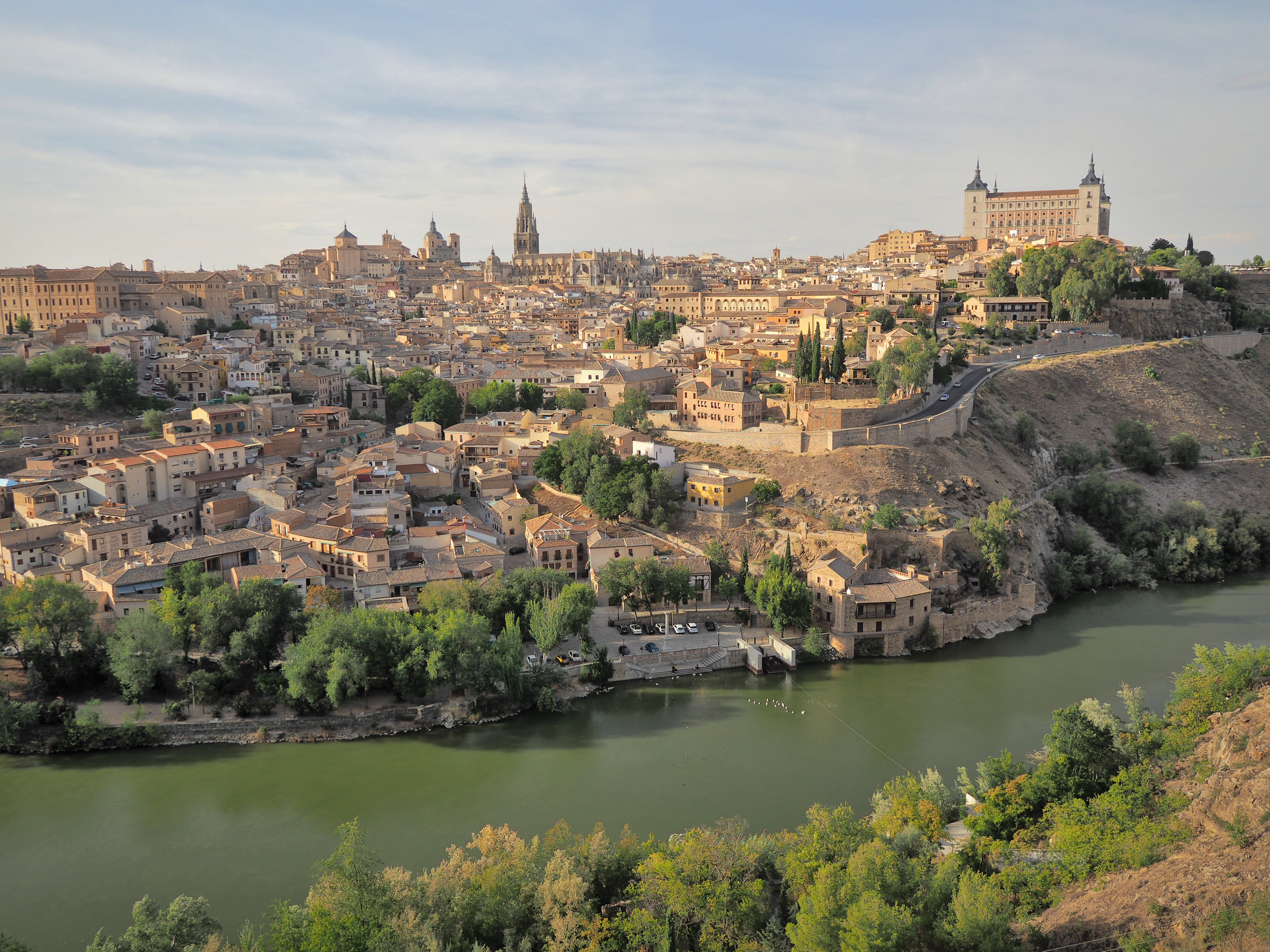
Vista panorámica del casco antiguo de Toledo, ciudad que constituye el primer destino turístico de la comunidad autónoma

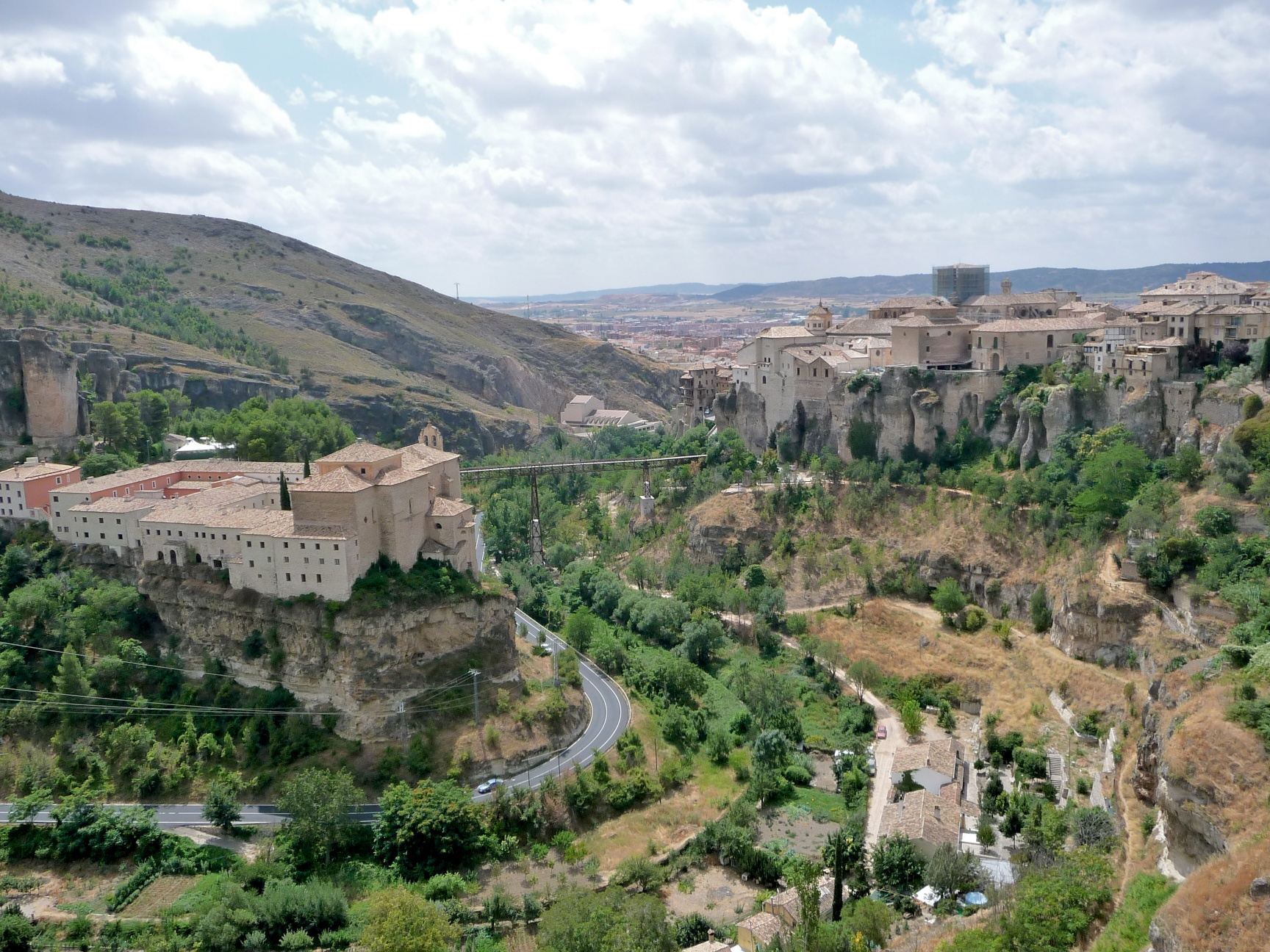
Hoz del río Huécar en Cuenca

Dentro del sector servicios destaca el turismo, que ha experimentado en Castilla-La Mancha un desarrollo muy positivo durante los últimos años, y que la han situado entre los principales destinos turísticos del interior de España. Prueba de ello ha sido la creación del Instituto de Promoción Turística de Castilla-La Mancha, que pretende promocionar y difundir los recursos turísticos de la Comunidad.

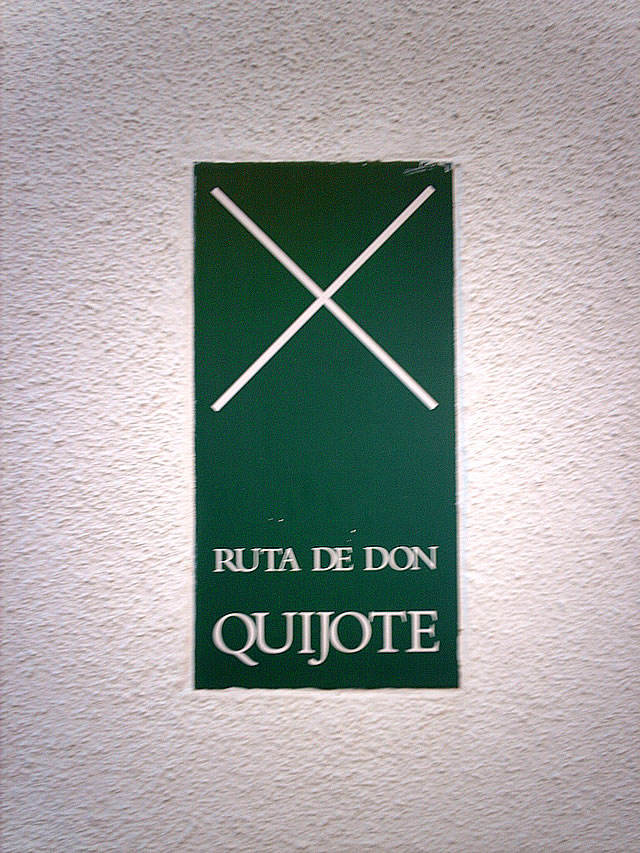
La Ruta de Don Quijote es un corredor turístico alrededor de la novela de Miguel de Cervantes

El patrimonio histórico y monumental es uno de los principales ejes vertebradores del turismo en la Comunidad. En este sentido hay que destacar la declaración por parte de la UNESCO como Patrimonio de la Humanidad de los cascos históricos de las ciudades de Toledo (1986), Cuenca (1996) y de las minas de mercurio de Almadén (2012). Además, existen multitud de localidades en las cinco provincias, que disfrutan de un imponente legado histórico-cultural como Alcaraz, Chinchilla de Montearagón, Almagro, Villanueva de los Infantes, Belmonte, Huete, Molina de Aragón, Atienza, Budia, Tembleque o Mora (entre otras).
La comunidad es conocida universalmente gracias a las andanzas de Don Quijote de la Mancha, personaje creado por la pluma de Miguel de Cervantes, y que en su cuarto centenario ha sido reavivado como potencial vínculo turístico. De entre otras iniciativas destaca la Ruta de Don Quijote, corredor turístico más largo de Europa, que, a lo largo de sus 2500 km, atraviesa 146 municipios y recorre los principales espacios naturales y culturales de Castilla-La Mancha.
Además dispone de una ruta de un gran interés turístico y cultural como es el Camino del Cid, un itinerario basado en el personaje histórico Rodrigo Díaz y en El Cantar del Mio Cid, atravesando ocho provincias entre la que se encuentra la provincia de Guadalajara.
Además del turismo cultural y monumental, la comunidad cuenta con una oferta de turismo de naturaleza, en el que de destacan los dos parques nacionales de Castilla-La Mancha —Cabañeros y las Tablas de Daimiel— y parques naturales como el de las Lagunas de Ruidera o el del Alto Tajo. Este está muy vinculado al turismo rural, que se ha convertido en un motor de desarrollo y empleo en los municipios más pequeños.
Relacionados con la idiosincrasia castellanomanchega se encuentra el enoturismo (Castilla-La Mancha cuenta con la mayor extensión de cultivo de vid de todo el mundo), o el turismo de tradiciones en donde la cultura popular se mezcla con el ambiente festivo (romerías, procesiones, festivales, encierros...).
Además de ello, en los últimos años se ha impuesto otro tipo de turismo de carácter más urbanita, el turismo ferial y de congresos, sin olvidar el turismo gastronómico, o la creación de varias rutas cinematográficas (Amanece que no es poco o sobre el director Pedro Almodóvar) en diferentes puntos de la comunidad.

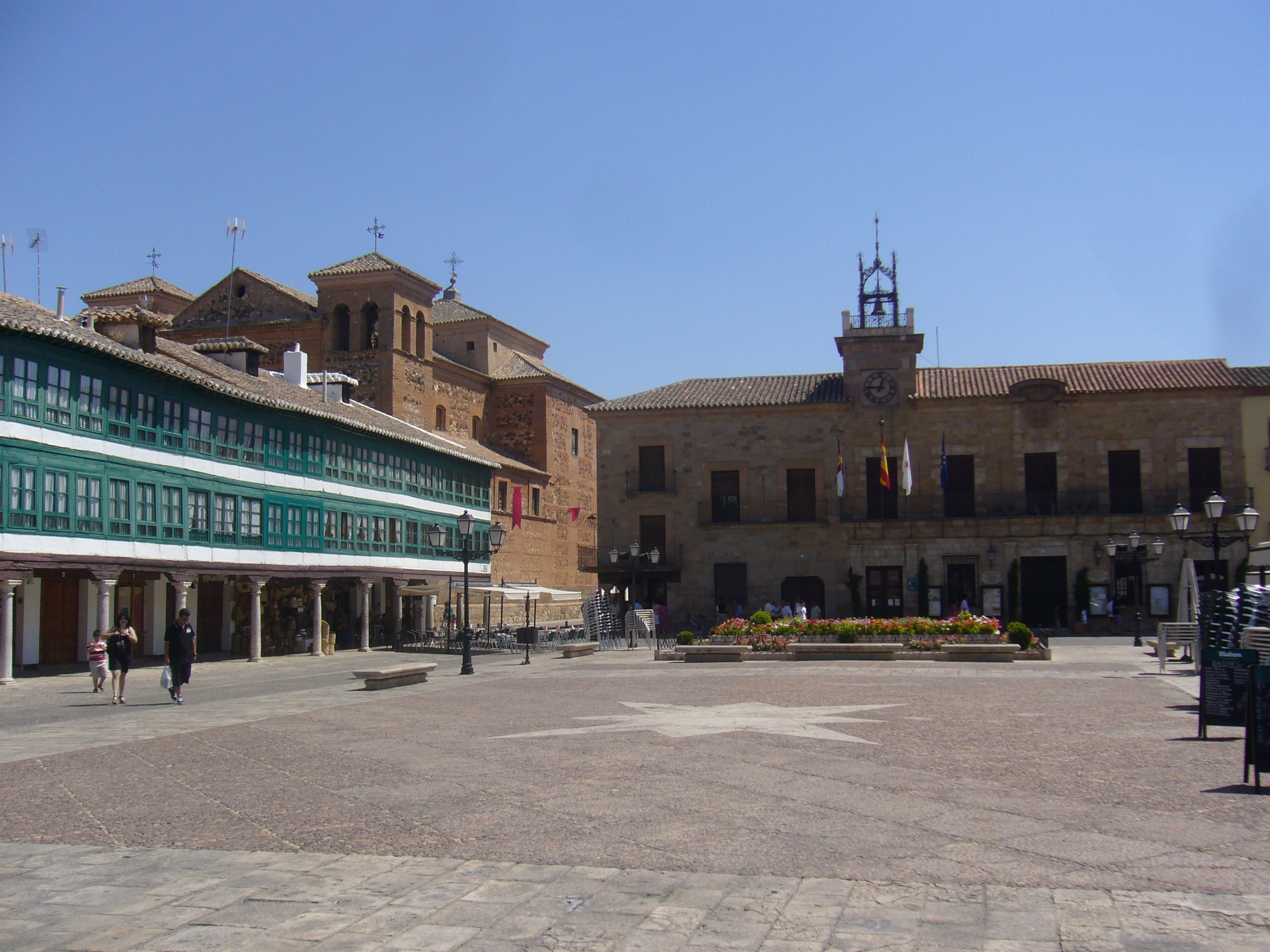
Almagro: 3.º destino turístico hacia 2013
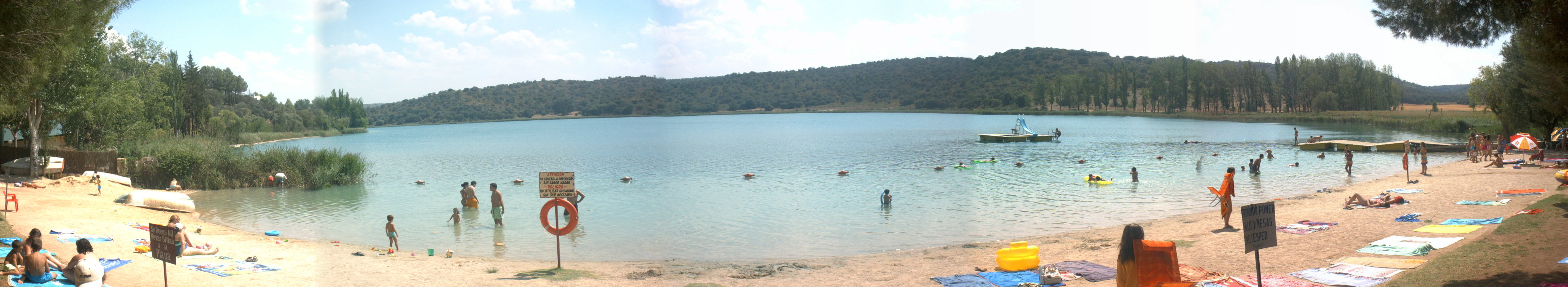
Panorámica de las Lagunas de Ruidera, parque natural que destaca como destino turístico
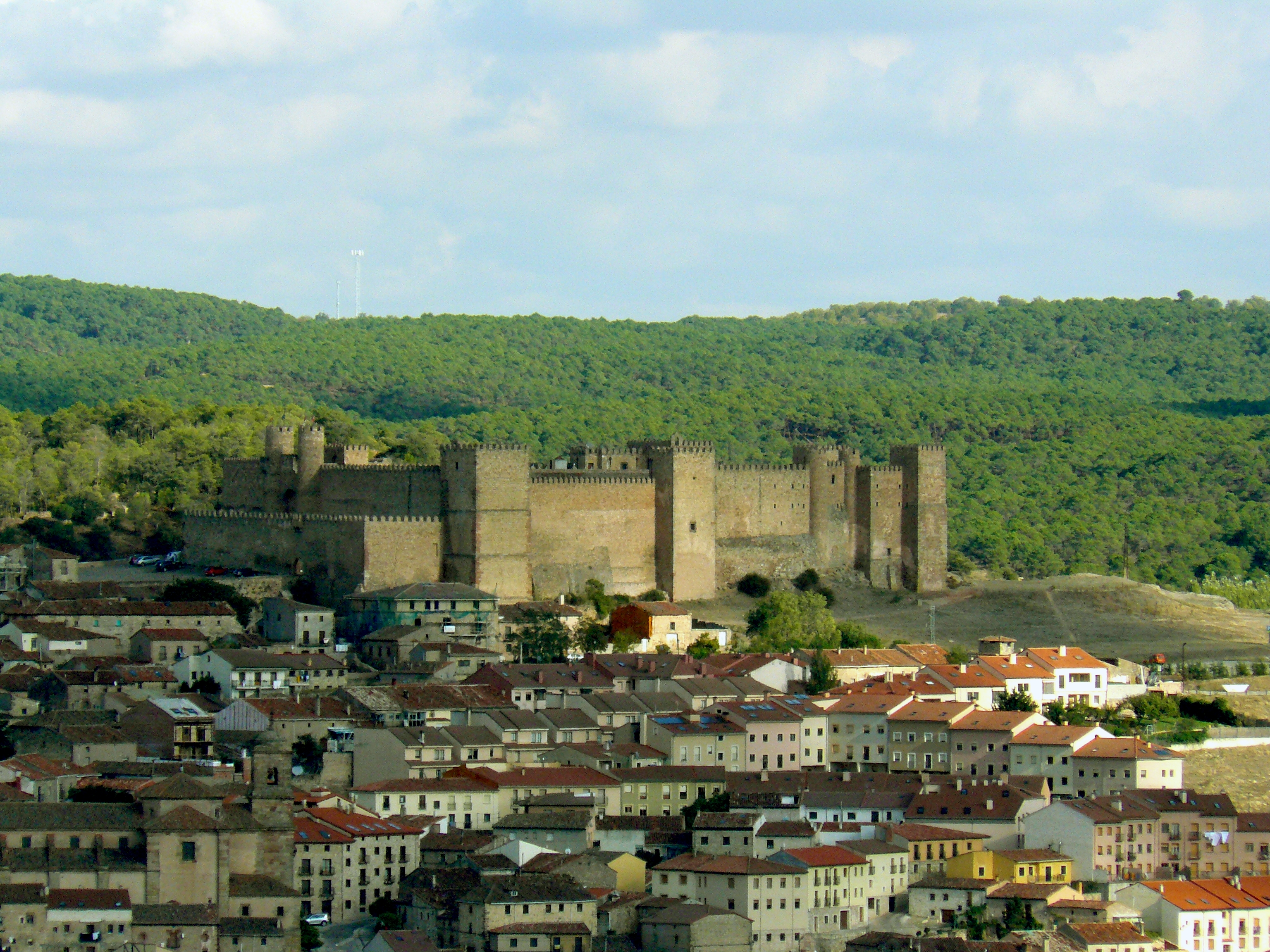
Siguenza: 2.º destino turístico hacia 2008

Cifras del sector

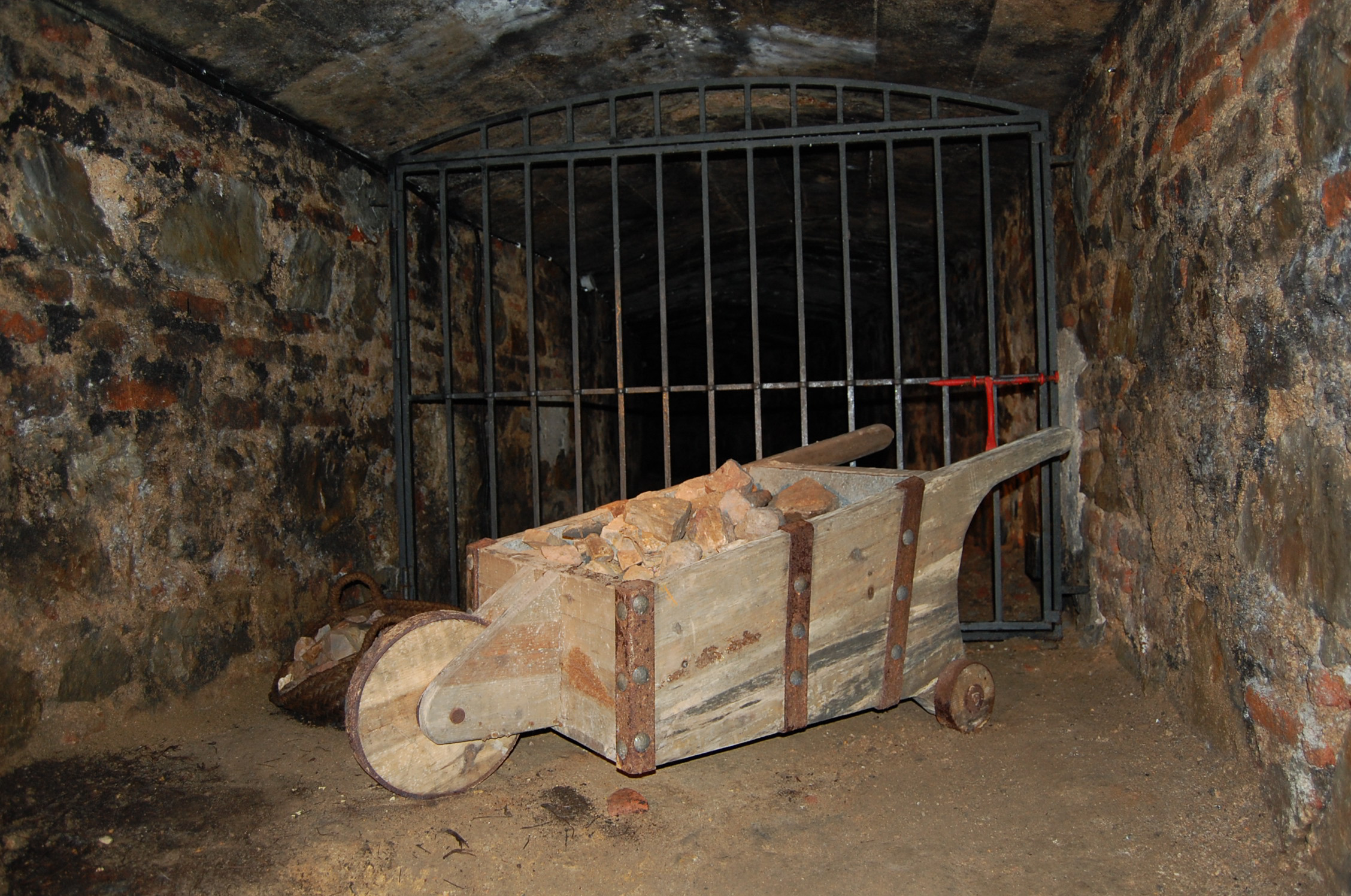
Las minas de Almadén: Patrimonio de la Humanidad junto a las de la ciudad eslovena de Idrija

El sector turístico generó en 2007 el 9 % del total del empleo de la Comunidad (75 942 puestos), con un crecimiento del 27 % de los locales dedicados al mismo entre 2001 y 2006. Además, el sector motivó en 2009, unos ingresos de 1646 millones de euros, con una media por local de 130 034 €.
Castilla-La Mancha contaba en 2011 con 37 071 plazas hoteleras repartidas en 1026 establecimientos (hoteles, hostales...). En cuanto a alojamiento rural, la cifra de establecimientos ascendía a 1683, con un total de 11 697 plazas de alojamiento.
Los extranjeros que más visitan la comunidad son procedentes de Francia, el Reino Unido, los Estados Unidos y Alemania, con un gasto medio de 100,60 € de media
En 2010, se realizaron 11 356 000 viajes de españoles, con una estancia media de 3,7 días dentro de Castilla-La Mancha, mientras que los turistas extranjeros fueron 152 000, estos con una estancia media mucho más elevada de 9,6 días.

## Cultura

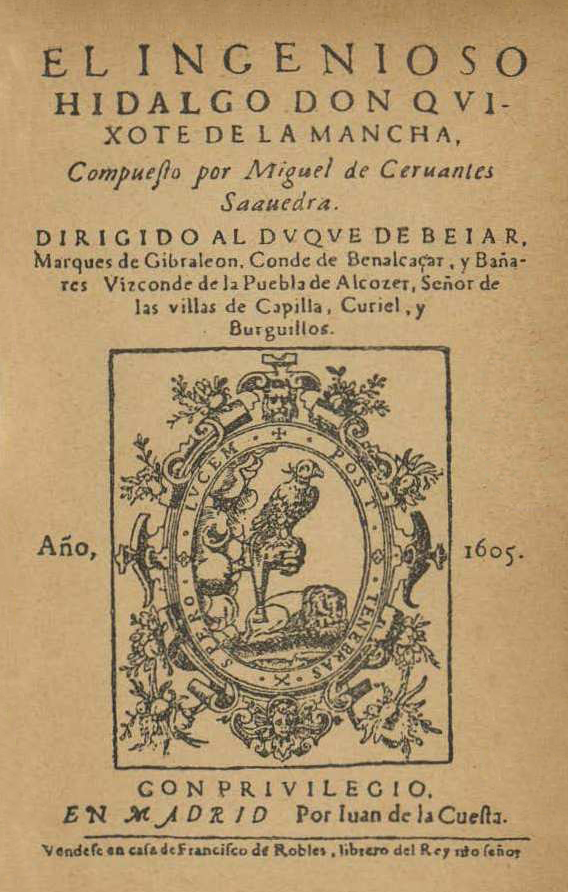
Don Quijote de La Mancha ha dado a conocer mundialmente la región

Las diversas civilizaciones que han vivido en Castilla-La Mancha han dejado huella en la comunidad, dejando un abundante legado patrimonial y cultural. Es una tierra rica en tradiciones de influencias varias, en donde sobresale la figura de Don Quijote de La Mancha como embajador de la misma ante el mundo. Su posición, en pleno centro de la península ibérica le ha hecho protagonista indiscutible de la historia de la misma.

### Arte
Castilla-La Mancha ha sido tierra e inspiración de grandes artistas. En el campo de la pintura destacan autores vinculados o nacidos en la Comunidad como El Greco, más actualmente el tomellosero Antonio López, o el barrajense Benjamín Palencia. En la escultura encontramos al conquense Gustavo Torner. Cineastas conocidos en todo el mundo el director de Calzada de Calatrava Pedro Almodóvar o el albaceteño José Luis Cuerda.

#### Escultura

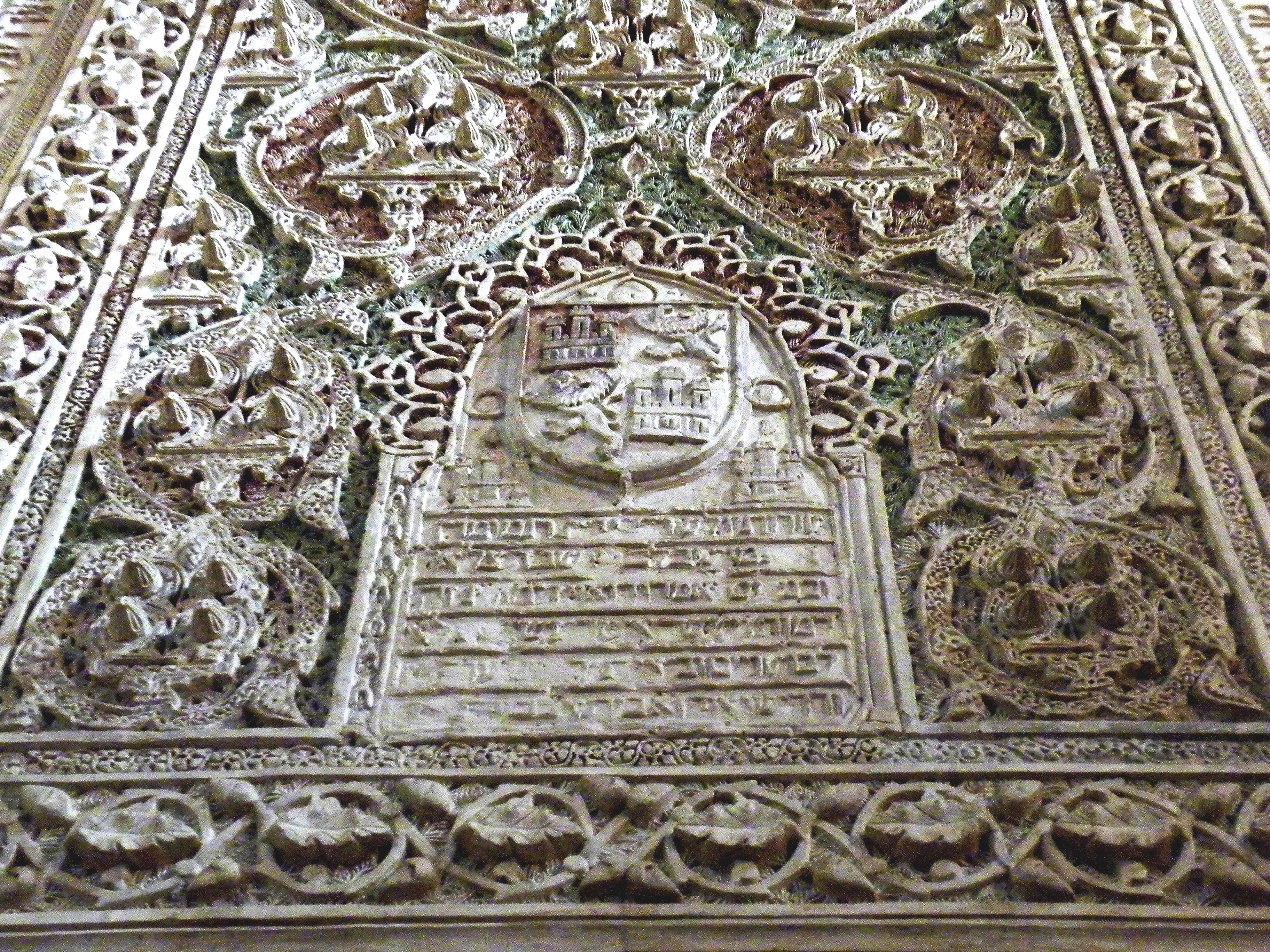
Yesería mudéjar en la Sinagoga del Tránsito de Toledo

Además de los ya citados de origen conquense Gustavo Torner y José María Cruz Novillo hay que añadir al tomellosero Antonio López García. Todos ellos han desarrollado también una intensa labor como pintores, a los que hay que añadir, ya propiamente en este ámbito de la escultura al almanseño José Luis Sánchez, y al imaginero natural de la provincia de Cuenca Luis Marco Pérez. La obra más representativa de la escultura castellanomanchega es la del Doncel de Sigüenza (Guadalajara), que data de finales del siglo XV.

#### Arquitectura
El arte de la arquitectura ha dejado bellos monumentos en Castilla-La Mancha a lo largo de la historia, fruto de los pueblos y culturas que han habitado estas tierras.
En la época romana destacan monumentos como el circo romano de Toledo que data del siglo I, o la ciudad romana de Segóbriga en la provincia de Cuenca. Más tarde, la cultura visigoda también dejó su huella en la comunidad, los restos de la basílica de Cabeza de Griego, en Cuenca, o la iglesia de San Pedro de la Mata de Sonseca así lo atestiguan.
La importancia de Toledo durante la Alta Edad Media se ve reflejada en multitud de monumentos que han llegado hasta la actualidad, entre los que destacan la iglesia de Santa María de Melque, situada en las proximidades de La Puebla de Montalbán, o ya en la ciudad: las mezquitas de La Tornerías, Bab-Mardum, más tarde convertida en la iglesia del Cristo de la Luz. Además, también destaca la clasificada como mudéjar, pero inmersa en la estética almohade, sinagoga de Santa María la Blanca de Toledo, colaboración arquitectónica de las tres culturas medievales españolas o la sinagoga del Tránsito. En Ciudad Real se encuentran obras de arquitectura mudéjar como la puerta de Toledo y la iglesia de Santiago.
Durante la Edad Media se erigieron fortificaciones y edificios de carácter religioso, que aun hoy en día sorprenden por sus dimensiones, especialmente aquellos de carácter defensivo que se cuentan por centenares en todo el territorio de Castilla-La Mancha, y que le han dado el nombre. De entre todos destacan el castillo de San Servando en Toledo, de principios del siglo X, el castillo de Belmonte en la provincia de Cuenca, o el castillo de Montizón en la provincia de Ciudad Real.
La catedral de Sigüenza, construida entre 1144-1326 y de carácter románico-gótico, la catedral de Cuenca (construida entre 1196 y 1257), y la catedral de Toledo (1226-1493) son edificios clave dentro de la arquitectura gótica española.

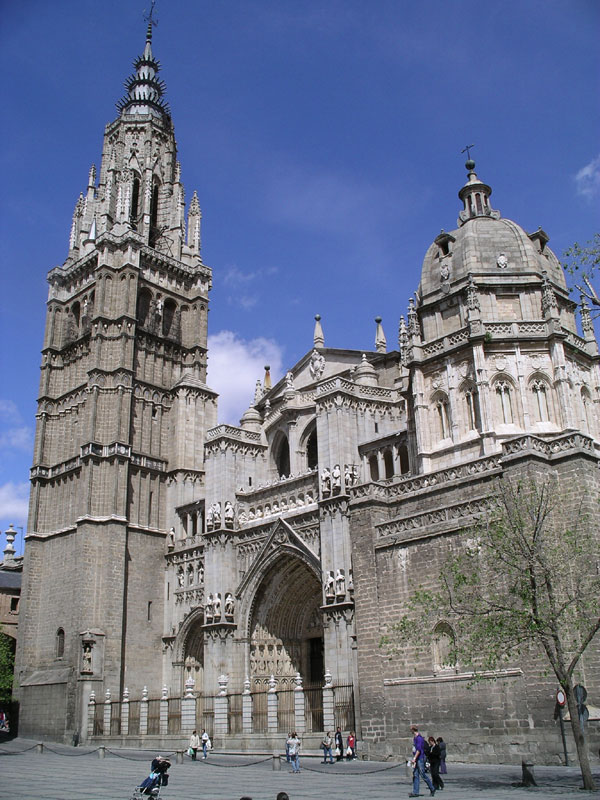
Catedral de Toledo, de estilo gótico
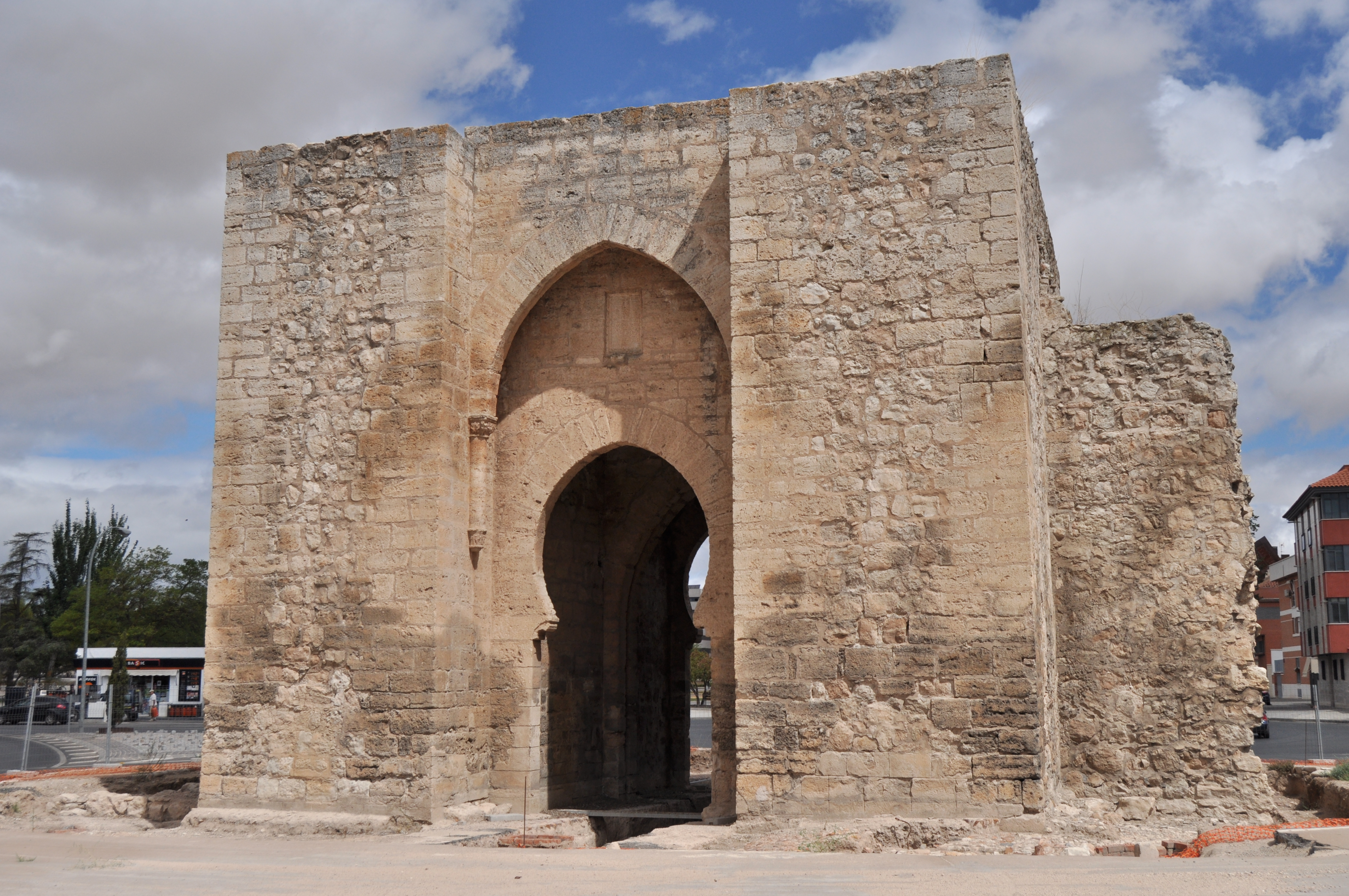
Puerta de Toledo en Ciudad Real, del siglo XIV
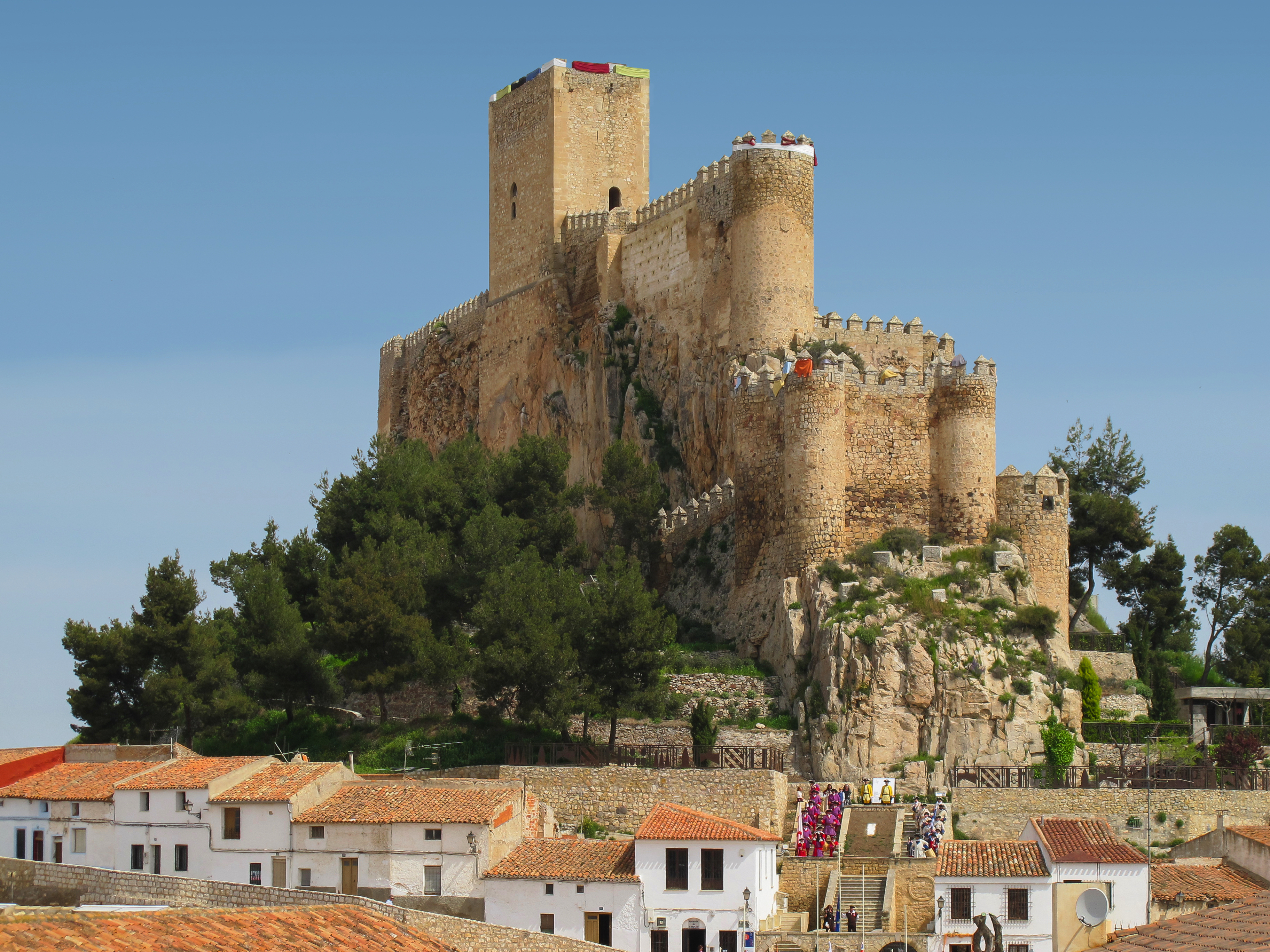
Castillo de Almansa, del siglo XIV
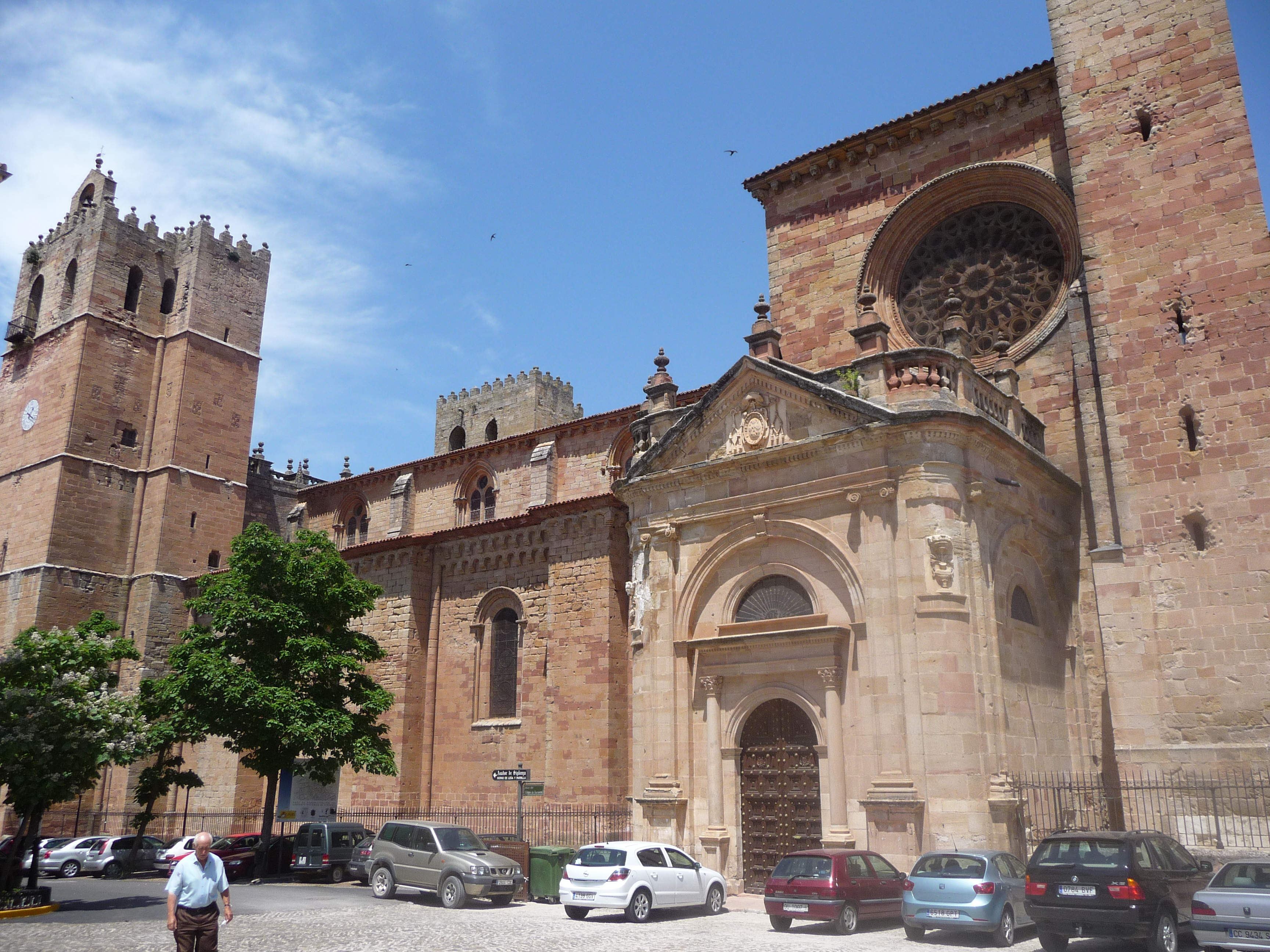
Catedral de Sigüenza en Guadalajara, de estilo románico-gótico

Más tarde, y ya en el siglo XIV el castillo de Almansa es una muestra de arquitectura defensiva más refinada. En otro aspecto, el monasterio de San Juan de los Reyes (siglos XV-XVI) o el Palacio del Infantado en Guadalajara muestran rasgos gótico-isabelinos. De esta época son también las Casas Colgadas de Cuenca, o conjuntos como la plaza mayor de Alcaraz, la de Tembleque y la de Villanueva de los Infantes.
El barroco español tiene un claro exponente en el el «transparente» de la catedral de Toledo de Narciso Tomé, donde escultura y arquitectura se integran para conseguir un efecto dramático de la luz.
Neoclasicistas son la fábrica de armas de Toledo del arquitecto Francesco Sabatini, o el edificio de la Real Universidad de Toledo, el palacio de Antonio de Mendoza o convento de la Piedad en Guadalajara, o el edificio del Círculo Mercantil e Industrial de Villarrobledo.

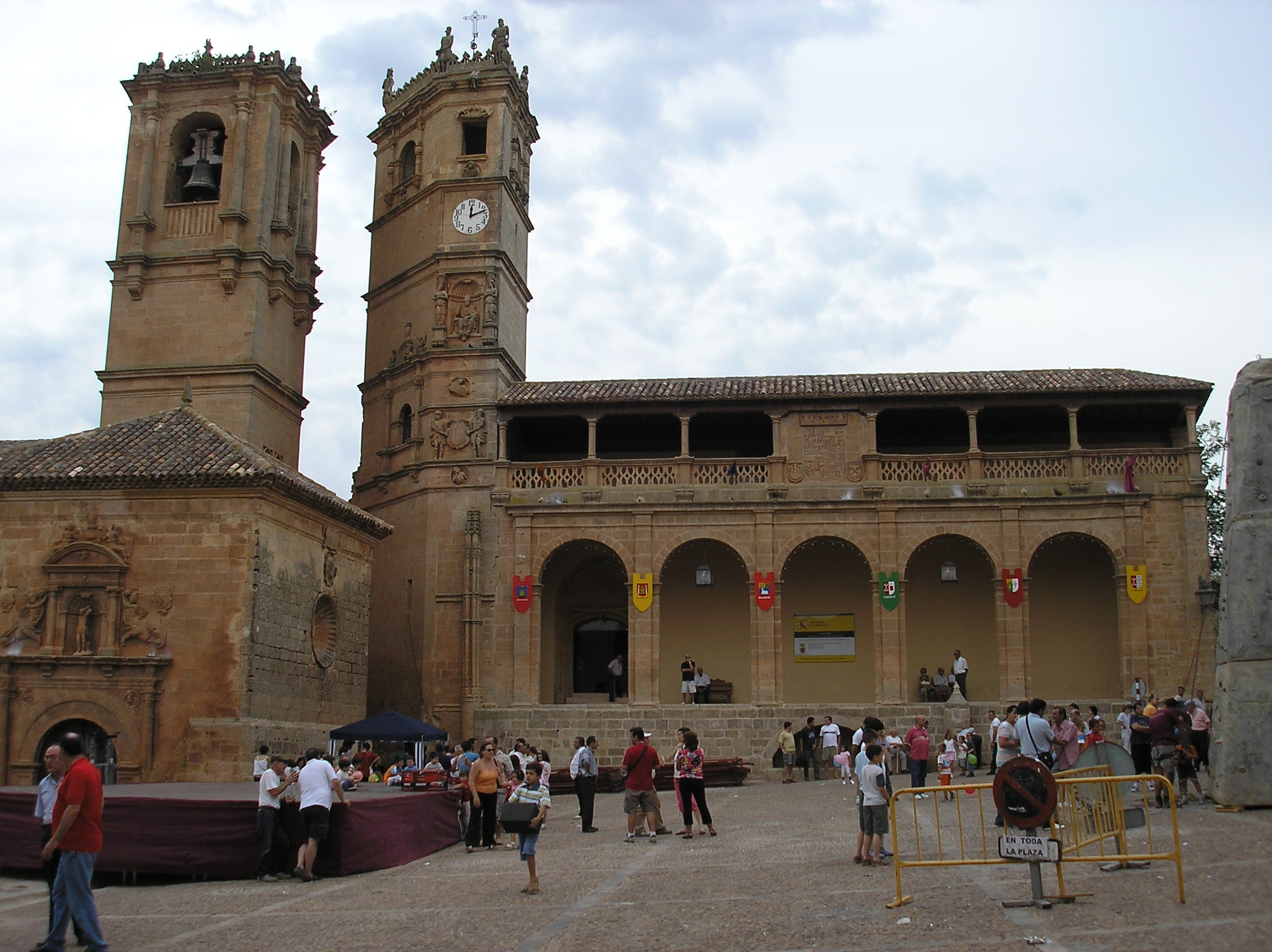
Plaza Mayor de Alcaraz, Albacete
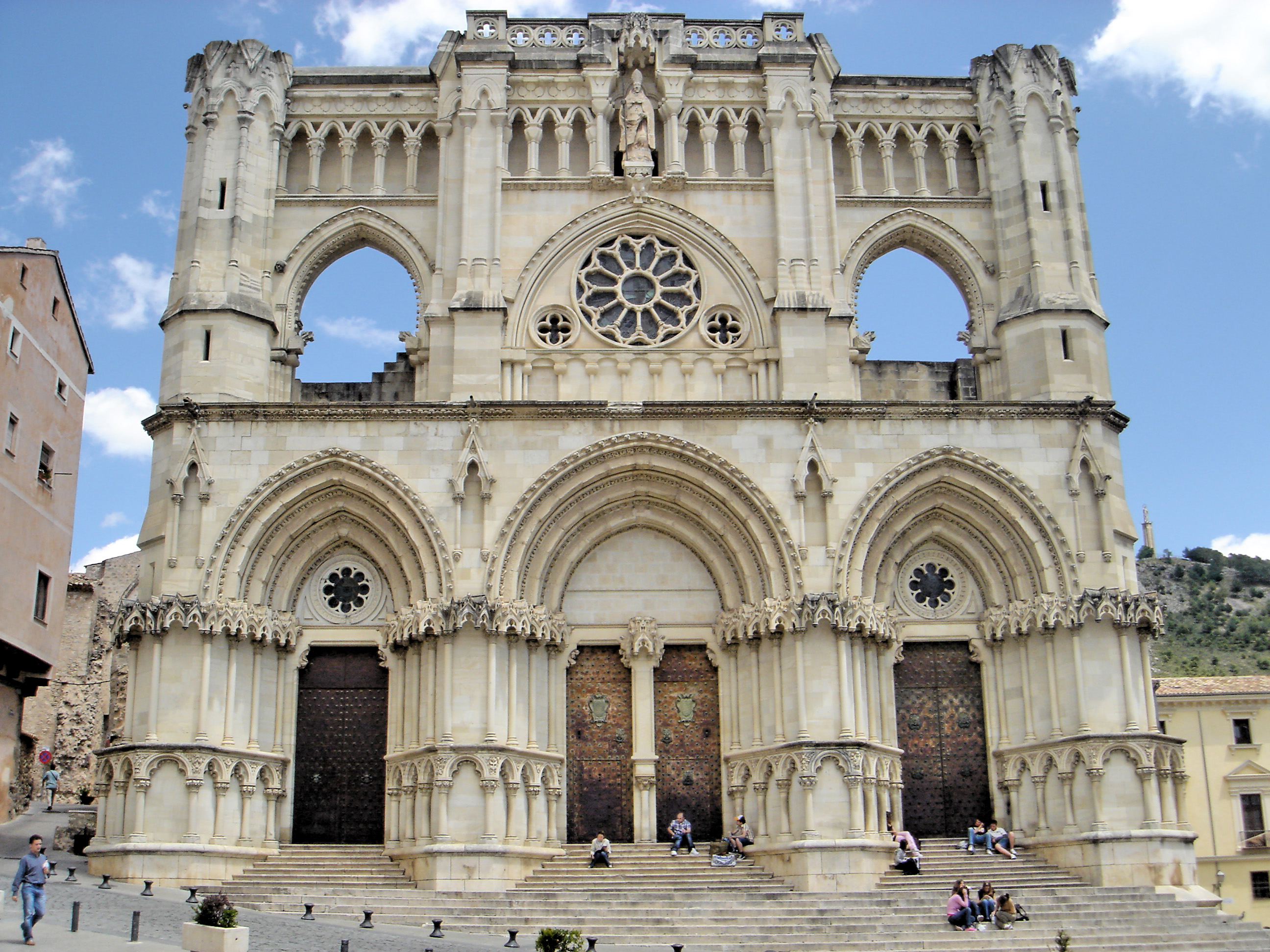
Catedral de Cuenca, de estilos gótico, barroco y neogótico
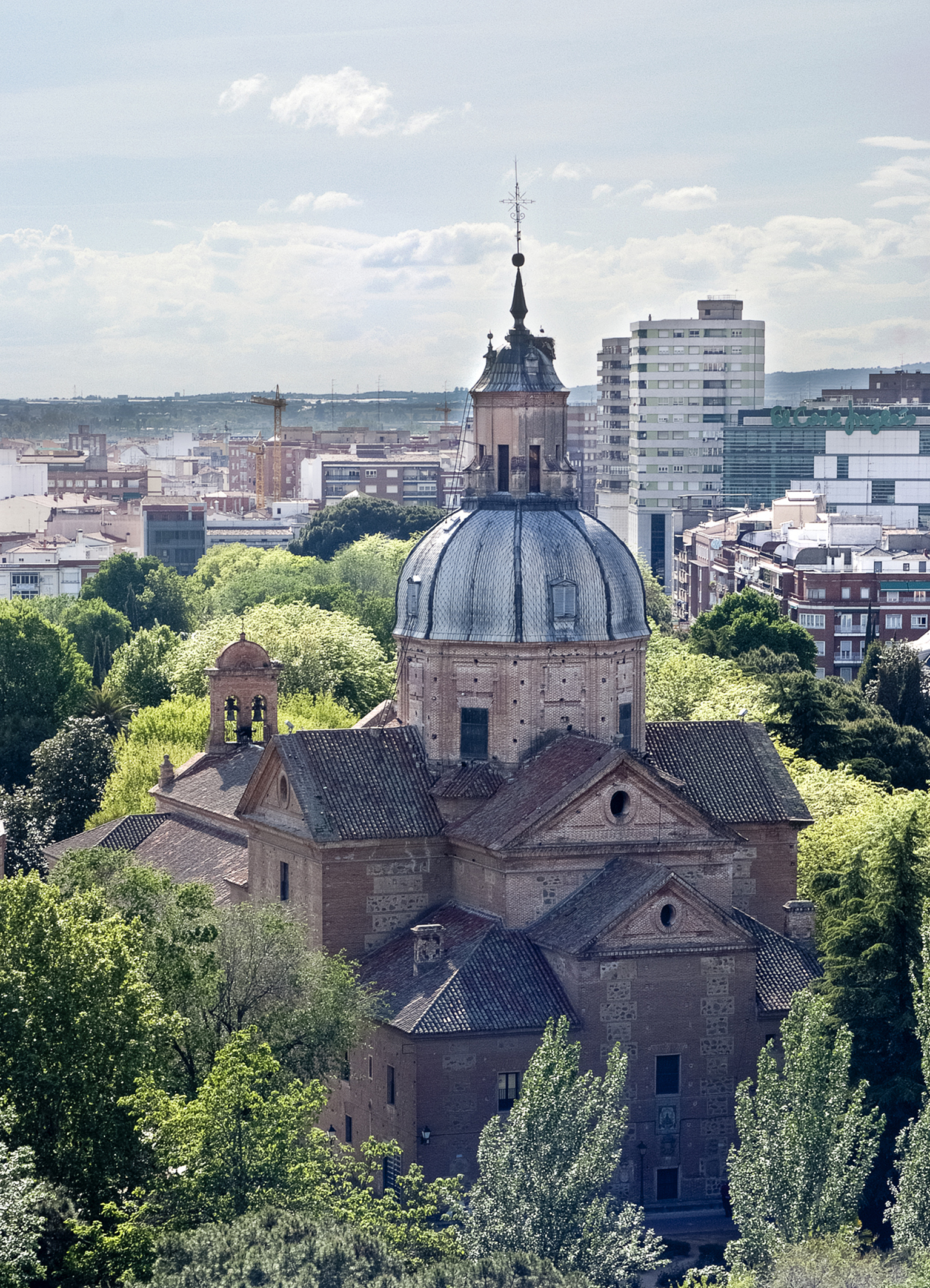
Basílica de Nuestra Señora del Prado de Talavera de la Reina
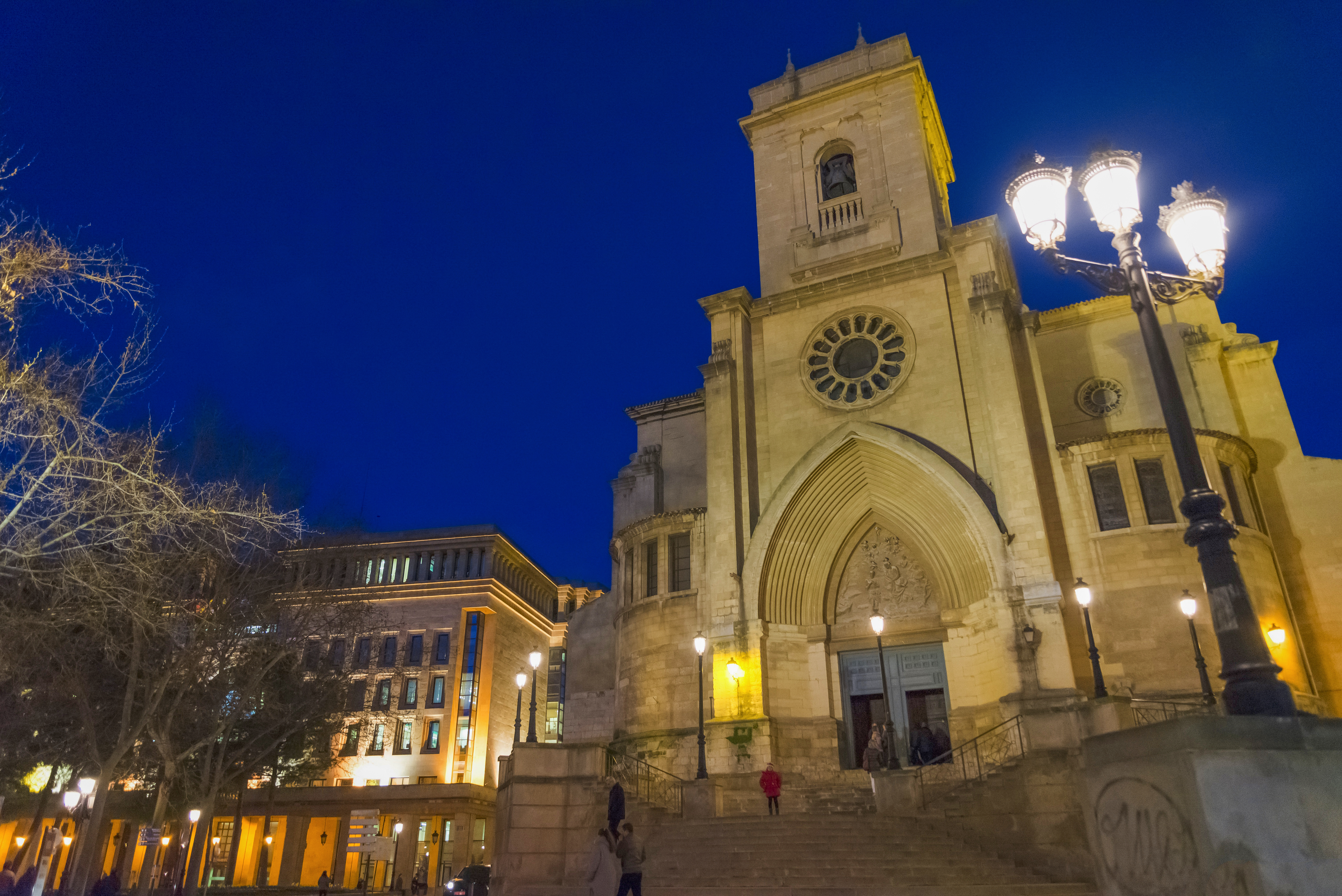
Catedral de Albacete
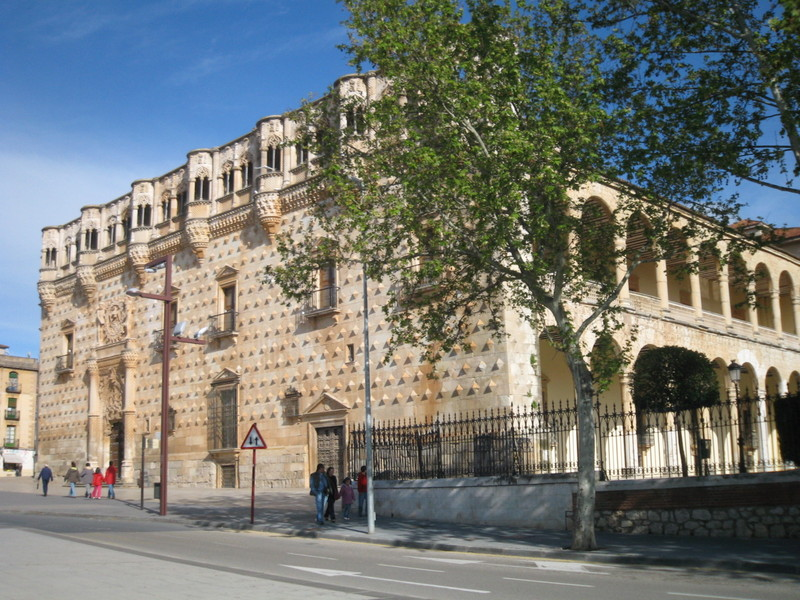
Palacio del Infantado de Guadalajara

Ya más recientes en el tiempo se encuentran edificios de inspiración neoclásica en pleno siglo XX, como son el Pasaje de Lodares de Albacete (1925) de estilo modernista y diseñado por Buenaventura Ferrando Castells, o el edificio del Ayuntamiento de Ciudad Real (1976) de estilo neoclásico e inspirado en Flandes, obra del arquitecto Fernando Higueras.
En el siglo XXI las edificaciones más destacadas son la Torre de Caja de Guadalajara en la capital alcarreña, diseñada por los arquitectos Solano & Catalán, los edificios del Palacio de Congresos y Exposiciones de Albacete.
Arquitectura popular

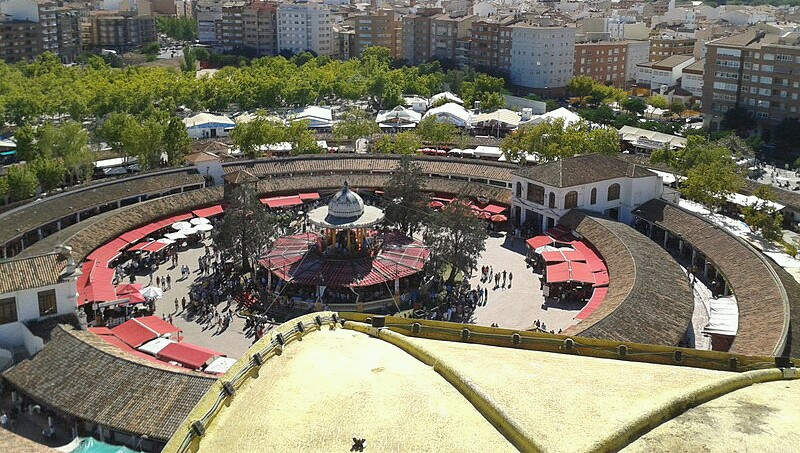
Recinto Ferial de Albacete, calificado por el catedrático Antonio Bonet Correa como el «arquetipo» de la arquitectura popular manchega

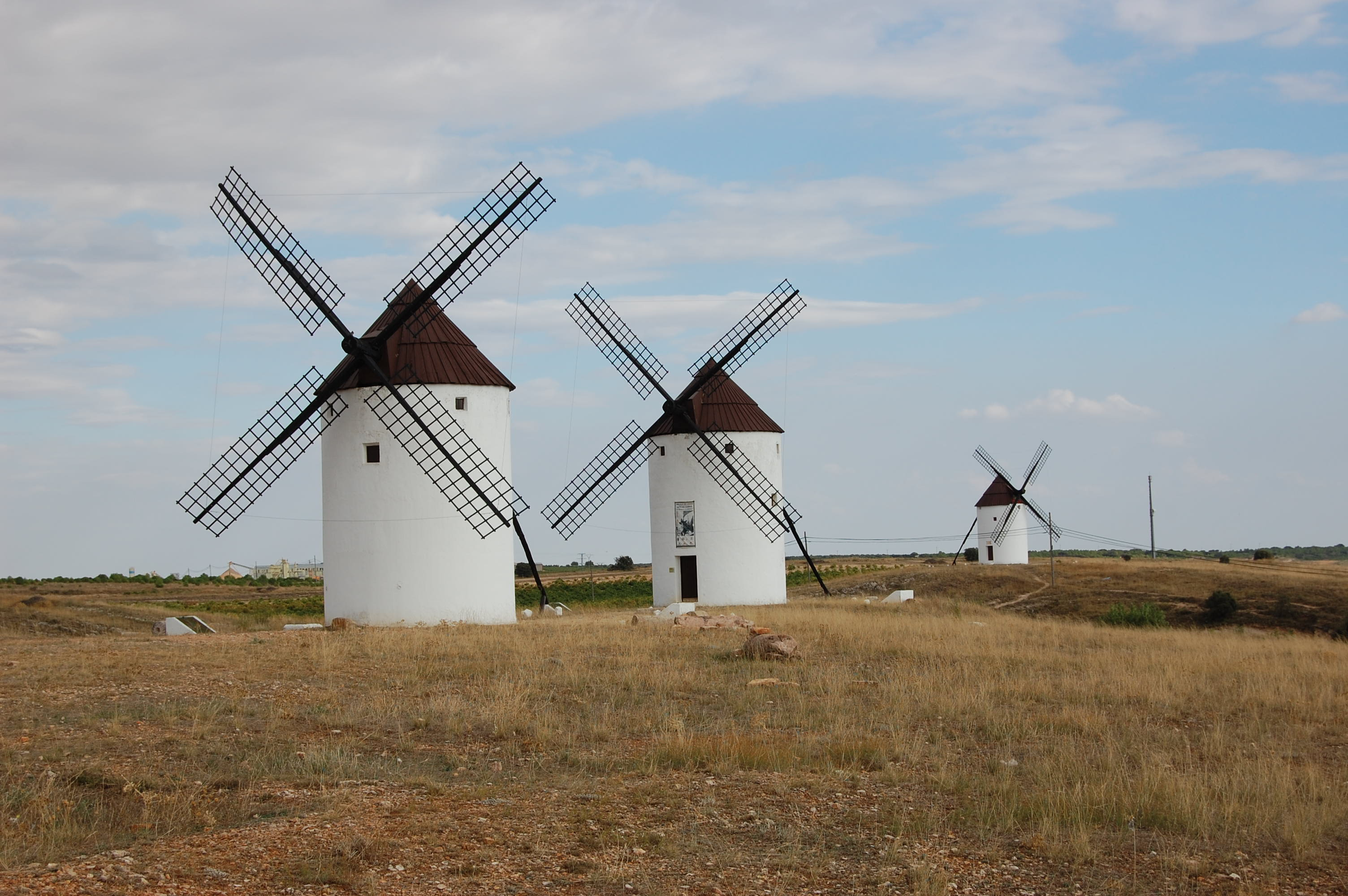
Molinos de viento de Mota del Cuervo, provincia de Cuenca

La arquitectura popular en Castilla-La Mancha tiene diferentes vertientes en función de las diversas zonas geográficas de la Comunidad, fruto de la extensión del territorio.
En la zona centro de La Mancha destacan las típicas construcciones de molinos de viento que han dado la vuelta al mundo de la mano de la obra de Miguel de Cervantes, o los silos, cuevas y bombos que cumplían funciones de almacenaje. Otra construcción típica de esta zona eran las ventas o posadas de forma cuadrangular.

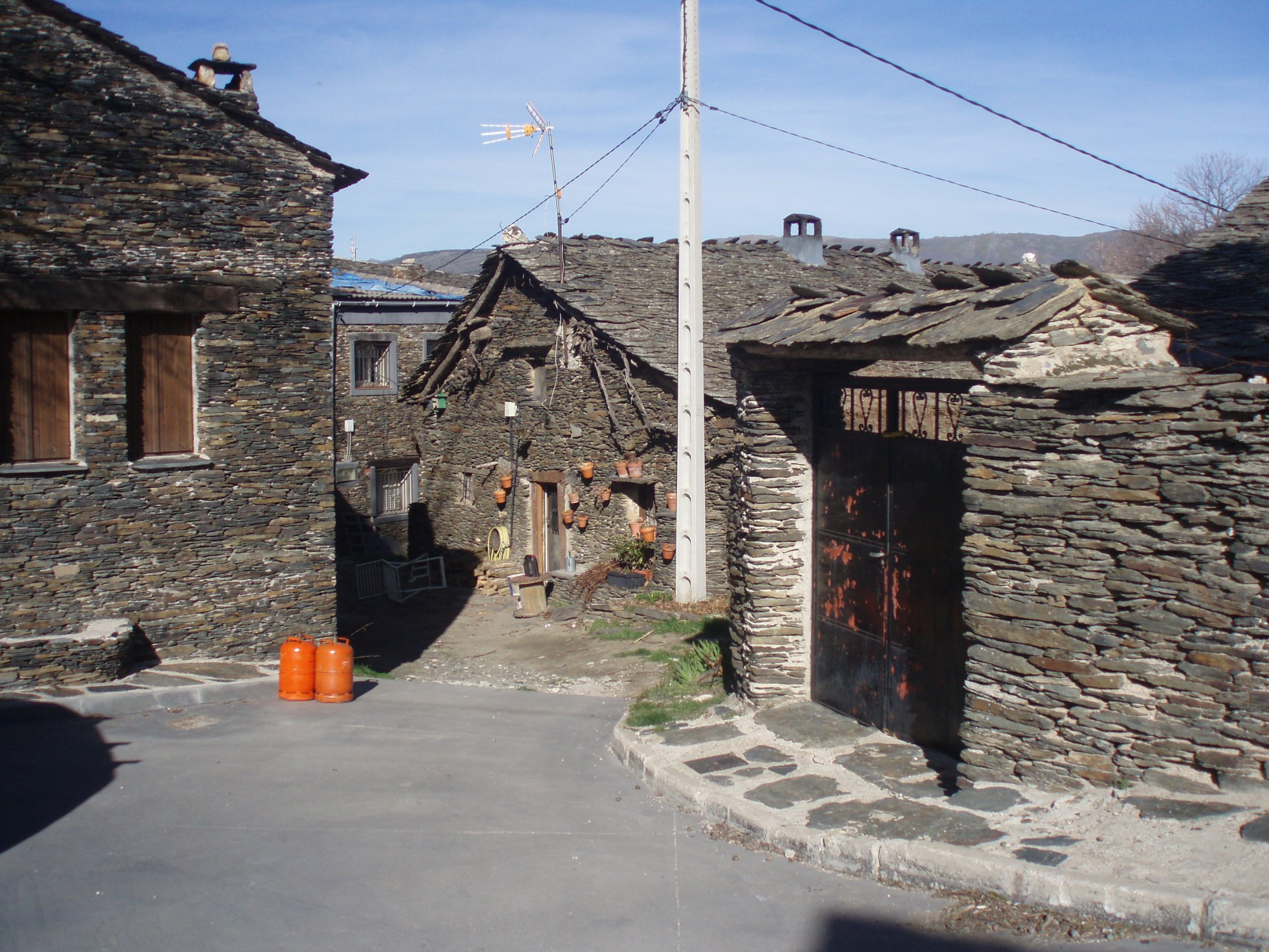
Casas en Majaelrayo, ejemplo de arquitectura negra

La arquitectura negra se desarrolla en el noroeste de la provincia de Guadalajara, empleando como elemento fundamental para la construcción la pizarra. De su color oscuro le viene la denominación de este tipo de edificaciones.
Arquitectos castellanomanchegos
En el campo de la arquitectura destacan, en Castilla-La Mancha, hombres como Juan Guas, de origen francés, pero afincado en Toledo, Alonso de Covarrubias Antón y Enrique Egas, Jorge Manuel Theotocópuli, el conquense Francisco de Mora, los alcaraceños Andrés de Vandelvira y Agustín Ortiz de Villajos o los contemporáneos Francisco Jareño y Alarcón, Miguel Fisac o Tomás Alía.

#### Pintura

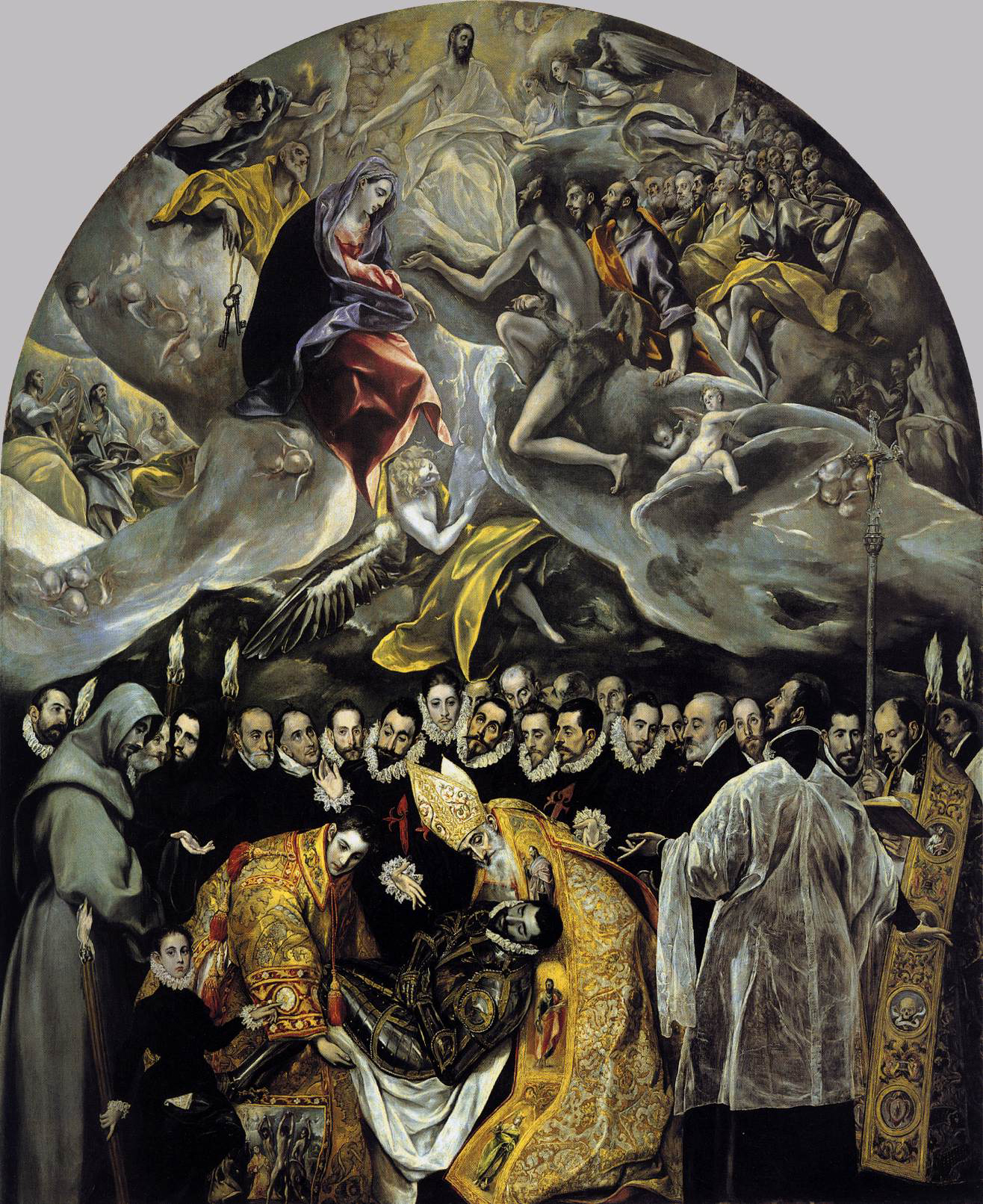
El entierro del conde de Orgaz, de El Greco, en la iglesia de Santo Tomé de la ciudad de Toledo

La pintura también ha sido un arte en el que Castilla-La Mancha ha destacado como tierra de nacimiento y adopción de grandes artistas. Entre ellos: El Greco, que eligió Toledo para desarrollar su obra, Fernando Yáñez de la Almedina, o el toledano Juan Sánchez Cotán entre los siglos XV y XVI. Más tarde, y ya a finales en el siglo XIX destacan los ciudadrealeños Ángel Andrade y Carlos Vázquez. En el siglo XX la lista de pintores es inmensa, no obstante, destacan por su trabajo: el albaceteño Benjamín Palencia, los ciudadrealeños Gregorio Prieto, Antonio López Torres, Manuel López-Villaseñor y López-Cano, José García Ortega, Antonio López García, los conquenses Gustavo Torner José María Cruz Novillo, que compartieron la pasión por otro arte como la escultura, o los toledanos Rafael Canogar y Amalia Avia.
Las obras de estos y otros autores pueden contemplarse, principalmente en las ciudades de Toledo y Cuenca. Aunque existen numerosas pinacotecas en toda la Comunidad, los museos más destacados dedicados a la pintura son el Museo del Greco, Museo Parroquia de Santo Tomé, el Museo Fundación Duque de Lerma, el Museo municipal de Alcázar de San Juan o el Museo de Arte Contemporáneo de Toledo, o en el Museo Fundación Antonio Pérez, el Museo de Arte Abstracto Español, el Museo Fundación Antonio Saura y el Museo Internacional de Electrografía que se sitúan en la ciudad de Cuenca.

### Literatura
Escritores

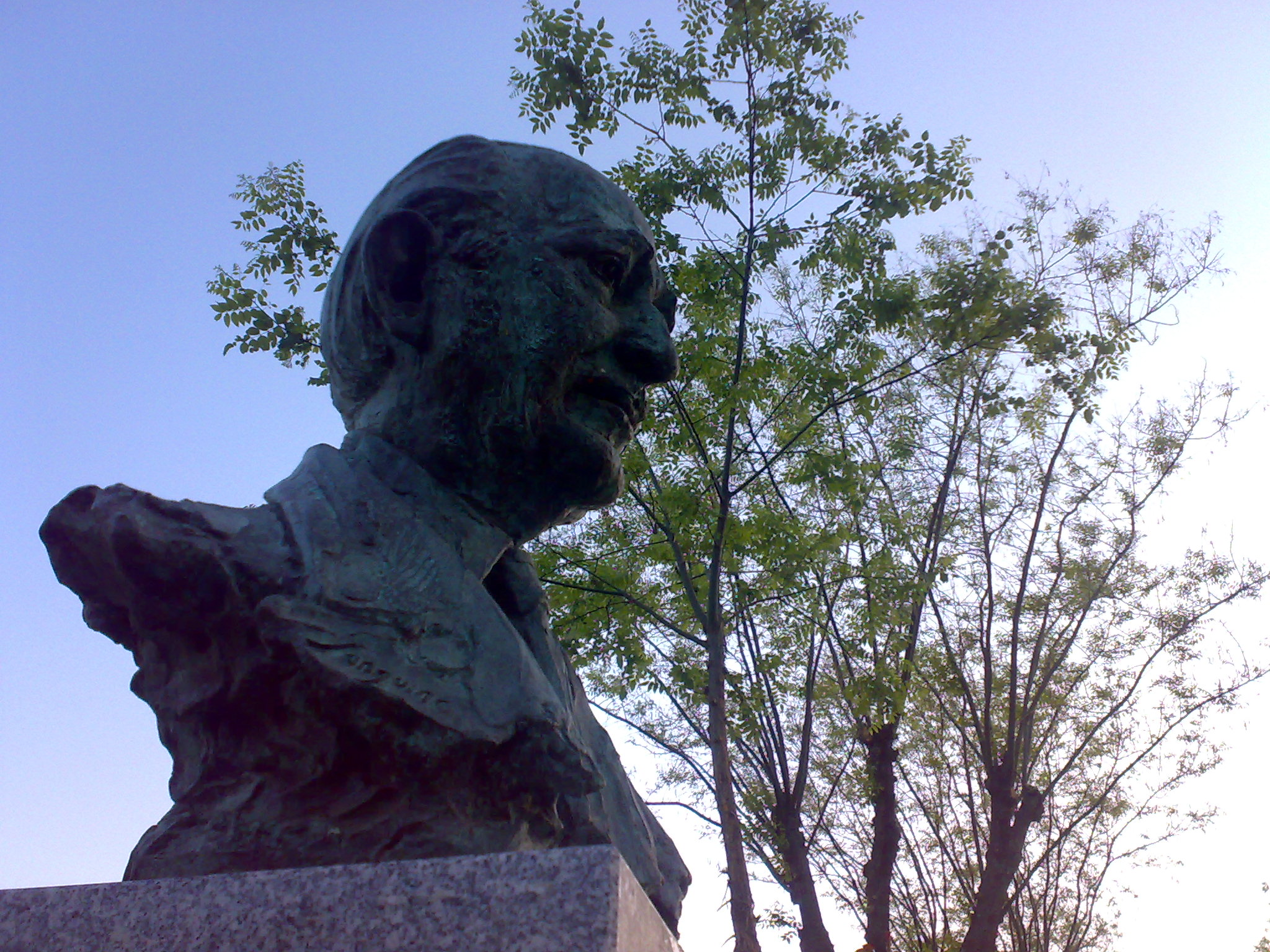
Busto del dramaturgo guadalajareño Antonio Buero Vallejo en su ciudad natal

Castilla-La Mancha es una tierra de grandes nombres de la literatura castellana hundiendo sus raíces en la historia. Ya en la época visigoda despuntan algunos autores de renombre como San Ildefonso o San Julián de Toledo.
Más tarde, y ya entre los siglos XI y XIV destaca el núcleo de la Escuela de Traductores de Toledo, y personalidades como Alfonso X, el Infante Don Juan Manuel, el arcipreste de Hita o el de Talavera, o Fernando de Rojas, autor de La Celestina.
En los siglos XVI y XVII, época del pleno esplendor de las letras hispánicas, podemos destacar, de entre los nacidos en la Comunidad, a los poetas Garcilaso de la Vega, Fray Luis de León o Bernardo de Balbuena, o a los hermanos Juan de Valdés y Alfonso de Valdés, a Melchor Cano o al dramaturgo Francisco de Rojas Zorrilla.
En el siglo XVIII, encontramos al político ilustrado Melchor de Macanaz (perseguido por la Inquisición), o al eminente filólogo Lorenzo Hervás y Panduro, o en el siglo siguiente al publicista y geógrafo conquense Fermín Caballero.
Ya en el pasado siglo XX la nómina de poetas destacados es muy amplia, destacando nombres como Juan Alcaide, Federico Muelas, Ramón de Garciasol, Rafael Morales, Juan Antonio Villacañas, Ángel Crespo, Félix Grande, Eladio Cabañero o Antonio Martínez Sarrión.
Entre los novelistas se han de citar a Herrera Petere, Ángel María de Lera, Francisco García Pavón o Rodrigo Rubio, sin olvidar al ciudadrealeño Antonio Gala; y entre los dramaturgos a Antonio Buero Vallejo, uno de los más importantes hombres del teatro contemporáneo, o Francisco Nieva.
También han destacado en los campos de la investigación el estudioso de la fonética española Tomás Navarro Tomás, al arabista Ángel González Palencia, a Luis Astrana Marín como gran investigador de obras clásicas, o a los historiadores ciudadrealeños Carmelo Viñas y Mey o Antonio García Bellido.
Bibliotecas
En 2008 existían en Castilla-La Mancha 609 bibliotecas (486 públicas, 19 para grupos específicos de usuarios, 9 instituciones de enseñanza superior, y 95 especializadas).
La Red de Bibliotecas Públicas de la Comunidad estaba compuesta en 2010 por 542 centros, incluyendo 8 bibliobuses, disponiendo de un total de 6 393 087 fondos (vídeos, libros, documentos electrónicos,...).
Además, la biblioteca de Castilla-La Mancha cuenta con 403 608 volúmenes y está considerada, en su fondo antiguo, como una de las más importantes de España. Entre sus fondos bibliográficos se hallan magníficas y únicas colecciones como la Borbón-Lorenzana, con 414 incunables, 101 140 libros impresos entre los siglos XVI y XIX, y 758 manuscritos de los siglos XI al XIX.

### Música

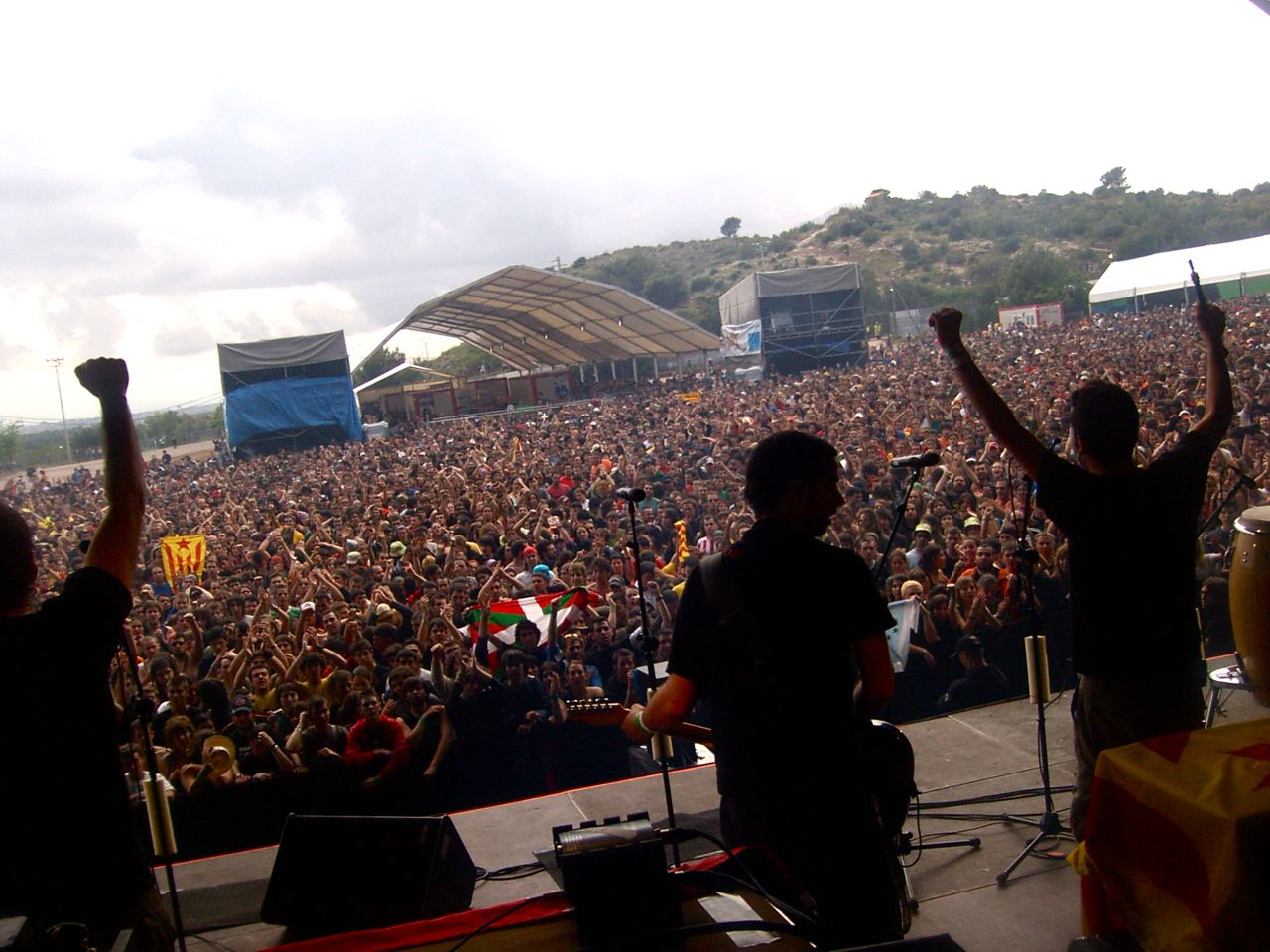
El festival Viña Rock en Villarrobledo llega a congregar a más de 30 000 personas

En el campo de la música clásica, religiosa o popular, han destacado nombres como los guadalajareños Sebastián Durón y Jesús Villa-Rojo, los toledanos Jacinto Guerrero o Emilio Cebrián Ruiz, el ciudadrealeño Luis Cobos, o el almanseño Martín Baeza Rubio.
Como cantantes y grupos destacan o han destacado, entre otros, el conquense José Luis Perales, y últimamente los guadalajareños Despistaos o la albaceteña Rozalén. También el talaverano Alberto Jiménez, vocalista de Miss Caffeina.
Además, en Castilla-La Mancha se celebran grandes festivales musicales de los más variados estilos; entre ellos destacan eventos como el festival Viñarock en Villarrobledo que atrae cada año a más de 30 
000 personas, la Semana de Música Religiosa de Cuenca, el festival de música de La Mancha o Mancha Pop en Quintanar de la Orden, el Festival Internacional de Música de Toledo, o el festival de invierno de La Campiña en Guadalajara.

### Cine

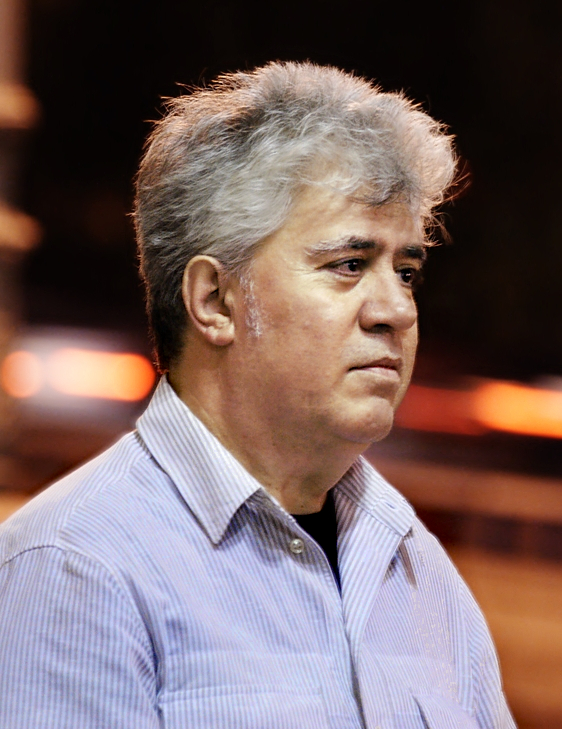
Pedro Almodóvar

El hilo conductor del cine rodado en Castilla-La Mancha ha estado en mayor o menor medida muy ligado al personaje de El Quijote, habiéndose llevado al cine en más de treinta ocasiones, e inspirando a cineastas de la talla de Rafael Gil, Ken Hugues, Alfonso Ungría, Manuel Gutiérrez Aragón y Orson Welles, entre otros.

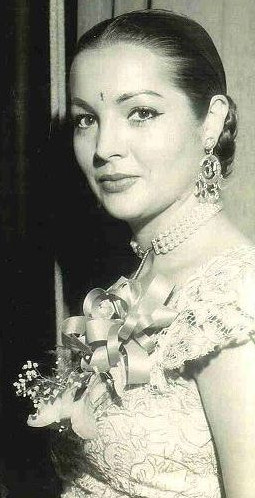
Sara Montiel

Además, los personajes históricos han marcado la historia del Cine de la Comunidad, destacando El Cid de Anthony Mann (1961), que rodó varias escenas en la provincia de Cuenca con Charlton Heston y Sofía Loren, La Orden de Toledo de Luis Buñuel, o más recientemente La novena puerta de Roman Polansky o Te doy mis ojos de Iciar Bollaín.
Dentro de los cineastas destacan el albaceteño José Luis Cuerda, con dos premios Goya, o los ciudadrealeños Miguel Morayta Martínez y Pedro Almodóvar, este último ha sido el cineasta que mayor resonancia ha logrado fuera de España en las últimas décadas. Ha recibido los principales galardones cinematográficos internacionales, entre ellos dos premios Óscar, dos globos de oro, cinco premios bafta, seis premios Goya y otros galardones importantes como el Premio Príncipe de Asturias. Algunas de sus obras han sido filmadas en Castilla-La Mancha, como Amanece que no es poco de Cuerda o Volver de Almodóvar. Ambos autores han protagonizado sendas rutas cinematográficas de turismo que recorren varios puntos de la geografía castellanomanchega. También ha sido tierra de nacimiento de grandes actrices como la ciudadrealeña Sara Montiel.
En la comunidad se celebran varios festivales de cine, entre los que destacan el Festival de Cine de Castilla-La Mancha, el Festival Internacional de Cine Social de Castilla-La Mancha, el Festival Internacional de Cine de Albacete ''Abycine'', o el Festival del Corto de Ciudad Real.

### Religión
Según el Barómetro Autonómico publicado por el Centro de Investigaciones Sociológicas (CIS) entre septiembre y octubre de 2012, la afiliación religiosa en Castilla-La Mancha es:
- 81,1 % católicos
- 2,1 % otras religiones
- 11,5 % no afiliados (agnósticos y creyentes sin afiliación)
- 3,7 % ateos

### Artesanía
La importancia de la artesanía en Castilla-La Mancha viene avalada por su valor como actividad económica y seña de identidad de la Comunidad. En 1982 Castilla-La Mancha recibe en exclusiva las competencias en materia de artesanía (EACLM art. 31.1.14 ª).

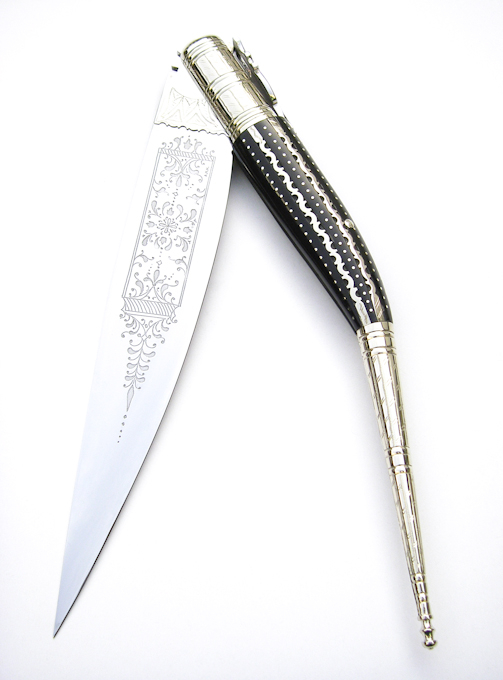
La cuchillería de Albacete es un sector importante de la ciudad

La cuchillería de Albacete es el sector artesano de Castilla-La Mancha más conocido en el mundo. Fruto de ello, Albacete es conocida como la Ciudad de la Cuchillería. La ciudad acoge a las multinacionales del sector más importantes de España, emplea a miles de personas y exporta a todo el mundo. La capital manchega cuenta con varias instituciones y monumentos relacionados con el sector como el Museo de la Cuchillería de Albacete, la Escuela de Cuchillería de Albacete o el emblemático Monumento al Cuchillero, en la plaza del Altozano.

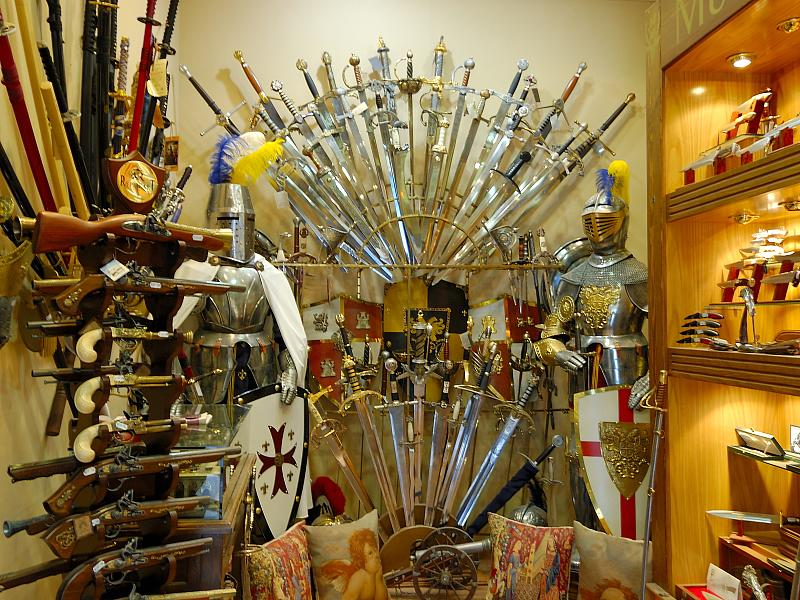
La industria artesana espadera tiene mucha tradición en Toledo

Actualmente existen su labor más de 2800 artesanos (70 % hombres y 30 % mujeres), repartidos por todo el territorio, que desarrollan su actividad en diferentes sectores, destacando por el número de talleres la madera, la cerámica, la alfarería, el metal y la textil, entre otros. En este sentido destaca la provincia de Toledo como la provincia con mayor número de artesanos (53,2 %), reflejo da importantes concentraciones de este tipo de actividad (Toledo, Talavera de la Reina, El Puente del Arzobispo, Sonseca o Lagartera).
Por otra parte es de destacar la internacionalmente conocida feria de Artesanía de la ciudad de Cuenca que se celebra cada mes de agosto y que congrega a unos 25 000 visitantes anuales y más de 90 expositores.
Respecto a los eventos, destaca la Feria de Artesanía de Castilla-La Mancha (FARCAMA), que se celebra en Toledo durante el mes de octubre.

### Museos y espacios culturales

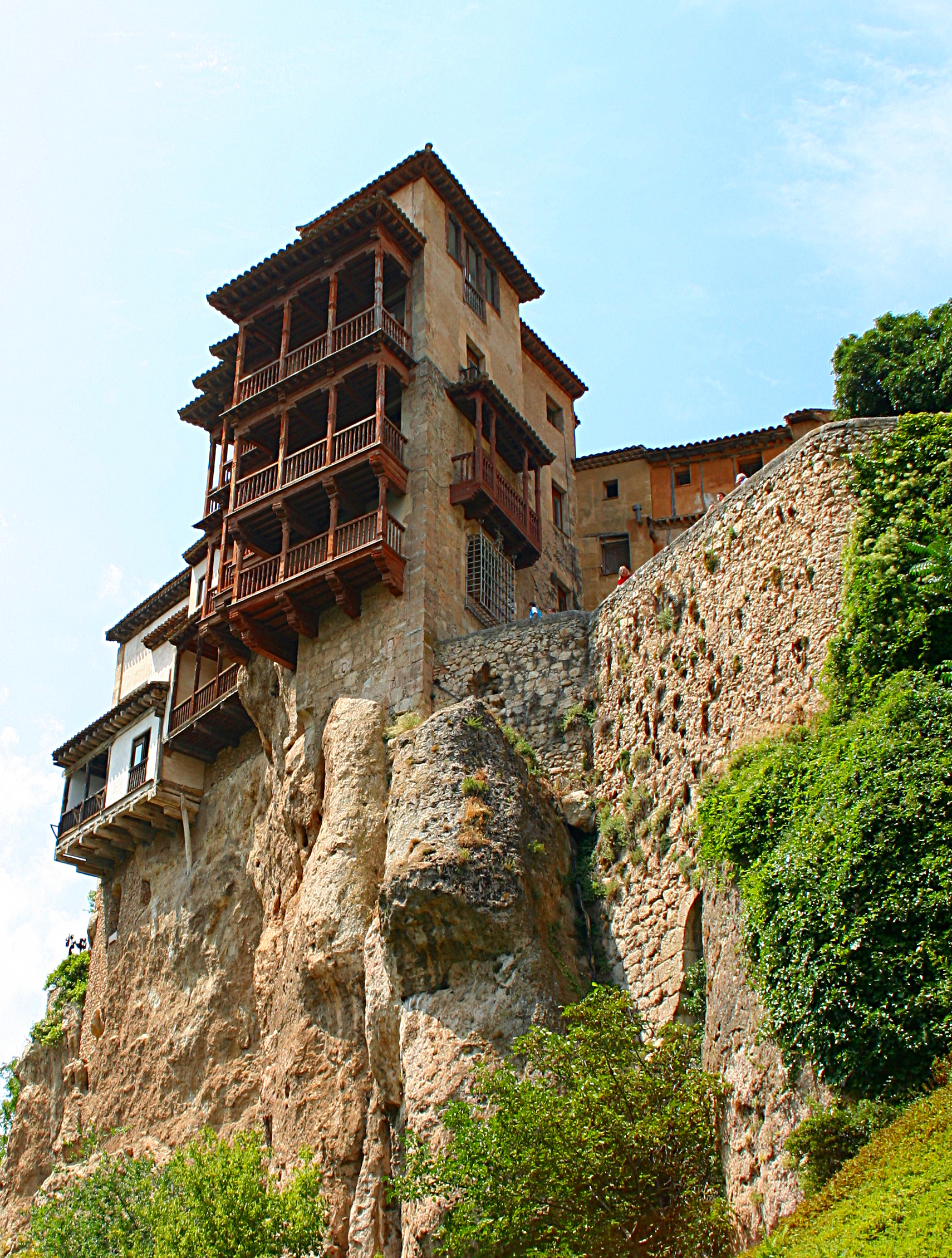
Casas Colgadas de Cuenca, sede del Museo de Arte Abstracto Español

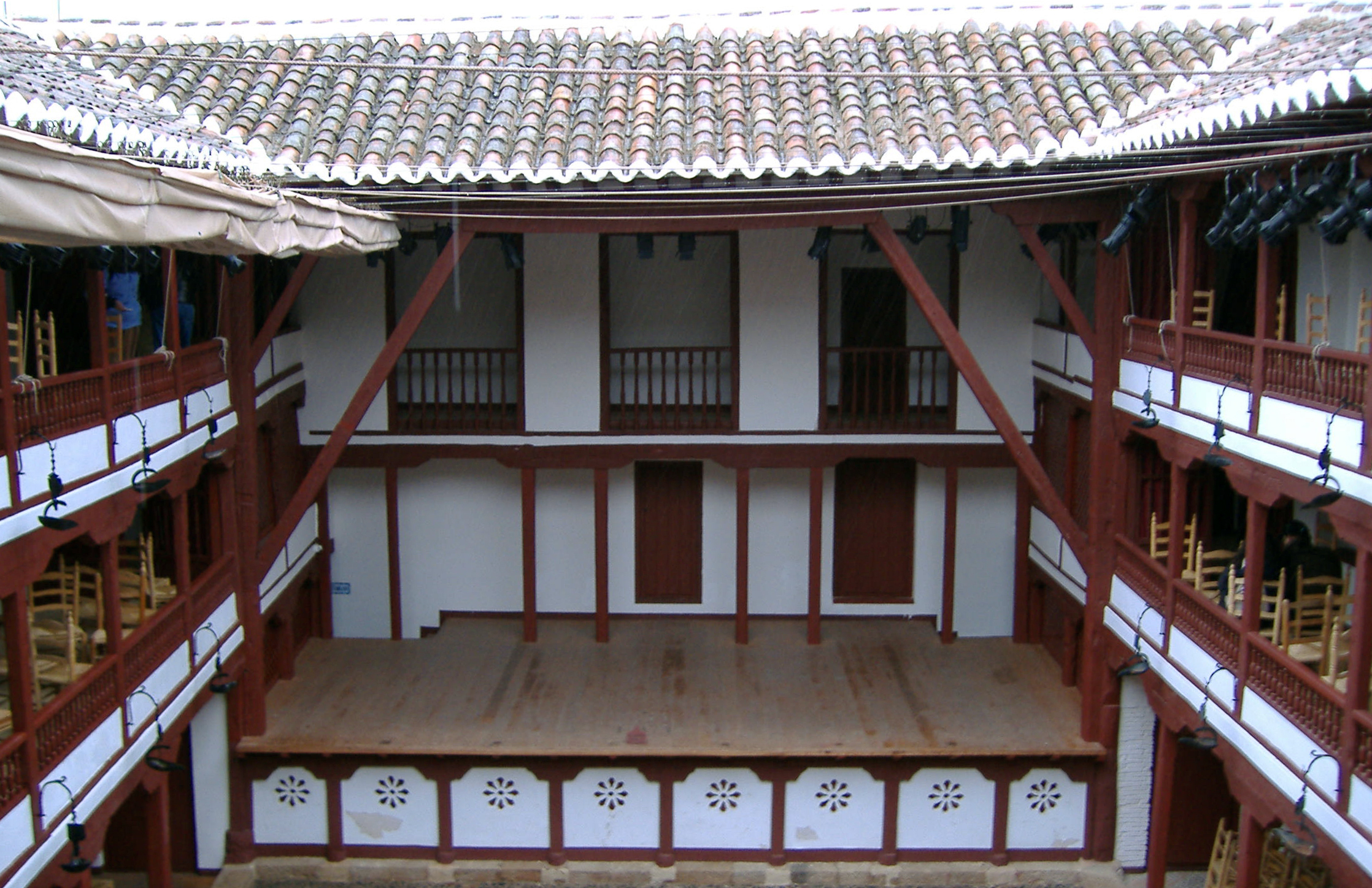
Corral de comedias de Almagro

Existen multitud de centros culturales y museísticos en toda la comunidad de Castilla-La Mancha que versan sobre los más variados asuntos.
Museos

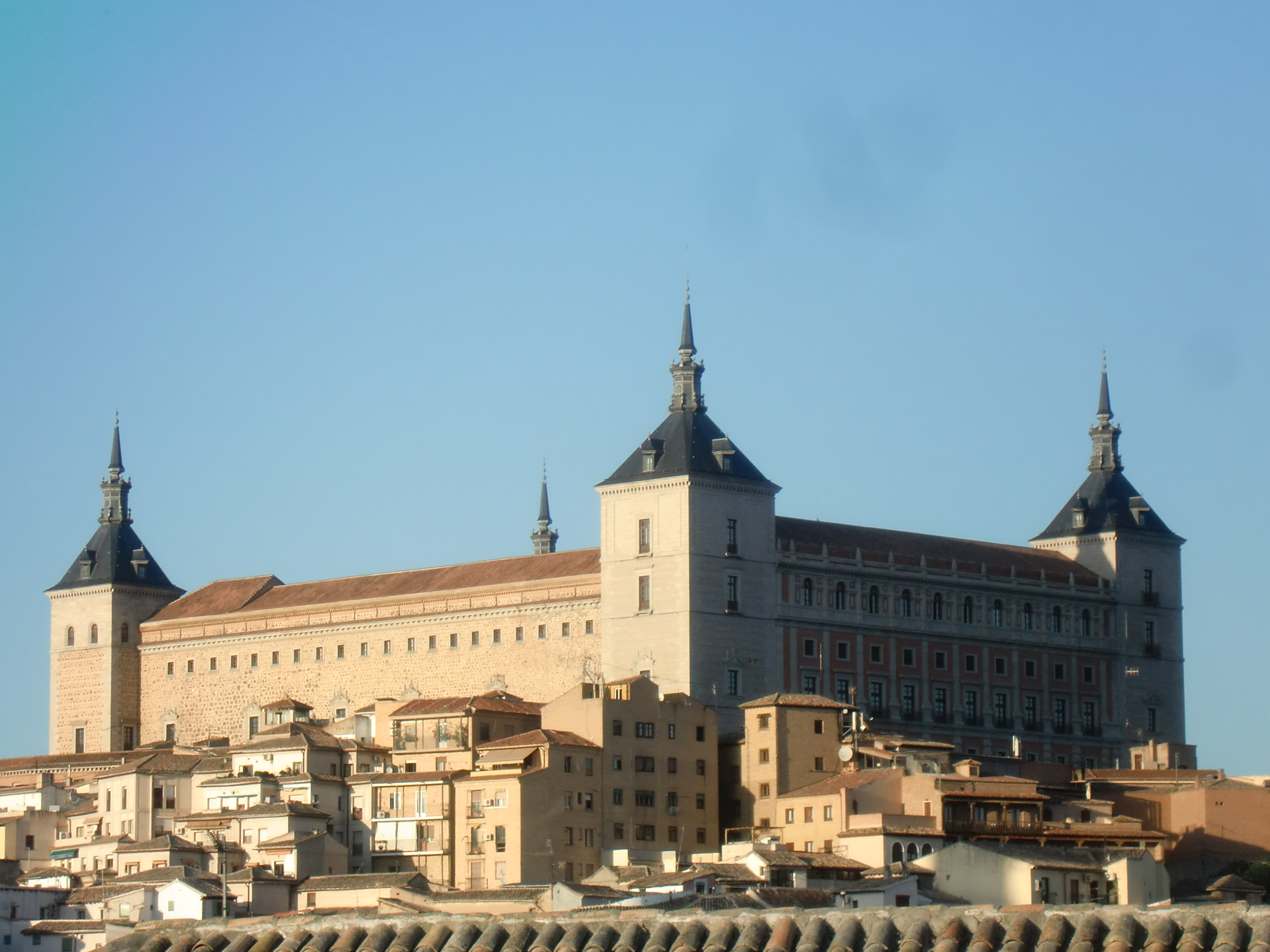
El Alcázar de Toledo es la sede del Museo del Ejército y de la biblioteca de Castilla-La Mancha

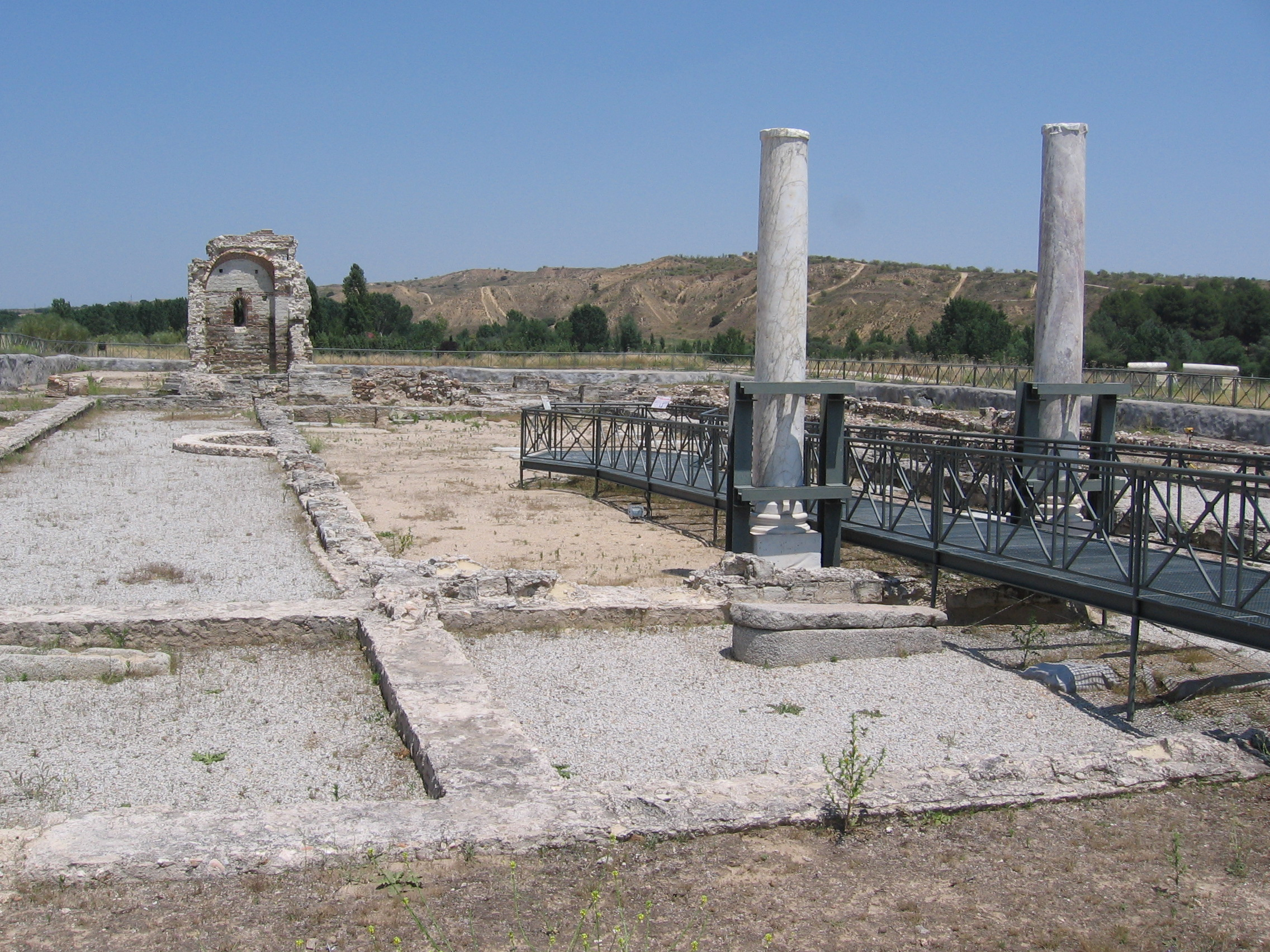
Parque Arqueológico de Carranque

En Castilla-La Mancha existen 184 museos, dedicados a múltiples campos: arqueología, historia, etnografía, pintura, minería, teatro, vino o cuchillería. De ellos, el Gobierno de Castilla-La Mancha gestiona doce museos, habiendo pasado por ellos más de 550 000 visitantes al año.
Teatros
La comunidad cuenta con una red de teatros que ofrecen una programación variada para los ciudadanos. Cada año se realizan cerca de 2300 actuaciones en 250 municipios.
Parques arqueológicos
En Castilla-La Mancha existen cinco parques arqueológicos, distribuidos por las cinco provincias. Los yacimientos contienen restos de la Edad de hierro, la Edad de Bronce e incluso de la Alta Edad Media:
- Parque Arqueológico de Alarcos: Ciudad Real
- Parque Arqueológico de Segóbriga: Saelices (Cuenca)
- Parque Arqueológico de Recópolis: Zorita de los Canes (Guadalajara)
- Parque Arqueológico de Carranque: Carranque (Toledo)
- Tolmo de Minateda: Hellín (Albacete)

Parques temáticos
En Ciudad Real se encuentra el parque acuático Playa Park. Desde enero de 2019 existe en las afueras de Toledo el parque Puy du Fou sobre la historia de España. El complejo consta de villas artificiales que permiten una inmersión en la cultura e historia españolas y ha sido galardonado con diversos premios como el del mejor espectáculo del mundo o el del parque más innovador.
Patrimonio
Castilla-La Mancha cuenta con treinta Conjuntos Históricos, siendo dos de ellos, las ciudades de Cuenca y Toledo catalogadas como Patrimonio de la Humanidad, distinción que también ostentan el Patrimonio del mercurio de Almadén y otras doce localidades que forman parte del arte rupestre del arco mediterráneo de la península ibérica. Además, en la comunidad existen 773 bienes de interés cultural.

### Folclore y tradiciones populares

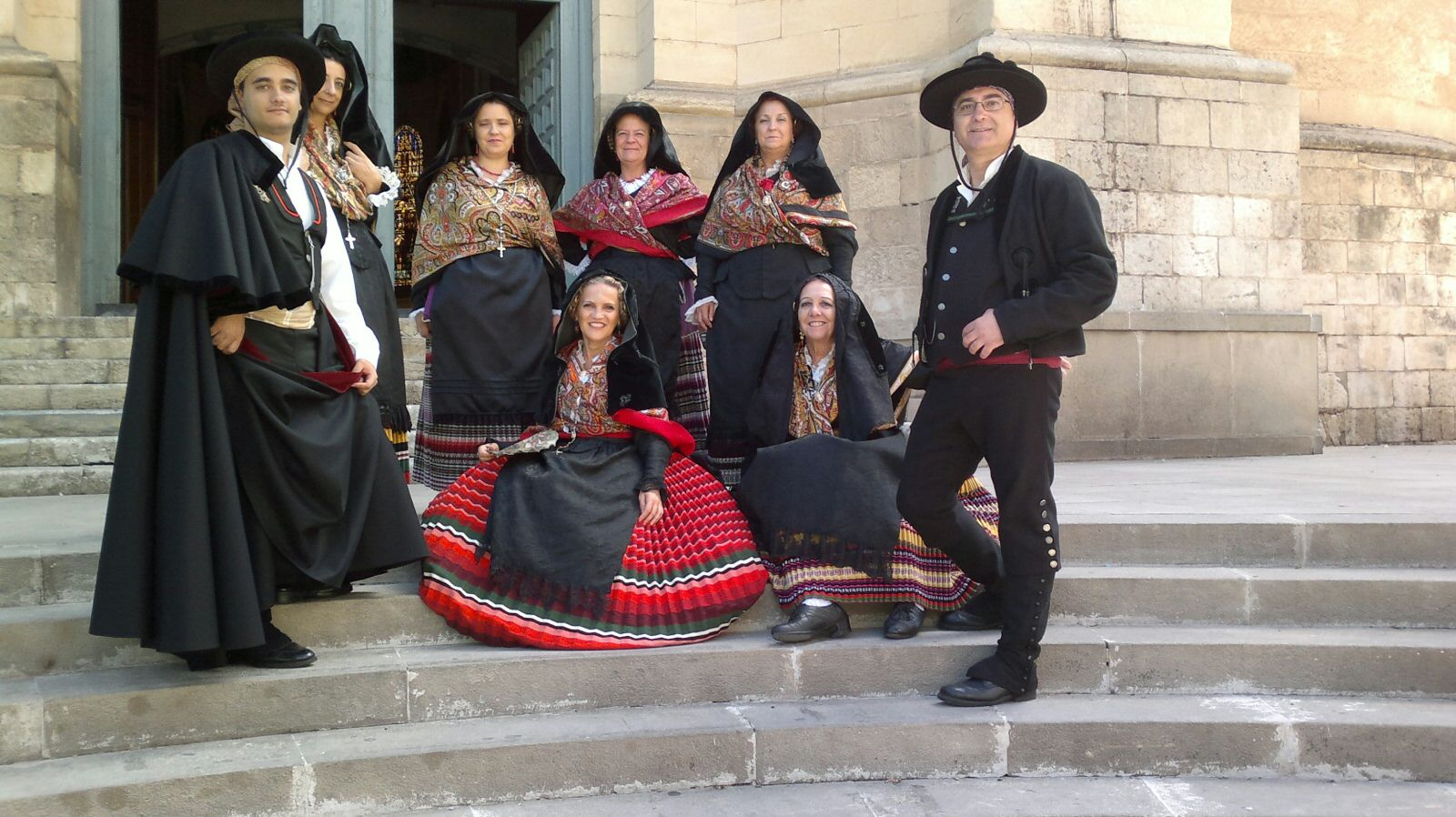
Personas con el traje tradicional manchego durante la feria de Albacete

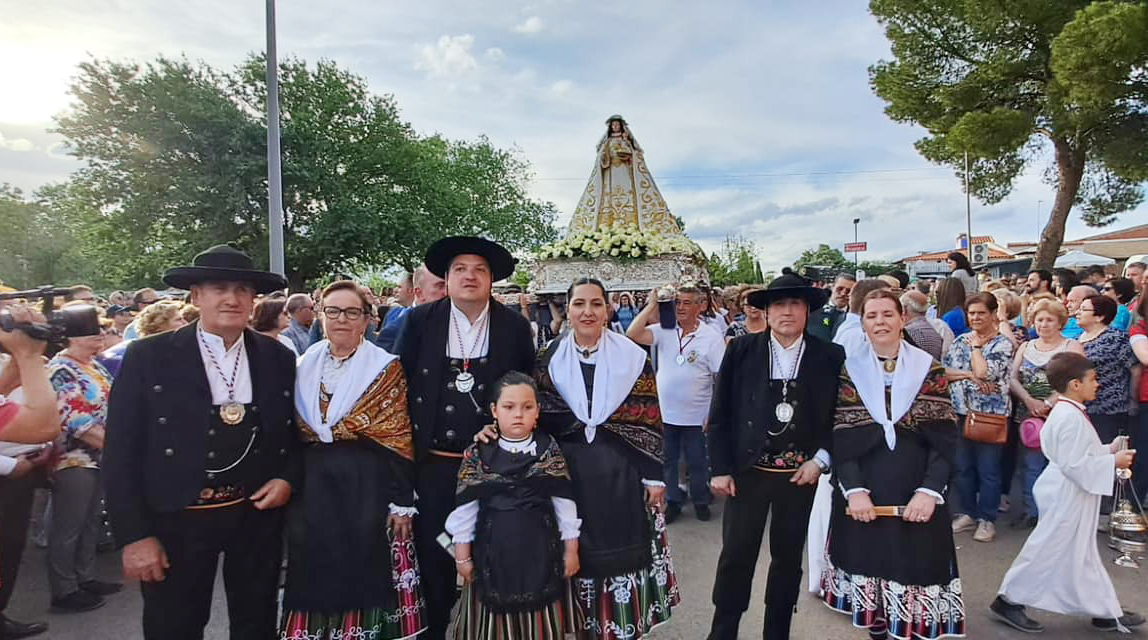
Los pandorgos de Ciudad Real en la romería Virgen del Monte de Bolaños de Calatrava

Castilla-La Mancha es una tierra rica en tradiciones y costumbres de los más diferentes orígenes, algunas de ellas se remontan hasta las tradiciones paganas de los primeros pueblos ibéricos. La música tradicional de esta región es muy variada. Entre los bailes destaca, sin duda, la seguidilla manchega como pieza representativa, sin dejar de lado otras como las jotas o el fandango y sus variantes (fandanguillo, malagueña, rondeña, etc. También es una región rica en danzas rituales de palos, cintas o de castañuelas, que se ejecutan en fiestas patronales o del Corpus.
Entre los instrumentos musicales más representativos de su folclore es encontramos la guitarra, el laúd, la bandurria, el guitarro o requinto, la pandereta, etc. Entre los aerófonos destacamos la dulzaina, que está presente en la provincia de Guadalajara, en la de Toledo, (comarca de Torrijos y Mancha Alta de Toledo) en la de Cuenca, (sobre todo en la Mancha occidental, la Alcarria y en la Serranía) y en la de Albacete (Lezuza, Chinchilla, Pozohondo, Villarrobledo, Cenizate, Riópar, etc.), donde aún se tocan ejemplares sin llaves de factura más antigua.

#### Ferias y fiestas
En Castilla-La Mancha existen fiestas y ferias en cada localidad, fruto de una larga tradición y de diversas influencias. La región cuenta con cinco fiestas de interés turístico internacional, que son la feria de Albacete, la Semana Santa en Hellín, la Semana Santa en Cuenca, la Procesión del Corpus Christi en Toledo y la Semana Santa en Toledo. o la "Ruta de la Pasión Calatrava" que comprende los municipios de Aldea del Rey, Almagro, Bolaños de Calatrava (Semana Santa en Bolaños de Calatrava), Calzada de Calatrava, Granátula de Calatrava, Moral de Calatrava, Pozuelo de Calatrava, Torralba de Calatrava y Valenzuela de Calatrava. 
Otras fiestas destacadas son las fiestas de la Virgen de la Antigua de Guadalajara, las fiestas de la Pandorga de Ciudad Real o las Fiestas Mayores de Almansa (Moros y Cristianos), estas últimas declaradas de Interés Turístico Nacional.

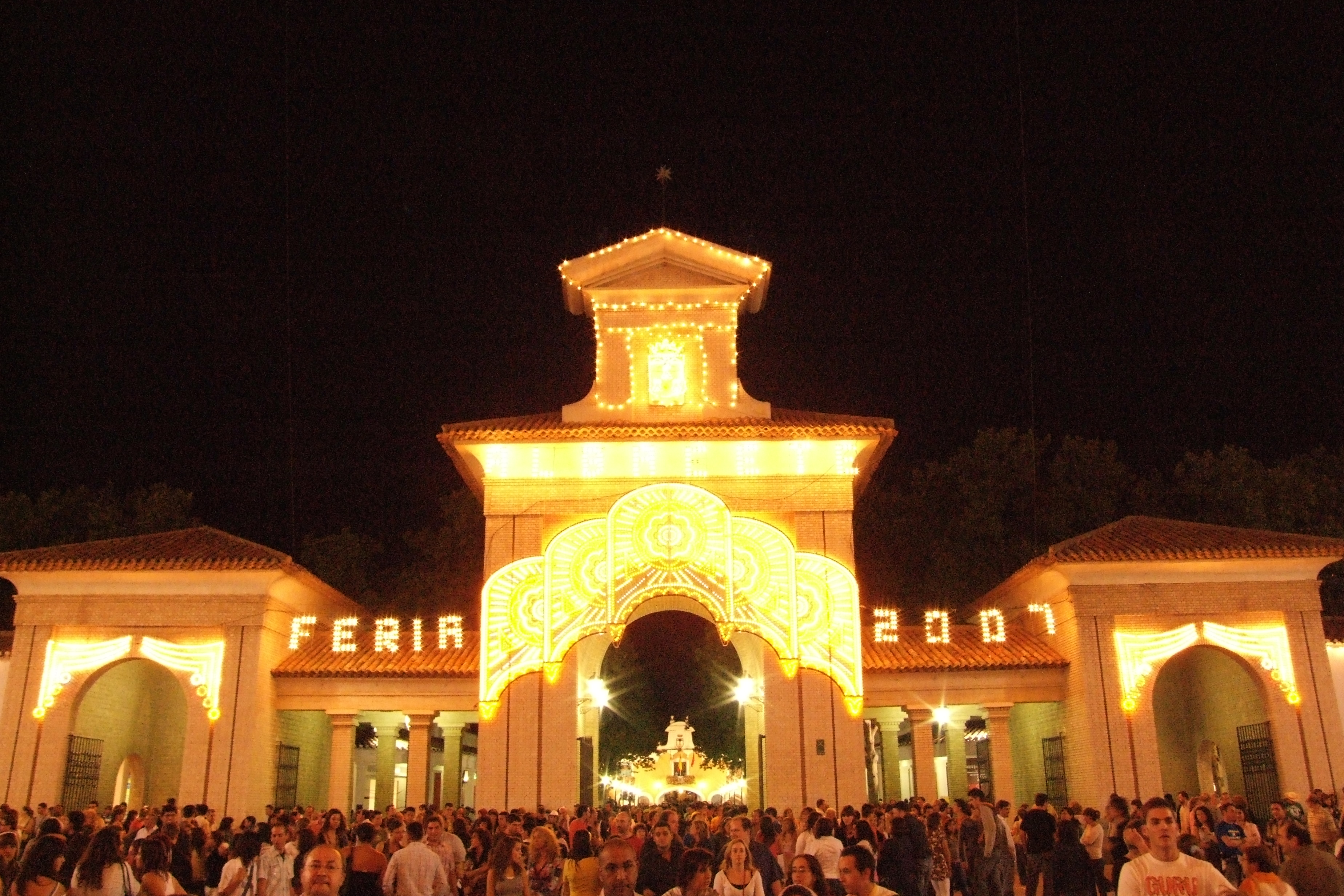
Feria de Albacete, que recibe anualmente más de dos millones de visitantes
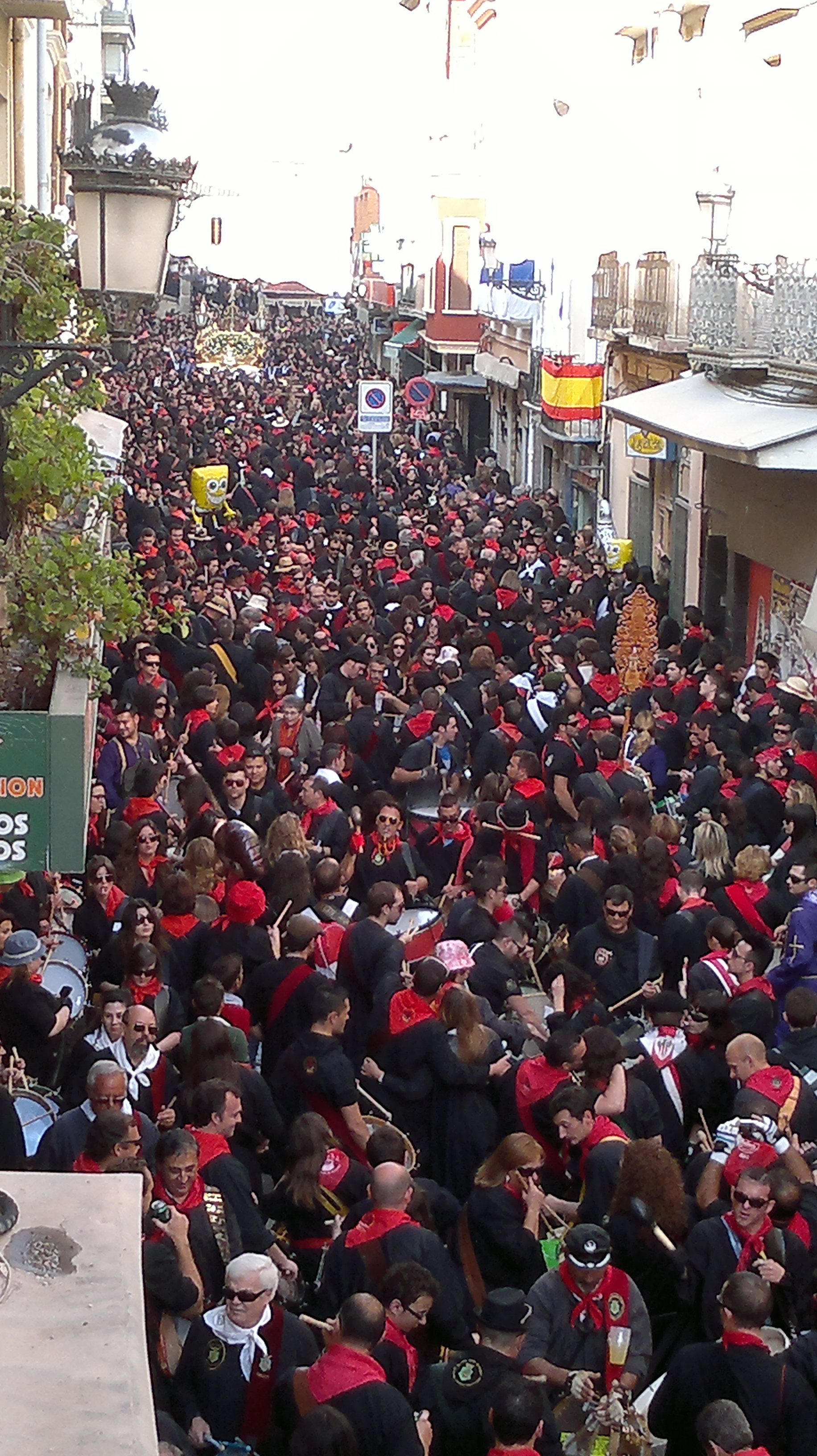
Tamborada de la Semana Santa en Hellín, Albacete
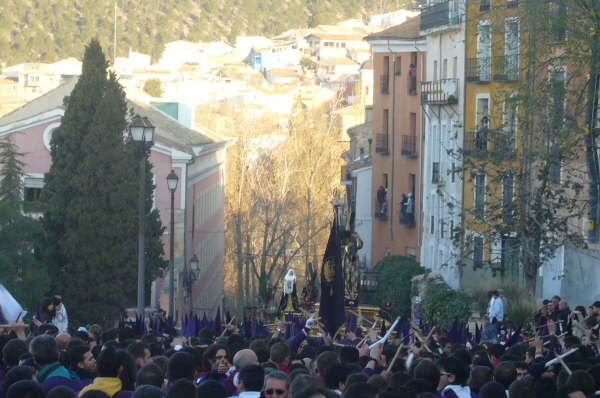
Procesión de Las Turbas de la Semana Santa en Cuenca
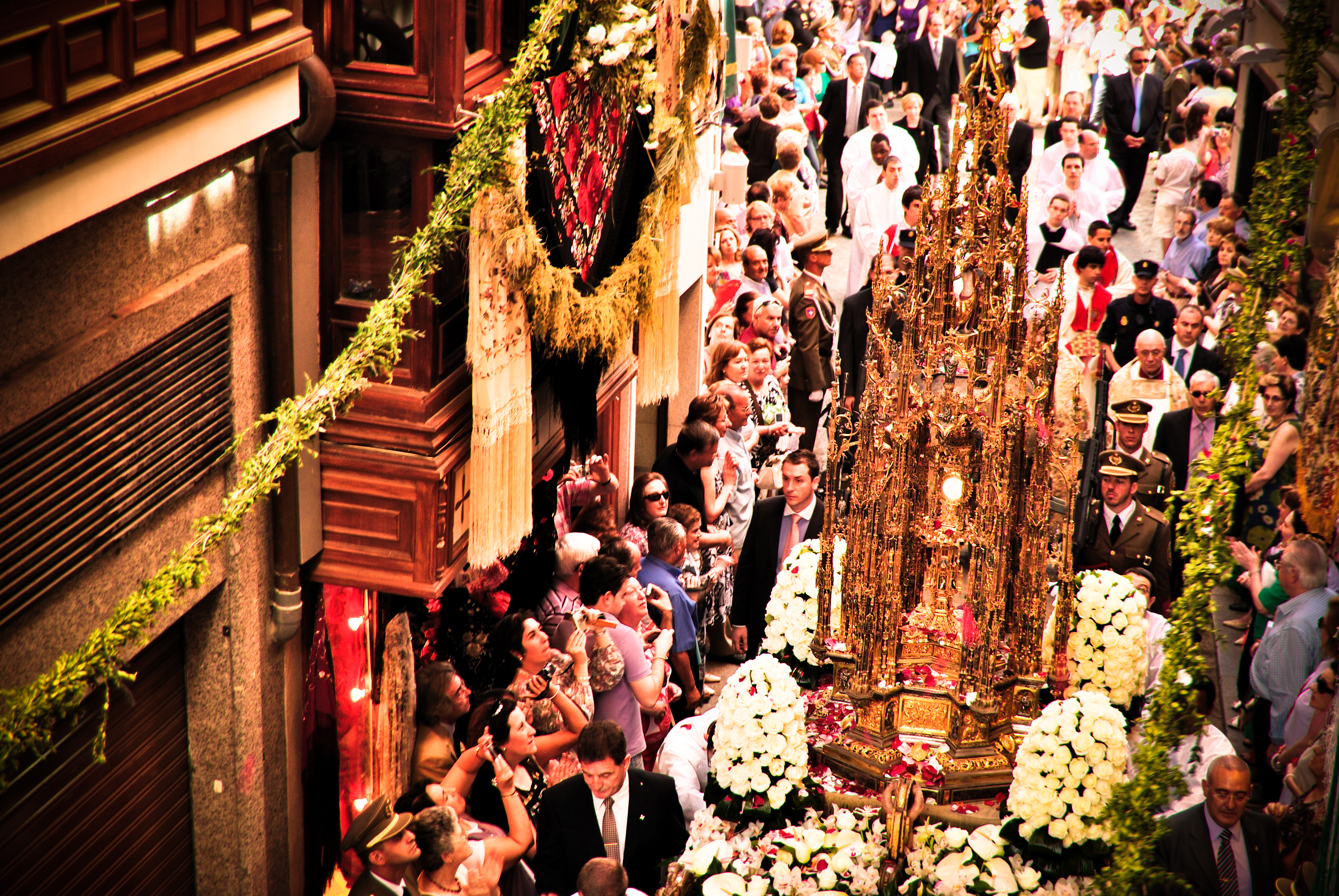
Procesión del Corpus Christi de Toledo
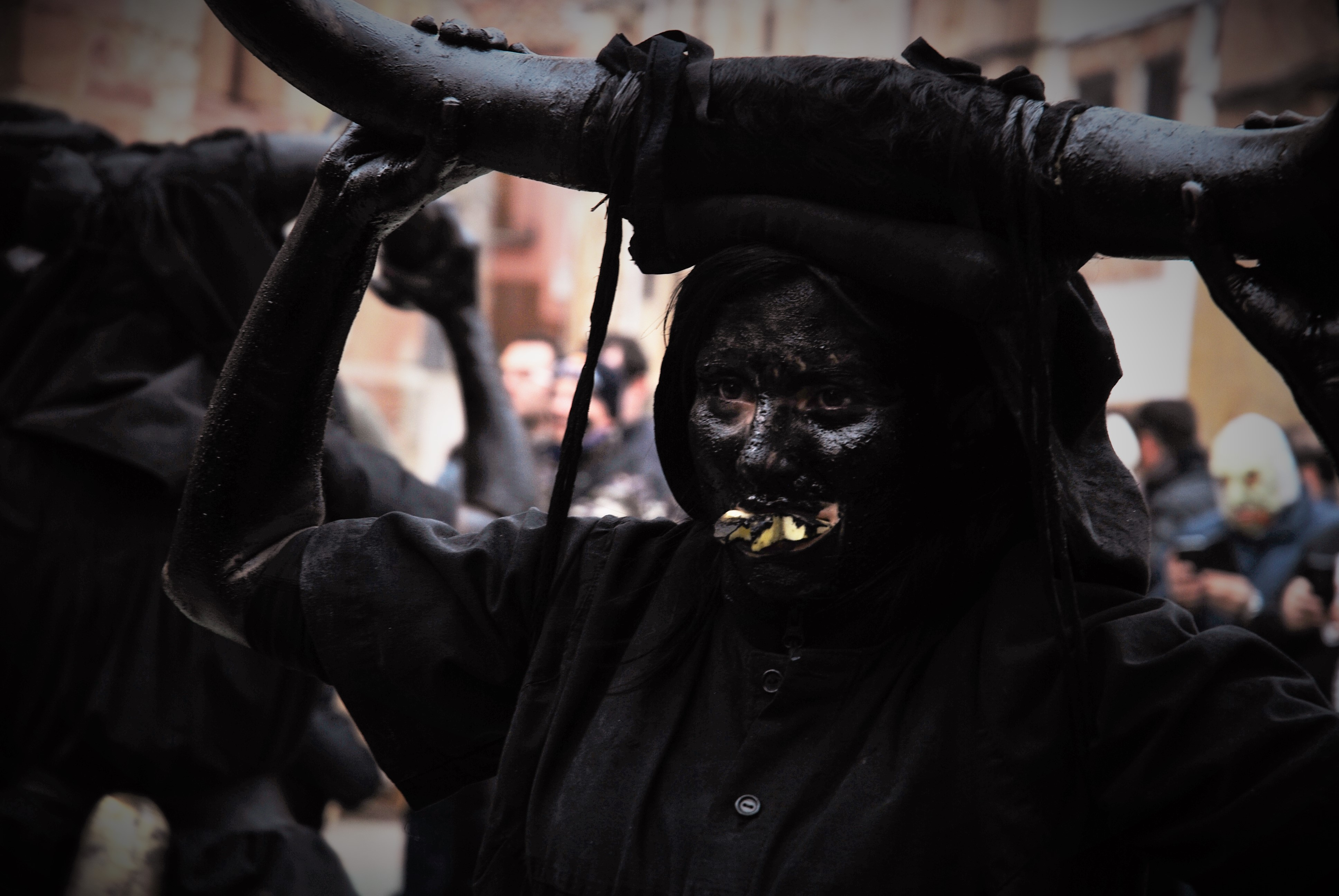
Carnaval de los Diablos en Luzón, declarado fiesta de interés regional

#### Tradiciones

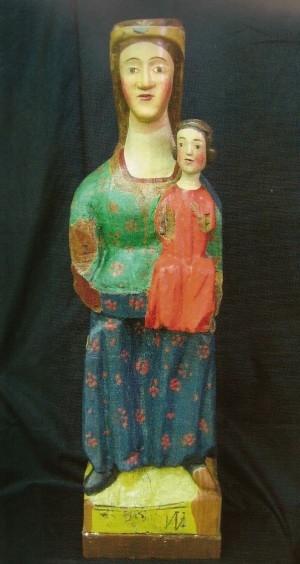
Talla de la Virgen de Cortes, Alcaraz, provincia de Albacete

Además de las ferias y fiestas, en Castilla-La Mancha hay tradiciones antiquísimas que hunden sus raíces en el pasado. Destacan las que tienen un trasfondo religioso, como las romerías de Nuestra Señora del Monte de Bolaños de Calatrava, la romería de Nuestra Señora de Cortes en Alcaraz o el Cristo de Urda en Toledo. En enero las hogueras de San Antón que se celebran en múltiples localidades. También existe en amplias zonas la tradición de los mayos en donde se cantan y bailan jotas al compás de rondallas y grupos.

#### Tauromaquia

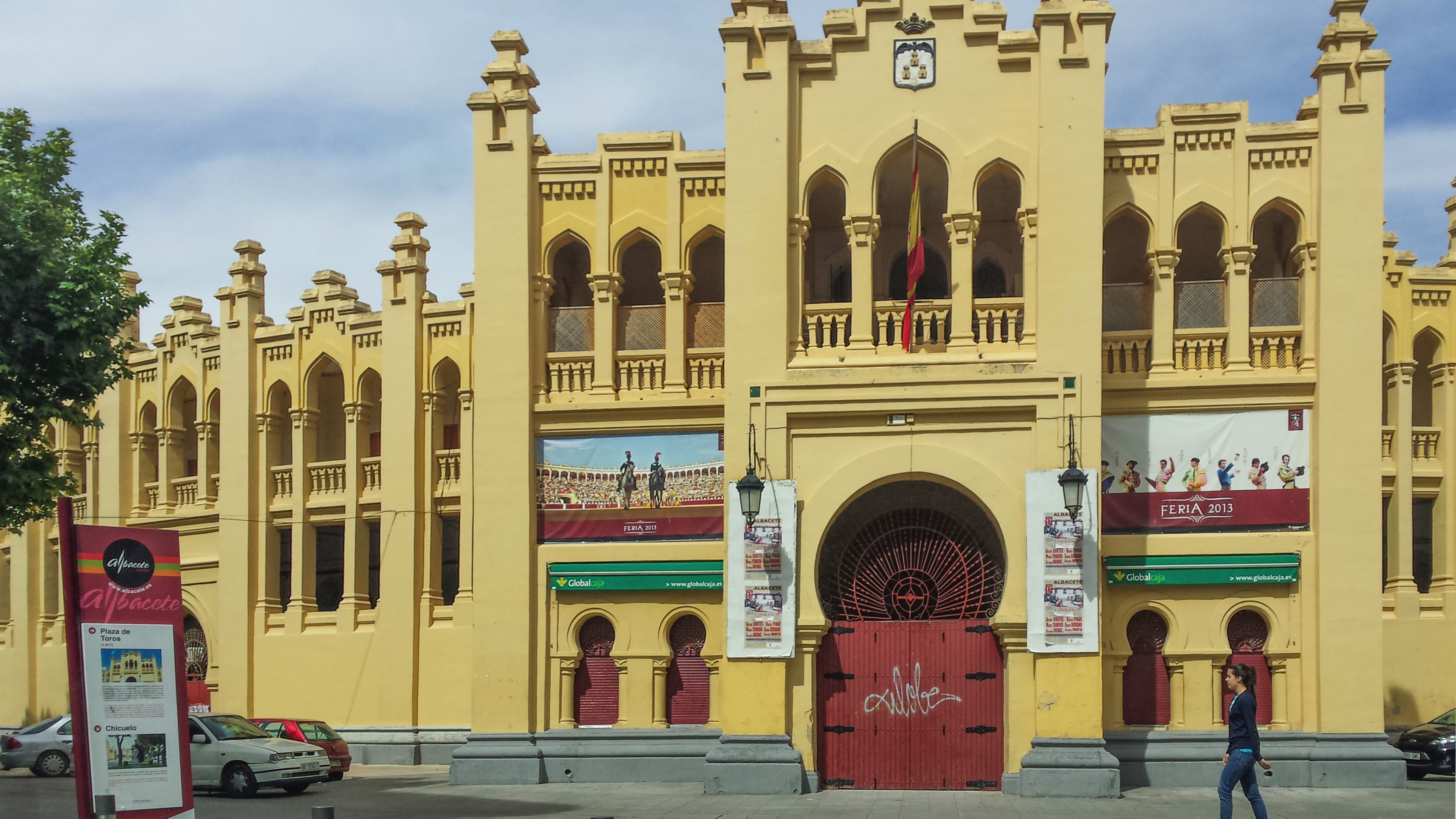
Plaza de toros de Albacete, la más grande de Castilla-La Mancha. Con capacidad para 12 000 espectadores, acoge la Feria Taurina de Albacete, una de las más importantes de España

La Tauromaquia cuenta con una dilatada historia en la Comunidad, prueba de ello es la existencia en Castilla-La Mancha de 195 plazas de toros permanentes.
En diciembre de 2011 la Junta de Comunidades de Castilla-La Mancha declaró la tauromaquia Bien de Interés Cultural (BIC), aunque ya con anterioridad se habían gestado medidas de apoyo al sector. En 2009, dicha fiesta generaba un montante de 250-300 millones de euros, existiendo en la comunidad 92 ganaderías de toros de lidia, celebrándose 2319 espectáculos taurinos, de los que 641 fueron profesionales (corridas de toros, corridas de rejones, novilladas, festivales taurinos o becerradas) y 1678 fueron populares, entre los que se encuentran las sueltas y encierros de reses y los concursos taurinos.

### Habla
En Castilla-La Mancha la lengua oficial es el castellano, aunque se pueden encontrar diversos dialectos a lo largo del territorio. En la zona más septentrional de la región se asienta el dialecto castellano septentrional, que afecta a las provincias de Guadalajara y norte de Cuenca. En la zona noroccidental conocida como Tierras de Talavera se habla un castellano muy similar al del norte de Extremadura y en las provincias de Albacete, Ciudad Real y sur de Toledo y Cuenca se encuentra el dialecto manchego.
Algunos rasgos lingüísticos y algunos apellidos de la localidad albaceteña de Caudete sugieren que el valenciano se pudo llegar a hablar, en coexistencia con el castellano, en dicha localidad, que formó parte de Valencia entre los siglos XV y XVIII.

### Gastronomía

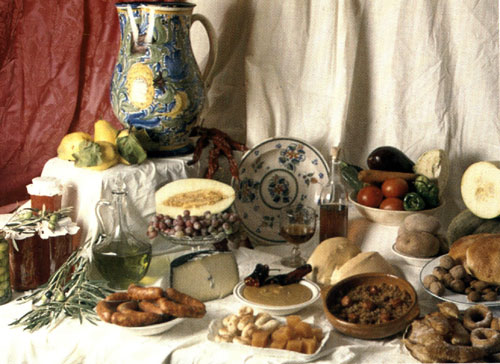
Productos típicos de la región

No se puede entender la cocina de Castilla-La Mancha sin hacer un repaso a la obra universal de Miguel de Cervantes, El ingenioso hidalgo don Quijote de La Mancha. En esta obra, que se puede considerar un auténtico compendio de la cocina manchega y castellana, Cervantes, a través de los 126 capítulos que la componen, hace referencia a unas 150 recetas y platos típicos de la Comunidad, como pueden ser los afamados duelos y quebrantos, el pisto manchego o las migas en cualquiera de sus variedades: castellanas o manchegas.

Vinos con Denominación de Origen de Castilla-La Mancha

La cocina castellanomanchega está conformada por gran variedad de platos fuertes y arraigados, aunque de elaboración sencilla. La base de esta cocina está en la gran variedad de productos hortofrutícolas de calidad del que dispone la Comunidad, sin olvidar la carne, teniendo la caza un gran protagonismo en muchos platos típicos, a los que hay que añadirle el vino, ya que Castilla-La Mancha posee una importante extensión de viñedo, no obstante es considerada como "el mayor viñedo del mundo con sus cerca de 600 000 hectáreas".
Pese a este carácter tradicional de la cocina regional, hoy en día, se puede encontrar gran cantidad de restaurantes y mesones en los que degustar los platos tradicionales de una forma más creativa y con un toque de calidad.
Además, Castilla-La Mancha posee una gran cantidad de oferta agroalimentaria de calidad reconocida y protegida a través de las veinticinco denominaciones de origen existentes en la comunidad a las que se acogen numerosos productos agroalimentarios.

### Deportes
Castilla-La Mancha es una comunidad con gran tradición deportiva, en donde existe una amplia red de instalaciones y recintos deportivos. Todos los municipios de Castilla-La Mancha, incluso lo más pequeños, cuentan con algún recinto para la práctica deportiva. En 2010, el 39 % de la población practicaba algún tipo de actividad deportiva, contando en 2010 con 6551 clubes federados distribuidos por las 42 federaciones deportivas territoriales existentes, y en donde están inscritos 153 311 deportistas. Además, Castilla-La Mancha cuenta con un programa de apoyo al deporte de élite Castilla-La Mancha Olímpica que apoya a los deportistas de alto nivel de la comunidad (más de 50 deportistas en 2010).
Deporte de masas

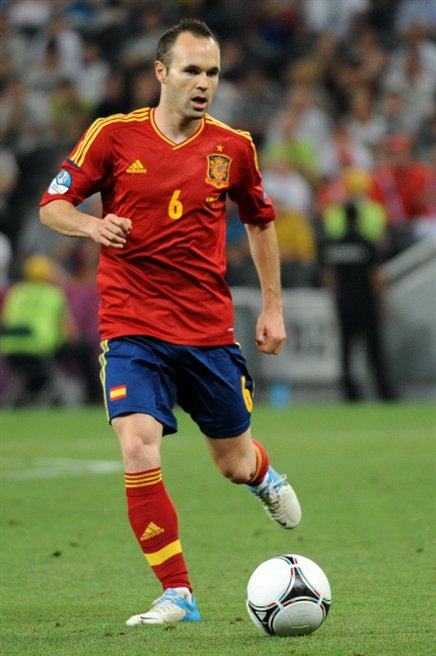
El albaceteño Andrés Iniesta está considerado como uno de los mejores futbolistas del mundo de su generación

Los deportes más populares en Castilla-La Mancha por su seguimiento, afición o práctica son el fútbol, el baloncesto, la natación, el ciclismo, el atletismo, el fútbol-sala, el balonmano o la caza.

El club de fútbol más importante de Castilla-La Mancha es el Albacete Balompié, un histórico del fútbol español y el único equipo de la región que ha militado en primera división, en un total de 7 temporadas. Entre los clubes más destacados en la comunidad autónoma se encuentra el U. D. Socuéllamos, la U.B. Conquense, el Deportivo Guadalajara o el C.D. Toledo. Además en esta disciplina la comunidad ha contado con excelentes jugadores y entrenadores de prestigio internacional como el albaceteño Andrés Iniesta, autor del gol que dio a España el Mundial de Sudáfrica 2010, los ciudadrealeños Santiago Cañizares o Juande Ramos, o los toledanos David De Gea o Abel Resino, entre otros.

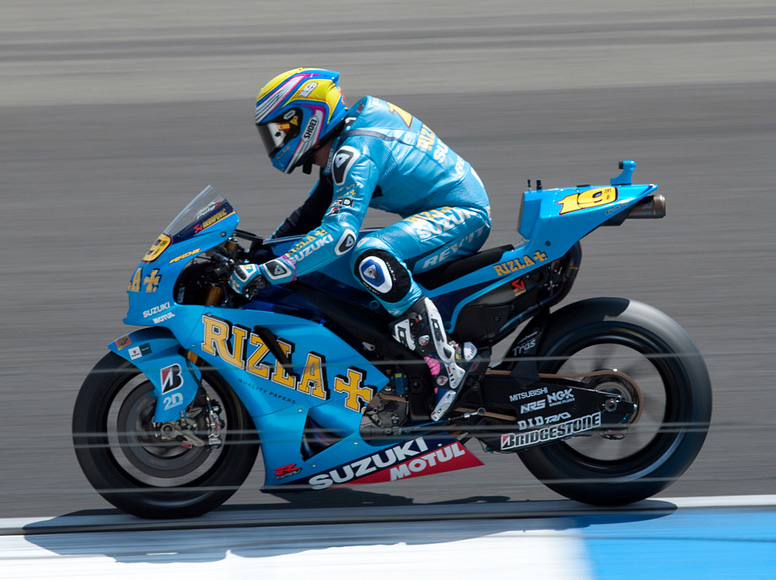
El talaverano Álvaro Bautista en el GP de los Países Bajos de 2010

En balonmano es innegable la importancia que ha tenido durante los últimos años el Club Balonmano Ciudad Real, consiguiendo convertirse en uno de los clubs más laureados de Europa, aunque también destacan otros equipos que militan o han militado en la Liga ASOBAL, como el B. Ciudad Encantada de Cuenca, el Club Balonmano Guadalajara o el Toledo Balonmano.
Castilla-La Mancha se encuentra también representada en la Liga Nacional de fútbol sala, con equipos como el Manzanares Fútbol Sala y Viña Albali Valdepeñas en Primera y el Talavera F.S..
En ciclismo destacan figuras, algunas de ellas leyendas del deporte, como el albaceteño Óscar Sevilla, el conquense Luis Ocaña o el toledano Federico Martín Bahamontes.
También cuenta la Comunidad con representantes del más alto nivel en el tenis como el albaceteño Guillermo García-López o el toledano Feliciano López.
En otros deportes, destacan los toledanos Álvaro Bautista o Julián Simón en motociclismo, que han conseguidos sendos mundiales, en atletismo sobresalen nombres como el del ciudadrealeño Roberto Parra, el conquense Juan Carlos de la Ossa, o el toledano Julio Rey.
Principales instalaciones y eventos

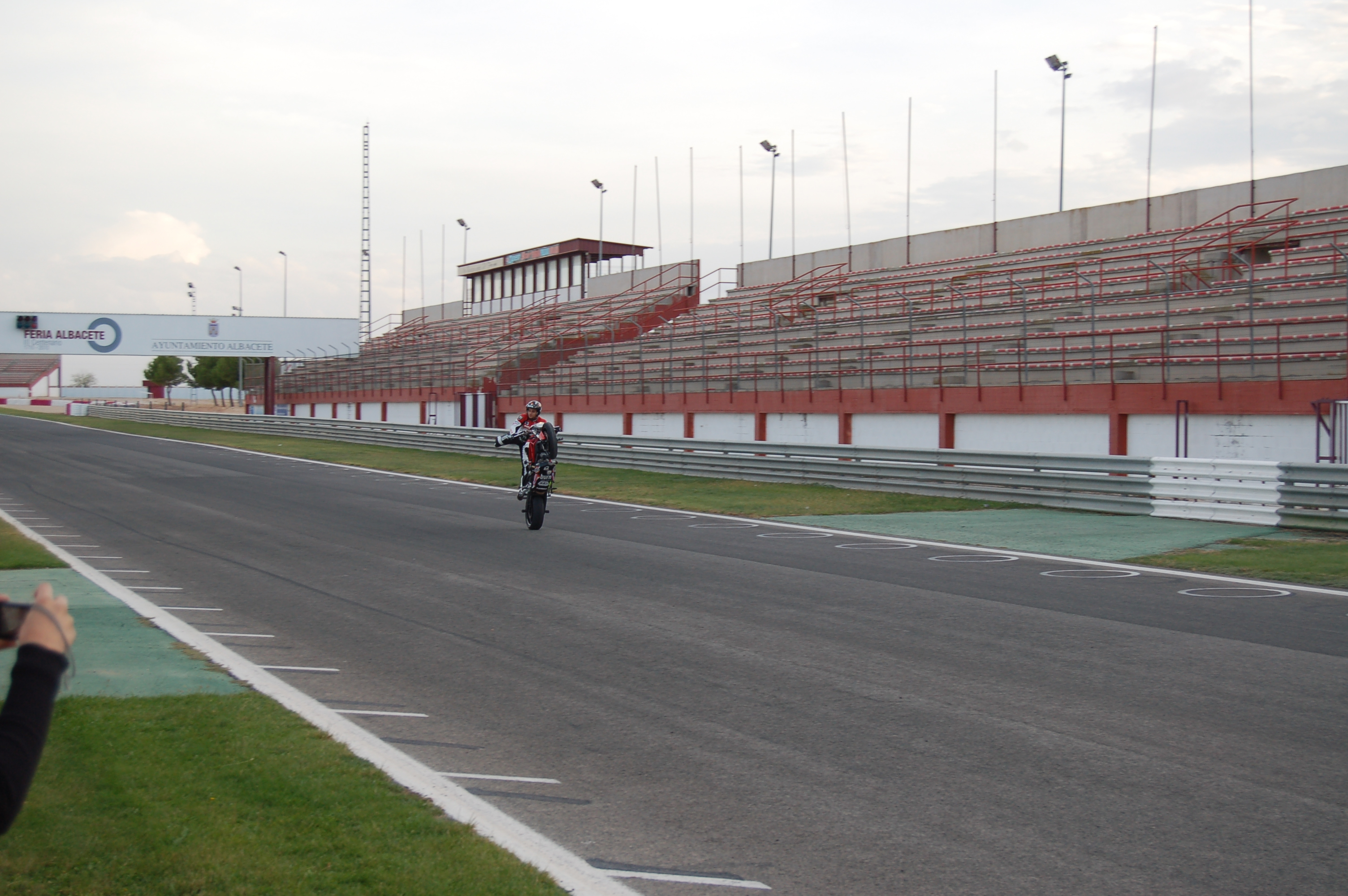
El Circuito de Albacete alberga importantes pruebas de carácter nacional e internacional del mundo del motor

En 2012 Castilla-La Mancha cuenta con un total de 6064 instalaciones deportivas repartidas por todos los municipios de la comunidad.
Del total de instalaciones destacan el Circuito de Albacete o el estadio Carlos Belmonte de Albacete, el Quijote Arena de Ciudad Real, el complejo deportivo La Fuensanta de Cuenca, el Estadio Pedro Escartín o el Palacio Multiusos de Guadalajara, o el Complejo deportivo del Salto del Caballo de Toledo.
Eventos deportivos
La tradición deportiva de Castilla-La Mancha se ha traducido en la organización de importantes eventos y citas del mundo deportivo, tanto de carácter nacional, europeo o mundial. De entre los eventos anuales destacan el FIM CEV International Championship, el Campeonato Mundial de Resistencia (Endurance World Championship), el Campeonato de Europa de Camiones o el Campeonato Europeo de Motociclismo en el Circuito de Albacete, el Campeonato de España de Motocross que celebra una prueba en Talavera de la Reina.
En 2013 Guadalajara será una de las sedes del Campeonato Mundial de Balonmano que acogerá España, celebrándose en la ciudad alcarreña la President's Cup.

### Medios de comunicación

#### Prensa escrita
En Castilla-La Mancha, además de los medios de carácter estatal, existen una amplia gama de medios de prensa escrita que recogen los más variados tipos de información autonómica y provincial. Incluso existen varios diarios que se distribuyen en toda la Comunidad o en gran parte de ella.
Prensa escrita y digital en Castilla-La Mancha (por provincias):
- Provincia de Albacete: La Cerca y La Tribuna de Albacete.
- Provincia de Ciudad Real: El Día de Ciudad Real, La Tribuna de Ciudad Real, La Tribuna de Puertollano, Lanza, La Comarca de Puertollano, Te Digo, Revista de Ciudad Real, Revista Pasos.
- Provincia de Cuenca: Cuenca News, Vocesdecuenca.es, El Día de Cuenca, Cuenca Información
- Provincia de Guadalajara: El Día de Guadalajara, Nueva Alcarria, El Decano, Guadalajara Dos Mil, La Crónica de Guadalajara, El Heraldo del Henares o Henares al día.
- Provincia de Toledo: El Día de Toledo, La Tribuna de Toledo, La Tribuna de Talavera, ABC Toledo, La Voz del Tajo, La Voz de Talavera, Revista Aquí o la Revista Ecos.

Además, existen otros medios digitales de carácter autonómico: La Cerca, encastillalamancha.es (ENCLM), Cuadernos Manchegos, Diario de Castilla-La Mancha, Global Castilla-La Mancha o El Digital de Castilla-La Mancha, Periódico de Castilla-La Mancha [periodicoclm.es], incluso de carácter deportivo como El Digital Deportivo, entre otros.

#### Radio
En Castilla-La Mancha destaca la emisora pública de Radio Castilla-La Mancha perteneciente al ente de Radiotelevisión de Castilla-La Mancha. Empezó sus emisiones el 30 de mayo de 2001.
Además de las emisoras de carácter estatal, existen multitud de cadenas radiofónicas de carácter municipal, comarcal o provincial que se distribuyen por todo el territorio autonómico. Por su importancia destacan las cadenas: Radio Azul, Radio Surco, o Nova Onda.

#### Televisión
Cadena pública
El Ente Público Radiotelevisión de Castilla–La Mancha cuenta con una cadena de televisión, Castilla-La Mancha Televisión, creada mediante la aprobación de la Ley de Creación del Ente Público de Radiotelevisión de Castilla–La Mancha de 26 de mayo de 2000, empezando sus emisiones el 13 de diciembre de 2001.
- Castilla-La Mancha TV
- Castilla-La Mancha TV HD

Cadenas privadas
Castilla-La Mancha cuenta actualmente con un canal de televisión privada de ámbito autonómico.
- La Regional

Emiten en todo el territorio además existe un amplio abanico de cadenas de carácter local o municipal, comarcal o provincial.